# Pontevedra
Pour les articles homonymes, voir Pontevedra (homonymie).
Ne doit pas être confondu avec Pontedeva.
Pontevedra (prononcé en espagnol : /ponteˈβeðɾa/ ; prononcé en français : /pɔ̃tevedʁa/) est une ville qui se trouve dans le nord-ouest de l'Espagne et de la Péninsule Ibérique. Capitale de la province de Pontevedra, ainsi que capitale de la région touristique des Rías Baixas (en galicien) ou Rías Bajas (en espagnol),,,,,, la ville est située dans le sud-ouest de la communauté autonome de Galice. Elle est surnommée « la ville où le piéton est roi »,,,.
La ville est surtout connue pour son urbanisme,,,,, sa piétonnisation,,,, et le charme de son centre historique,,. Elle est devenue une référence mondiale en matière de piétonnisation, d'accessibilité et de développement durable,,,,,. Plusieurs prix internationaux lui ont été décernés ces dernières années pour sa qualité urbaine et qualité de vie, son accessibilité et sa politique de mobilité urbaine, dont le prix européen Intermodes en 2013 à Bruxelles ; le prix international ONU-Habitat en 2014 à Dubaï (Émirats arabes unis),,, le prix d'excellence urbaine du Center for Active Design en 2015 à New York, ou le 1er premier prix de sécurité urbaine en milieu urbain de la Commission européenne en 2020,,, parmi d'autres. Différentes études européennes ou américaines sur son urbanisme exemplaire ont été réalisées ces dernières années,,. Le prestigieux journal britannique The Guardian l'a définie en septembre 2018 comme un paradis parmi les villes espagnoles,,,,.
Entourée de collines, la ville se trouve dans un méandre en bordure d'estuaire à l'embouchure du fleuve Lérez sur la mer, au fond de la Ria de Pontevedra, en plein centre des Rías Baixas. Centre économique et destination touristique, peuplée de 83 260 habitants au 1er janvier 2020, elle est à la tête d'une agglomération autour du fond de sa Ria de 130 000 habitants et d’une aire urbaine de plus de 200 000 habitants composée des communes de Poio, Marín, Sanxenxo, Bueu, Vilaboa, Cotobade, Ponte Caldelas, Barro, Soutomaior, Cerdedo, Caldas de Reis et Moraña. Par sa population Pontevedra, l'équivalent des villes françaises comme Avignon ou Poitiers, fait partie des villes moyennes espagnoles.
Le Camino portugués (« chemin portugais ») du pèlerinage de Saint-Jacques-de-Compostelle traverse la ville,, du sud au nord, Pontevedra étant la capitale de ce chemin de pèlerinage en Espagne. Des monuments importants liés au Camino en témoignent, comme l'Église de la Vierge Pèlerine, qui accueille les pèlerins, et le Pont du Bourg (Puente del Burgo) qui affiche les célèbres coquilles Saint-Jacques sculptées.
Pontevedra est la deuxième ville de Galice pour la richesse patrimoniale, après seulement Saint-Jacques-de-Compostelle. Ville d'art et d'histoire, celle qu'on surnomme encore « La bonne ville » (nom attribué par Jean Froissart dans ses Chroniques au XIVe siècle), ou « La ville du Lérez », est riche d'un important ensemble monumental comprenant notamment des places d'origine médiévale et des édifices religieux comme la Basilique Sainte-Marie Majeure (XVIe siècle) à la façade Renaissance plateresque, l'Église de la Vierge Pèlerine (XVIIIe siècle) baroque à la façade arrondie, les Ruines du couvent Saint-Dominique gothiques (XIIIe siècle), l'église Saint-François gothique (XIIIe siècle) ou encore l'église Saint-Barthélemy baroque (fin du XVIIe siècle) ou le couvent Sainte-Claire gothique (XIVe siècle). Son centre historique concentre de nombreuses maisons à blason (la Maison des Cloches du XVe siècle ou le palais García Flórez du XVIIIe siècle), des hôtels particuliers — hôtel des Mendoza, Villa Pilar — ainsi que d'anciens palais comme celui de Mugartegui (XVIIIe siècle), aujourd'hui reconverti en siège du Conseil Régulateur du vin Rias Baixas ou le palais des Comtes de Maceda, aujourd'hui reconverti en Parador National de Tourisme,. Un autre symbole majeur de la ville est le Perroquet Ravachol, dont la statue est au centre-ville. La ville possède aussi un port de plaisance tout près de son centre historique. À l'heure actuelle Pontevedra est une ville en plein renouveau. Elle est devenue la ville étendard du réseau des villes qui marchent et l'une des villes au monde où les enfants vivent le mieux, connue comme « La ville des enfants »,.
Pontevedra constitue un pôle administratif, politique, judiciaire, historique, culturel et militaire important. Au XVIe siècle, c'était la plus grande ville de Galice. La ville est marquée par une forte présence militaire et des services administratifs et de justice. Elle est le siège de la députation provinciale, de la préfecture (subdelegación del Gobierno) de la province de Pontevedra ainsi que de l'audience provinciale (cour d'appel) de la province de Pontevedra et d'autres importants organes judiciaires dans son Palais de Justice et dans la cité judiciaire de Pontevedra. La ville compte au total vingt-huit tribunaux. S'y trouvent aussi le commissariat et la gendarmerie provinciaux, la cité administrative de sa province et la Brigade d'infanterie légère aéromobile no 7.

## Toponymie

### Étymologie
Des études récentes ont mis en relation la naissance et fondation de la ville avec la colonie romaine de Turoqua sur la voie romaine Via XIX que les Romains situèrent sur la rive sud du fleuve Lérez.
Le nom de la ville dérive du latin Pontem Veteram, qui signifie littéralement « pont vieux » et qui fait référence au premier pont que les Romains construisirent pour traverser le fleuve Lérez et la Ria de Pontevedra. Toutefois, à l'heure actuelle, certains historiens avancent que, puisqu'en latin ancien, ponto (pontus) signifiait « mer » et vedra veut dire « vert », son nom pourrait être dû au vert particulier de la mer causé par les marées d'algues, étant la signification du nom de la ville « (de la) mer verte ».

## Géographie

### Localisation
Pontevedra est située entre La Corogne, à 120 km au nord et Porto au Portugal à 165 km au sud.

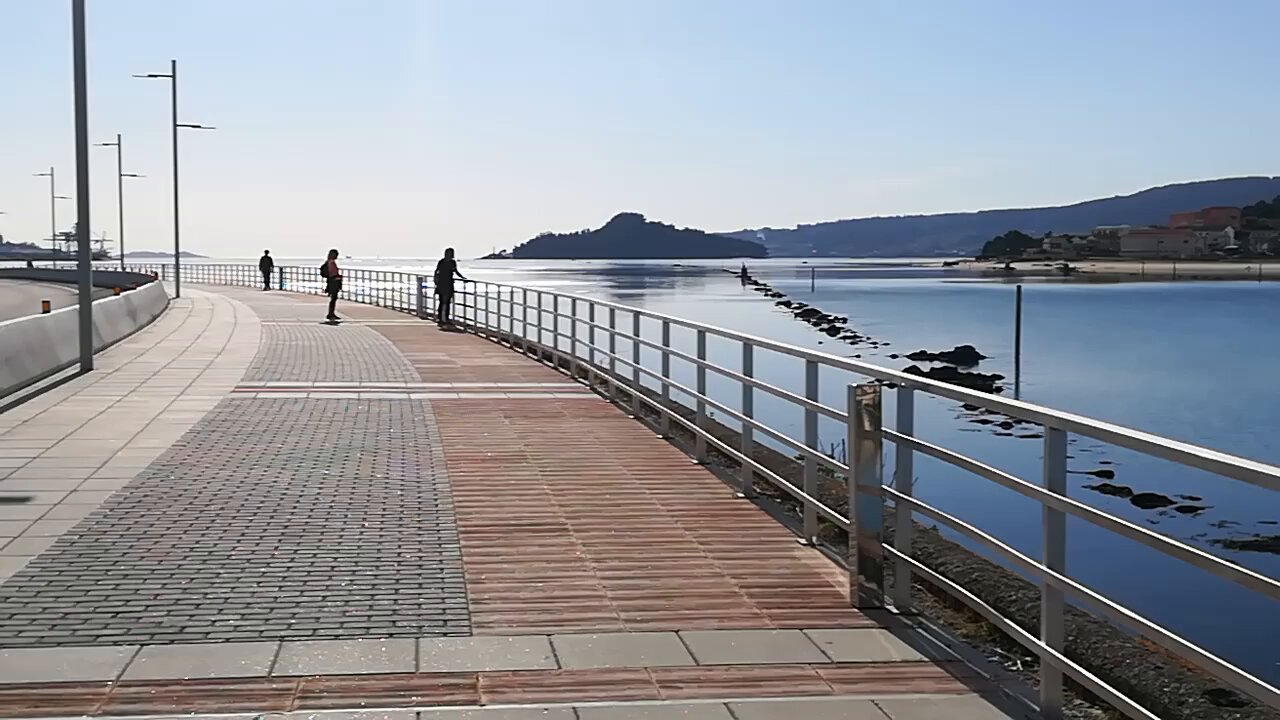
Front de mer de Pontevedra.

Pontevedra se trouve au fond de la ria du même nom dans l'estuaire du fleuve Lérez. Cet endroit a toujours été très stratégique, car c'est le premier point venant de la mer, à travers la ria, où l'on peut d'abord traverser du nord au sud au moyen d'un pont, à l'origine le pont du Bourg. La ville a été un carrefour depuis l'Antiquité en raison de sa situation stratégique. Son littoral s'étend du quartier d'Orillamar dans la ville elle-même (du port de plaisance ou du quai de Corbaceiras, en aval) jusqu'à Estribela, un quartier situé dans la paroisse civile maritime de Lourizán. La commune est limitrophe de la commune de Poio dans une agglomération urbaine, ce qui signifie que le pont de la Barque sert de frontière pour la séparation de l'ensemble du continuum urbain. La commune de Pontevedra couvre 118,3 km2 et s'étend sur une vingtaine de kilomètres du nord au sud. La petite île Insuíña ou de Medal, au sud, dans la paroisse civile de Puente Sampayo, appartient également à la commune.

### Hydrographie
La commune est traversée par plusieurs cours d'eau. Le fleuve principal est le Lérez qui traverse la commune d'est en ouest sur un parcours d'un peu plus de dix kilomètres avant de se jeter dans la ria de Pontevedra. L'effet des marées est clairement visible sur les ponts qui le traversent.

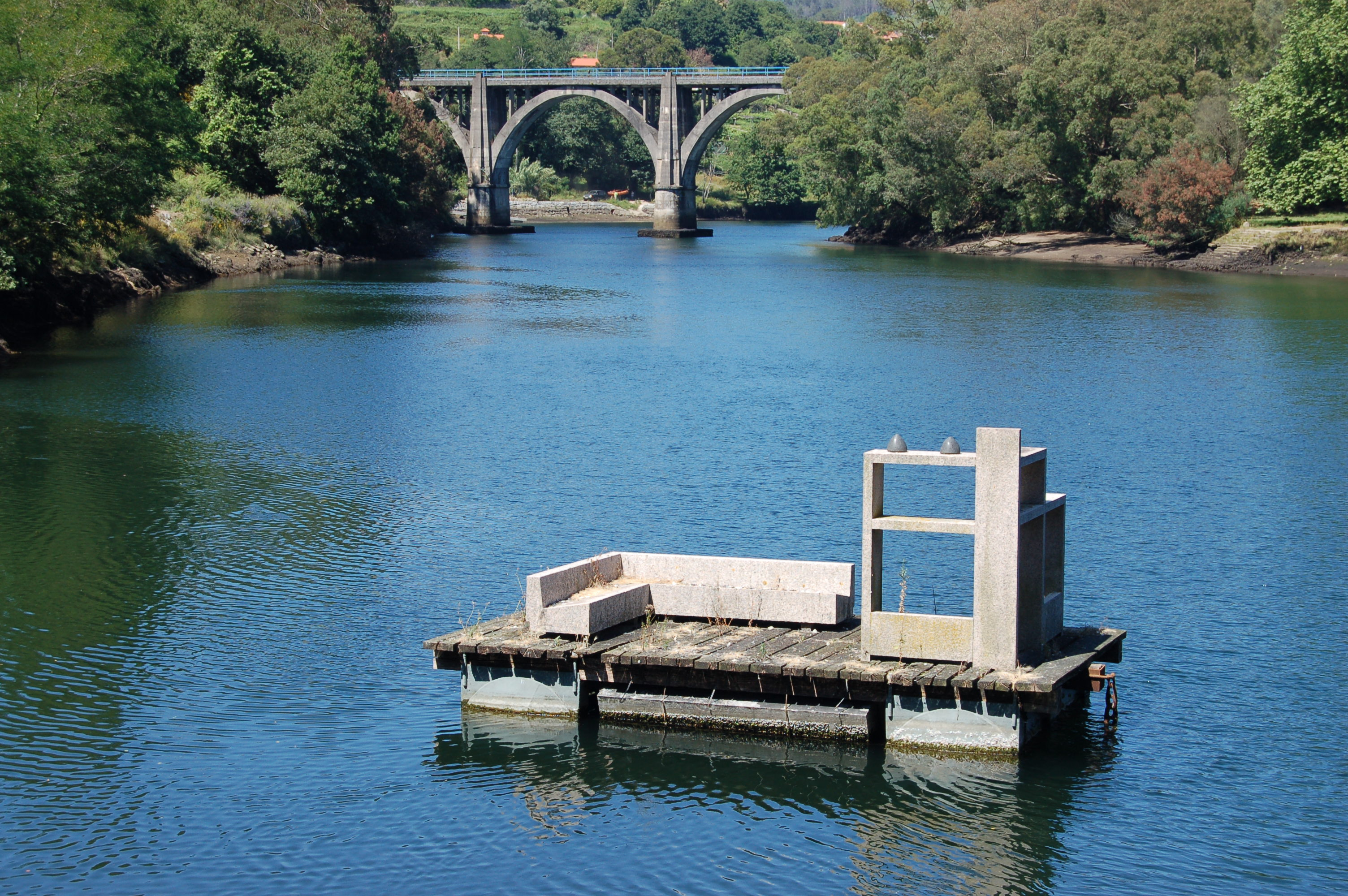
« Parc à moules » faisant partie des sculptures de l'île des Sculptures sur le fleuve Lérez.

Les autres cours d'eau qui traversent la commune sont la Tomeza, qui passe par le centre-ville où elle est appelée rivière Gafos et est canalisée sur son chemin à travers le quartier Campolongo et rejoint la ria dans le secteur de Corbaceiras, les rivières Rons et Gándara, qui sont les principaux cours d'eau de la partie nord de la commune et se jettent au milieu du parc naturel Marismas d'Alba dans le fleuve Lérez et la rivière Almofrei (affluent du fleuve Lérez à gauche), qui se jette dans celui-ci à Ponte Bora.
La rivière Verdugo se jette également dans la commune de Pontevedra, dans la paroisse civile de Ponte Sampaio. Le ruisseau Valdecorvos traverse la partie orientale de la ville, en bordure du quartier du même nom et coule de manière souterraine depuis la rue Casimiro Gómez jusqu'à son embouchure tout près du pont des Tirantes.
Pontevedra possède une zone humide aux portes de la ville, le parc naturel Marismas d'Alba, qui fait partie du Parc Xunqueira de Alba. La ville et les communes de la ria sont alimentées en eau par le Lérez, avec comme réserve d'approvisionnement le lac du barrage de Pontillón de Castro, situé dans la paroisse civile de Verducido, dans le nord de la commune de Pontevedra.

### Géologie et relief

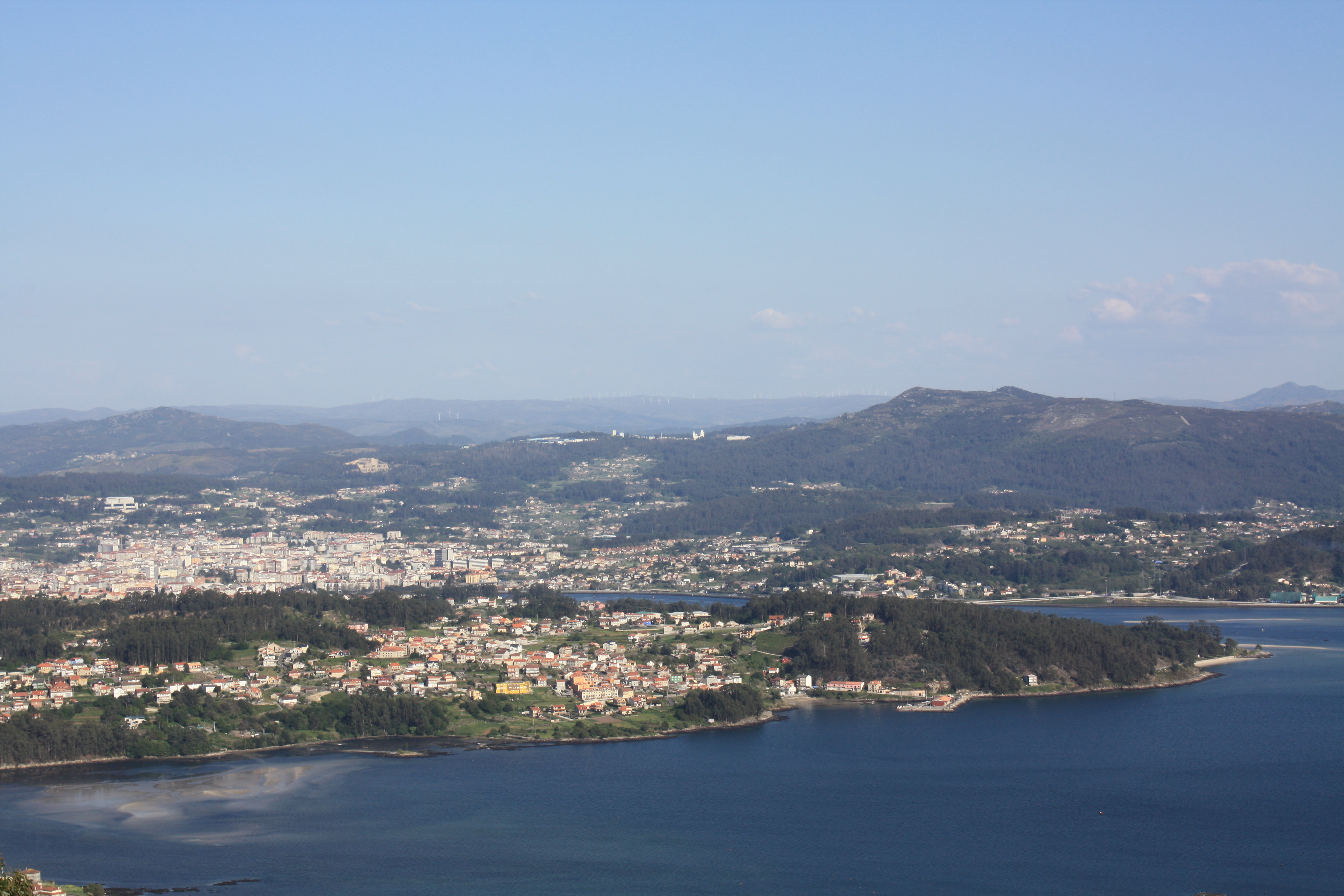
Vue partielle de la ville et de sa ria depuis la commune de Poio.

La ville est située à une altitude moyenne de 20 mètres, sur une colline rocheuse relativement aplatie par l'érosion qui, bien que peu élevée, a obligé le fleuve Lérez à l'entourer au nord avant de s'ouvrir sur la ria de Pontevedra. Cela signifie que les seules rues qui sont un peu raides sont celles qui descendent vers le fleuve et la ria. La ville s'étend au fond de sa ria en occupant les vallées des rivières Lérez et Tomeza. La commune de Pontevedra est située dans la région appelée Dépression Méridienne, traversée par le fleuve Lérez.
La commune de Pontevedra est entourée de quatre unités montagneuses de différentes tailles. Sur le côté nord, la montagne Acibal, à environ 14 kilomètres de la ville, avec un pic à 537 mètres d'altitude dans la commune voisine de Campo Lameiro. Sur le côté sud-est se trouve la montagne A Fracha, à environ 8 kilomètres de la ville, dont le sommet se trouve dans la commune voisine de Ponte Caldelas à 493 mètres et qui domine la ria de Pontevedra. Sur le versant nord-ouest se trouve le mont Castrove, dont le sommet se trouve dans la commune voisine de Poio à 613 mètres, bien que le versant est du mont appartienne à la commune de Pontevedra, atteignant là l'altitude maximale de la commune de 608 mètres. Il domine les rias de Pontevedra et d'Arousa. Dans cette unité montagneuse, dans le Monte Escusa de la commune de Meis, se trouve le terrain de golf de référence pour la ville de Pontevedra, le terrain de golf de Meis. Au sud de la ville se trouve la montagne Cotorredondo (communes de Marín et de Vilaboa) à une altitude moyenne de 400 mètres et à 8 kilomètres de la ville, avec son célèbre point de vue sur les rias de Pontevedra et Vigo et le lac Castiñeiras et le Parc Naturel Cotorredondo.

### Climat

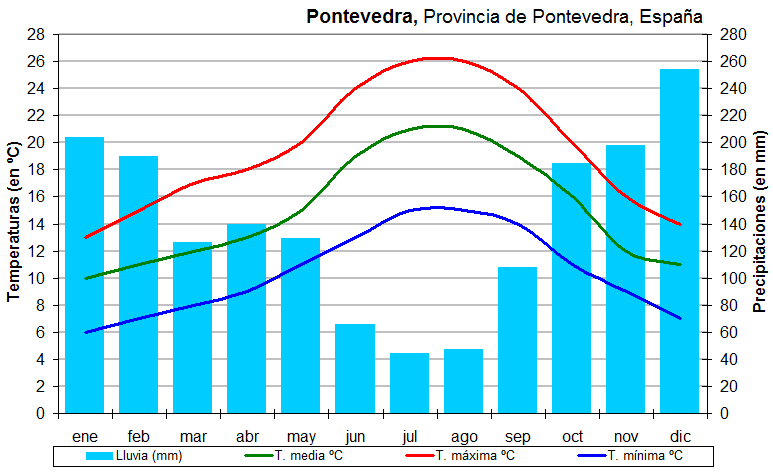
Graphique climatique de Pontevedra.

La ville est sous un climat océanique doux Cfb d'après le classement climatique Köppen. La température moyenne est de 14,8 °C.
Les hivers sont humides et en moyenne doux. Les étés sont relativement secs, modérément chauds et ensoleillés. Pontevedra bénéficie d'environ 2 223 heures d'ensoleillement chaque année, ce qui en fait la ville la plus ensoleillée de la Galice.
Les Rías Bajas sont l'un des points les plus pluvieux de Galice ; cependant, Pontevedra avec des précipitations élevées et des records de 1 691 mm par an est moins pluvieuse que d'autres villes galiciennes comme Saint-Jacques-de-Compostelle ou Vigo selon les sources de l'AEMET (agence météorologique nationale) mais plus pluvieuse que La Corogne ou Ourense. La ville de Pontevedra a un microclimat spécial, l'un des plus doux de Galice et a un plus grand nombre de jours dégagés que la plupart des communes galiciennes, comparable à ceux du sud de l'Andalousie et de la Communauté Valencienne. La ville a peu de changements de température parce que la mer a un effet modérateur sur les conditions climatiques. En hiver, le gel est rare.
| Mois                                | jan. | fév. | mars | avril | mai  | juin | jui. | août | sep. | oct. | nov. | déc. | année |
| ----------------------------------- | ---- | ---- | ---- | ----- | ---- | ---- | ---- | ---- | ---- | ---- | ---- | ---- | ----- |
| Température minimale moyenne (°C)   | 6,3  | 6,5  | 7,8  | 8,4   | 10,9 | 13,4 | 14,9 | 15,2 | 13,8 | 11,7 | 8,7  | 7,1  | 10,4  |
| Température moyenne (°C)            | 9,6  | 10,4 | 12,4 | 13    | 15,8 | 18,6 | 20,4 | 20,6 | 18,8 | 15,7 | 12,1 | 10,3 | 14,8  |
| Température maximale moyenne (°C)   | 12,9 | 14,2 | 16,9 | 17,6  | 20,6 | 23,8 | 25,9 | 26   | 23,7 | 19,6 | 15,4 | 13,4 | 19,2  |
| Ensoleillement (h)                  | 103  | 123  | 181  | 203   | 239  | 262  | 294  | 279  | 224  | 145  | 104  | 91   | 2 248 |
| Précipitations (mm)                 | 178  | 132  | 120  | 101   | 143  | 117  | 44   | 56   | 95   | 223  | 222  | 215  | 1 613 |
| Nombre de jours avec précipitations | 14   | 11   | 11   | 14    | 12   | 7    | 5    | 5    | 8    | 13   | 14   | 14   | 131   |

### Voies de communication et transports
Pontevedra, en raison de sa situation centrale dans les Rias Baixas, est un lieu de passage depuis l'Antiquité et l'Empire romain, ce qui témoigne de la construction du Pont du Bourg qui a donné son nom à la ville. Par rapport aux réseaux routiers et autoroutiers, Pontevedra dispose du périphérique de Pontevedra PO-11 et PO-12, ainsi que de l'autoroute AP-9 qui relie la ville avec La Corogne, Saint-Jacques-de-Compostelle, Vigo, Tui, le Portugal et Ourense et de la rocade PO-10 qui la relie avec Marín, située dans l'agglomération de Pontevedra. La gare de péage Pontevedra Nord de l'autoroute AP-9 est située à un kilomètre du pont des Courants. L'autoroute A-57 qui est en cours de construction, contournera Pontevedra par l'est, du nord au sud. La commune dispose également de 2 routes nationales, la N-550, qui la relie à La Corogne et à Tui et au Portugal et la N-541 qui la relie à Ourense et à Madrid. La quatre voies AG-41 la relie aux centres touristiques balnéaires de la ria de Pontevedra Sanxenxo, la plage de la Lanzada, O Grove et l'île de La Toja, ainsi que la route côtière PO-308.

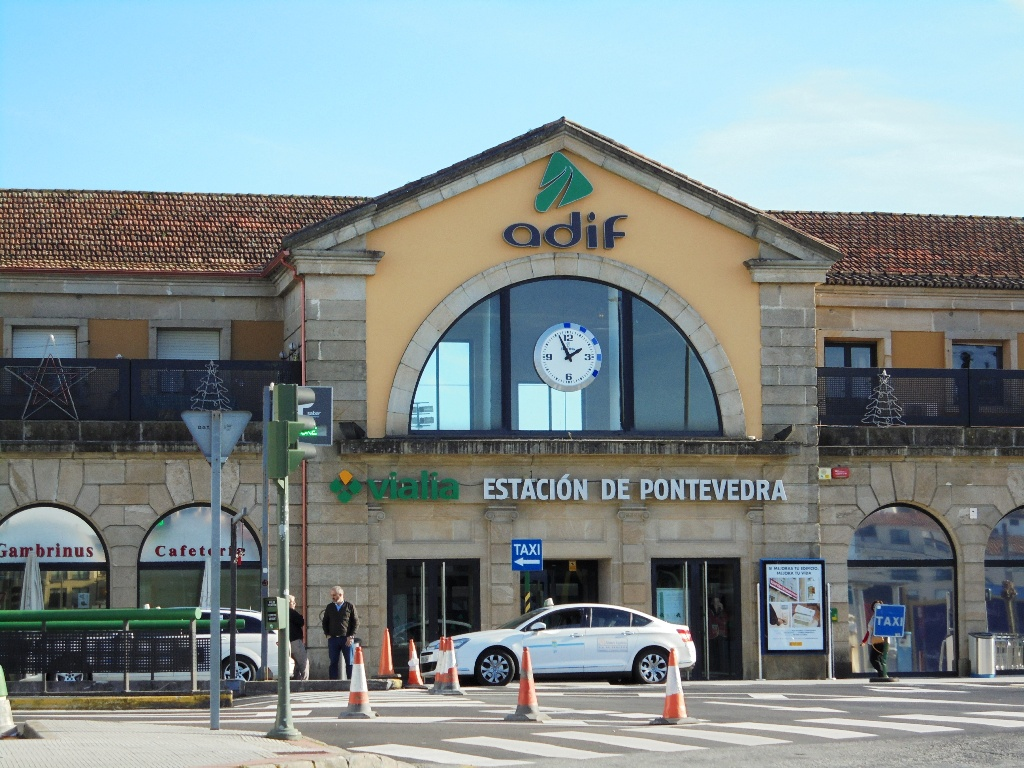
Gare de Pontevedra.

Concernant les transports en commun Pontevedra dispose de deux lignes d'autobus urbains dans le centre-ville: 
- la ligne 1 (rouge), longue de 8,4 kilomètres, relie le quartier Monte Porreiro, l'un des plus peuplés de la ville avec plus de 7 000 habitants et où se trouve le siège du Centre Régional de l'Université nationale d'enseignement à distance (UNED), au quartier A Xunqueira et aux gares ferroviaire et routière et compte 19 arrêts ;
- la ligne 2 (bleue), longue de 7,6 kilomètres, relie le quartier Monte Porreiro à l'hôpital Montecelo et à la Place de Galice dans le quartier Campolongo et compte 15 arrêts.

Il existe également un service de bus urbain ayant beaucoup de fréquences entre Pontevedra et Marín, situé dans l'aire urbaine de Pontevedra et avec qui la ville forme pratiquement un continuum urbain.
Pontevedra est une ville bien desservie. Elle est reliée au reste de l'Espagne par le car et est desservie par la gare routière de Pontevedra. Il existe plusieurs services d'autocar qui relient la ville à d'autres villes de sa région et à de nombreuses destinations espagnoles.

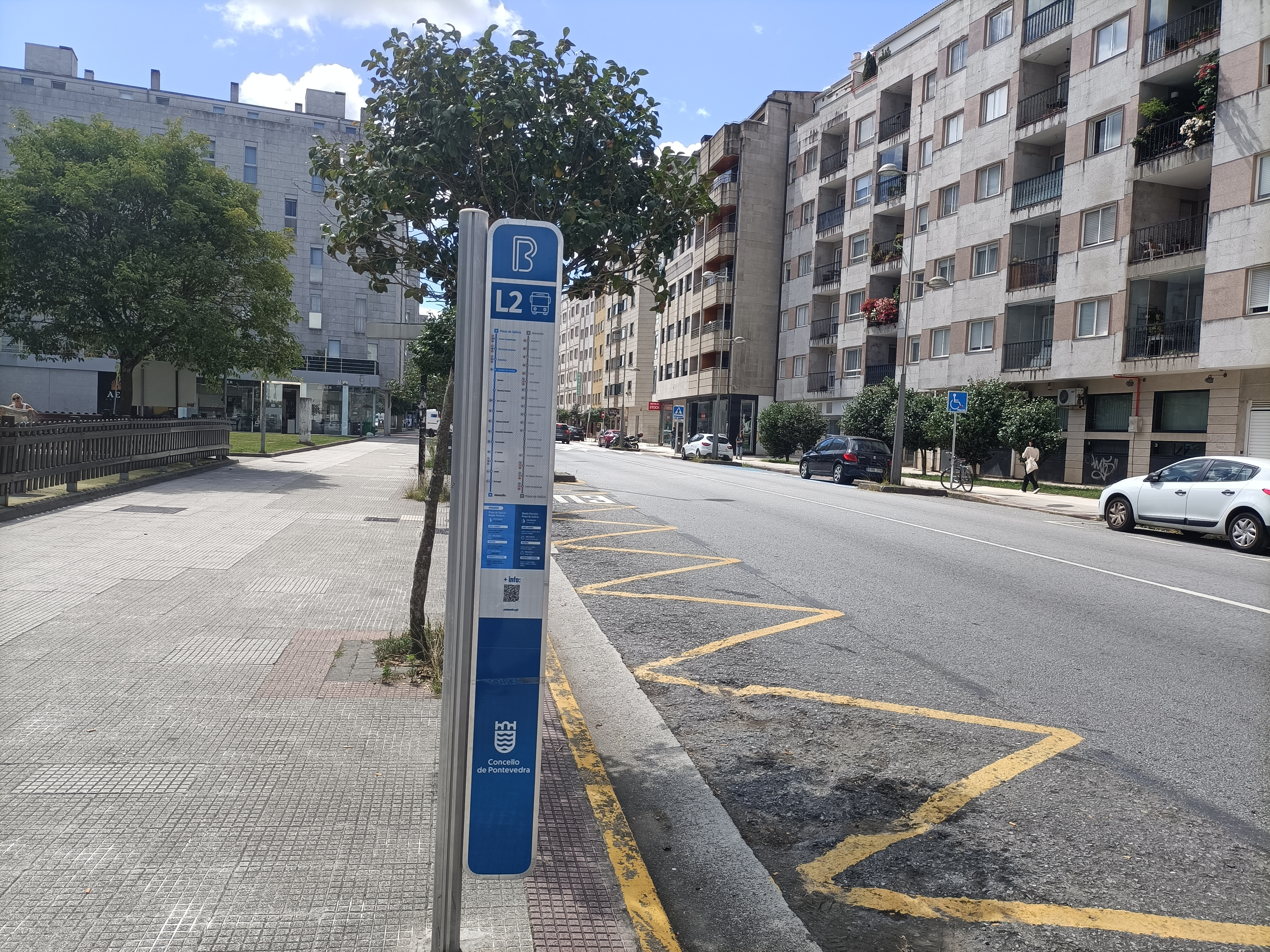
Arrêt de la ligne 2 du service de bus de la ville sur l'avenue Eduardo Pondal.

Quant au transport ferroviaire RENFE est le principal opérateur ferroviaire. Dans la ville, il y a  la Gare de Pontevedra, une gare ferroviaire, appelée en espagnol Estación de Pontevedra-Vialia dans le secteur sud de la ville, appartenant au réseau Adif dans laquelle se trouve le centre commercial Vialia. Il y a aussi un arrêt, la gare de Pontevedra-Universidad (en espagnol Estación de Pontevedra-Universidad), situé au nord de la ville, qui dessert ce secteur ainsi que le Campus de Pontevedra. La gare de Pontevedra, d'où part un embranchement ferroviaire vers le port de Marín-Pontevedra, fonctionne comme une liaison ferroviaire vers le port. La gare centrale de passagers, au sud de la capitale a été récemment remodelée et rénovée pour accueillir le train à grande vitesse AVE.

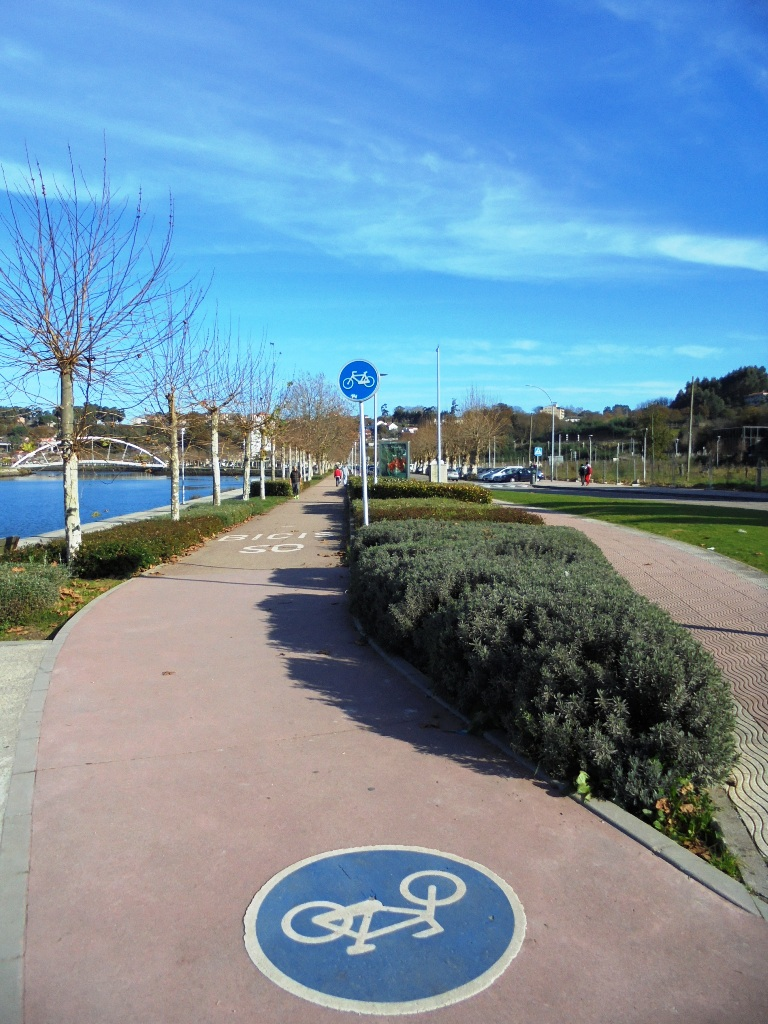
Piste cyclable à Pontevedra.

Les pistes cyclables ont augmenté de manière significative dans la ville  ces dernières années. Elles sont situées surtout dans le secteur des rives du Lérez et de la ria : vers le Parc de l'île des Sculptures, vers Marín, et sans interruption du pont des Tirantes au pont des Courants. Il y a aussi une piste cyclable spécifique qui va du pont de Santiago au Campus de Pontevedra. Pontevedra a été reconnue en 2016 comme l'une des 15 meilleures villes du monde pour le cyclistes.
Les aéroports internationaux qui assurent la desserte aérienne de la ville sont l'aéroport de Saint-Jacques-de-Compostelle à 65 km au nord de la ville (parmi ses vols il y en a un vers Paris-Charles-de-Gaulle et vers Mulhouse et Genève) et le grand aéroport de Porto-Francisco Sá-Carneiro à 160 km au sud de la ville, au Portugal. Celui-ci offre de nombreuses liaisons aériennes internationales et des liaisons vers la France à destination des aéroports suivants: Bordeaux, Brive-la-Gaillarde, Carcassonne, Châlons-en-Champagne, Clermont-Ferrand, Dole, La Rochelle, Lille, Lyon, Marseille, Montpellier, Mulhouse, Nantes, Nice, Paris-Beauvais, Paris-Charles-de-Gaulle, Paris-Orly, Strasbourg, Toulouse et Tours, ainsi que vers d'autres pays francophones des vols à destination de Bruxelles, Charleroi, Genève, Luxembourg (ville) et Montréal. Il existe aussi dans la province de Pontevedra le petit aéroport de Vigo-Peinador à 28 km au sud de la ville avec quelques liaisons intérieures.

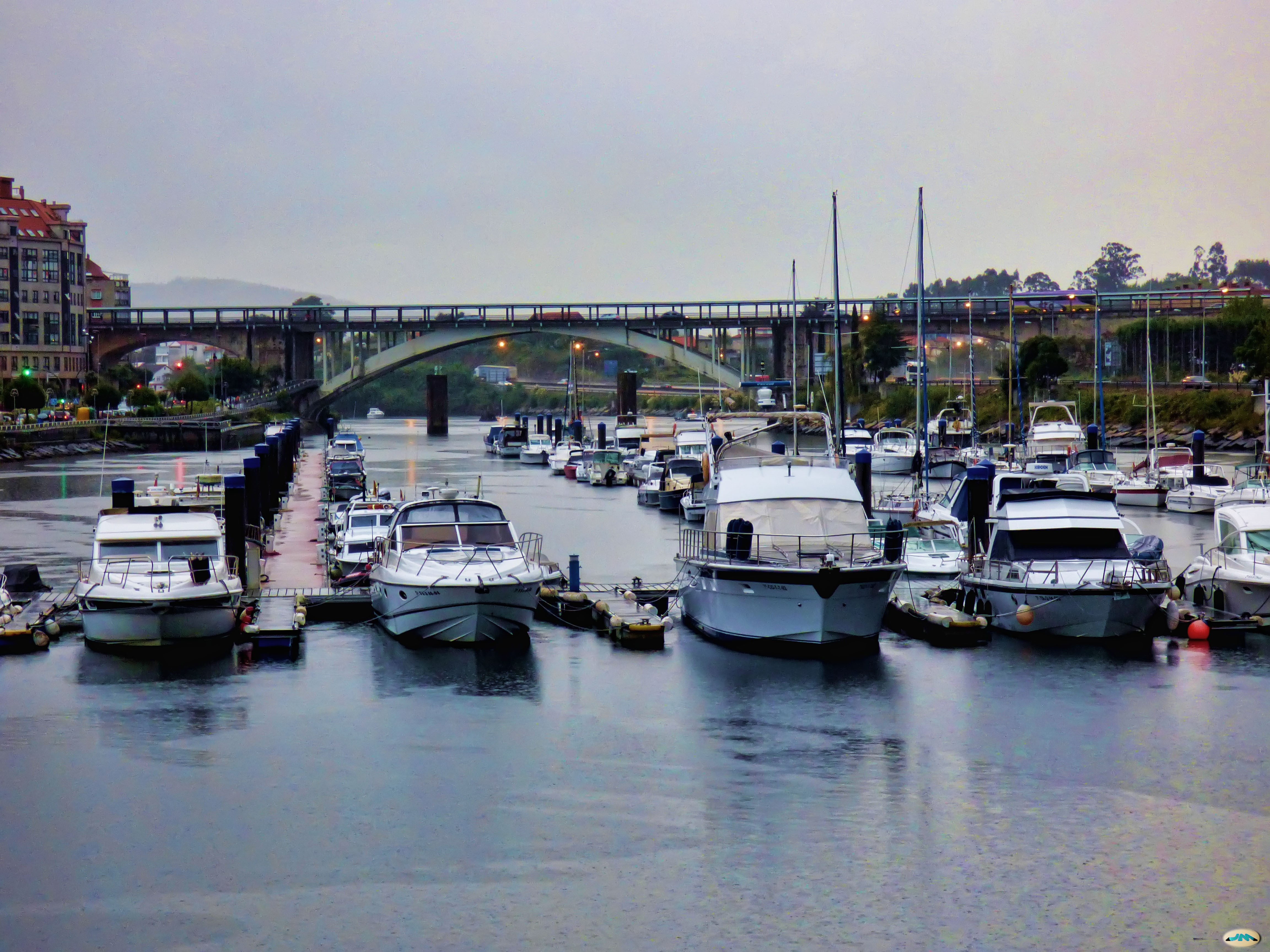
Port de plaisance de la ville.

La ville possède aussi le port de plaisance de Pontevedra tout près du centre historique et le port de commerce et de pêche de Marín-Ría de Pontevedra, à 5 kilomètres à l'ouest du centre-ville.

## Urbanisme et cadre de vie

### Morphologie urbaine

Pontevedra et sa ria en 1634.

#### La ville médiévale
La ville se développa principalement autour du Pont du Bourg, dans le noyau qui constitue aujourd'hui le centre historique sur la rive gauche (sud) du fleuve Lérez et qui était au Moyen Âge une enceinte fortifiée. La Basilique Sainte Marie Majeure et le Couvent Saint-François marquent les points stratégiques d'ouest en est de la vieille ville sur deux collines. Entre eux, la ville médiévale et son labyrinthe de rues ("ruas") et de places médiévales furent façonnées. Les rues ont été structurées autour d'un axe principal qui correspond aux actuelles rues Sarmiento et Isabelle II, et de là, le reste des rues a été divisé, formant un exemple classique de ville médiévale avec un plan en arêtes de poisson ou en échelle, où les rues sont structurées à partir d'un axe central unique sur lequel viennent se greffer les rues secondaires. Entre les rues, le centre historique est parsemé de places aux proportions régulières, carrées ou rectangulaires, avec de nombreuses maisons nobles aux armoiries en pierre, qui aèrent le tissu urbain et lui confèrent de l'élégance.

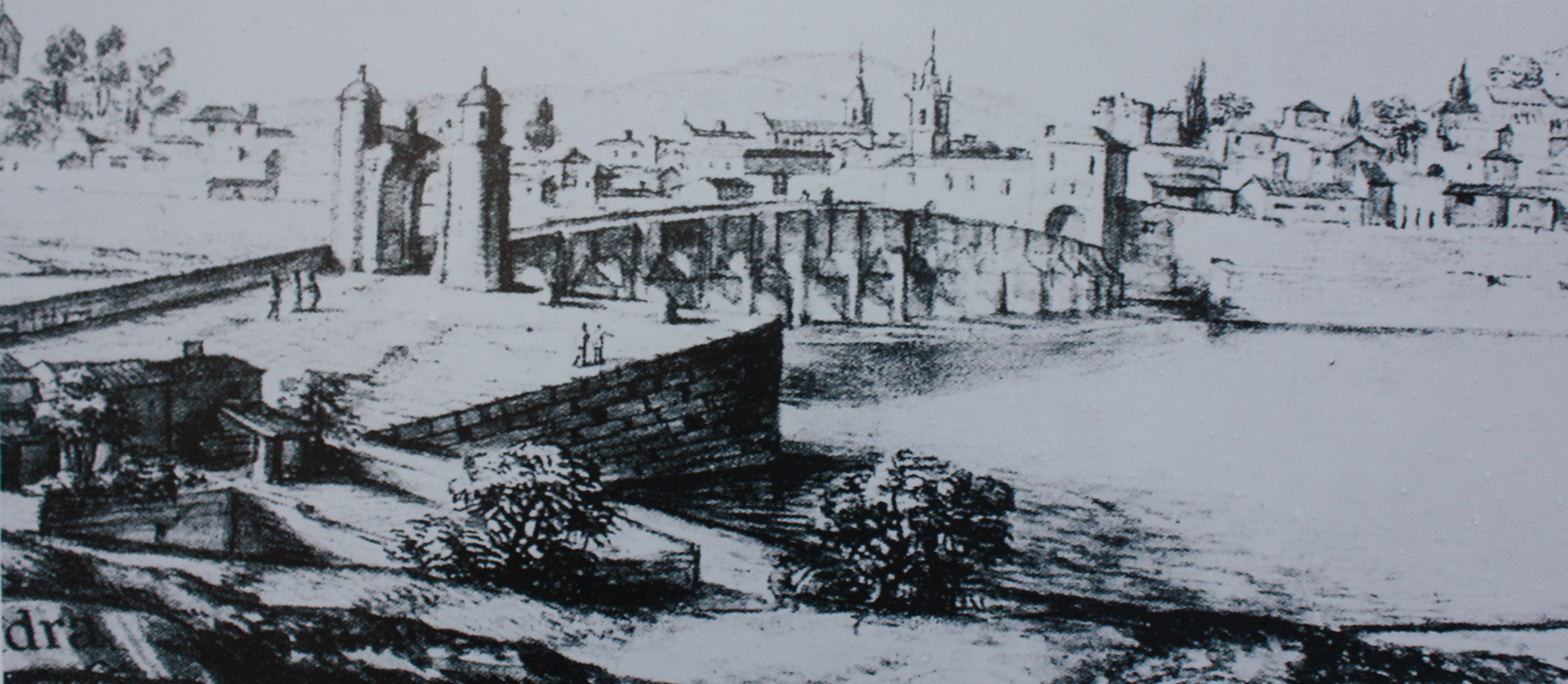
La ville fortifiée et le pont du Bourg en 1669 dans une illustration de Pier Maria Baldi.

La Place de la Herrería (Place de la Forge) est considérée comme la place principale de la vieille ville dans la pratique, car en plus d'être toujours très fréquentée, elle forme, avec la Plaza de la Estrella et la Plaza de Orense, le noyau urbain autour duquel s'articule une grande partie de la vie de la ville. À cet endroit, il y avait également une porte dans les remparts médievaux, l'ancienne porte Trabancas, qui suivait le même chemin que la voie romaine XIX et qui, à partir du Moyen Âge, est devenue le Camino portugués, chemin de pèlerinage portugais à Saint-Jacques-de-Compostelle.

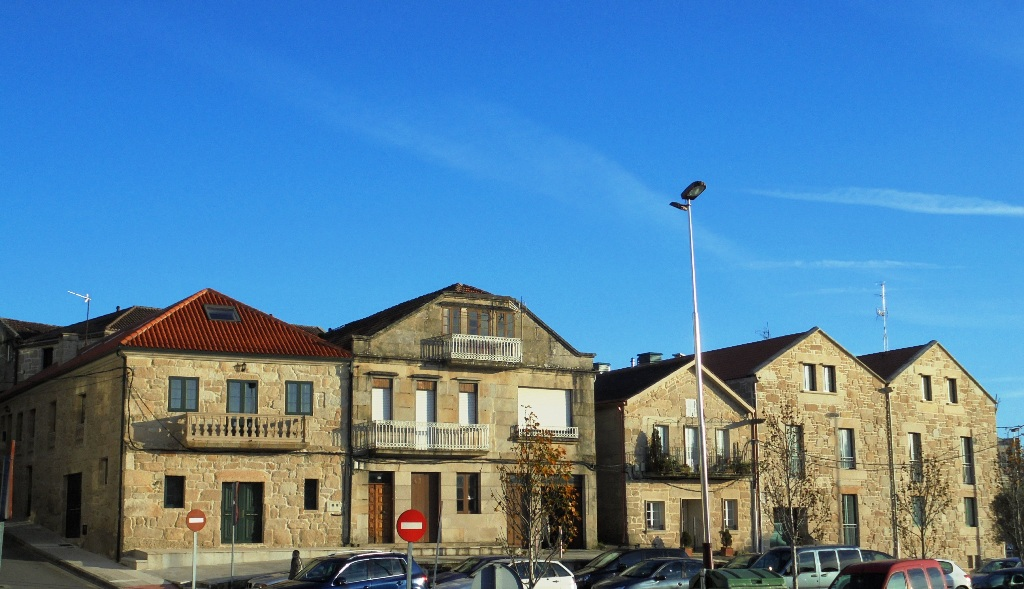
Quelques maisons dans A Moureira aujourd'hui.

À partir du Moyen Âge aussi, aux environs du quai commercial, près du pont du Bourg, ont été construits progressivement, sans une chronologie très précise, les quais en pierre (peiraos) qui ont fini par façonner l'énorme faubourg maritime A Moureira. Le nom Moureira vient du latin muria, saumure, (sale muria), une industrie qui était pratiquée sur toute la côte mais avec plus d'intensité là où elle pouvait disposer de plus de sel, produit essentiel pour la conservation du poisson. Pendant les XVe et XVIe siècles, c'était le quartier le plus prospère de la ville (équivalent aux secteurs actuels de Uruguai, Corbaceiras et San Roque). Les docks étaient composés d'un escalier central et de deux plates-formes latérales qui s'avançaient vers l'eau pour faciliter le chargement et le déchargement des navires. Ils étaient appelés peiraos et chacun avait son propre nom.
Le faubourg A Moureira était composé de centaines de petites maisons de marins avec leurs quais correspondants. Il était divisée en trois secteurs : la Moureira de Arriba, près du pont du Bourg, la Moureira de A Barca, à l'entrée du pont actuel de ce nom et la Moureira de Abaixo, près de la rivière Gafos. Comme il n'y avait pratiquement pas de rues dans leur structure habituelle, le terrain était occupé de manière non alignée et dispersée, à l'exception des rues qui se reliaient au chemin autour des remparts. Ces docks ou peiraos ont été pour la plupart conservés jusqu'au début du XXe siècle, lorsque les travaux de remblaiement de la nouvelle digue eurent lieu, ce qui entraîna le changement de la physionomie côtière de la ria et la disparition de tous les peiraos.
À la fin du XVIIIe siècle, de l'autre côté du pont du Bourg, le faubourg linéaire O Burgo, d'origine médiévale, a commencé à prendre une certaine importance. Au début du XIXe siècle, une nouvelle route a été ouverte vers Ourense et Madrid le long de l'actuelle rue Benito Corbal, depuis la porte des remparts près de l'église de la Vierge Pèlerine.

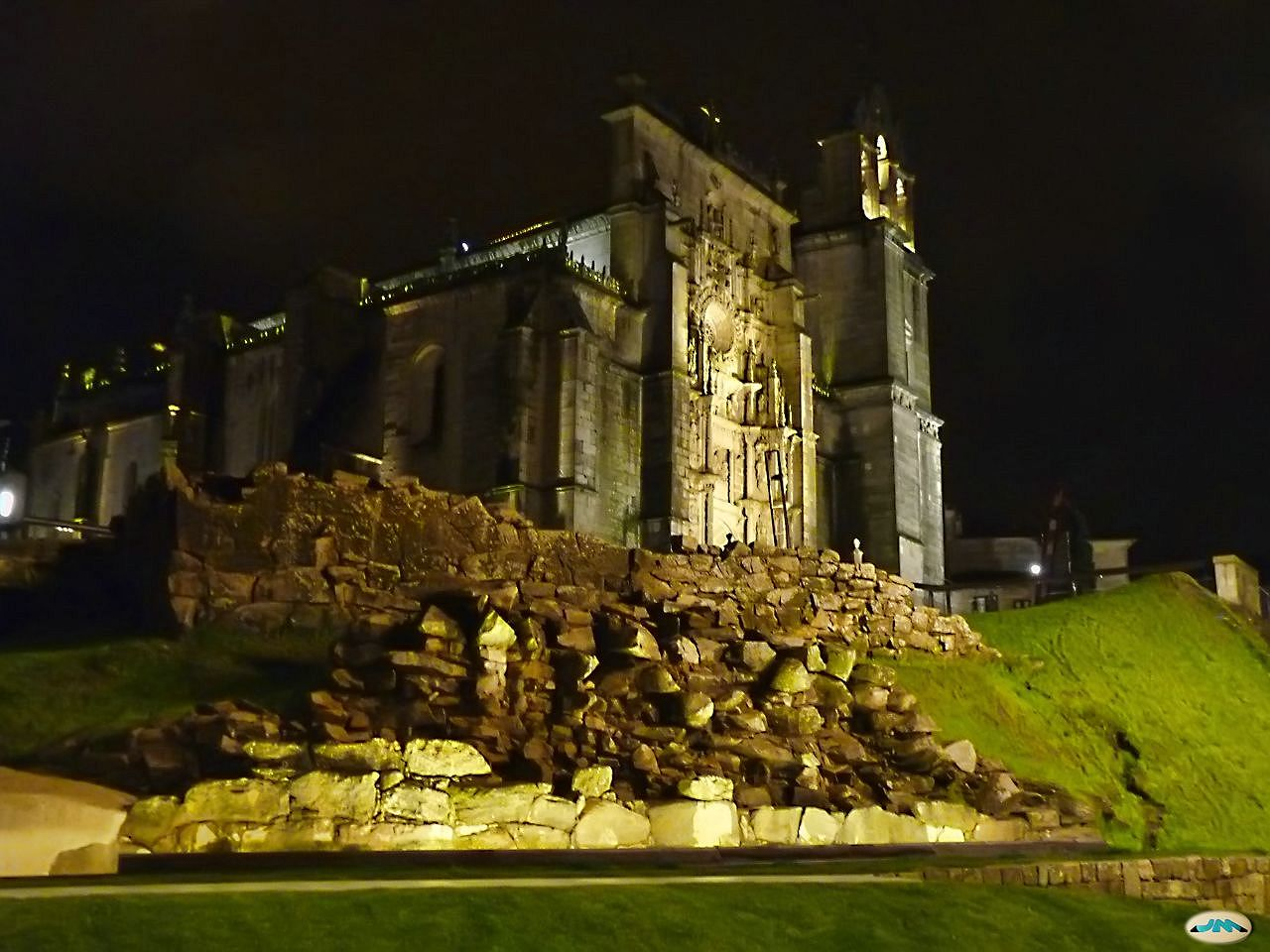
Vestiges des remparts.

#### La ville bourgeoise duXIXesiècle
La partie médiévale de la ville fut fortifiée jusqu'au XIXe siècle, lorsque la ville fut choisie chef-lieu de la province de Pontevedra en 1833. Compte tenu des besoins d'expansion de la ville en raison de ses nouvelles fonctions de chef-lieu, les remparts furent démolis. Au cours des 25 dernières années du XIXe siècle, qui coïncident avec l'étape de la Restauration bourbonienne en Espagne, des projets importants ont été entrepris pour établir le modèle de ville bourgeoise, avec des travaux d'infrastructure et de nouveaux sièges administratifs, l'ouverture des rues et les premiers pas de la zone d'expansion de la ville, la place du quai et le nouveau marché. Au milieu de ces actions, les Tours Archiépiescopales uniques en leur genre, furent démolies. Parallèlement, l'expansion de la ville en dehors des anciens remparts a commencé à prendre de l'ampleur. Le nouveau réseau de rues a commencé avec le tracé de la rue Oliva en 1851 et de la rue Michelena en 1854, qui relie la Plaza de la Peregrina et la Plaza de España en suivant l'ancien tracé des remparts. Les nouvelles rues de la Paja (rue Alameda) et de la Gran Vía (Gran Vía de Montero Ríos), tracées respectivement en 1881 et 1893, partent de cette dernière place.
Le Parc de l'Alameda, qui avait été l'ancien verger du couvent gothique des dominicains et appelé à l'époque le Campo das Rodas parce que les marins du quartier A Moureira y travaillaient leurs filets, fut aménagé en 1884 pour la promenade de même que la Gran Vía de Montero Ríos et la Place d'Espagne, où convergent encore aujourd'hui les grands édifices administratifs de la province de Pontevedra, la plupart d'entre eux conçus par l'archictecte Alejandro Sesmero: le Palais du Conseil Provincial, l'hôtel de Préfecture, le Lycée Valle-Inclán, qui fut jusqu'à l'an 1927 le seul de la province de Pontevedra, la caserne Saint-Ferdinand (actuelle Faculté des Beaux-Arts), l'ancienne école d'arts et métiers et l'hôtel de ville d'inspiration parisienne.
En 1884, la gare fut inaugurée au sud de l'actuelle Place de Galice, et en 1894 commença la construction du pont de la Barque, qui relia la ville à la commune voisine de Poio.

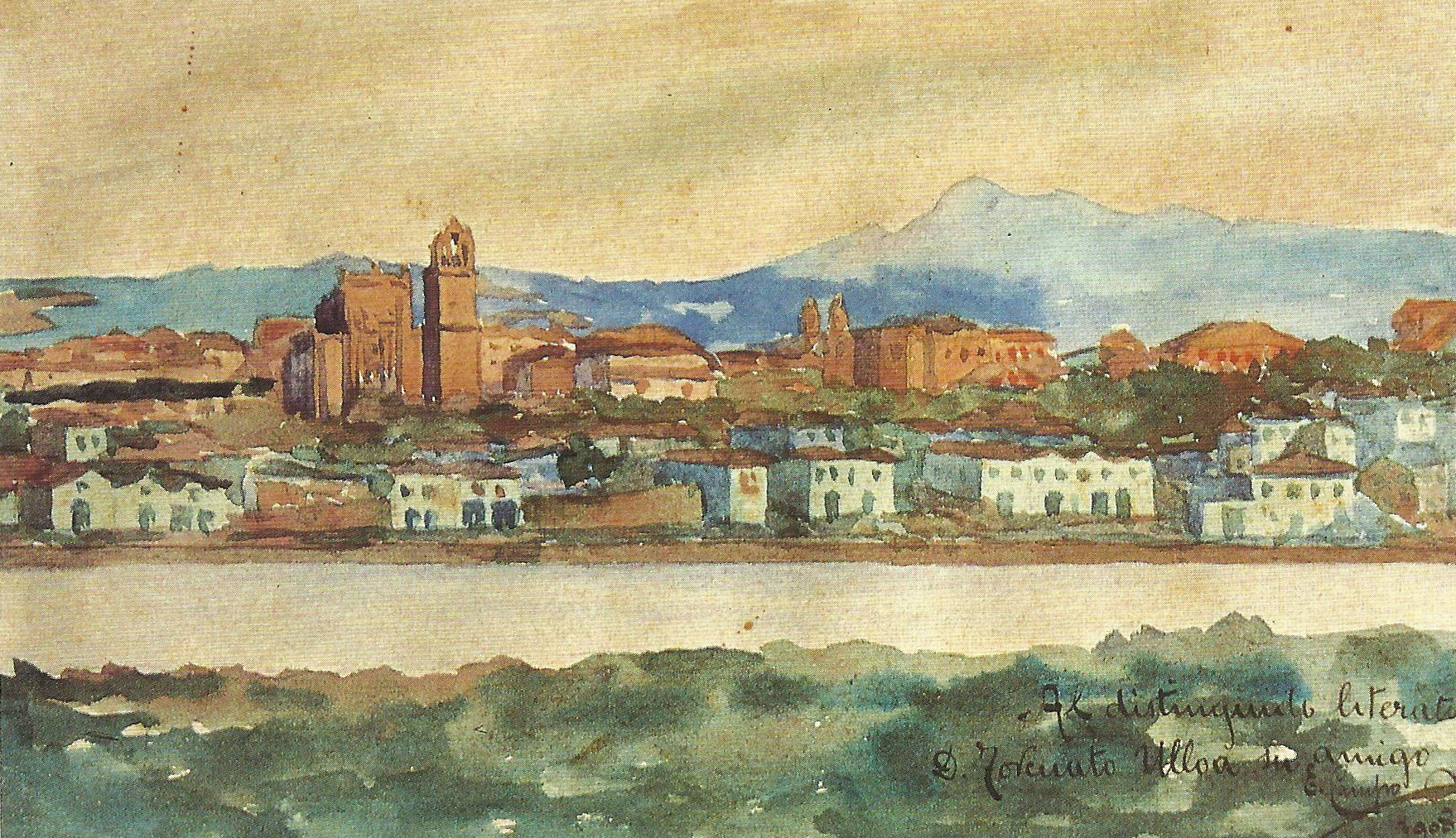
Pontevedra en 1908, par Enrique Campo.

Au début du XXe siècle on aménage les jardins de l'actuel Parc des Palmiers, jusqu'alors appelé Champ de foire, ainsi que la place Concepción Arenal en 1908. L'expansion urbaine de la ville se poursuivit au XXe siècle, prenant comme axes des voies rectilignes: la rue Benito Corbal (alors appelée rue du Progrès) vers Orense, la rue Oliva et Rosalía de Castro vers Marín et la rue Peregrina vers le Portugal suivant le Camino portugués, principalement. D'autres rues emblématiques de cette période du XXe siècle sont la rue Général Gutiérrez Mellado, ouverte en 1927, et la rue Daniel de la Sota, ouverte en 1958.

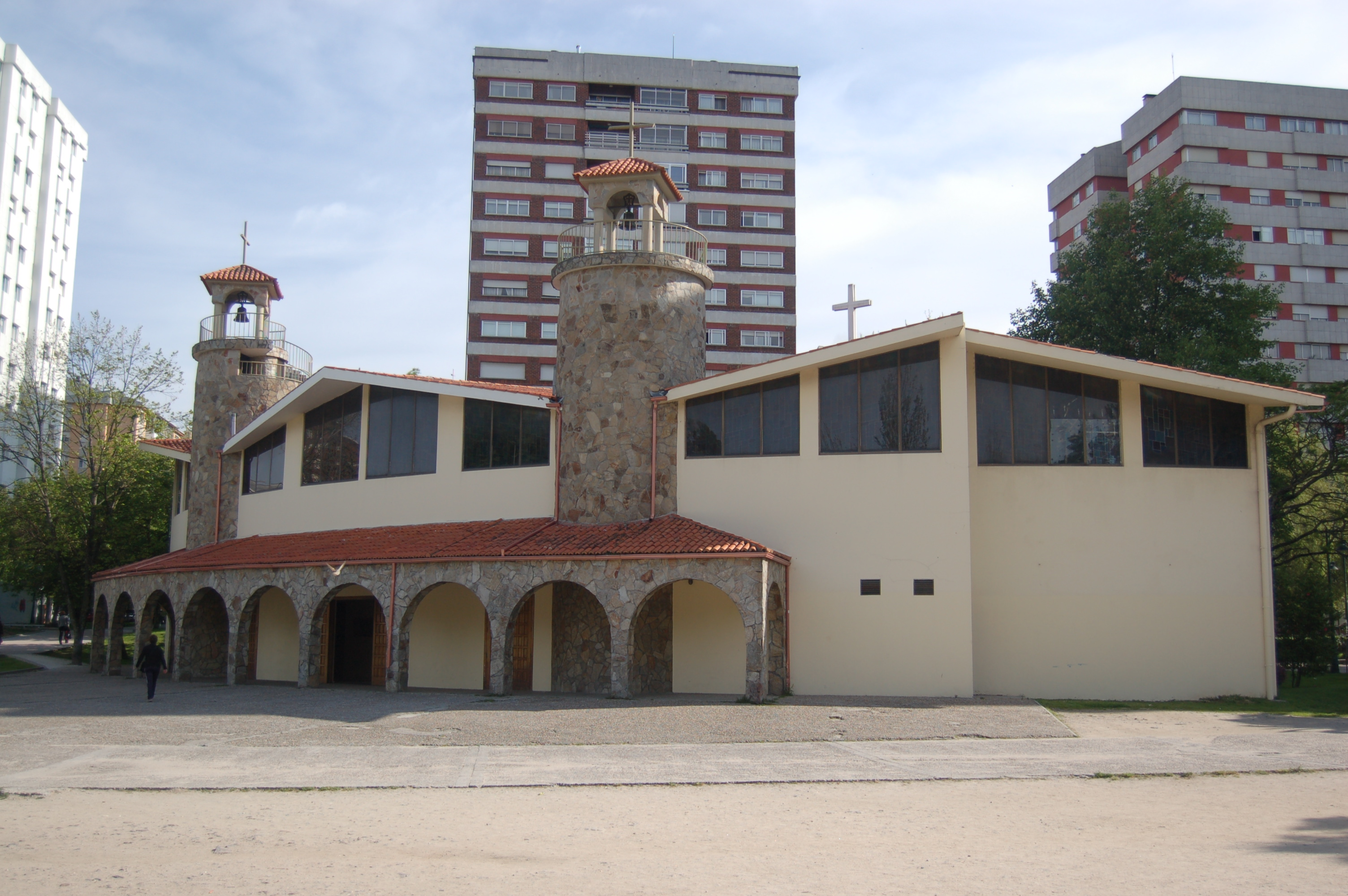
Quartier Campolongo et église Saint-Joseph.

#### La ville actuelle
En 1968, l'aménagement du quartier Campolongo commença, grâce au démantèlement de la voie ferrée qui traversait le centre-ville actuel et de la gare qui était située sur l'actuelle Plaza de Galicia. Les terres agricoles et les eucalyptus furent supprimés et un quartier moderne fut créé, avec de hauts bâtiments et de grands espaces verts, qui est maintenant en plein centre-ville.
Au début des années 1970, l'aménagement du quartier Monte Porreiro, situé au nord-est de la ville, a commencé. De nombreux logements sociaux et d'autres bâtiments y ont été construits. Plus tard, ce quartier a été équipé de services tels qu'une école ou un lycée et le siège de l'Université nationale d'enseignement à distance. Dans les années 1970-1980, les terrains de A Xunqueira (marais asseché dans les années 1960) furent également aménagés pour l'installation de plusieurs établissements scolaires (trois lycées, deux écoles et un centre de formation pour professeurs-CEFORE) et des installations sportives et en début des années 1990 pour le campus et les facultés, une crèche et l'École Officielle de Langues. En 1997 on a aménagé pour la promenade le parc A Xunqueira et l'île des Sculptures ainsi que les berges du Lérez et on y a construit le Palais des Congrès et le parc des Expositions devant le Parc Rosalía de Castro.

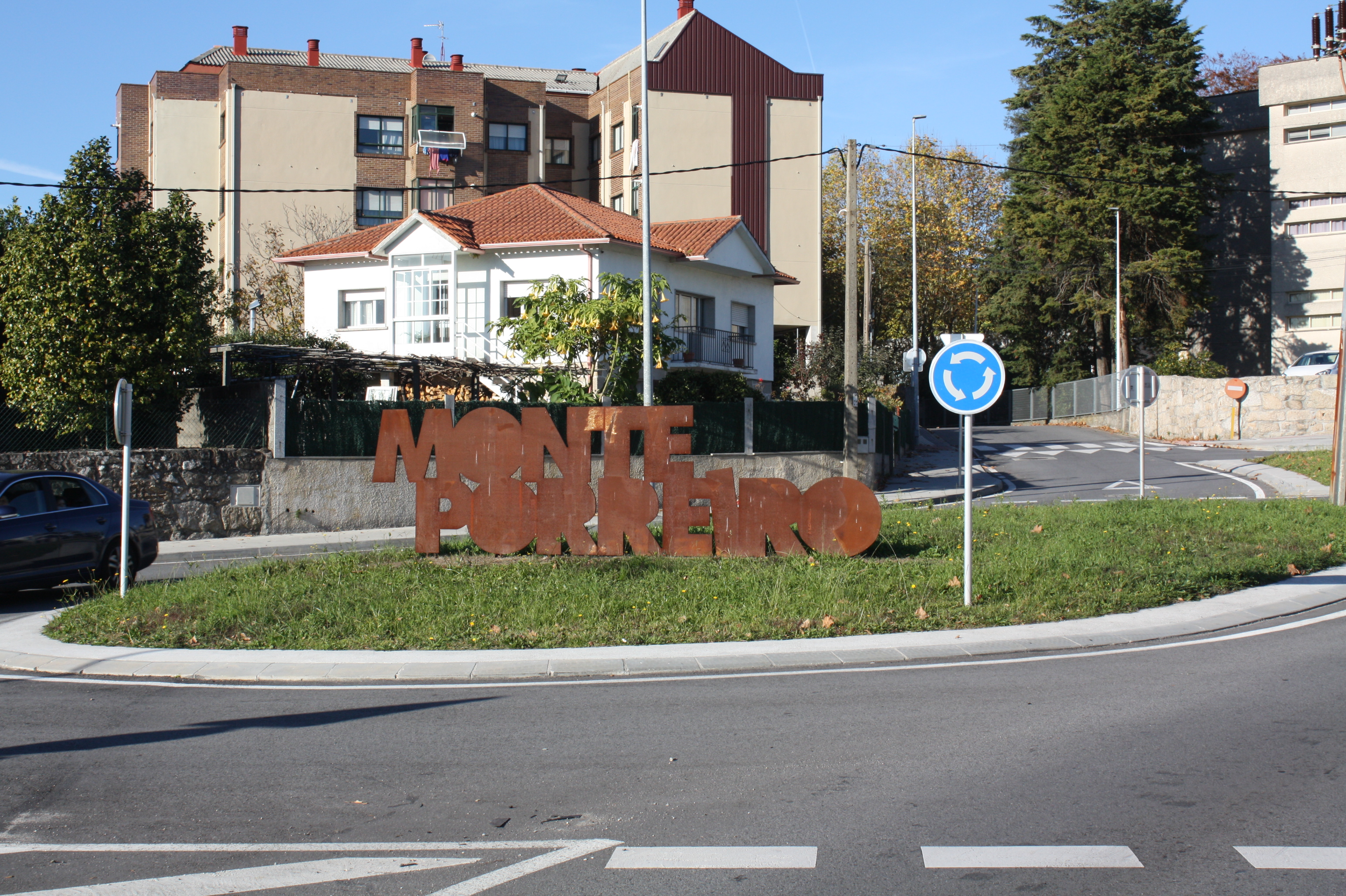
Quartier Monte Porreiro.

Les nouveaux quartiers de la ville sont A Parda, dans le secteur est, qui s'est développé à la fin des années 1990 avec la démolition de l'ancienne prison provinciale et la construction d'un nouvel édifice des Tribunaux en 1998 et d'un autre en 2019, ainsi qu'avec l'aménagement de l'avenue Virxinia Pereira Renda en 1999. En 2008, le quartier Valdecorvos, également dans la partie est de la ville, a commencé à se développer,. Ces dernières années, la partie sud du quartier Campolongo au sud de la ville (on y inaugura la Cité Administrative en 2008) et le secteur de l'ancienne usine Tafisa à l'est (dont l'aménagement a commencé en 2011 et fini en 2015),, sur les rives du Lérez, sont en cours de développement.
Les quartiers de la ville de Pontevedra sont : le centre historique, le centre-ville ou première zone d'expansion urbaine, Campolongo, A Parda, O Burgo, Valdecorvos, Monte Porreiro, Mollavao, A Seca, Salgueiriños, A Eiriña, Gorgullón, San Roque, O Castañal e Estrigueiras. A Caeira, bien qu'appartenant à la commune de Poio, est souvent considéré comme un quartier de Pontevedra puisqu'elle forme un continuum urbain avec la ville de même que La Barca, de l'autre côté du Pont de la Barque, qui bien qu'appartenant à la commune de Poio est considéré également un quartier de la ville à part entière.

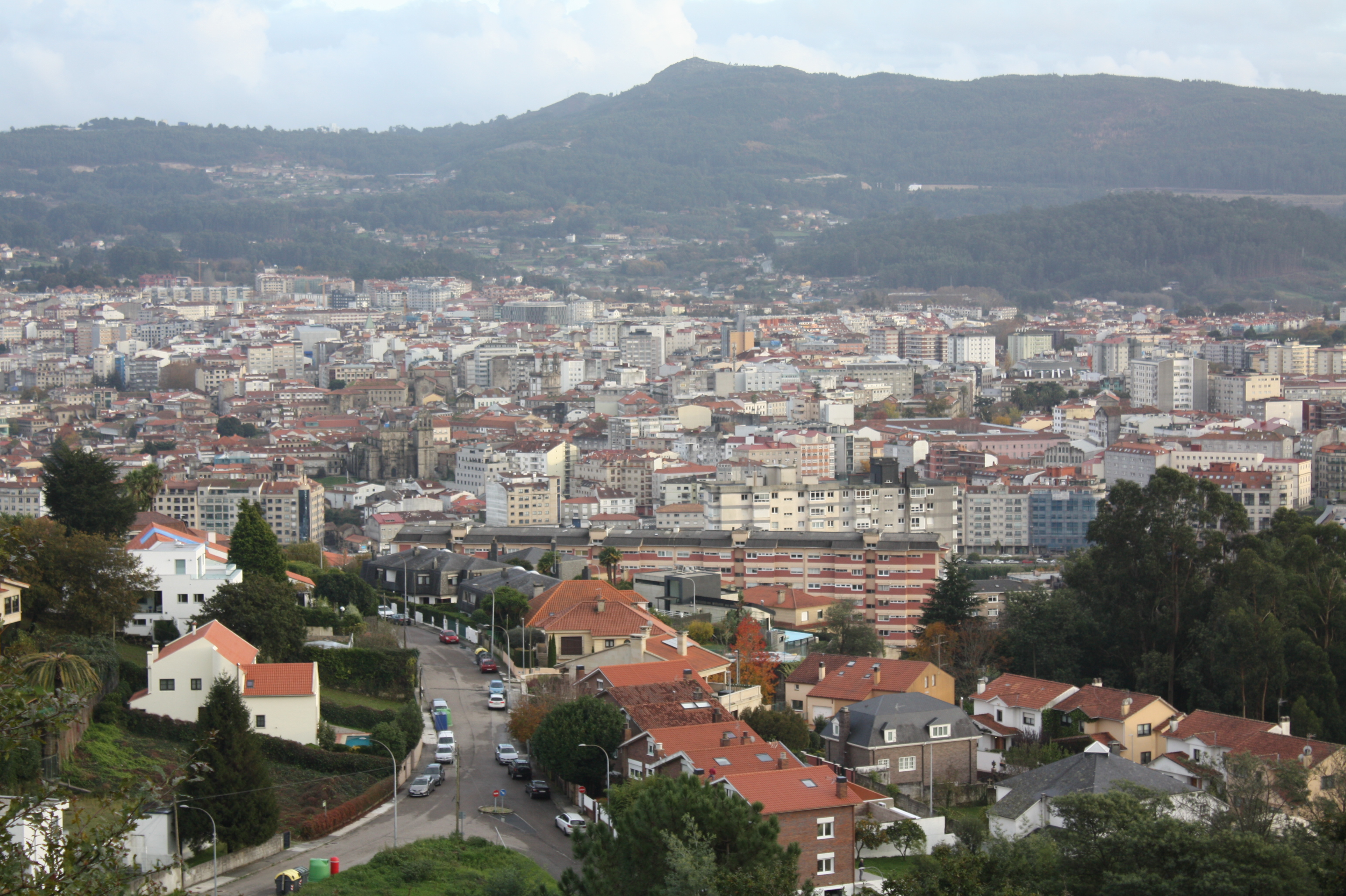
Vue partielle de la ville depuis le quartier A Caeira.

#### La ville piétonne durable duXXIesiècle
Pontevedra est une ville modèle reconnue dans le monde entier,. La ville est une référence mondiale en matière de durabilité urbaine,,. Elle a un centre-ville piéton (qui comprend la vieille ville et le centre-ville ou première zone d'expansion urbaine) qui avec des parcs comme celui de Las Palmeras (les Palmiers) et des squares rendent la ville très agréable pour s'y promener et lui confèrent une grande qualité de vie,,.
Une île sur le Lérez  en face d'un remarquable pont à haubans datant de 1995 (le pont des Tirantes, le pont des Sangles) et à côté du moderne Palais des Congrès abrite le poumon vert de la ville, le célèbre parc de l'île des Sculptures. C'est un espace Land art où des artistes internationaux comme Robert Morris, Ulrich Rückriem, Anne et Patrick Poirier, Giovanni Anselmo, Richard Long, Ian Hamilton Finlay ou Jenny Holzer ont laissé leurs œuvres.
Un autre grand parc, espace naturel préservé, le Parc naturel Marismas d'Alba, se trouve tout près du quartier du Burgo, en face du pont bow-string des Courants, inauguré en 2012.

### Piétonnisation et modèle international
La capitale de la province de Pontevedra est devenue l'une des villes les plus piétonnes d'Espagne depuis 1999 et un modèle international d'urbanisme,,,,,. C'est une ville durable, (eco-city) et une ville sans voiture (carfreecity),, reconnue comme une ville pionnière en matière de piétonnisation. La vieille ville et une bonne partie du centre-ville sont piétons (presque 50 % de la ville), de sorte que dans ces quartiers, le transport motorisé est limité aux résidents et aux services,. C'est grâce à sa piétonnisation que Pontevedra prône l'autonomie des enfants pour aller à l'école,,.

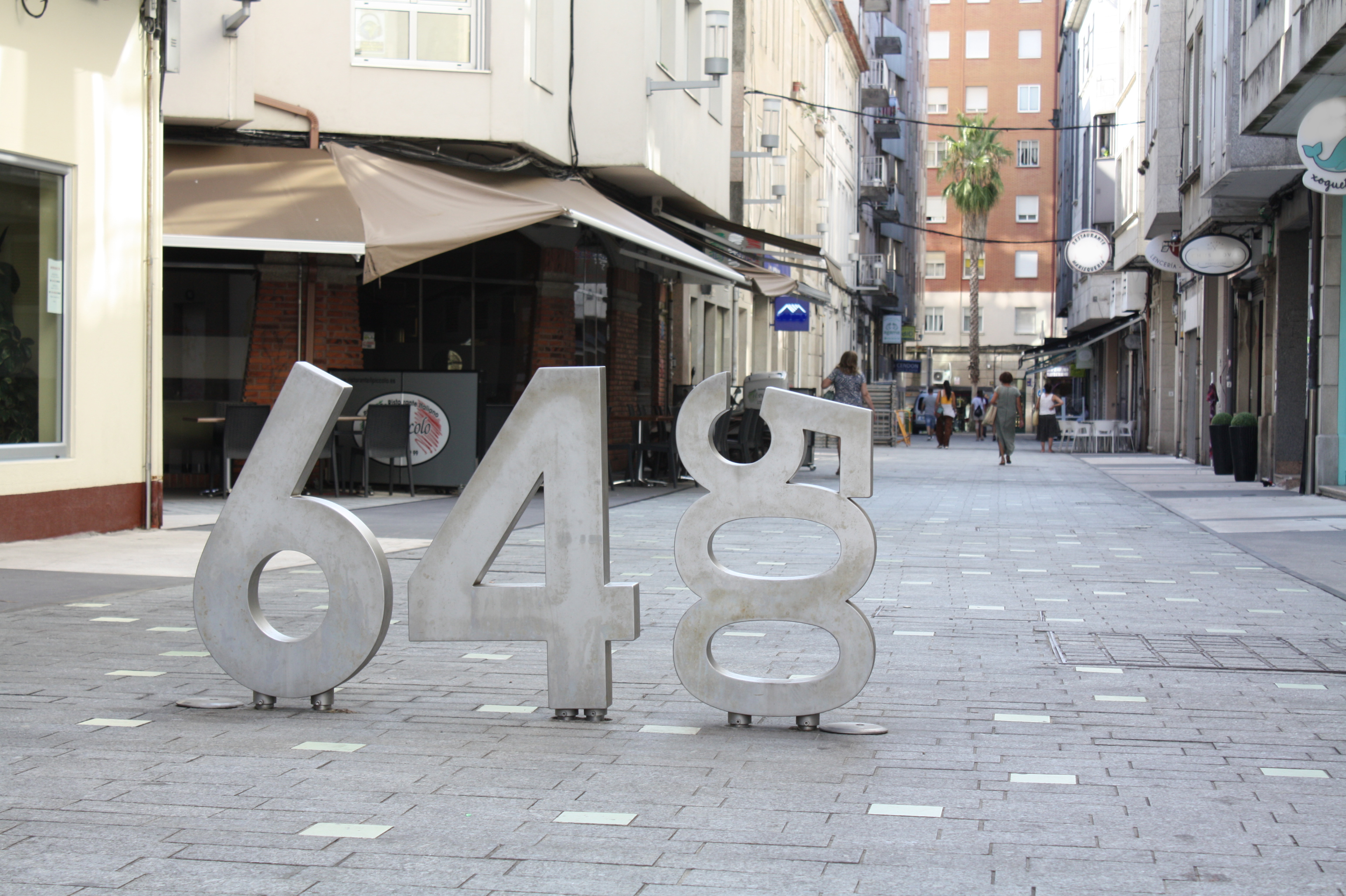
Point kilométrique 64,5 du Camino portugués, rue piétonne Virgen del Camino.

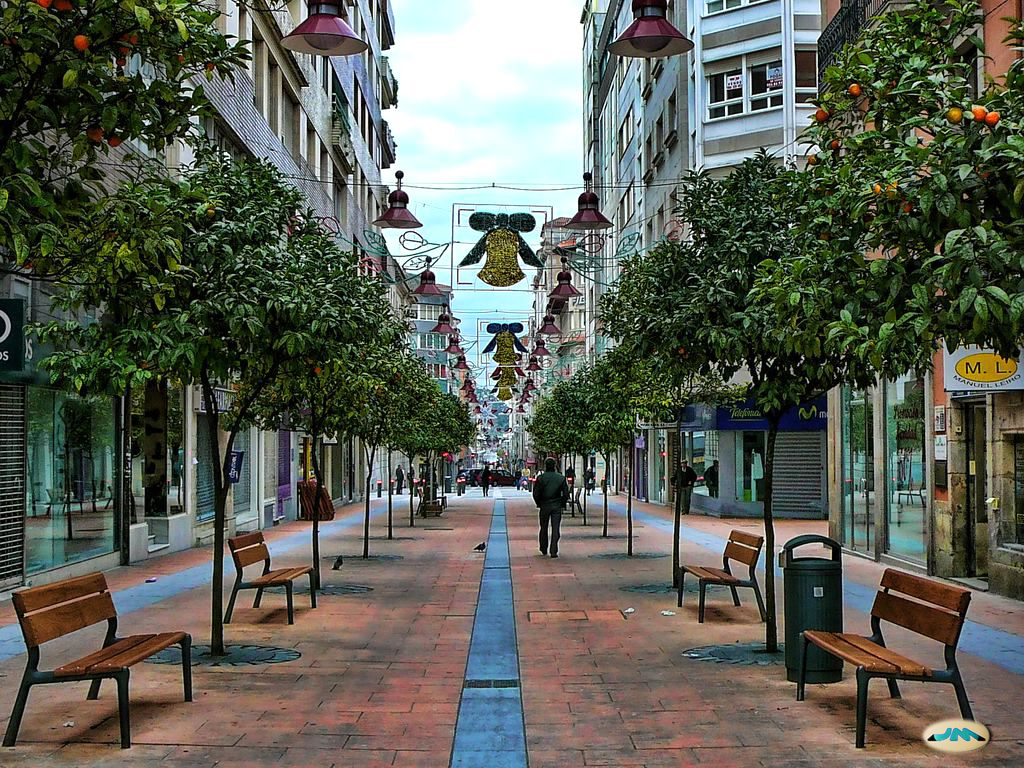
Rue Rosalía de Castro, l'une des nombreuses rues piétonnes de la ville.

Au cours des deux dernières décennies, l'hyper-centre de Pontevedra est devenu piéton et de nombreuses rues et secteurs de la ville ont été aménagés selon un modèle de haute qualité urbaine avec un mobilier urbain et un éclairage design (bancs, tours d'éclairage, lampadaires aux designs d'avant-garde) et des arbres fruitiers dans certaines rues. On peut citer parmi ces grands travaux de rénovation et réhabilitation la piétonnisation et réaménagement des places et des rues que traverse le Camino portugués, le Chemin de pèlerinage de Saint-Jacques : Glorieta de Compostela, rue Gorgullón, rue Vierge du Chemin, pont du Bourg et d'autres rues ou places dans le secteur de l'hôpital provincial, le secteur des deux gares, le quartier O Burgo et le bord de mer vers Marín. Les feux ont été remplacés par des ronds-points et les rares voies ralliant le centre-ville sont passées à 30 km/h maximum.
De la limite de stationnement en centre ville de 15 minutes, au rehaussement des chaussées, en passant par la réduction de la limite de vitesse, de vastes travaux d’urbanisation ont été mis en place,. Depuis les années 1990, ceci a permis notamment de réduire de plus de moitié la pollution et de n’enregistrer aucun accident mortel de la route, depuis 2001. En 2010, Pontevedra a été la première capitale d'une province d'Espagne à réduire la vitesse maximale dans le centre-ville à 30 kilomètres à l'heure et en 2019 à 10 km à l'heure. Cette vaste révolution urbaine repose entre autres en grande partie sur la mise en place d’immenses parkings. Surnommés par la mairie de « parkings de dissuasion », ils sont situés en dehors du centre-ville et sont entièrement gratuits pendant 24 heures. N'ayant plus besoin de tourner afin de trouver une place, les gens ont aujourd'hui pris l’habitude d'y garer leur voiture et terminer ainsi leur trajet à pied, à vélo ou bien en trottinette.

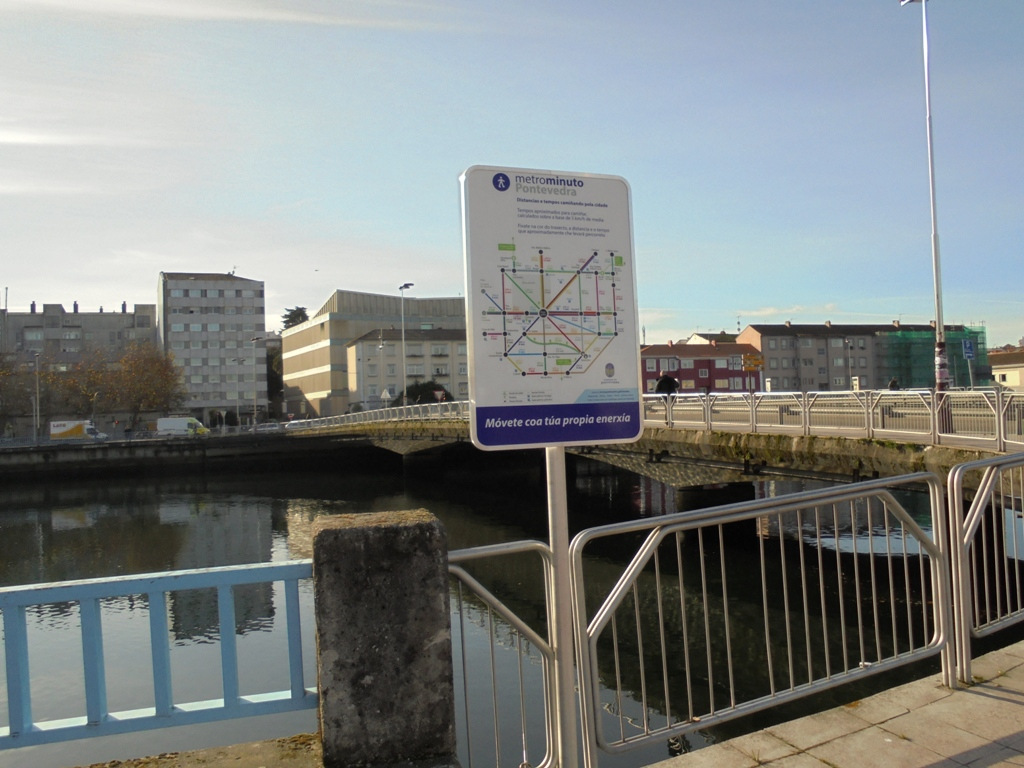
Le célèbre Metrominuto.

À Pontevedra, le célèbre plan piéton Metrominuto, a été créé pour la mobilité urbaine, qui avec la transformation urbaine de la ville a remporté de nombreux prix nationaux et internationaux tels que le prix européen Intermodes et le prix mondial ONU Habitat. Le Metrominuto est une carte basée sur l'esthétique des plans de métro, qui marque les distances piétonnes entre les points les plus importants de la ville et le temps qu'il faut pour les parcourir. Le Metrominuto a été pris comme modèle dans des villes françaises  comme Toulouse, ou européennes comme Florence, Ferrare, Modène ou Cagliari en Italie, ou d'autres comme le quartier des Anges à Londres, Torres Vedras au Portugal, Poznań en Pologne et même Belgorod en Russie. En Espagne, elle a inspiré le Metrominuto de nombreuses villes comme Salamanque, Saragosse, Cadix, Grenade, Séville, Jerez de la Frontera, La Corogne ou Pampelune. Pontevedra est la ville avec le plus de zones piétonnes en Galice. En conséquence, 65 % des déplacements dans le centre-ville se font à pied. D'ailleurs Pontevedra a été reconnue en 2016 comme l'une des 15 meilleures villes cyclistes du monde. Le modèle urbain de la ville de Pontevedra, suit les modèles d'autres villes européennes comme Amsterdam, Bruges ou Copenhague. Madrid, la capitale espagnole, Paris et Copenhague même ont pris Pontevedra comme exemple pour ses projets de piétonnisation en centre-ville,,,.
La transformation urbaine de Pontevedra et les mesures de diminution du trafic motorisé dans le centre-ville ont réduit de 65% les émissions de CO2 provenant des combustibles fossiles dans la capitale au cours de la décennie 2010-2019 et de 67% de 2001 à 2021 et ont fait l'objet de reportages de chaînes de télévision étrangères (MBC TV (Corée du Sud),, Seven Network (Australie); Das Erste ZDF, ou NDR 1 (Allemagne) et françaises telles que France 2,,,France 3, Canal+ ou TF1. En Suisse, la première chaîne de la télévision publique suisse romande, RTS Un a fait des reportages sur Pontevedra ville, elle aussi, de même que la Société Radio-Canada au Canada. La ville a également été mise en avant dans des reportages réalisés par des chaînes et publications anglophones telles que Bloomberg TV, Fast Company et Outrider (États-Unis) ou le Daily Express et The Guardian (Royaume-Uni).
Le modèle piétonnier urbain de Pontevedra a également été salué dans d'autres pays tels que la Suisse alémanique et la Pologne,. La ville fait des émules et des urbanistes du monde entier la visitent pour tenter d'exporter le projet dans d'autres pays,.

## Histoire de Pontevedra

### Préhistoire et Antiquité
Une origine grecque n'est pas attestée et relève de la légende. En effet, une légende locale associe la fondation de Pontevedra à Teucros, héros de la Guerre de Troie, une légende qui a été renforcée par la supposition que les commerçants grecs seraient arrivés dans la région des Rias Baixas dans les temps anciens. La ville a certainement une origine antérieure à l'époque romaine, mais c'est à partir des vestiges de la voie romaine Via XIX que son existence est connue.

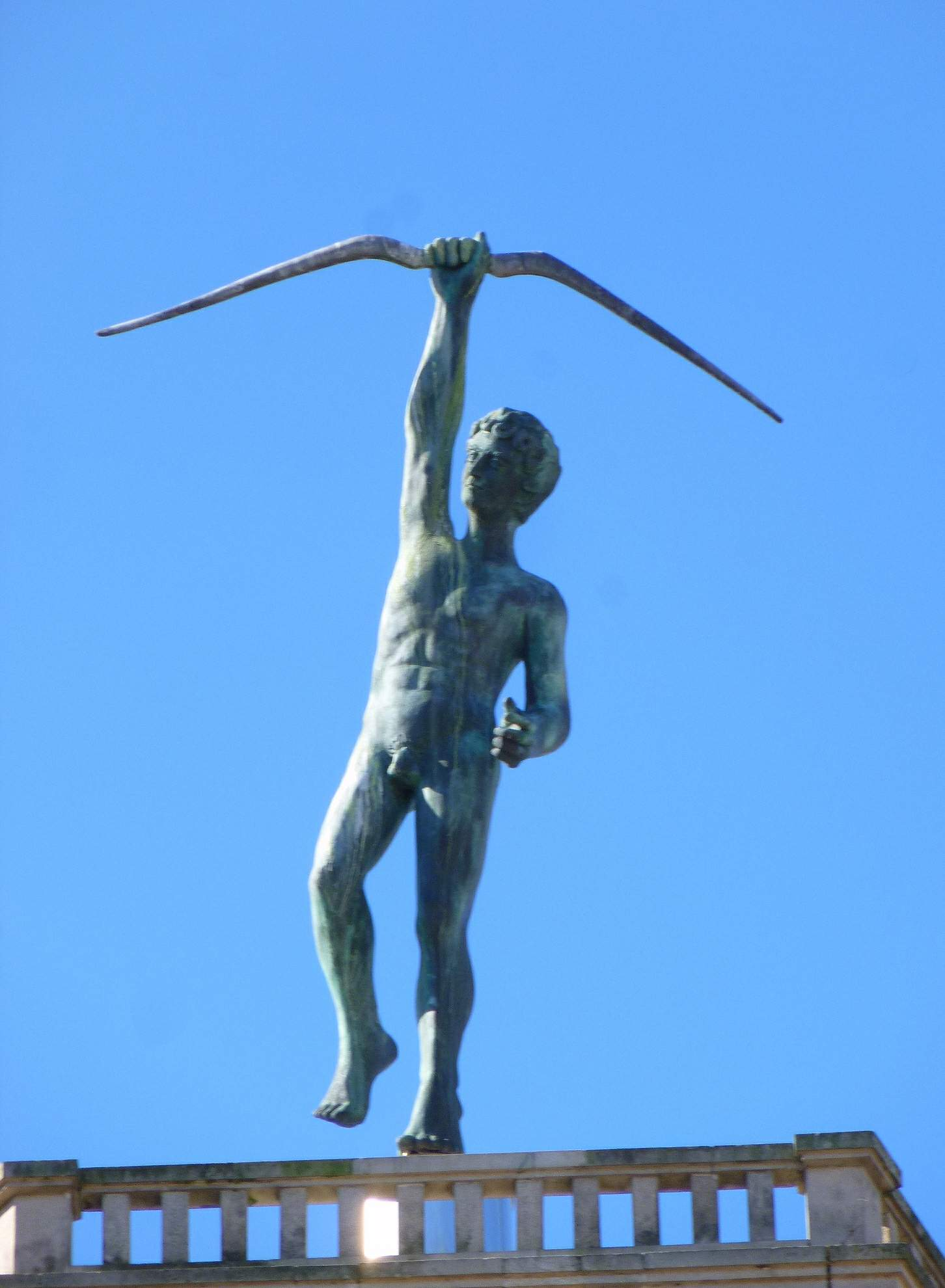
Teucros sur la place Saint-Joseph.

Il y a sur la façade de l'hôtel de ville à Pontevedra une inscription sur la légende de l'archer grec Teucros, mythique fondateur de la ville.
| FVNDOTE TEVCRO VALIENTE DE AQVESTE RIO EN LA ORILLA PARA QUE EN ESPAÑA FVESES DE VILLAS LA MARAVILLA DEL ZEBEDEO LA ESPADA CORONA TU GENTILEZA VN CASTILLO PVENTE Y MAR ES TIMBRE DE TV NOBLEZA | Teucros, le vaillant, t'a fondée sur les rives de ce fleuve, pour que de l'Espagne tu sois la plus jolie des villes, l'épée de Zébédée couronne ta gentillesse; un château, un pont, la mer qui est ta preuve de noblesse. |

Les historiens et les archéologues ont tendance à convenir que le peuplement initial s'est probablement formé lors de l'intégration de la Gallaecia (ancienne Galice) dans l'Empire romain (vers le Ier siècle et av. JC). Bien desservie depuis l'époque romaine, Pontevedra s'est consolidée en tant que ville intermédiaire pendant la période suève (vers le Ve siècle et VIe siècle ap. J.-C.).

### Moyen Âge et début de la Période Moderne
Pontevedra était au Moyen Âge le port de chargement et de déchargement de Galice, titre accordé à la ville, en 1452. L'agrandissement des remparts de la ville fut nécessaire en raison de l'augmentation de la population et du développement des activités économiques qui s'y déroulaient. En outre il faut y ajouter le souhait de la Couronne espagnole de contrôler la production et le transit de marchandises.

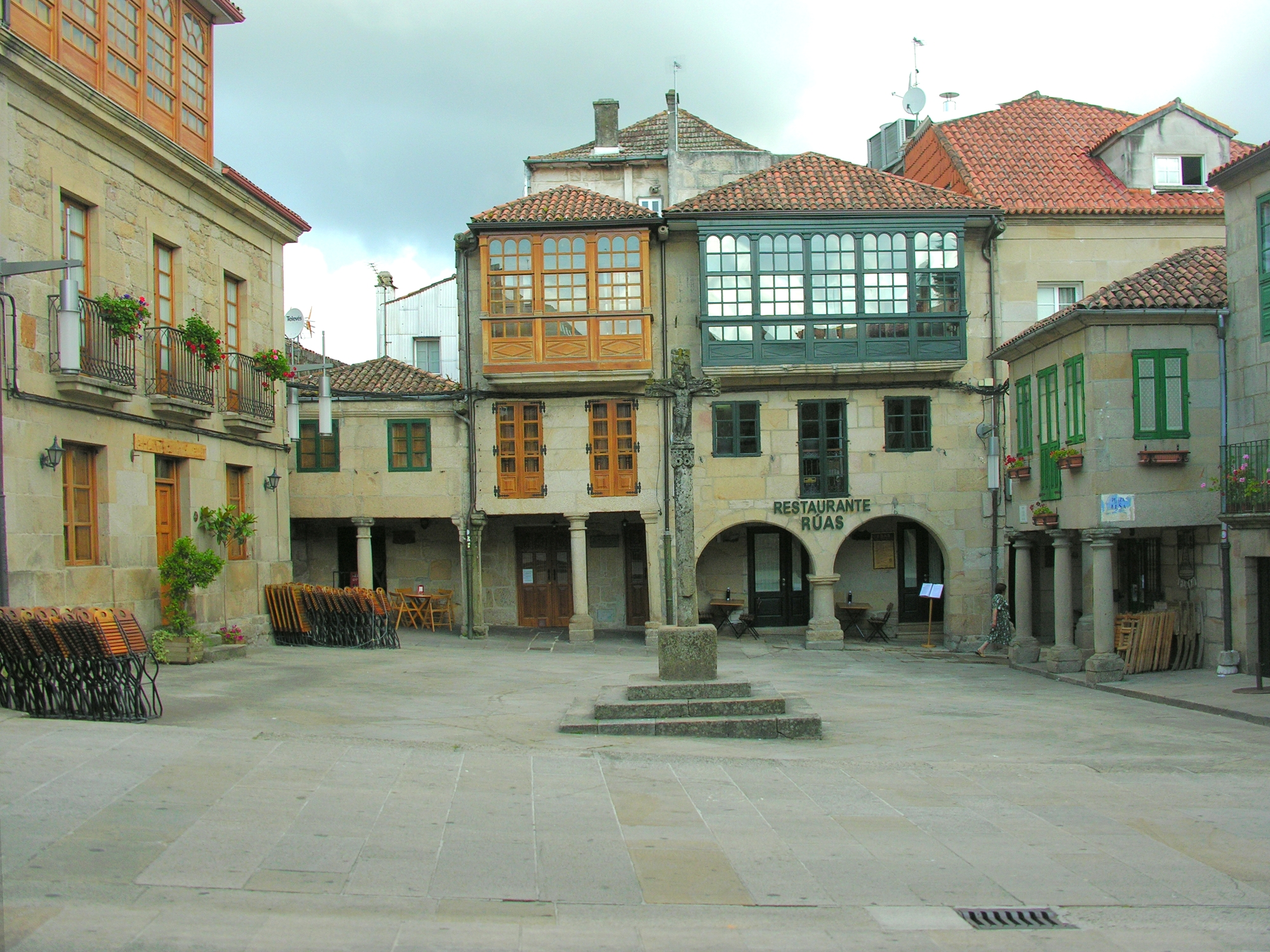
Place médiévale du Bois de chauffage, place de la Leña.

L'activité économique de Pontevedra obtint son plus grand apogée sous le règne du roi Henri IV de Castille, quand il accorda à la ville en 1467 le privilège de la célébration d'une foire franche d'une durée de 30 jours, que les gens fêtaient quinze jours avant la fête de la Saint Barthélémy. Pour que cette foire puisse avoir lieu, les remparts furent à nouveau agrandis pour inclure dans l'enceinte la Place de la Forge (Plaza de la Herrería), sur laquelle la Foire Franche avait lieu. De nos jours on fête cette Foire Franche appelée Feira Franca (fête médiévale qui attire des visiteurs galiciens et d'autres régions d'Espagne) dans la ville le premier week-end du mois de septembre. La Place de la Herrería (Place de la Forge) tire son nom des forges et des ateliers de forge qui se trouvaient ici au Moyen Âge, puisque les Rois catholiques d'Espagne décrétèrent certaines ordonnances pour armer les chevaliers avec des armes de Pontevedra et d'Oviedo.

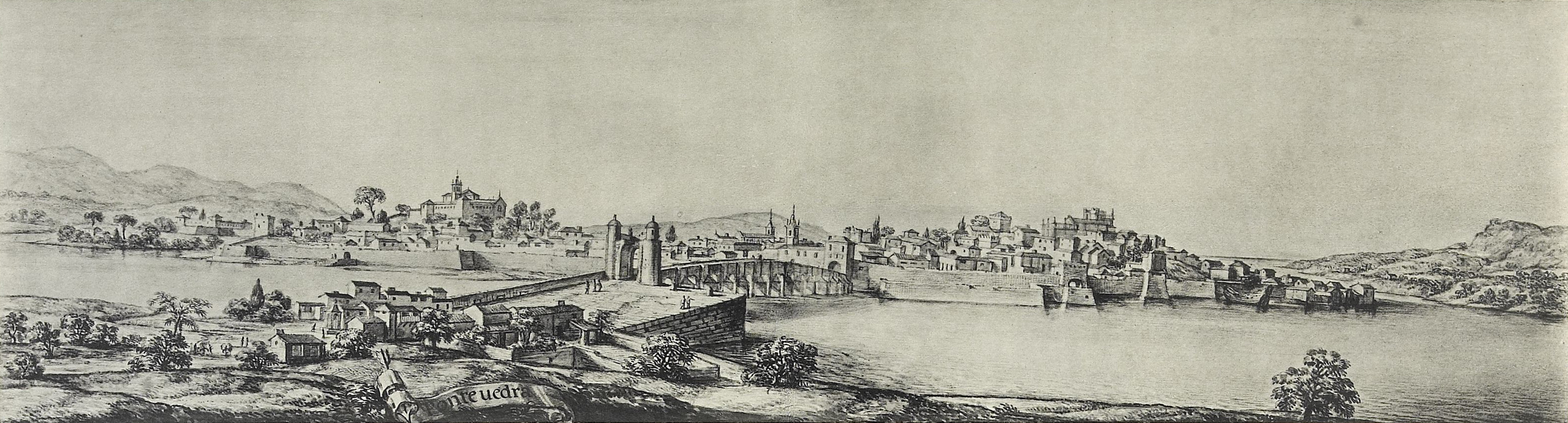
Pontevedra en 1669 dans une aquarelle de Pier Maria Baldi.

Au XVIe siècle, Pontevedra était une ville commerçante enrichie par le commerce de la sardine, avec une augmentation de la pêche en général. À cette époque, Pontevedra était la plus grande ville et le plus grand port galicien, car c'était un port sûr ouvert sur la mer. Grâce au grand volume de sardine que l'on pêchait à la baie de Pontevedra et à l'habileté pour sécher et saler ce poisson, Pontevedra devint l'un des ports le plus actifs et le plus riches de la Péninsule Ibérique où accostaient des bateaux provenant de toute l'Europe. À cette époque la ville vécut une étape de grande prospérité et puissance économique. L'importance de la sardine était telle que l'argent qu'elle rapportait incita la guilde des marins à construire la Basilique Sainte-Marie Majeure, où certains chapiteaux de colonnes à l'intérieur sont sculptés avec des images de sardines à la verticale. L'un des navires de Christophe Colomb, la caravelle ou caraque Santa María (1492), nommé à l'origine La Galicienne, fut construit à Pontevedra. C'est au cours des siècles suivants que la sédimentation causée par le fleuve Lérez rendit progressivement le port impropre à la navigation à grande échelle. La fin du XVIe siècle marque le début du déclin de la ville, un déclin qui avait déjà commencé pour le reste de la Galice depuis la fin du XVe siècle.

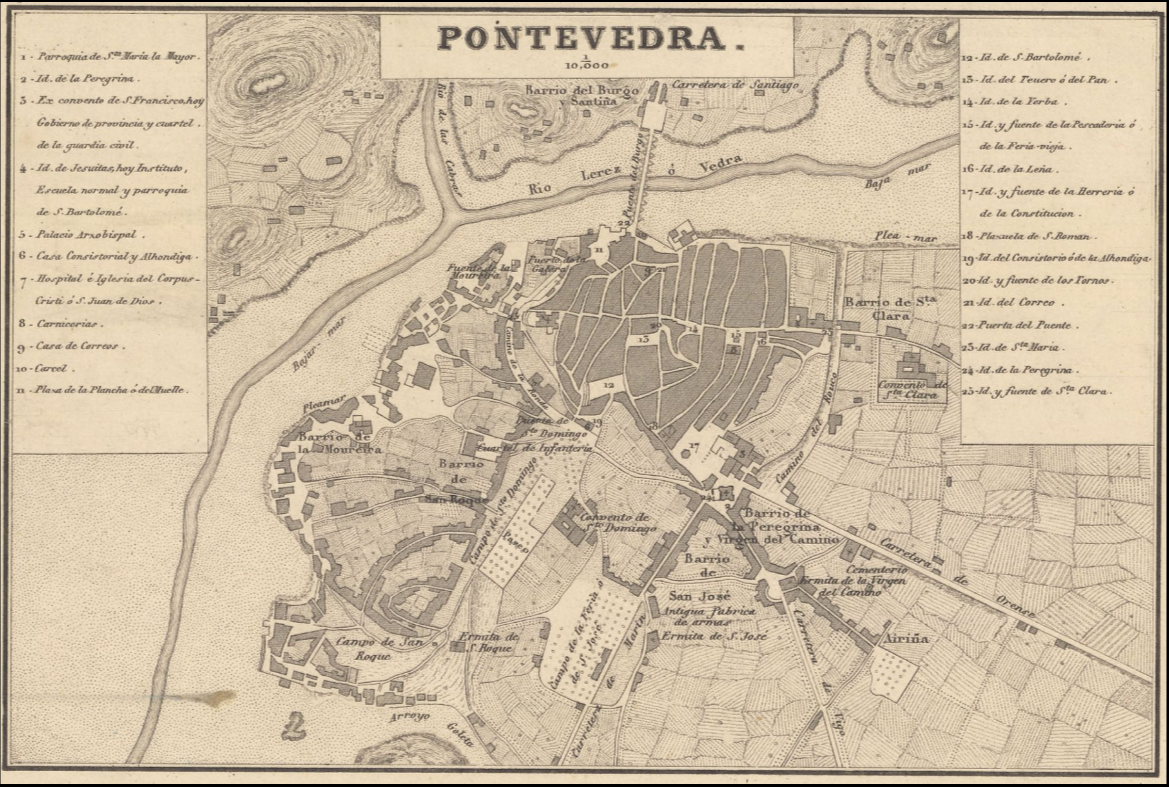
Plan de la ville en 1856, par Francisco Coello de Portugal y Quesada.

### Fin de l'Époque moderne
Au début du XIXe siècle, la pêche, les arts et l'artisanat permirent à l'économie de la ville de continuer à se développer. Du 7 au 9 juin 1809, eut lieu à Ponte Sampaio une bataille opposant les troupes françaises du maréchal Michel Ney à une armée composée de troupes régulières espagnoles et de milices populaires galiciennes. Le monument aux héros de Puente Sampayo sur la place d'Espagne en témoigne.
Pontevedra est désignée capitale de sa province en 1833 et connaît au XIXe siècle une renaissance économique, urbaine et culturelle. C'est à Pontevedra qu'en 1853 Xoán Manuel Pintos publia le premier livre en galicien moderne, A gaita gallega (La cornemuse galicienne). L'arrivée du chemin de fer en 1884 contribua au développement de la ville et la reconnecta avec le reste du pays. Pontevedra fut la première ville galicienne à avoir l'électricité en 1888. Dans l'ensemble, Pontevedra vit en ce siècle un renouveau culturel, économique et urbain.

### XXesiècleetXXIesiècle
Pontevedra était au début du XXe siècle le centre culturel et politique de Galice. Des intellectuels comme Valle-Inclán ou Castelao s'installèrent dans la ville. Pourtant, la guerre civile (1936–1939) et la dictature franquiste freinèrent le progrès de Pontevedra. La répression politique et les problèmes économiques forcèrent beaucoup de gens à émigrer.

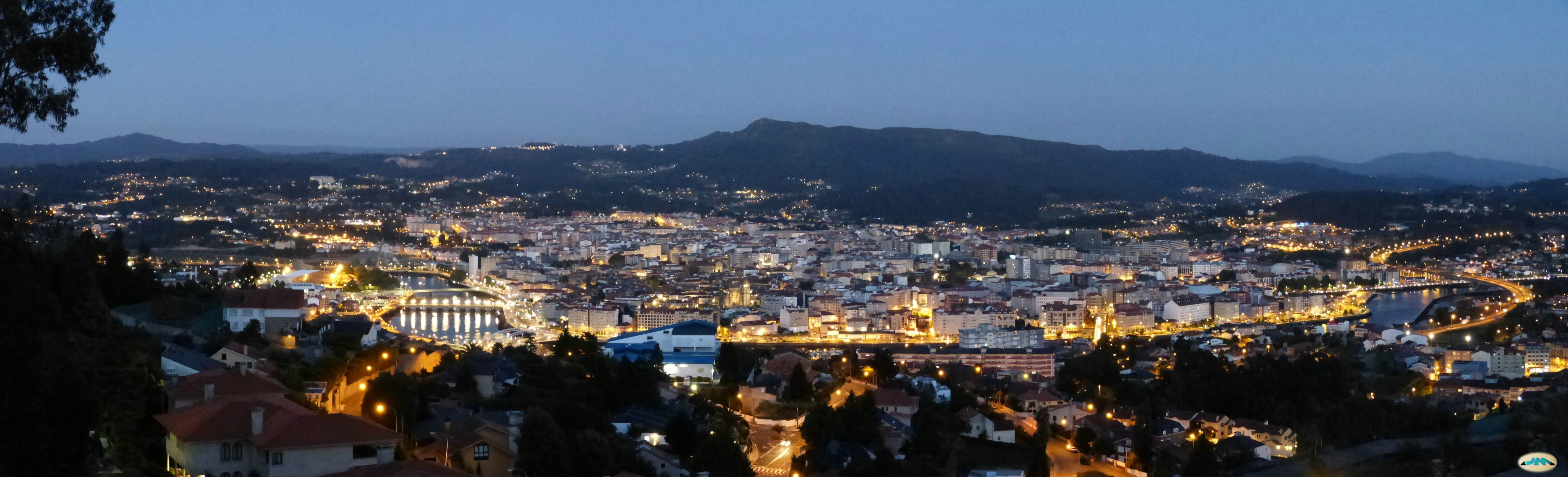
Panorama de la ville de nuit.

Dans les années 1940-1960, le gouvernement franquiste accorda une zone franche et un pôle de développement à la ville voisine de Vigo, un cas rare en Espagne (pour une ville n'étant pas chef-lieu de province), ce qui favorisa le développement de cette ville au détriment de la capitale provinciale, devenant ainsi des villes rivales. Dans les années 1960, l'économie locale a commencé à se remettre et après la fin de la dictature en 1975, le secteur de la construction s'est développé.
Depuis 1999, Pontevedra s'est transformée grâce à une importante rénovation urbaine et culturelle, devenant l'une des villes espagnoles les plus accessibles pour les personnes à mobilité réduite et qui a le plus de zones piétonnes. En 2011, elle a reçu le prix espagnol pour la mobilité en toute sécurité au cours du IIe congrès des villes pour la sécurité routière d'Espagne. En 2013, le prix européen Intermodes pour la mobilité urbaine lui a été décerné à Bruxelles. Le modèle de mobilité durable de Pontevedra est aujourd'hui considéré comme une référence internationale,.

### Influences françaises à Pontevedra et liens avec la France
L'histoire de Pontevedra est marquée par des influences françaises et par ses liens avec la France au fil des siècles, notamment dans l'architecture du XIXe siècle.
C'est au XIVe siècle que lors de son séjour en Galice au cours duquel il a accompagné le duc de Lancastre dans la guerre de Cent Ans, Jean Froissart a attribué à Pontevedra le nom de Bonne Ville dans ses Chroniques en raison de sa magnifique situation géographique et de sa splendeur économique. Au XVIIIe siècle, vers 1750, des pèlerins français ont apporté à Pontevedra une image de la Vierge Marie habillée en pèlerine, qui allait donner naissance au culte de la Vierge Pèlerine et à la construction de l'église de la Vierge Pèlerine dans la ville,.

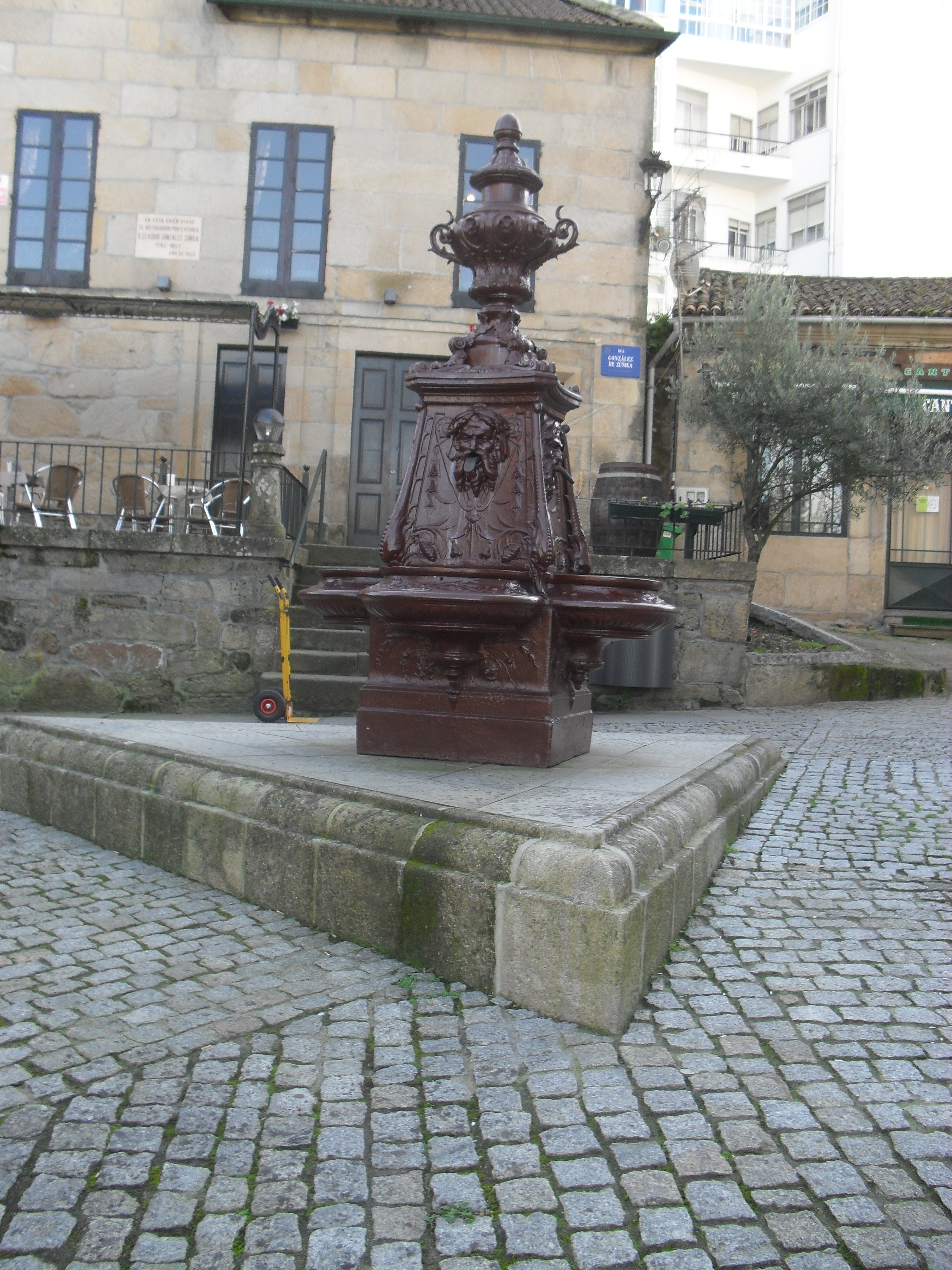
L'une des 4 fontaines en fonte d'art dans la vieille ville.

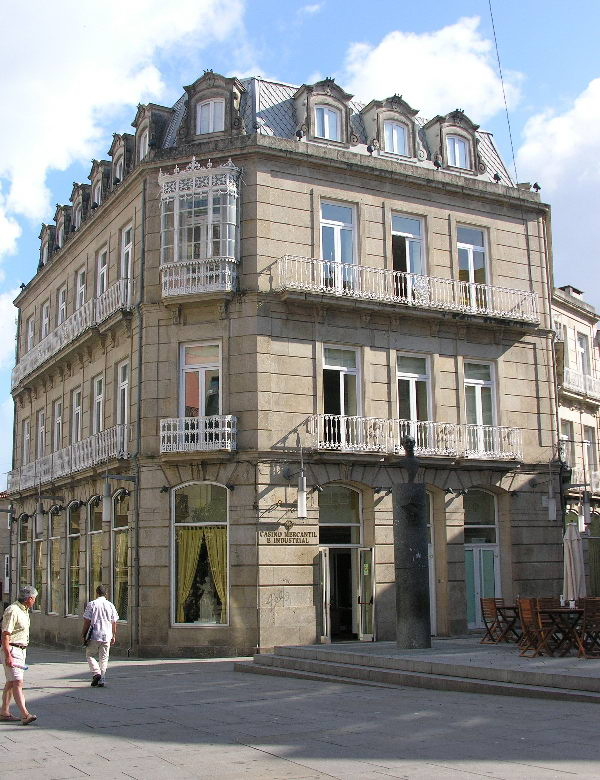
Bâtiment Varela au toit mansardé sur la place Curros Enríquez.

Au XIXe siècle, le style architectural français a eu une grande influence sur les grands bâtiments officiels de Pontevedra, ainsi que sur des hôtels particuliers des propriétaires bourgeois. L'architecte municipal Alejandro Sesmero est celui qui a le plus tenu compte de ces influences de l'architecture française dans ses œuvres. Dans l'hôtel de ville il a copié avec des adaptations la façade arrière d'un hôtel particulier de la rue de Monceau de Paris en style Second Empire,. Il a également reflété les éléments et les concepts de l'architecture française dans le Palais de la Députation de Pontevedra et l'hôtel Mendoza. D'autre part, la Maison Fonseca possède une façade classique inspirée de l'église de la Madeleine à Paris et au sommet deux griffons ailés qui lui donnent un air napoléonien.
Les quatre fontaines identiques en fonte qui se trouvent dans la vieille ville sont également d'influence française et ont été commandées par Alejandro Sesmero au maire de la ville. Les deux premières ont été fabriquées en France en 1886 dans la fonderie d'art du Val d'Osne dans la Haute-Marne,. En 1891, le célèbre perroquet Ravachol est arrivé dans la ville et a pris son nom, en raison de son caractère révolutionnaire, de l'anarchiste français, François Claudius Koënigstein, dit Ravachol. À la fin du XIXe siècle, le bâtiment Varela a été construit sur la place Curros Enríquez, avec son toit mansardé typique de l'architecture française ainsi que le palais de Lourizán remanié en 1909 avec des influences du style Second Empire et trois tours couronnées par des tois mansardés,.
Au XXe siècle, le monument aux héros de Puente Sampayo a été érigé en 1911 pour commémorer la victoire des troupes de Pontevedra sur l'armée napoléonienne lors de son invasion en 1809,. Au tournant du siècle, en 1999, la Junte de Galice a installé sur l'île des Sculptures une œuvre Land Art, Folie ou petit paradis de Pontevedra des artistes français Anne et Patrick Poirier.
Au XXIe siècle, les médias français ont baptisé Pontevedra comme la « ville où le piéton est roi » en raison de la politique de réduction de l'usage de la voiture menée par la municipalité,.

## Politique et administration

### Ville chef-lieu
La ville est le chef-lieu de la province de Pontevedra dont elle abrite le siège de la Députation dans un palais du XIXe siècle. Un bâtiment moderne avec deux tours jumelles de dix étages regroupe les services provinciaux centraux du gouvernement galicien.

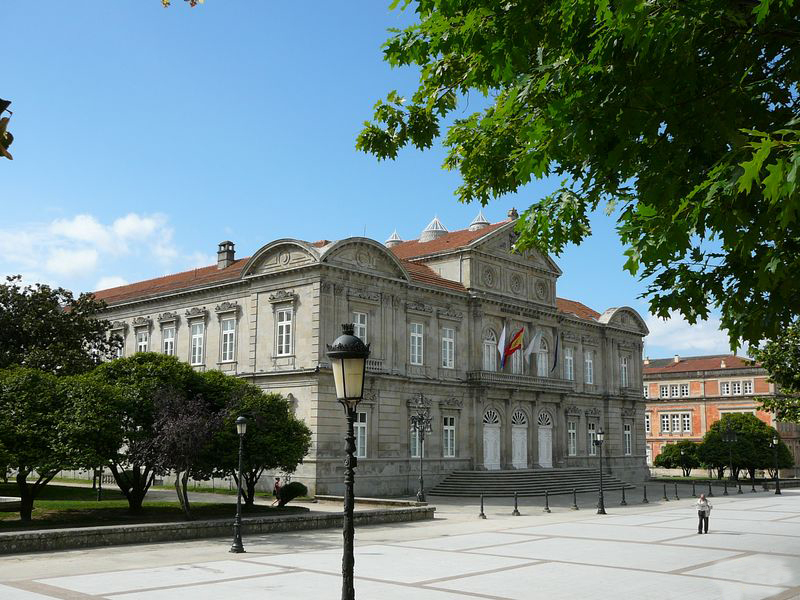
Le palais de la Députation de Pontevedra.

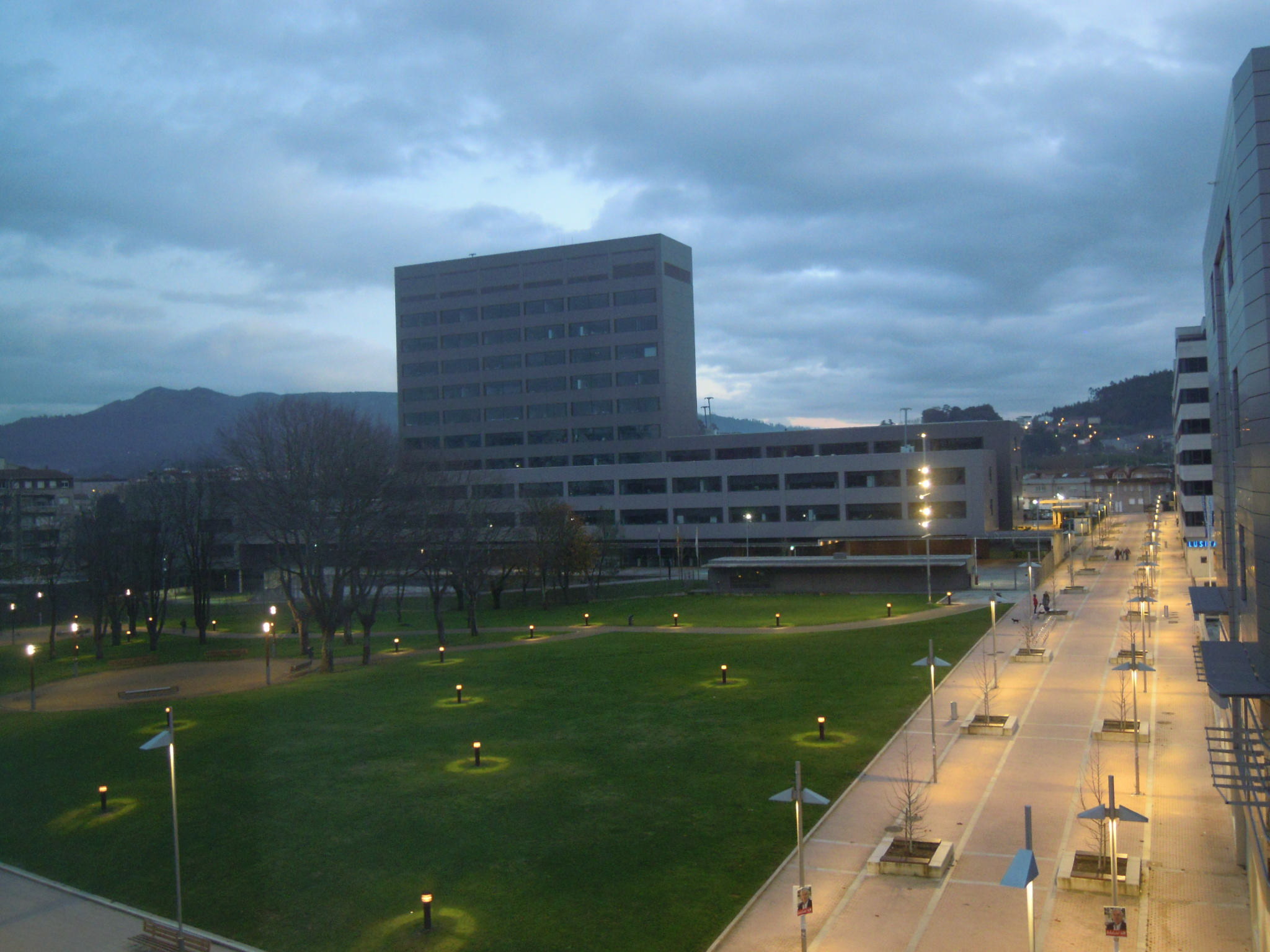
Cité administrative de Pontevedra.

La subdélégation du gouvernement (équivalent d'une préfecture) regroupe les services de l'État. Les départements provinciaux de différents ministères de l'État comme ceux du Littoral, de l'Agriculture et de la Pêche ou des Télécommunications sont regroupés dans l'ancien bâtiment de la Banque d'Espagne.

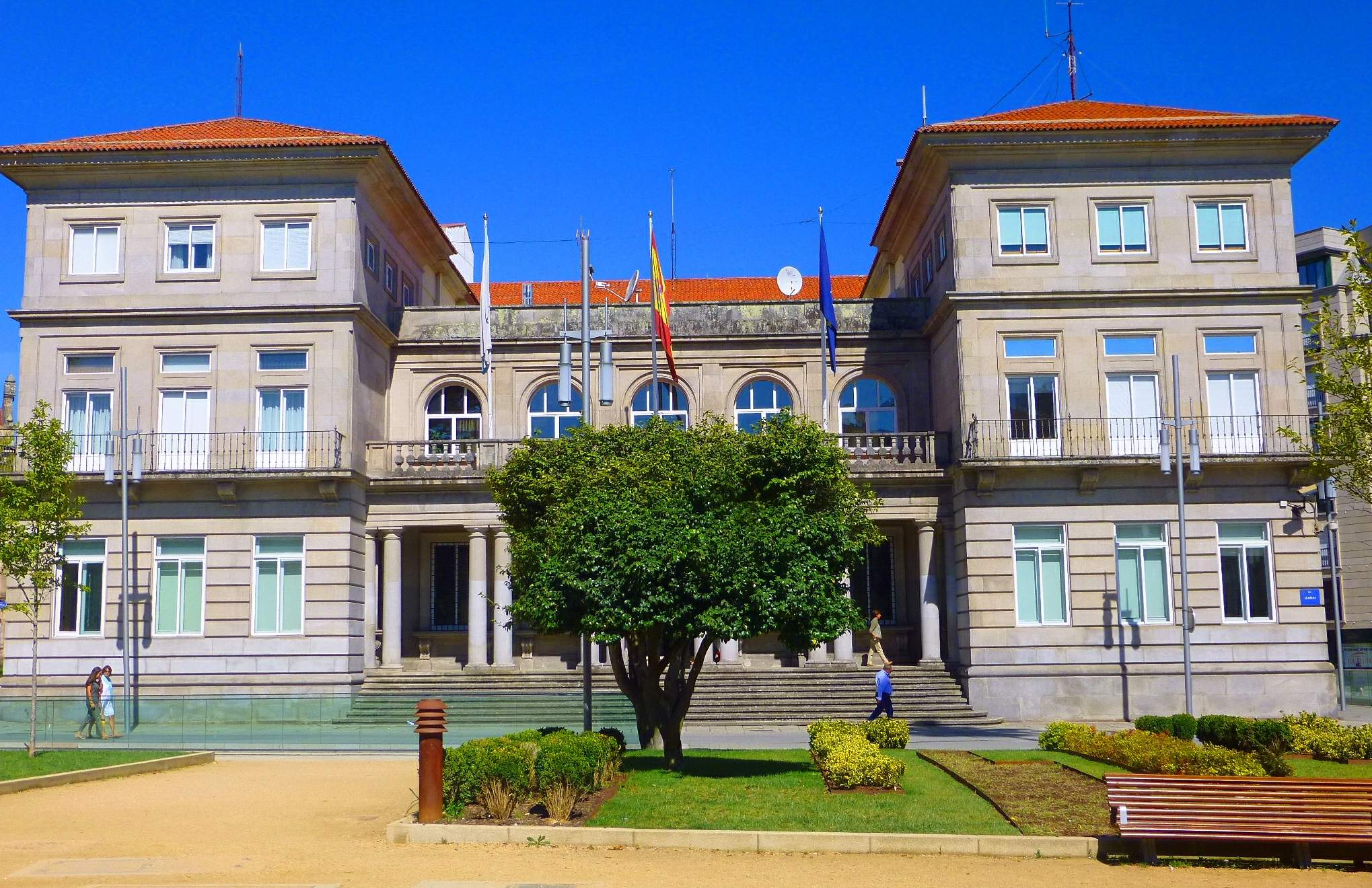
Hòtel de préfecture à Pontevedra.

Pontevedra est également la « capitale judiciaire » de la province de Pontevedra et le siège du district judiciaire de Pontevedra et de la cité judiciaire de Pontevedra. Elle abrite le siège de l'Audience provinciale de Pontevedra au palais de Justice. Elle abrite également d'autres organismes provinciaux dépendant du ministère de l'Intérieur tels que la direction provinciale de la circulation, le département provincial de Police, et la direction provinciale de la Garde civile.

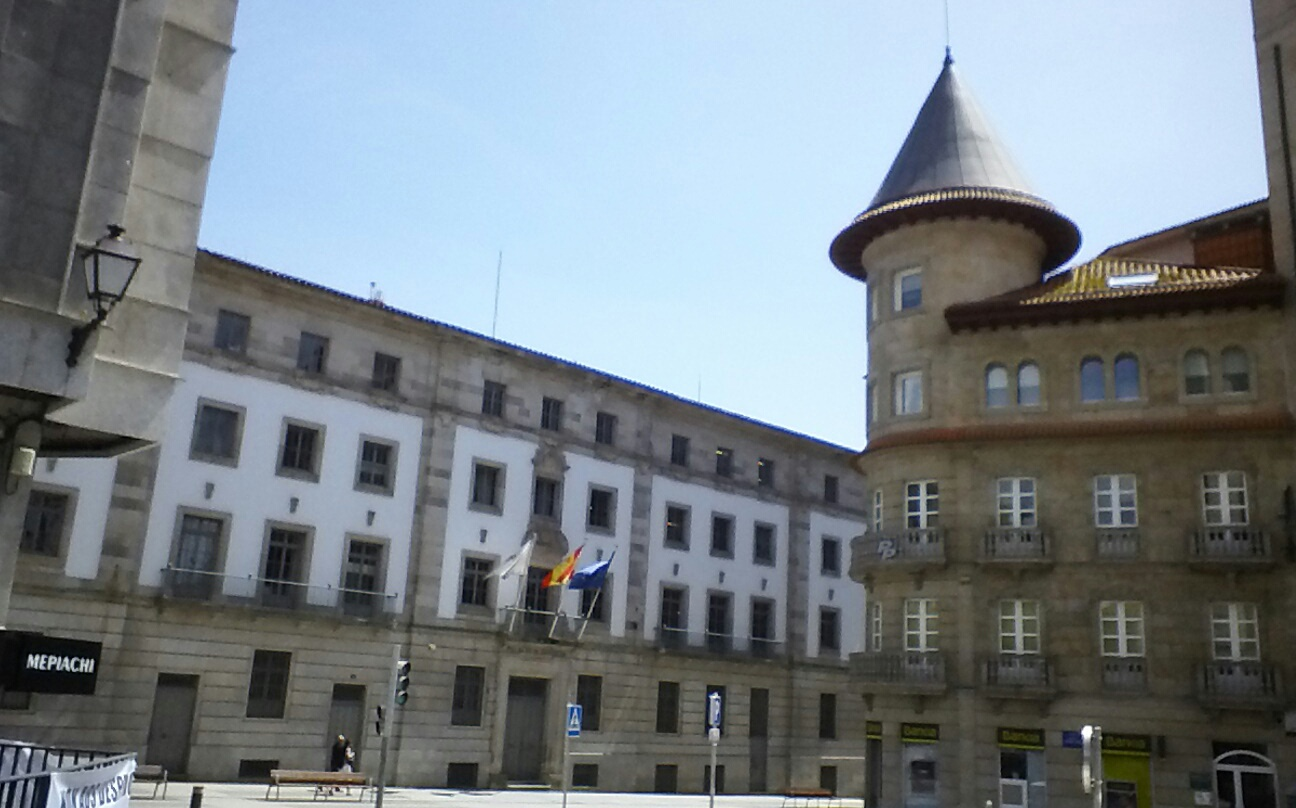
Palais de Justice et cour d'appel provinciale.

### Administration municipale
À partir du rétablissement de la démocratie en Espagne en 1977, après la dictature, la municipalité est contrôlée par les conservateurs du Parti populaire de Galice. Cependant, depuis les élections de 1999, la fonction de maire est exercée par Miguel Anxo Fernández Lores, représentant le Bloc nationaliste galicien (BNG), en coalition avec le Parti socialiste de Galice jusqu'en 2027.

### Jumelages
- Salvador (Brésil)
- Barcelos (Portugal)
- Merlo (Argentine)
- San José (Costa Rica)
- Saint-Domingue (République dominicaine)
- Naupacte (Grèce)
- Gondomar (Portugal)
- Vila Nova de Cerveira (Portugal)

La ville a donné le nom à la ville de Ponte Vedra Beach en Floride, aux États-Unis, à Pontevedra en Argentine, à Pontevedra sur l'île de Negros aux Philippines et dans le département de Capiz aux Philippines aussi, à l'îlot de Pontevedra sur les îles Diego Ramírez au Chili, en Géorgie aux États-Unis et à un quartier de Bogotá en Colombie.

### Politique environnementale
Pontevedra est une ville avant-garde en termes d'écologie et de mobilité durable. Au cours des vingt dernières années, la ville est devenue une ville éco-responsable et une référence internationale en matière de développement durable. La circulation automobile a été interdite dans une grande partie de la ville et 50 % de sa superficie est devenue piétonne. À Pontevedra, les trottoirs sont plus larges et les ruelles plus étroites pour dissuader les automobilistes de circuler. Les passages piétons sont surélevés pour montrer encore plus aux conducteurs qu'ils n'ont pas la priorité. Depuis 1999, la circulation dans le centre-ville a été réduite de 97% et les émissions de carbone de 67 %. À Pontevedra les émissions de CO2 ont chuté de 60% en vingt ans, grâce à une politique de «désintoxication» de la voiture.

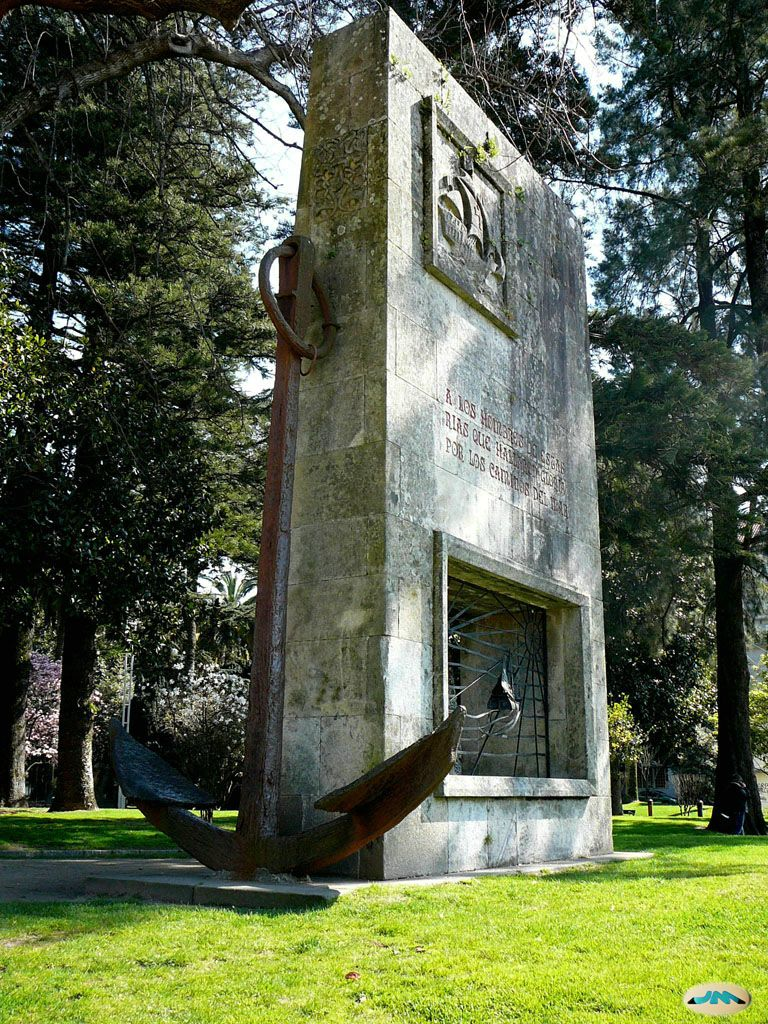
Monument aux navigateurs au Parc des Palmiers.

Un système d'éclairage urbain composé de lampadaires, de tours d'éclairage et de points lumineux LED à faible consommation d'énergie a été installé dans toute la ville et un plan de compostage pour le traitement des déchets urbains a été mis en œuvre, avec des composteurs ou bacs à compost communautaires en ville et des composteurs individuels à la campagne,. Dans le centre-ville, où il n'est pas possible d'installer des composteurs communautaires, la municipalité a opté pour l'installation de 60 composteurs spéciaux qui doivent être ouverts avec une carte électronique.
La ville dispose aussi de plusieurs jardins potagers écologiques urbains dans trois quartiers de la ville: dans le parc de Monte Porreiro, dans le domaine de Conde de Bugallal et dans un terrain au bout de la rue Ernesto Caballero. Ces terrains sont aménagés en planches horizontales étagées équipées de systèmes d'irrigation. La municipalité, après l'inscription des personnes intéressées, fait la concession de ces jardins potagers pour une période de deux ans, renouvelable pour deux autres années,.
En juin 2020, la municipalité a lancé la campagne Effet PO2 (en référence au nom de la province de Pontevedra connue sous le sigle PO), une action dans différents espaces des rues (placement de slogans sur les pavés des rues, projection de micro-vidéos, etc) de la ville pour démontrer que plus le mouvement piétonnier, appelé PO2, est important, plus il contribue à effacer l'empreinte carbone du CO2.

## Population et société

### Démographie
Au recensement de l'INE de 2020, la population s'élève à 83 260 habitants. L'aire urbaine de Pontevedra (Pontevedra, Poio, Marín, Sanxenxo, Bueu, Vilaboa, Cotobade, Barro, Ponte Caldelas, Soutomaior) autour de sa ria, comprenant aussi quelques communes de l'arrière-pays, compte plus de 200 000 habitants.

#### Évolution démographique de la ville de Pontevedra depuis 1842
| 1842  | 1857  | 1877   | 1887   | 1900   | 1910   | 1920   | 1930   | 1940   |
| ----- | ----- | ------ | ------ | ------ | ------ | ------ | ------ | ------ |
| 4 141 | 6 623 | 20 140 | 20 550 | 22 806 | 25 072 | 28 957 | 30 821 | 36 968 |

| 1950   | 1960   | 1970   | 1981   | 1991   | 2001   | 2010   | 2012   | 2020   |
| ------ | ------ | ------ | ------ | ------ | ------ | ------ | ------ | ------ |
| 43 221 | 50 575 | 52 562 | 65 137 | 75 148 | 74 942 | 81 981 | 82 684 | 83 260 |

Source: INE
Pontevedra est une ville en croissance avec la population la plus jeune de Galice et du nord-ouest de l'Espagne et dont l'espérance de vie est la plus élevée,,,. C'est la ville de Galice qui présente le meilleur solde naturel.

#### Immigration
| Position | Nationalité                                 | Pays                   | Nombre de ressortissants |
| 1.       | Drapeau du Venezuela                        | Venezuela              | 691                      |
| 2.       | Drapeau de la Colombie                      | Colombie               | 610                      |
| 3.       | Drapeau du Portugal                         | Portugal               | 460                      |
| 4.       | Drapeau du Brésil                           | Brésil                 | 404                      |
| 5.       | Drapeau du Maroc                            | Maroc                  | 393                      |
| 6.       | Drapeau du Pérou                            | Pérou                  | 244                      |
| 7.       | Drapeau de l'Italie                         | Italie                 | 208                      |
| 8.       | Drapeau de la République populaire de Chine | Chine                  | 178                      |
| 9.       | Drapeau de la Roumanie                      | Roumanie               | 145                      |
| 10.      | Drapeau de l'Argentine                      | Argentine              | 144                      |
| 11.      | Drapeau du Sénégal                          | Sénégal                | 125                      |
| 12.      | Drapeau du Royaume-Uni                      | Royaume-Uni            | 82                       |
| 13.      | Drapeau de la République dominicaine        | République dominicaine | 80                       |
| 14.      | Drapeau des États-Unis                      | États-Unis             | 76                       |
| 15.      | Drapeau de la France                        | France                 | 76                       |

En 2022, un total de 4 818 étrangers résidaient dans la ville, dont, par continent, les plus importants étaient des citoyens d'Amérique principalement d'Amérique du Sud et surtout du Venezuela, de Colombie et du Brésil, mais aussi du Pérou, d'Argentine, de la République dominicaine et des États-Unis et des citoyens d'Europe, principalement des citoyens d'autres pays de l'Union européenne, tels que le Portugal, l'Italie, la Roumanie, le Royaume-Uni, la France et l'Allemagne. Derrière eux se trouvent des citoyens africains, principalement du Maroc et du Sénégal, et des Asiatiques de Chine.

### Enseignement
La ville possède de nombreuses écoles et lycées publics et privés, une école hôtelière, un conservatoire professionnel de musique public appelé Manuel Quiroga et un autre conservatoire privé (Mayeusis) et une École Officielle de Langues publique depuis 1987,(où on peut suivre des cours d'anglais, de français, d'allemand, d'italien, de portugais et de galicien).

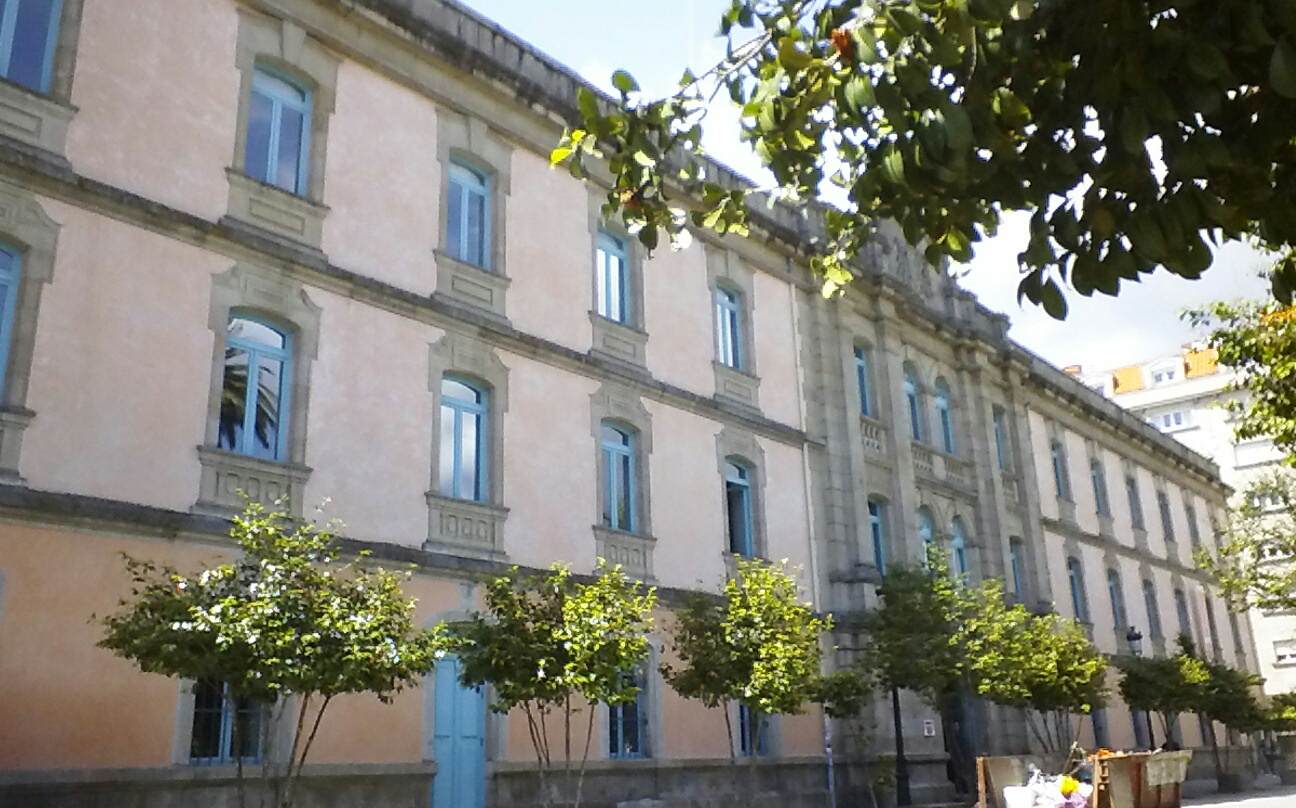
Faculté des beaux-arts de Pontevedra.

L'Université Nationale d'Éducation à Distance (UNED) a aussi un siège à Pontevedra, où l'on peut suivre une grande variété de cursus universitaires et de langues étrangères. Le Centre associé de l'UNED de Pontevedra est le siège du Campus Nord-ouest de l'UNED en Espagne (comprenant les communautés autonomes de Galice, les Asturies, Castille-Léon et Estrémadure).
D'autre part à l'université sur le Campus de Pontevedra, on peut suivre des études universitaires en: Sciences de l'information et de la communication, notamment Publicité et Relations publiques et Communication Audiovisuelle mais aussi d'autres études telles que Gestion et Administration Publique, Design et Création, Professeur des écoles (École Maternelle), Professeur des Écoles (École Élémentaire), Sciences de l'activité physique et sportive, Kinésithérapie, ou faire des études d'Ingénieur forestier. Au centre-ville se situent l'École de formation en soins infirmiers et la seule Faculté des Beaux-Arts en Galice, qui propose les études universitaires de Beaux-Arts de Galice.
Pontevedra abrite l'un des cinq Centres de Ressources Éducatives de l'ONCE en Espagne, celui du nord-ouest du pays. La ville compte aussi la seule École Professionnelle de Bande dessinée et Illustration de Galice (privée), dont le nom est O Garaxe Hermético (Le Garage hermétique).
Pontevedra est également le siège du Centre Galicien de Technification Sportive, centre de formation pour les sportifs de haut niveau et l'École supérieure de conservation et restauration des biens culturels de Galice.
À Pontevedra se trouve aussi la Mission Biologique de Galice, un centre du Conseil supérieur de la recherche scientifique situé dans la paroisse civile de Salcedo.

### Manifestations culturelles et festivités

#### Manifestations culturelles
- Noites Abertas (Soirées Portes Ouvertes). Chaque vendredi et samedi du premier semestre de l'année, de huit heures du soir à minuit. La mairie de Pontevedra organise diverses activités nocturnes pour les jeunes de 12 à 30 ans, de sorte qu'aucun projet de week-end n'est identique au précédent. Des activités sportives, des ateliers, des cours de musique, des laboratoires d'activisme et bien d'autres choses encore sont organisés dans différents endroits. De la pratique du yoga ou de l'apprentissage de la pâtisserie à une excursion en kayak sous les étoiles[188],[189].

#### Cinéma
- 12e cérémonie des prix Feroz, au Parc des expositions de Pontevedra (2025)[190].

#### Festivals
- Festival International de Jazz de Pontevedra. En juillet. D'une grande importance dans le circuit du jazz espagnol. Il se tient dans la vieille ville, avec la place de Teucros comme lieu privilégié.
- Surfing the Lérez. C'est un festival de musique dont les représentations centrales sont en plein air, dans le style des festivals de musique dans des pays comme l'Australie. En juin 2019, il a célébré sa 9e édition. Il se tient dans le parc Île des Sculptures. Il y a des représentations de groupes et d'orchestres du monde entier, du matin au soir. Il s'est consolidé comme le festival le plus important de son genre dans les Rias Baixas et en Galice.

Fleuve Lérez, autour duquel on célèbre le Festival Surfing The Lérez.

- Cantos na Maré, festival international de la lusophonie, est organisé à Pontevedra depuis 2003. À partir de 2018, il change de format, passant d'un simple gala à une série d'événements (concerts, cinéma, ateliers, concerts, etc.) se déroulant sur plusieurs jours[191],[192].

#### Fêtes païennes
- Carnaval de Pontevedra : en février, l'un des plus importants de Galice. Le carnaval de Pontevedra se caractérise par le fait que la ville ne célèbre pas l'enterrement de la sardine le mercredi des cendres, mais l'enterrement du perroquet Ravachol, un personnage de grande importance dans la vie sociale de Pontevedra à la fin du XIXe et au début du XXe siècle, qui est mort en 1913 peu avant le carnaval, lors duquel on a fait son enterrement le mercredi des Cendres. Chaque année, un énorme perroquet fabriqué par les habitants de Pontevedra se promène en procession dans la ville, habillé selon l'actualité de l'année (santé, politique, éducation...) jusqu'à ce qu'il soit brûlé.
- Los Mayos : en mai, la Plaza de la Herrería est le lieu de cette fête colorée qui célèbre l'arrivée du printemps.
- Les feux de la Saint-Jean, la nuit du 24 juin.

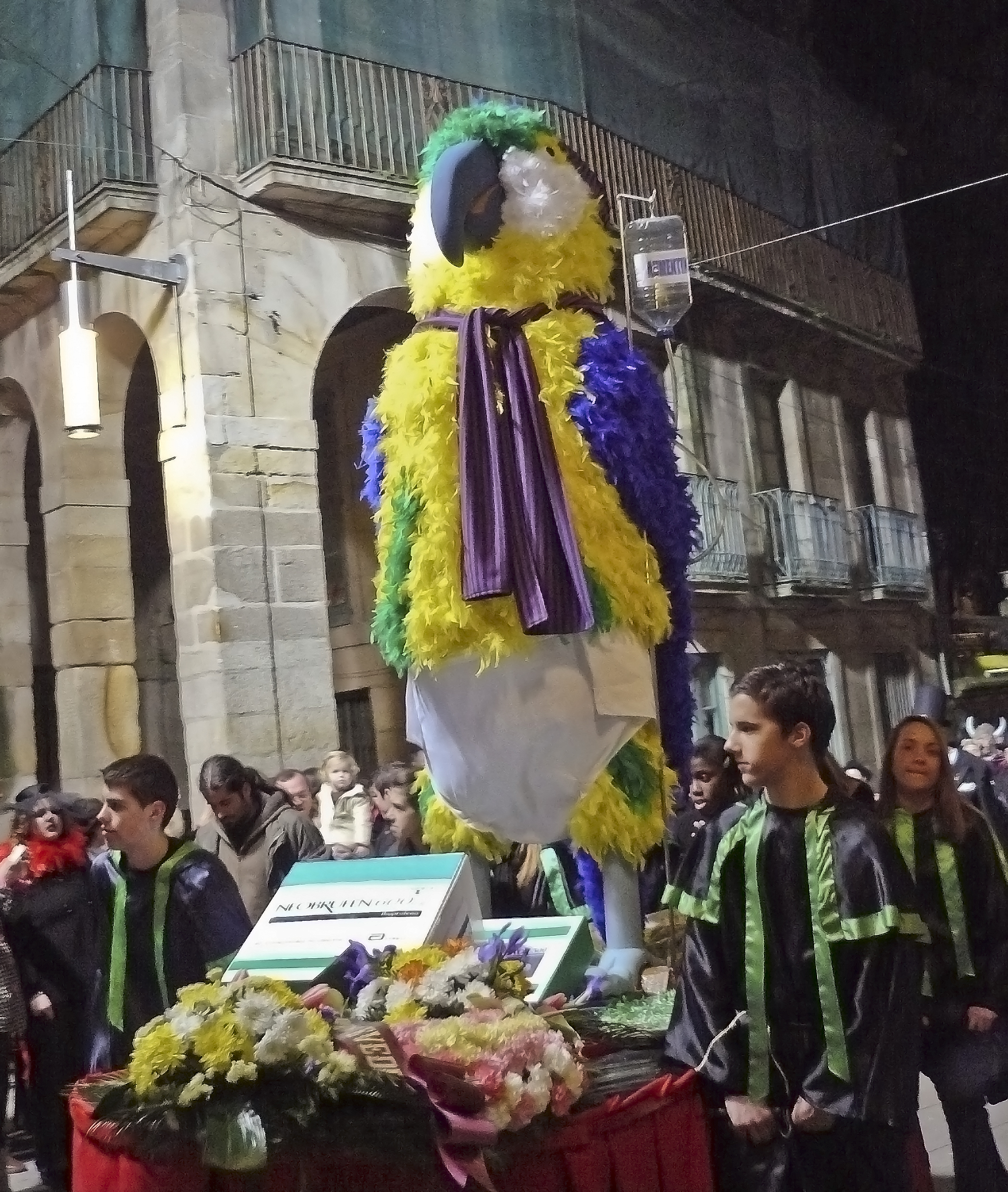
Enterrement du Perroquet Ravachol.

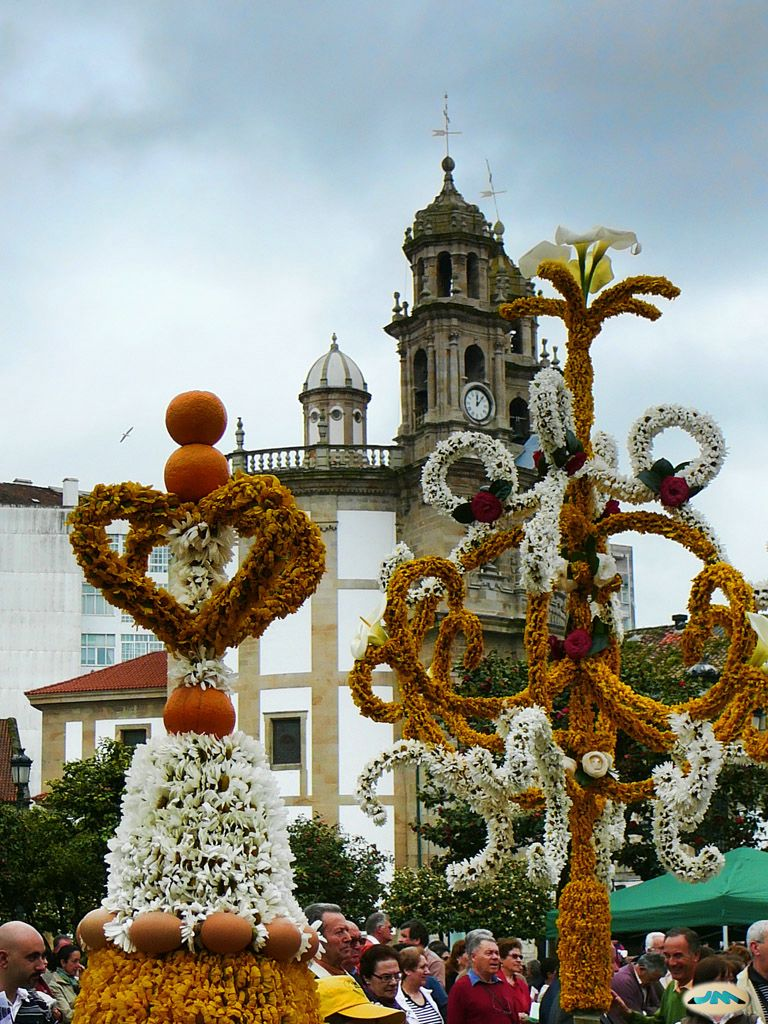
Fête des Maios à Pontevedra.

#### Fêtes historiques
- La Feira Franca a lieu le premier week-end de septembre. C'est une fête médiévale qui commémore l'octroi de privilèges à la ville de Pontevedra par le roi Henri IV au Moyen Âge, et qui a permis la tenue d'un grand marché dans la ville exempt de taxes. Ces dernières années, elle est devenue l'une des fêtes les plus importantes de sa catégorie dans le nord-ouest de la péninsule ibérique, et a été déclarée fête d'intérêt touristique en 2013. Chaque année, elle est consacrée à un thème médiéval différent.

C'est la fête historique de référence en Galice, qui réunit plus de 100 000 visiteurs.

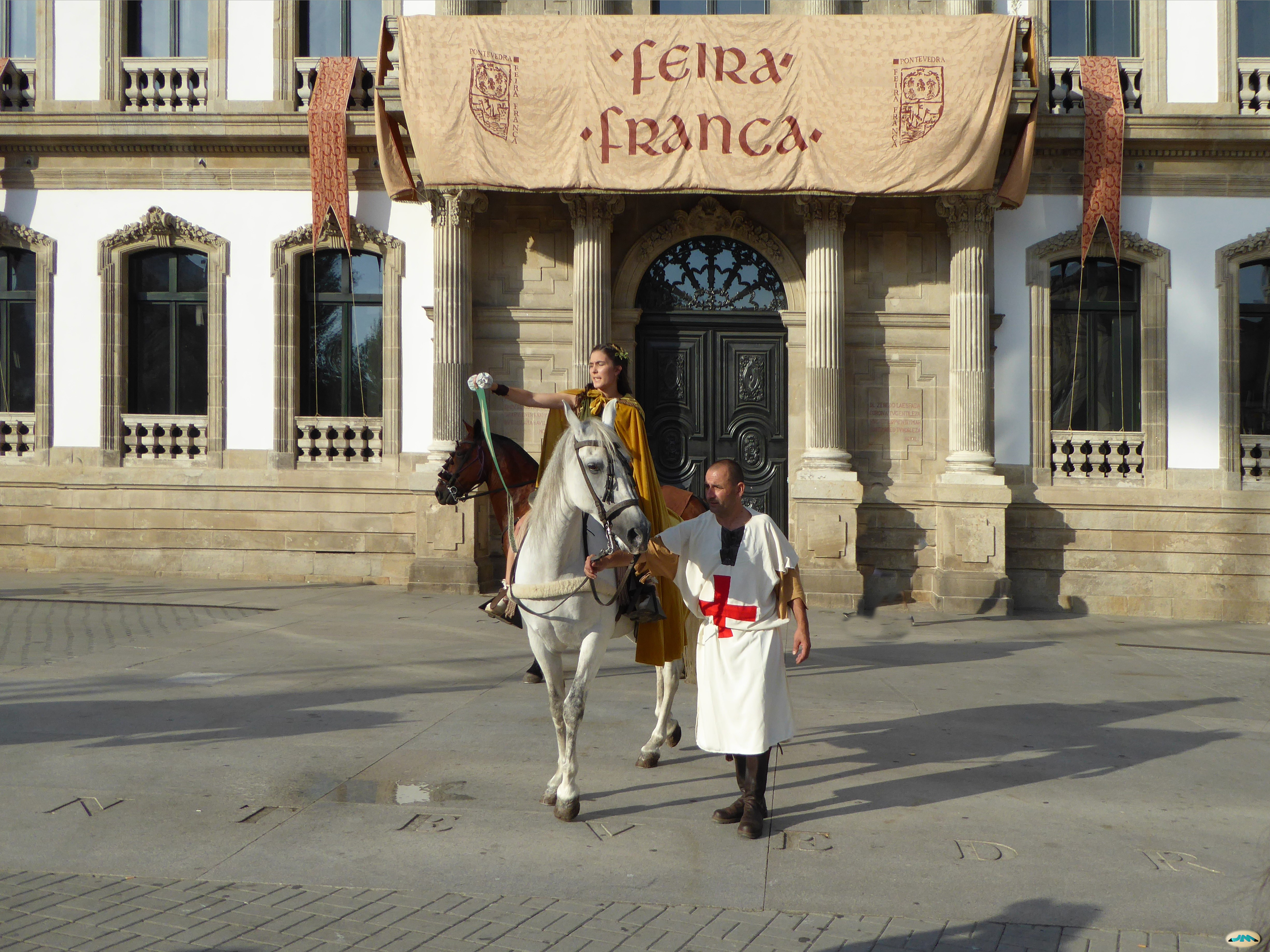
Feira Franca de Pontevedra.

#### Fêtes locales
- Fête de la Vierge Pèlerine. Les fêtes de la sainte patronne de la province de Pontevedra, sont les grandes fêtes de la ville en août, avec une grande semaine de fête comme axe central du développement de multiples activités et célébrations. Elles commencent le deuxième samedi du mois d'août et se terminent par des feux d'artifice que l'on peut voir dans toute la Ria de Pontevedra. Les corridas ont lieu dans l'unique arène stable de Galice, la Plaza de San Roque, dans le quartier A Moureira.
- Fête de Santiaguiño del Burgo. Fêtes du saint patron du quartier O Burgo. Elles sont célébrées les jours qui avoisinent le 25 juillet. Elles comprennent la procession des raisins et du maïs et une fête populaire avec des attractions de la fête foraine, des stands et des feux d'artifice.

#### Fêtes religieuses
- Les processions de Pâques. Différentes confréries de Pontevedra y participent, comme la Confrérie de la plus Grande Douleur, la Confrérie du Silence et la Confrérie de la Vera Cruz. La singularité de la Semaine Sainte à Pontevedra a été recueillie dans ses photographies par des publications internationales telles que le Washington Post[193].

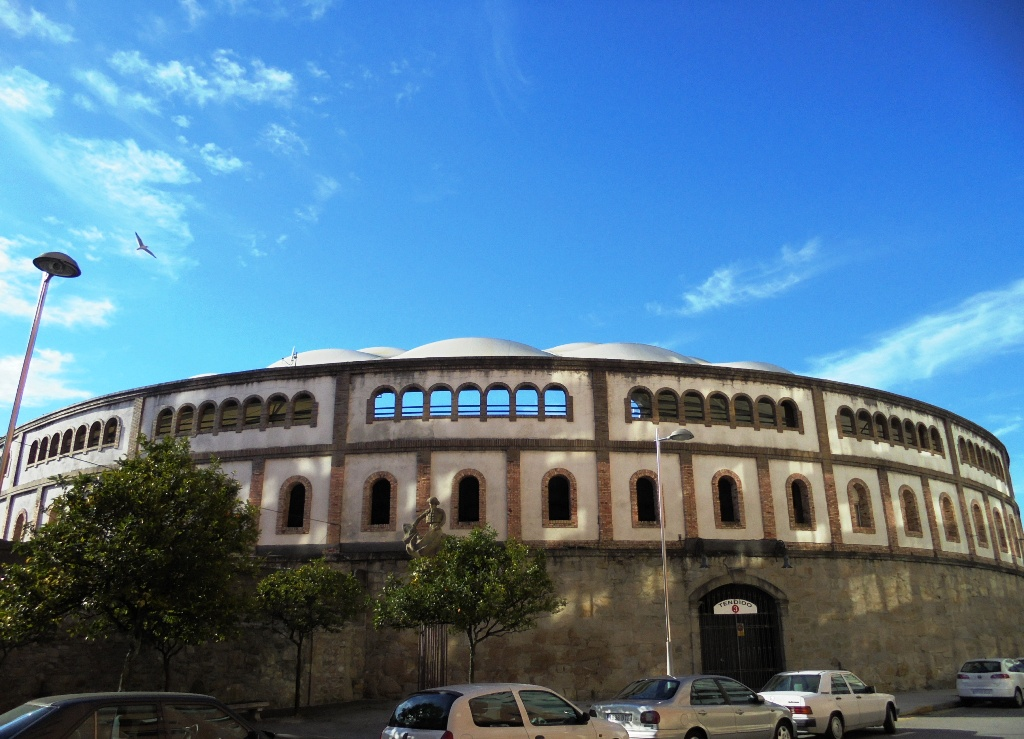
Arènes couvertes de Pontevedra.

#### Fêtes gastronomiques
- L'Outubrofest, la fête de la bière.
- La fête du potiron. Elle se tient en mars et comprend des stands, des ateliers pour les enfants, des dégustations et des spectacles de rue.

Salon de la bière artisanale, Pontus Lupulus. Il se tient en mai et est consacré à la bière artisanale produite par les producteurs artisanaux galiciens.
- Ponte Tapas. Un concours pour l'élaboration de tapas, de classiques et de cocktails innovants et créatifs auquel participent une cinquantaine de bars à tapas de la ville et qui se déroule pendant plus d'une semaine deux fois par an. Il est organisé entre les derniers jours de novembre et les 10 premiers jours de décembre.

#### La Feria
- Elle a lieu dans les Arènes de Pontevedra, les seules arènes de Galice, dans le quartier San Roque. Elle a lieu en août, en même temps que la Fête de la Vierge Pèlerine, pendant trois week-ends du même mois. Les figures les plus importantes de la tauromachie espagnole y sont passées. Après les corridas, on célèbre les Noches de Peñas.

#### Les Romerías
- Pèlerinage de San Cibrán. Dans la paroisse civile de Tomeza, Pontevedra.Le premier lundi après Pâques.
- Pèlerinage de San Benitiño de Lérez, déclaré Fête d'Intérêt Touristique National. Le 11 juillet, le saint est honoré pour avoir soigné diverses maladies et affections. Le monastère Saint-Sauveur de Lérez est le point central du pèlerinage.

### Santé

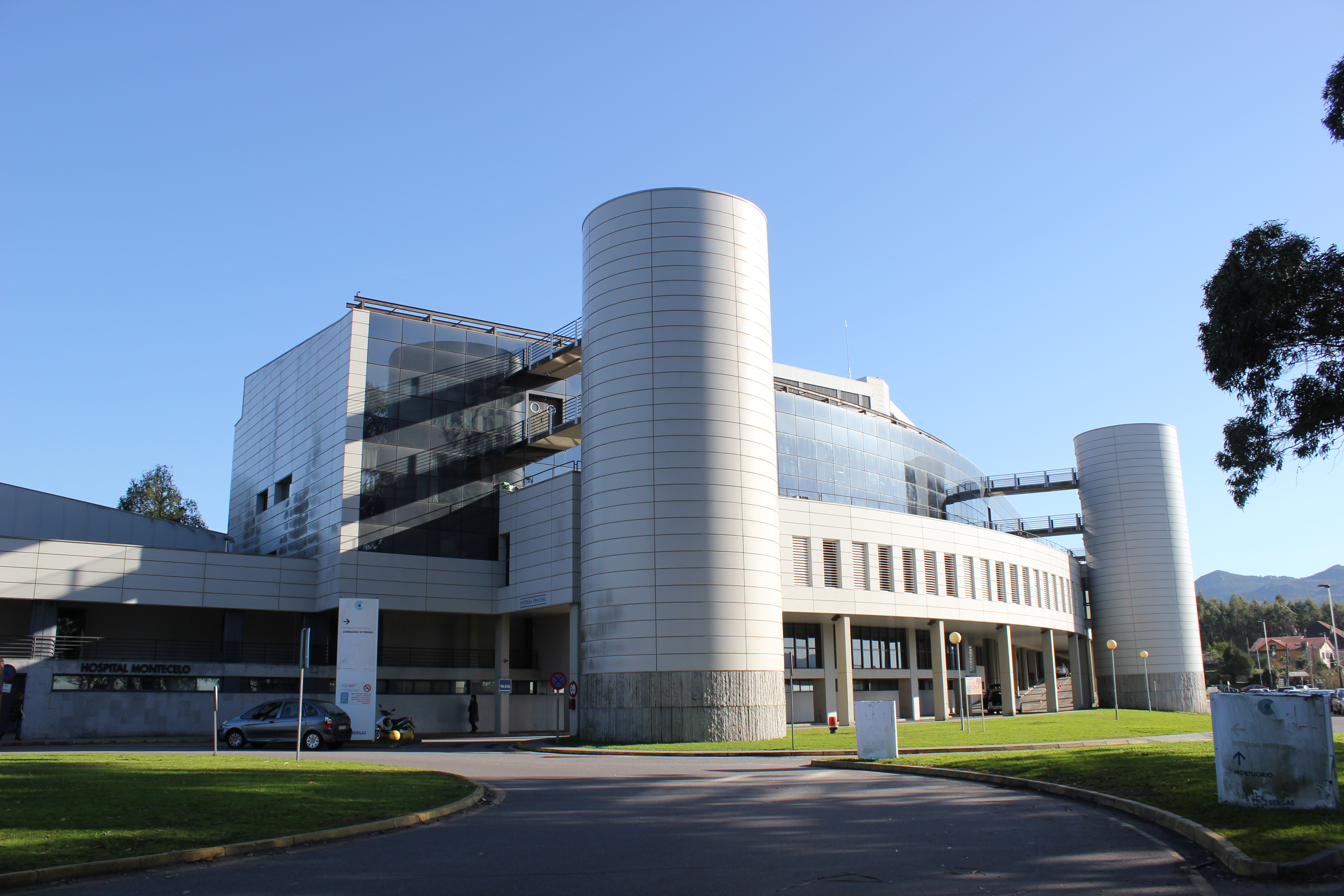
Entrée de l'hôpital Montecelo.

Pontevedra dispose de cliniques et des hôpitaux privés (comme l'hôpital Quirón Salud) et publics de qualité, où l'hôpital Montecelo se distingue comme le plus grand centre de santé de son aire urbaine et l'un des plus importants de sa province. Cet hôpital est surtout réputé pour son service d'oncologie. La santé publique est réglementée par le Service Galicien de Santé (Servizo Galego de Saúde). Le Centre hospitalier universitaire de Pontevedra, le CHU de Pontevedra (CHUP) comprend l'hôpital provincial de Pontevedra fondé en 1897 et situé en centre ville et l'Hôpital Montecelo créé en 1973 et situé à Mourente. Il existe également des hôpitaux privés Quirónsalud comme l'Hôpital Quirón Miguel Domínguez,, fondé comme Hôpital Domínguez en 1947, dans la rue Fray Juan de Navarrete ou l'Institut de Rééducation Neurologique Quirónsalud Pontevedra.

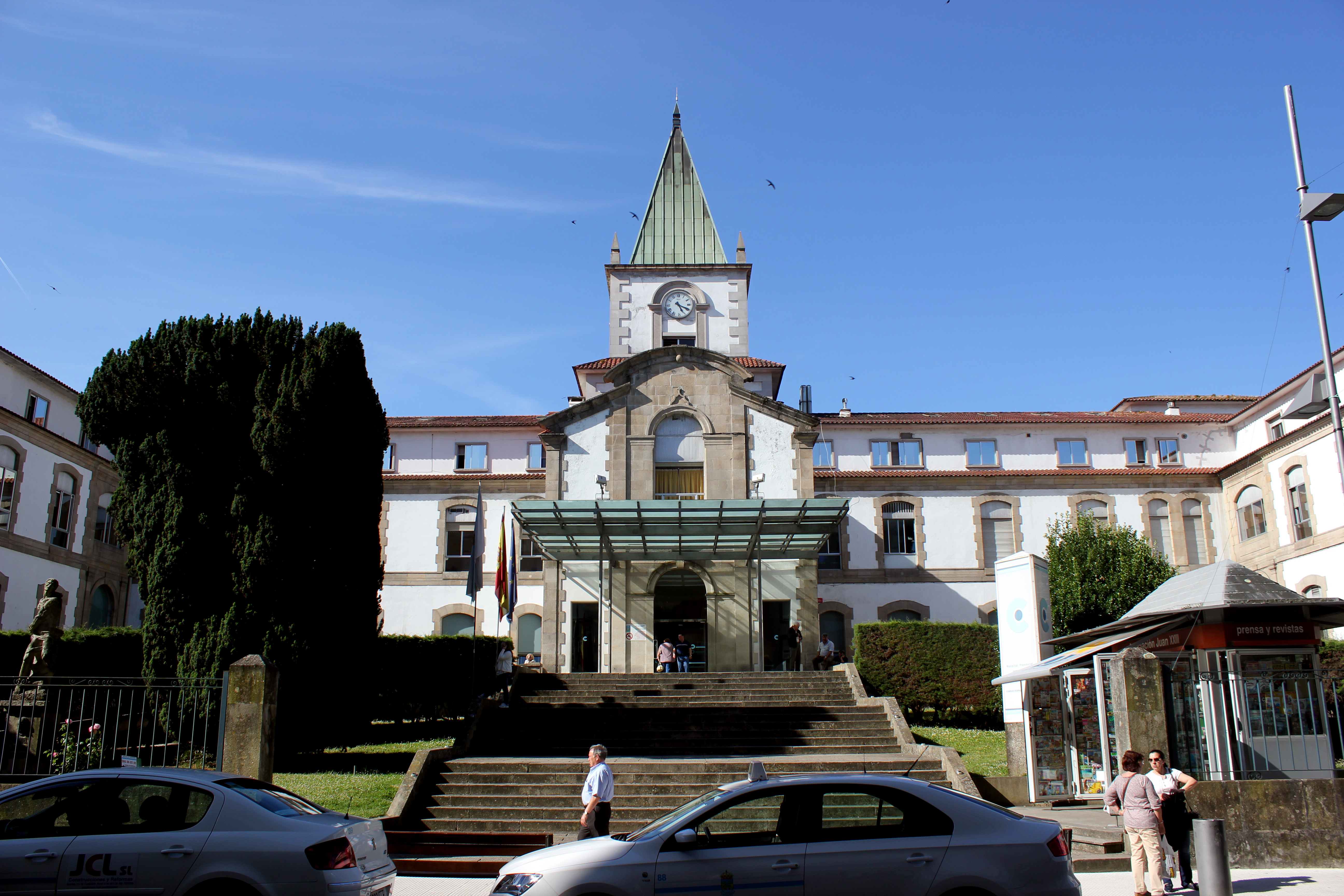
Hôpital provincial de Pontevedra.

Il existe également à Pontevedra des centres de santé ou centres médicaux publics (Virgen Peregrina au centre-ville, A Parda, Mollavao-Casa do Mar, Monte Porreiro, Lérez, Ponte Sampaio) et priveés tels que Quirón Salud, Adeslas et Vithas: le Centre Médical Quirónsalud Pontevedra, le Centre de Rééducation Neurologique Quirónsalud Pontevedra, le Centre Médical Adeslas Pontevedra, le Centre de santé dentaire Adeslas, le Centre Médical et de Rééducation Vithas ou d'autres comme le Centre Médical Climenova ou le Centre Médical Pontevedra.
Le Département de la Santé de la Junte de Galice avait projeté pour Pontevedra et la zone sanitaire du nord de sa province l'hôpital Monte Carrasco situé au sud de la ville dans la paroisse civile de Tomeza, projet qui a été par la suite remplacé par des désaccords politiques avec le conseil municipal de la ville par l'agrandissement de l'hôpital Montecelo et un nouveau bâtiment hospitalier à Montecelo de 10 étages, prenant comme nom ce nouveau hôpital Grand Montecelo. Cet hôpital étendra l'offre d'assistance de la capitale de la province et de la zone nord de la province avec six nouvelles spécialités : radiothérapie, médecine nucléaire, hémodynamie complémentaire à la cardiologie, chirurgie maxillo-faciale, soins intensifs néonatals et soins intensifs pédiatriques, tous deux intégrés dans les secteurs maternel et pédiatrique. Il aura une capacité de 724 lits,,.

### Médias

#### Presse écrite
Les principaux journaux pontevedriens sont:
- Diario de Pontevedra, principal quotidien de la ville et de son aire urbaine, fondé en 1889.
- Pontevedra Viva, important journal en ligne de Pontevedra ville et son aire urbaine, fondé en 2012.

La ville a également une édition spécifique du principal journal galicien, La Voz de Galicia.

#### Audiovisuel
RTVE, la Radio-Télévision publique espagnole et RTVG, la Radio-Télévision publique galicienne émettent des décrochages locaux dans leurs journaux télévisés. Entre 1994 et 2012, Pontevedra possédait une TV locale, Localia Pontevedra.
La plupart des radios nationales diffusent leurs programmes dans l'agglomération pontevedrienne, dont Radio Nacional, Cadena Ser, Cadena COPE, Onda Cero et Punto Radio.

### Sport
Pontevedra est un centre important pour le sport en Galice, car la ville abrite le Centre Galicien de Technification Sportive pour les sportifs de haut niveau, et l'université propose des études supérieures en Activité Physique et Sciences du Sport. Le football, le basket-ball, le handball et le canoë-kayak se distinguent avant tout.
En ce qui concerne le football, il faut mettre en évidence le club de football Pontevedra CF, qui est un élément historique du football espagnol depuis la devise "Hai que roelo" en Première Division (Ligue 1) dans les années 1960. Son dernier succès sportif a été sa montée en deuxième division espagnole lors de la saison 2004/2005, après 28 ans en deuxième division B. Le stade de Pontevedra est le stade Pasarón.
Le handball a une tradition et une popularité comparable au football et parmi les différentes équipes il faut mettre en relief la Société sportive Teucro, historique et vice-doyen du handball espagnol, actuellement dans la ligue ASOBAL. Le Palais municipal des sports de Pontevedra est le complexe sportif de la ville de  utilisé comme un fief local par les équipes : SD Teucro de handball, Leis Pontevedra FS de futsal et CB Ciudad de Pontevedra de basketball. Parmi les sports d'équipe, Pontevedra compte également deux clubs de rugby, le Pontevedra Rugby Club et le Mareantes RC.

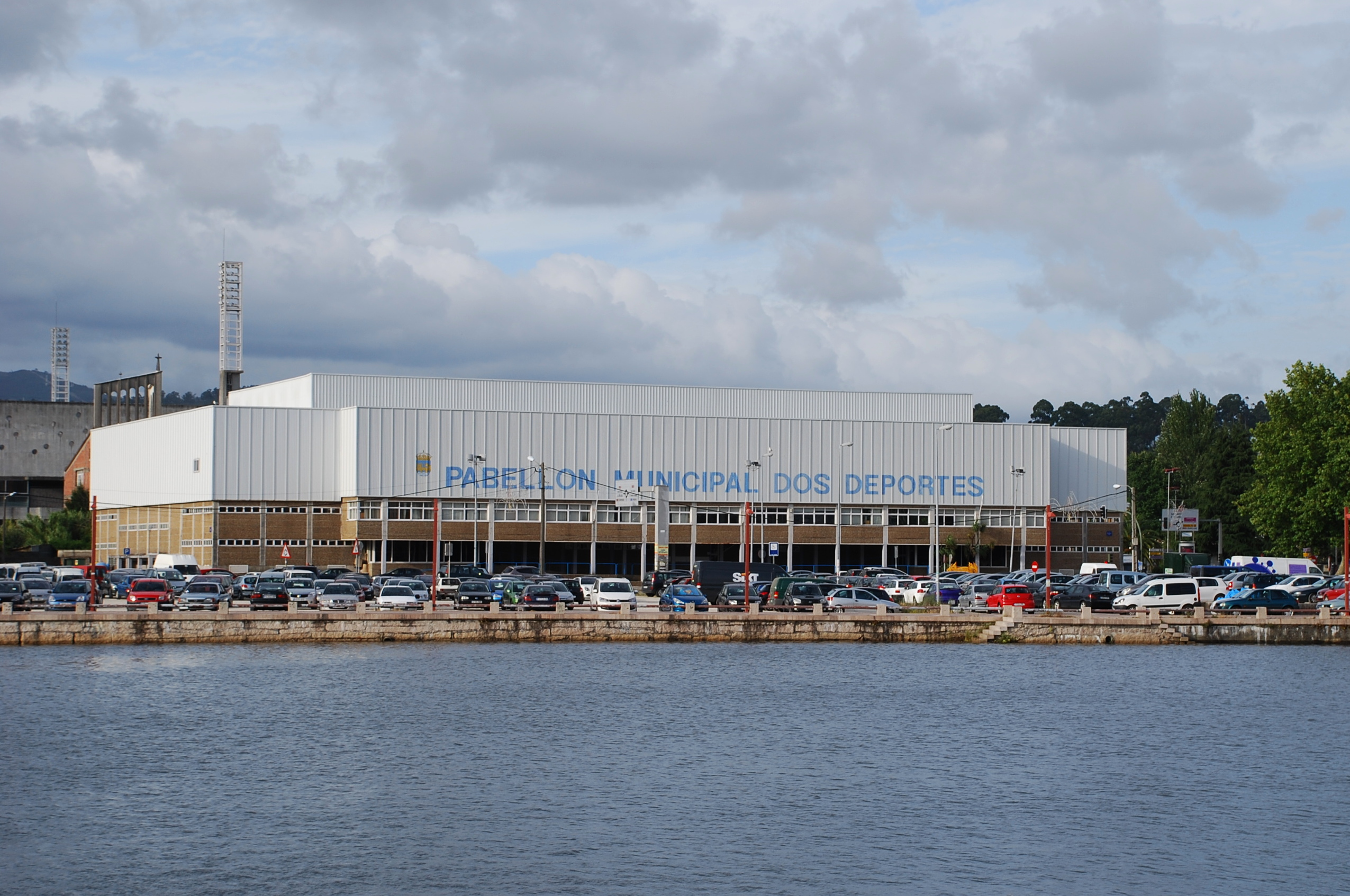
Palais municipal des sports de Pontevedra.

Un  sport très important à Pontevedra est le canoë-kayak, surtout si l'on tient compte du fait que de nombreux champions espagnols et européens, champions du monde et médaillés olympiques se sont entraînés et se perfectionnent dans les installations du Centre Galicien de Technification Sportive, fort à propos situé sur les rives du Lérez. De même, la ville a accueilli le Championnat d'Europe de Canoë-kayak en Eaux Tranquilles en 2007 dans les installations construites ex profeso dans le barrage de Pontillón de Castro, sur la rivière Rons.
La ville est aussi un lieu privilégié pour la célébration des championnats européens et internationaux de triathlon et de duathlon. Le Championnat du monde Multisport ITU 2019 a rassemblé plus de 4 000 athlètes de 54 nationalités différentes.
Dans le domaine de la natation, la ville dispose d'une piscine olympique de 10 couloirs et de 50 mètres de long pour toutes sortes de compétitions, située dans le quartier de Pontemuiños (Lourizán). La ville compte aussi un hippodrome, l'hippodrome de Campañó.

## Économie
L'activité économique de la ville est basée sur plusieurs secteurs, comme les services, l'administration, le commerce, l'armée, l'industrie forestière et auxiliaire de l'automobile, le bâtiment, l'hôtellerie, l'alimentatation et le tourisme culturel et religieux concernant les pèlerinages liés au Camino portugués. C'est la troisième ville galicienne de plus de 50 000 habitants où le revenu par habitant est le plus élevé (27 027 € par an).

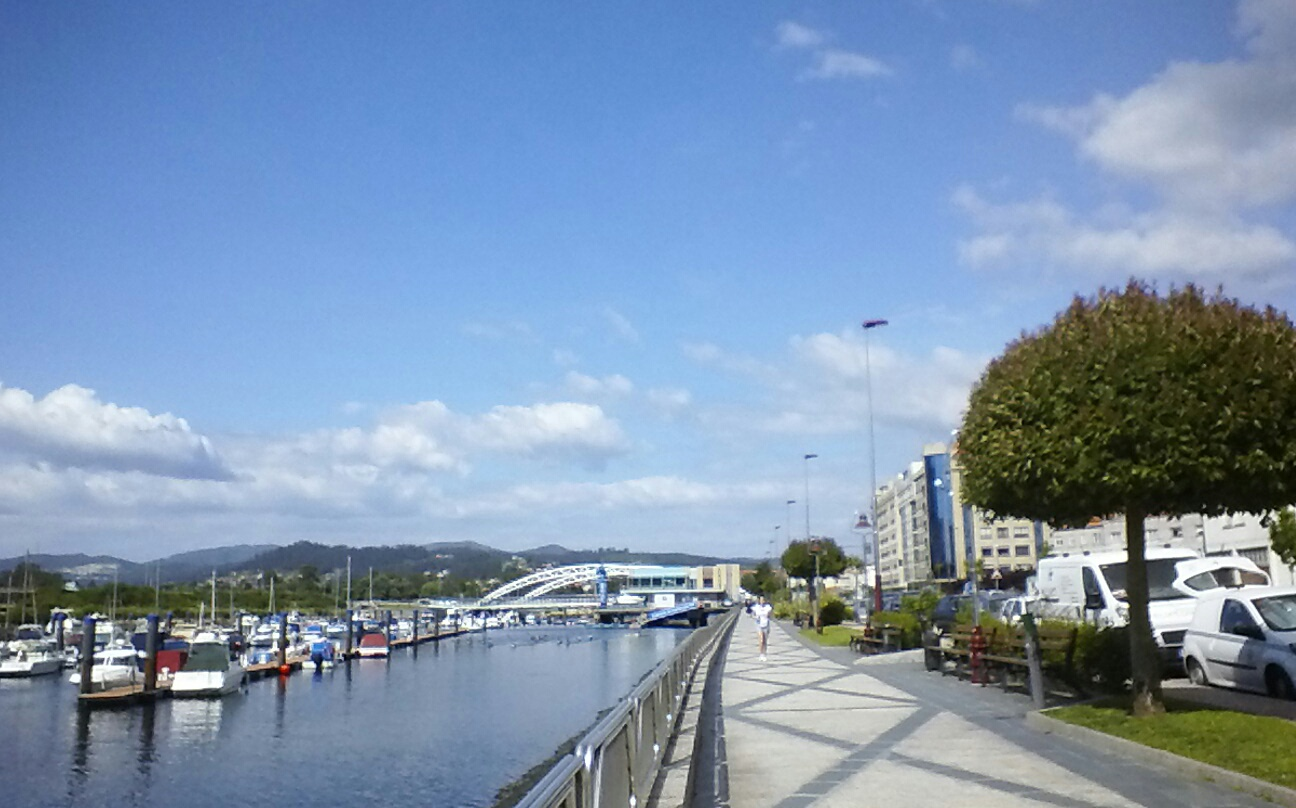
Bord de mer et port de plaisance de Pontevedra.

Pontevedra a été traditionnellement une ville commerçante. Au Moyen Âge les confréries florissaient dans la vieille ville, donnant leur nom à des rues et des places qui sont encore très bien préservées aujourd'hui (place du Bois de chauffage, place du Quai, Place de la Forge, place des Légumes...). Au XVIe siècle Pontevedra était le principal port galicien et l'un des plus importants du nord-ouest de l'Europe, assurant une importante activité liée à la pêche et au commerce. Les premières industries modernes sont apparues dans les années 1960. La ville est le siège de la chambre de commerce et d'industrie de Pontevedra. Le secteur tertiaire emploie 65 % de la population tandis que l'industrie emploie 17 %.
En tant que chef-lieu de sa province (équivalent au département français) la ville possède de nombreux offices provinciaux des administrations publiques centrales du gouvernement espagnol, régionales et provinciales, où travaillent un grand nombre de fonctionnaires. Le grand bâtiment aux tours jumelles de la cité administrative dans le quartier Campolongo en est le principal siège. Il faut ajouter la présence militaire dans l'agglomération de la ville: dans la commune voisine de Marín (à 6 kilomètres de la capitale) se trouve l'École Navale Militaire d'Espagne et à Figueirido, tout près de la ville se trouve l'une des bases militaires du ministère de la Défense espagnol, la Base General Morillo, siège de la Brigade d'infanterie légère aéromobile no 7, l'une des principales unités de l'Armée espagnole.
La ville est aussi le siège du Centre Galicien de Technification Sportive, le centre sportif galicien pour la préparation des sportifs de haut niveau.

### Secteur tertiaire
La majorité des habitants de Pontevedra travaillent dans le secteur tertiaire, ce qui est évident si l'on considère que la ville est à la tête d'une agglomération de quelque 200 000 habitants, ce qui signifie l'existence d'un secteur commercial important et diversifié. Il faut ajouter à cela sa situation privilégiée au centre des Rias Baixas, ce qui en fait une ville touristique et donne un poids spécifique important à l'industrie hôtelière dans l'économie. La ville se classe parmi les villes espagnoles ayant les revenus annuels les plus élevés.

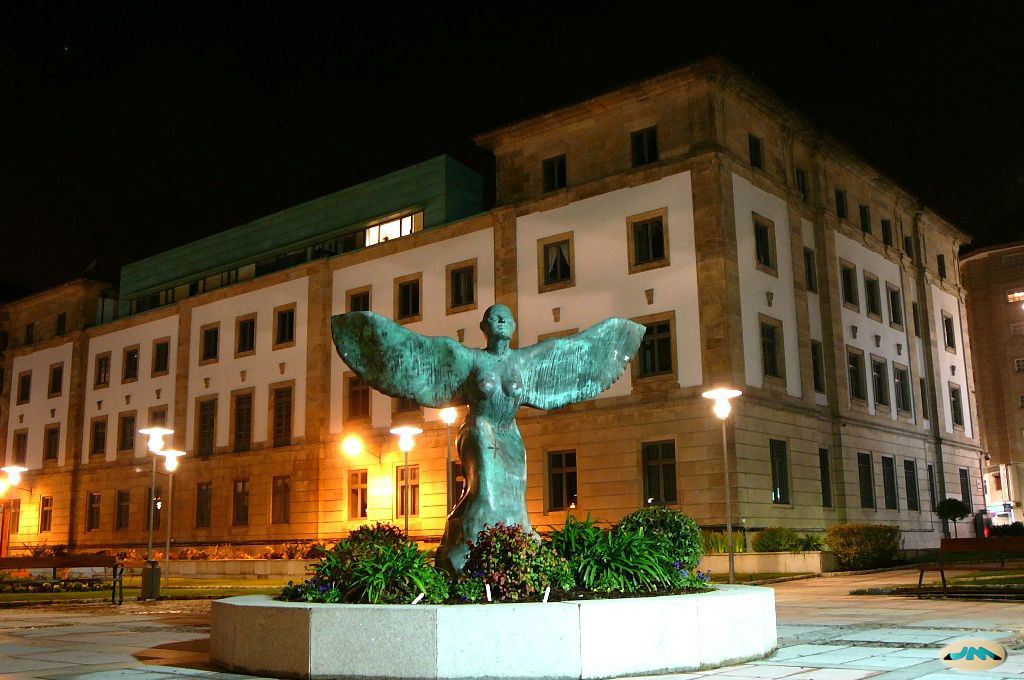
Place de la Liberté.

#### Emploi public
En tant que chef-lieu de la province de Pontevedra, la ville dispose de nombreux bureaux, offices provinciaux et installations des différentes Administrations Publiques, dans lesquels travaillent un grand nombre de fonctionnaires. Il faut ajouter à cela l'importante présence militaire dans la région : d'une part, la Base Général Morillo, située à Figueirido, dans la commune voisine de Vilaboa, abrite le gros de la Brigade d'infanterie légère aéromobile no 7, l'une des principales grandes unités de l'Armée de Terre espagnole, tandis que dans la ville voisine de Marín se trouve l'École navale espagnole, le seul centre de formation pour les officiers de la Marine espagnole.

#### Institutions
En plus d'être le chef-lieu de sa province, Pontevedra est le centre géographique des Rias Baixas, ce qui fait que la ville soit le siège de nombreuses institutions et organismes. En dehors des Offices Provinciaux des organismes d'état, régionaux et provinciaux, de nombreuses institutions sont situées dans la ville, comme : la Direction Provinciale de la Circulation, le Conseil Régulateur de l'appellation d'origine contrôlée Rias Baixas (vin Albariño), la Bibliothèque Publique de l'État, les Archives Historiques Provinciales de Pontevedra, la Direction Provinciale des Postes et Télégraphes, le Centre de Traitement Postal de Pontevedra, le Bureau Provincial de la Croix Rouge espagnole, le Département Provincial de l'Institut National de la Statistique et le Bureau du Recensement Électoral, l'Illustre Collège Officiel des Médecins de Pontevedra, le Collège Officiel des Dentistes et Stomatologues de Pontevedra et d'Orense, l'Illustre Collège Provincial des Avocats de Pontevedra, l'Unité des Routes de l'État de Pontevedra, le Centre Galicien de Technification Sportive pour les sportifs d'élite et de haut niveau, la Mission Biologique de Galice, le Centre de Recherche Forestière et Environnementale de Galice, etc. La ville a été aussi le siège de l'ancienne Caisse d'épargne provinciale de Pontevedra.

#### Bases militaires
Pontevedra ville et son aire urbaine sont les centres de la marine espagnole et de l'armée de terre en Galice et dans le nord-ouest de l'Espagne. Pontevedra est le siège de :
- La VIIe Brigade d'infanterie légère aéroportée de Galice. La BRILAT est l'un des piliers fondamentaux de la ville de Pontevedra.

De même, la ville voisine de Marín, appartenant à l'aire urbaine de Pontevedra, est le siège de :
- L'École navale militaire d'Espagne, où sont formés les officiers de la marine espagnole.

#### Maisons d'édition
La ville abrite l'une des plus importantes maisons d'édition de Galice, Kalandraka. Elle abrite également la maison d'édition OQO et l'imprimerie de la Députation provinciale de Pontevedra. La ville est aussi le siège de la maison d'édition de bandes dessinées, Retranca Editora fondée en 2007. D'autres maisons d'édition concentrent également leur activité dans l'aire urbaine de Pontevedra, comme les Éditions do Cumio et le siège de l'importante chaîne de librairies Nobel.

#### Foires et congrès
La ville est également le siège de l'organisation de foires et de congrès (étiquette noire (gastronomie), salon de l'automobile... et surtout de manifestations sportives nationales et internationales qui supposent aussi un moteur économique pour le nombre de visiteurs qui attire la ville. Elle accueille aussi des congrès et des foires d'une importance particulière en Galice comme Culturgal, la foire des industries culturelles de Galice.

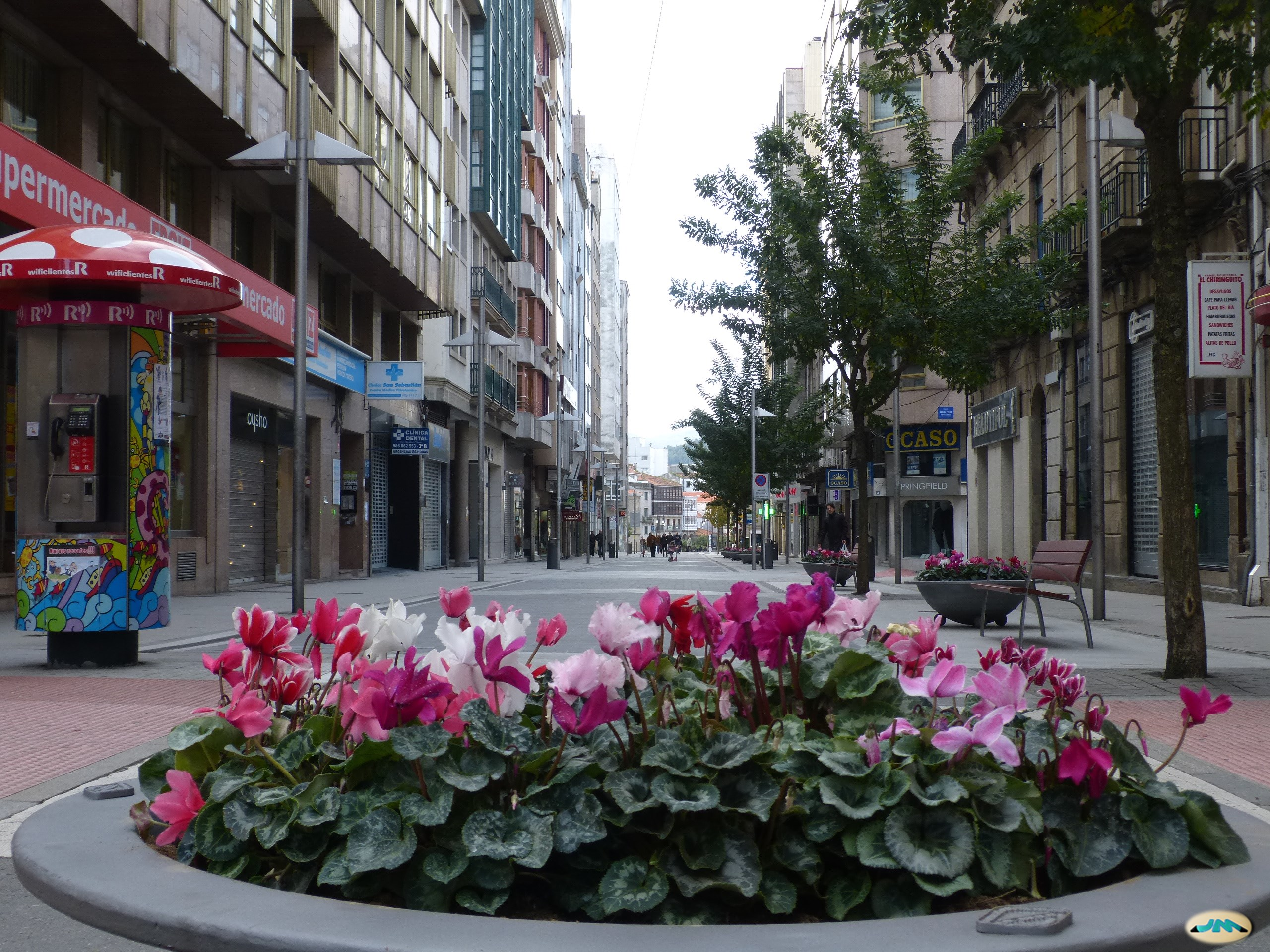
Rue piétonne commerçante Benito Corbal.

### Commerce
La ville est le centre d'attraction de la partie centrale et nord de la province de Pontevedra. Le centre ville compte de nombreux magasins traditionnels, des franchises nationales et internationales et des centres commerciaux comme Carrefour Planet (1998), A Barca (1989) et Vialia (2000) en périphérie. La ville abrite également des entreprises de commerce électronique comme l'entreprise spécialisée au niveau espagnol dans la vente de livres et de produits éditoriaux imosver.com.
Pontevedra compte plusieurs grands centres commerciaux en périphérie; le centre commercial Vialia, qui est en ville, héberge un cinéma multisalles et est le premier centre commercial Vialia de Galice,. La municipalité, suivant son modèle de ville durable, a interdit l'installation d'un plus grand nombre de grands centres commerciaux dans la commune. La zone commerciale par excellence de la ville est la zone appelée « la mille d'or » dans les rues du centre-ville, notamment dans la rue Benito Corbal et les rues adjacentes, où on peut trouver un grand nombre de magasins et les grandes enseignes commerciales internationales et espagnoles.

### Tourisme
Pontevedra est la capitale de la région touristique des Rias Baixas. Elle est actuellement une destination urbaine de référence en Europe pour les déplacements vers des villes éminemment piétonnes et sans voitures qui se distinguent par leur qualité de vie, à la hauteur de Dubrovnik, Copenhague ou Capri. De plus, le tourisme s'est développé ces dernières années, positionnant la ville comme un pôle d'attraction en Galice et dans le nord du Portugal, étant actuellement l'une des destinations urbaines privilégiées avec La Corogne et Saint-Jacques-de-Compostelle.

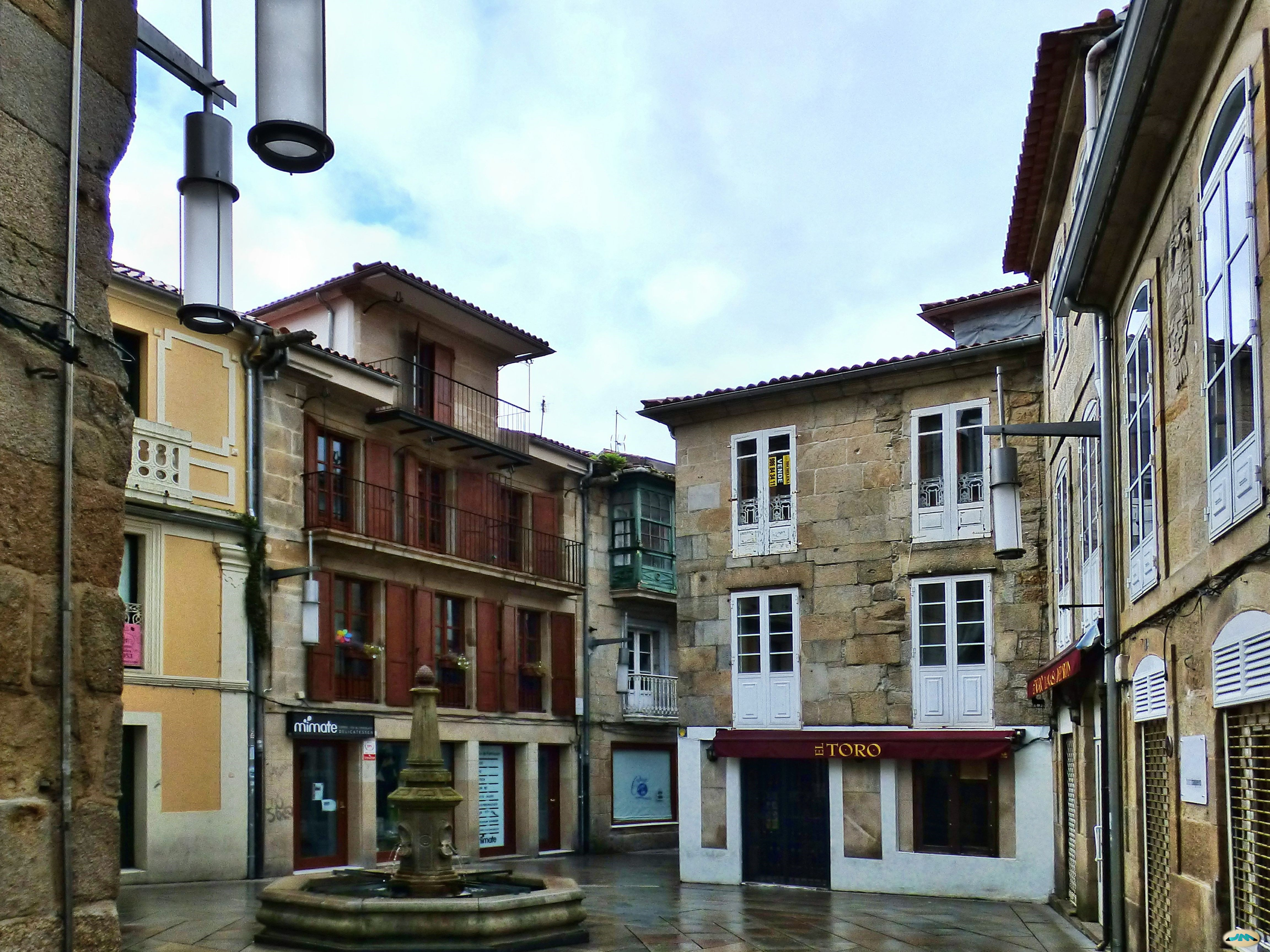
Fontaine des Tornos dans la vieille ville.

De même, la ville est un pôle d'attraction pour les touristes internationaux grâce à sa vieille ville, le modèle urbain, la ria de Pontevedra, le fleuve Lérez et ses ponts. La ville de Pontevedra est une enclave touristique importante en Galice,, étant devenue en 2024 la ville la plus souhaitée pour voyager en Espagne selon les données du portail web de réservation de voyages booking.com,,,,,,,,.

#### Hôtellerie et Restauration
Pontevedra a une capacité hôtelière de 2.151 lits. Elle possède l'un des Paradors Nationaux de Tourisme de l'Espagne, le Parador Casa del Barón.
| Type   | Type      | Hôtels |
| ------ | --------- | ------ |
| Hôtels | 4 étoiles | 2      |
| Hôtels | 3 étoiles | 3      |
| Hôtels | 2 étoiles | 3      |
| Hôtels | 1 étoile  | 7      |
| Hôtels | Total     | 15     |

La ville offre également un large éventail de restaurants, dont de nombreux restaurants servant la cuisine espagnole et galicienne, italienne, chinoise, japonaise, indienne, française (crêperies), bars à tapas, etc., en particulier dans le centre-ville et dans la vieille ville.

### Industrie
Dans la commune de Pontevedra et son aire urbaine , il existe plusieurs zones industrielles, ainsi que d'autres entreprises situées dans d'autres parties de la commune.

#### Zones industrielles
À la périphérie de la ville et en bordure de la commune voisine de Ponte Caldelas se trouve la zone industrielle O Campiño, qui abrite d'importantes industries comme la seule minoterie galicienne ou des auxiliaires automobiles entre autres, mais qui est restée insuffisante en termes d'espace face à la demande de terrains par les entreprises. Il y a aussi, bien qu'elle soit plus petite, la zone industrielle A Granxa do Vao, récemment agrandie, même si elle est plus destinée à des fins commerciales qu'industrielles, avec des ateliers mécaniques, des salles de sport, un grand espace consacré au bricolage, etc. Dans un nouveau prolongement cette zone accueillera bientôt des entreprises comme Decathlon, Leroy Merlin ou Norauto, entre autres,. Dans la zone industrielle O Campiño, il y a d'importantes entreprises du secteur automobile comme Aludec, qui dispose de 6 centres de production (Galvanique 1 et 2, Composants, Emboutissage et Injection 1 et 2).
L'épuisement du sol de la zone industrielle O Campiño et le manque de développement de plus de terrains industriels dans la commune de Pontevedra a conduit au développement de zones dans l'aire urbaine de Pontevedra comme Ponte Caldelas, Barro-Meis, Poio ou Marín. La zone industrielle A Reigosa, dans la commune de Pontecaldelas mais limitrophe de la commune de Pontevedra, est particulièrement remarquable pour son développement au cours des dernières années, avec des industries comme Pontevedresa Group, une entreprise de pointe en Europe spécialisée dans la fabrication de verre et de matériaux innovants qui a habillé de marbre translucide le musée d'Arts de Nantes,,.
Le dernier parc industriel inauguré dans l'aire urbaine de Pontevedra est celui de Barro-Meis, dans la commune voisine de Barro, au nord de la ville. D'importantes entreprises de Pontevedra dans le secteur du commerce et la distribution en Galice comme Froiz et d'autres comme EDF Solar, spécialisée dans l'énergie solaire, s'y sont installées ces dernières années.

#### Autres industries et entreprises
Un point d'implantation très important de plusieurs entreprises dans l'aire urbaine de Pontevedra est la zone portuaire du Port de Marín-Pontevedra, à cinq kilomètres de la ville.
Dans la commune de Pontevedra il y a aussi d'autres entreprises importantes parmi lesquelles se distingue l'entreprise du secteur de la distribution Froiz (supermarchés, hypermarchés). Dans le secteur alimentaire, la ville accueille également O Graneiro de Amelia et ses filiales Granalia, Sra. Florinda et Spain Bulk Quality. D'autres entreprises renommées sont, entre autres, Setga, entreprise de design, signalisation et mobilier urbain et d'éclairage extérieur, choisie pour illuminer Amsterdam en 2013 et en 2020,,, le port de Rotterdam, des avenues centrales de Dubaï, Koweït et Tel Aviv ou la Gran Vía madrilène; la société financière Qbitia spécialisée dans le trading algorithmique et l'intermédiation boursière, ; Hifas da Terra, entreprise d'innovation et d'écologie axée principalement sur la mycologie; Krack (entreprise de cordonnerie),,EDF Solar spécialisée dans l'énergie photovoltaïque, ou Edigal (électricité et mobilier urbain),. La ville abrite aussi le siège de l'importante chaîne de salons de coiffure Carlos Conde,. Dans le secteur éditorial dans l'aire urbaine de Pontevedra se trouve Distribucións Arnoia, la société de distribution éditorial la plus importante de la Galice.
La ville est également le siège de plusieurs entreprises de construction telles que San José, importante en Espagne, ou Balboa et Buceta.
Les principales entreprises de l'aire d'attraction de Pontevedra par chiffre d'affaires sont:
| Classement | Nom           | Chiffre d'affaires 2020 | Employés | Secteur                |
| ---------- | ------------- | ----------------------- | -------- | ---------------------- |
| 1          | San José      | 774 915 000 €           | 1402     | Construction           |
| 2          | Froiz         | 735 491 368 €           | 5504     | Grande distribution    |
| 3          | Gonvarri      | 120 285 000 €           | 66       | Acier                  |
| 4          | Mape Asesores | 113 306 848 €           | 41       | Sociétés de conseil    |
| 5          | Arnoia        | 103 483 130 €           | 211      | Distribution de livres |
| 6          | Aludec        | 86 932 895 €            | 147      | Automobile             |

## Culture et patrimoine
Grâce à une vieille ville remarquable, au paysage qui l'entoure et à son ancien port médieval Pontevedra a été définie comme une "ville de charme", et "une authentique ville galicienne". Les lieux touristiques comprennent de nombreux édifices religieux et civils ainsi que des places médivales pittoresques.

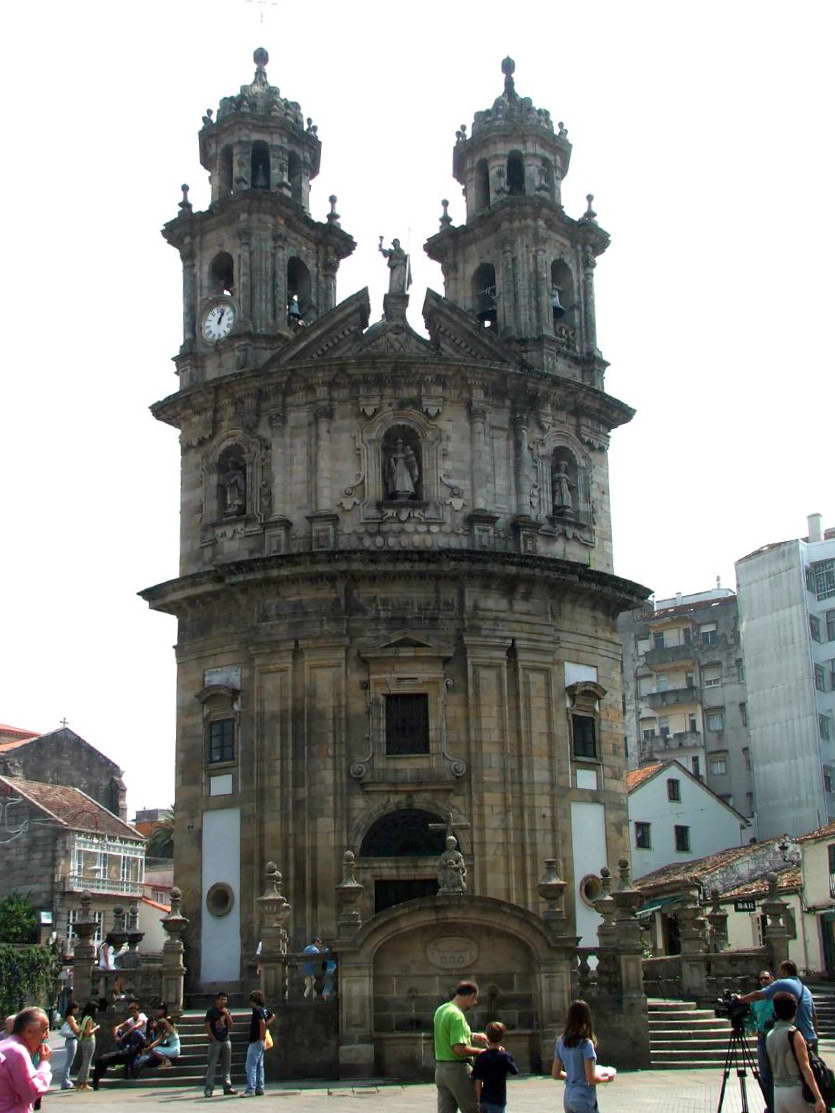
Église de la Vierge Pèlerine.

### Patrimoine architectural

#### Patrimoine religieux
- Église baroque de la Vierge Pèlerine.

C'est le symbole de la ville pour son unicité, étant la seule église espagnole de forme circulaire au plan de coquille Saint-Jacques et à la façade arrondie. Le sanctuaire de la Vierge Pèlerine, patronne de la province de Pontevedra et du Camino portugués (Chemin de Saint-Jacques portugais), a été bâti au XVIIIe siècle dans un style baroque et néoclassique sur un plan semi-circulaire de coquille Saint-Jacques, symbole du Chemin de Saint-Jacques. Sa façade présente des images de la Vierge, de saint Joseph et de saint Jacques, tous habillés en pèlerins. À l'intérieur, il y a une image de la Vierge du XIXe siècle.

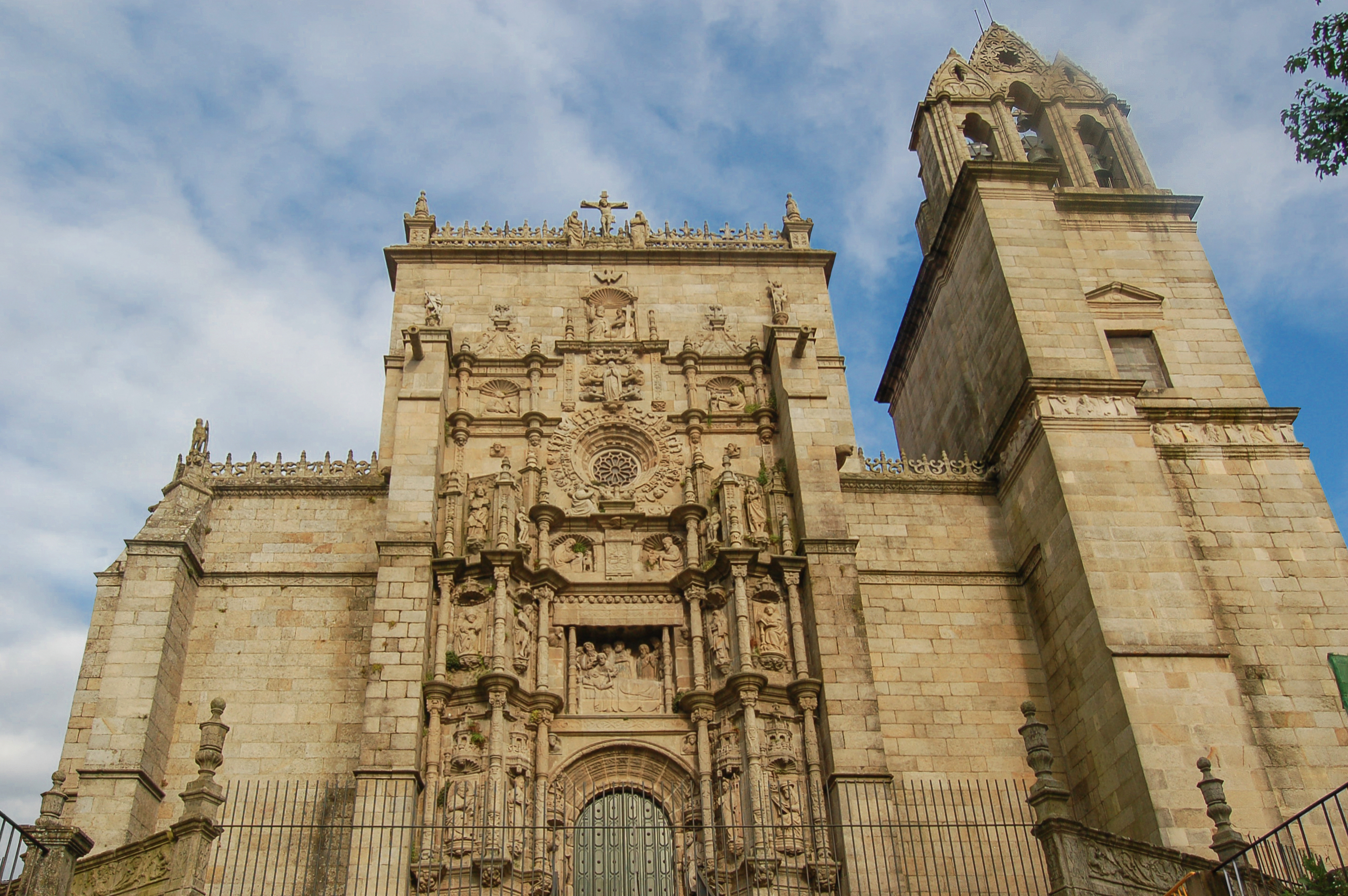
La basilique Renaissance Sainte-Marie Majeure.

- Basilique gothico-renaissance Sainte-Marie Majeure.

La construction de cet édifice a été promue par la puissante confrérie de la guilde des marins, qui vivait dans le quartier A Moureira, au pied de sa façade. L'édifice date du XVIe siècle et a été construit dans un style gothique tardif avec des influences manuélines et de la Renaissance. Il faut remarquer la façade principale de style plateresque de Cornielles de Hollande et du Portugais João Nobre, le meilleur exemple de retable en pierre de Galice. La façade sud se distingue par ses reliefs didactiques avec des scènes d'histoire sacrée et des fables, ainsi que des représentations de la ville avec ses remparts. À l'intérieur, on remarque les voûtes nervurées en forme de trèfle à quatre feuilles. Cette basilique est appelée la perle de l'art galicien en raison de la pureté de ses éléments gothiques.
- Église gothique Saint-François.

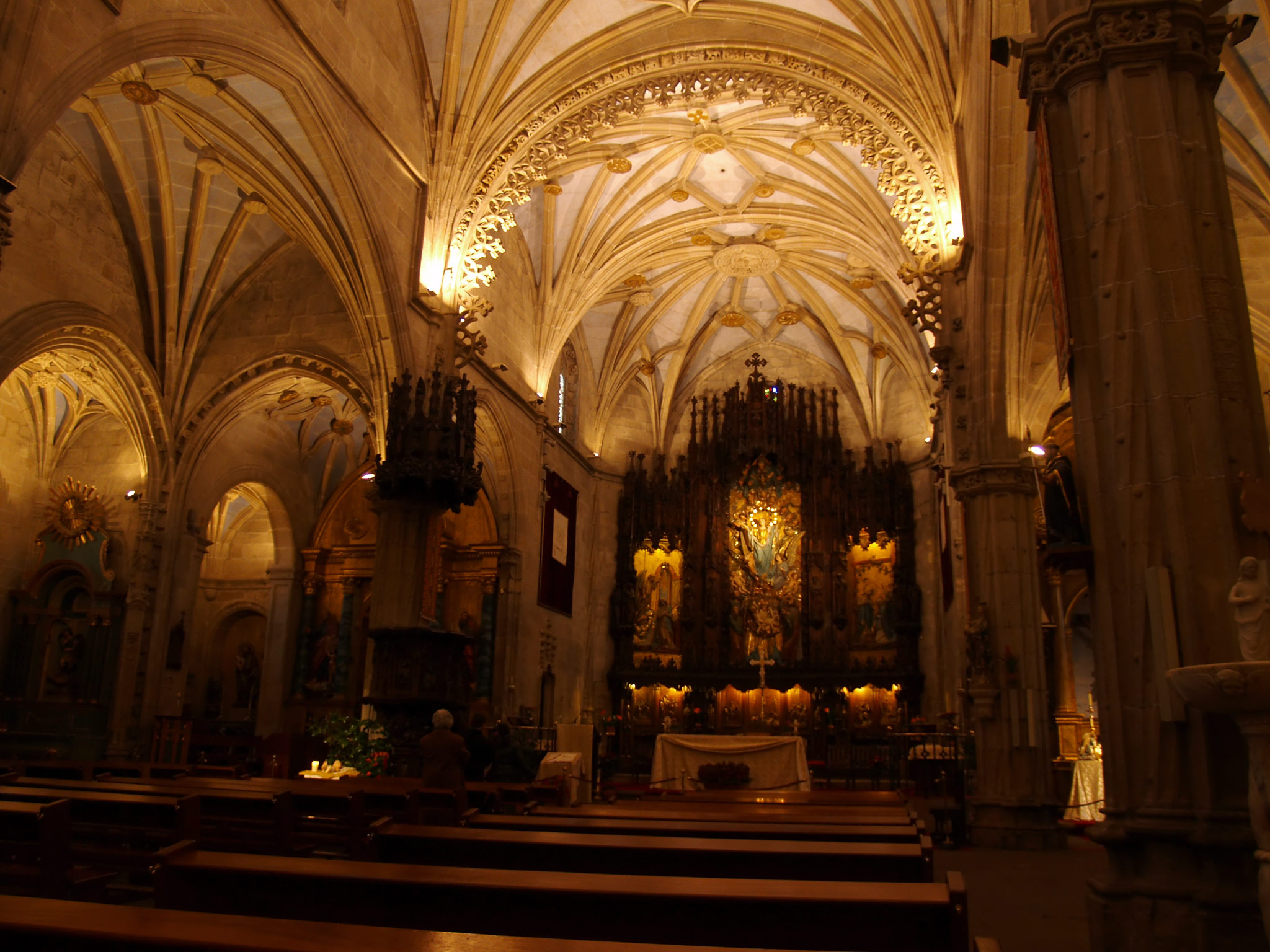
Intérieur de la basilique Sainte-Marie Majeure.

Elle surplombe la place de la Herrería (place de la Forge) et fait partie des églises de style mendiant de Galice. Son plan est en croix latine, avec une seule nef et un chevet avec trois absides polygonales. C'est une église de style gothique qui date du XIIIe siècle et qui faisait partie du couvent Saint-François. La façade romane avec une rosace est la seule partie qui subsiste de la construction originale. L'église et le couvent ont subi de nombreuses modifications au fil du temps, en particulier au Moyen Âge et à l'époque moderne. Depuis ses origines, c'est le lieu choisi pour l'enterrement des illustres familles de la ville. À l'intérieur, on peut voir des sarcophages du XVe siècle et ceux de Paio Gómez Charino (poète et amiral de la marine) et de son épouse qui datent du XIIIe siècle.

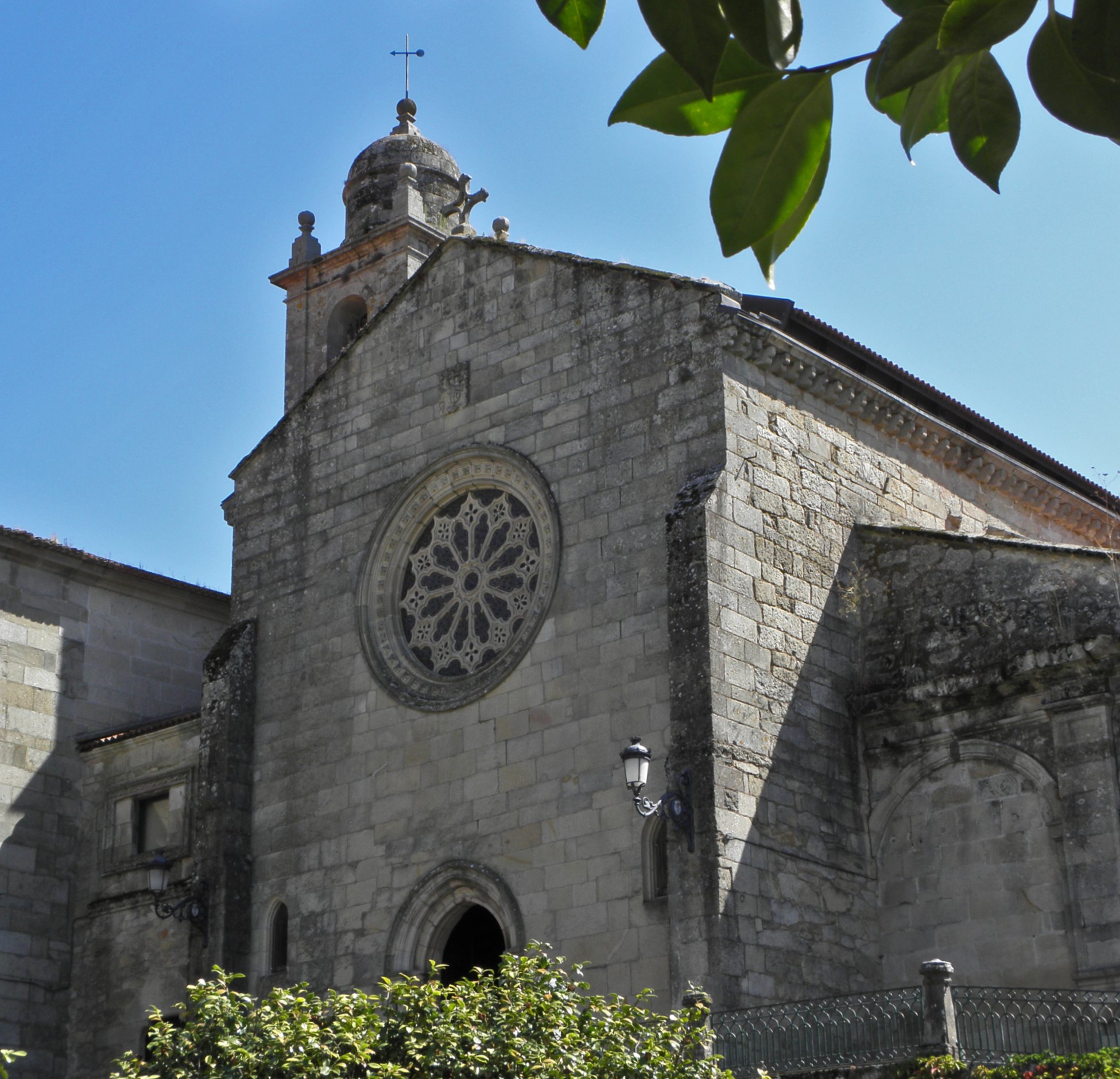
Église gothique Saint-François.

- Ruines du couvent Saint-Dominique.

Ayant appartenu à l'ordre des Dominicains il ne reste plus que le chevet avec cinq chapelles polygonales. Vestiges de l'église du couvent de Saint-Domingue, actuellement c'est un espace du Musée Provincial de Pontevedra. Le chevet de l'église a cinq absides gothiques de la fin du XIVe siècle qui constituent l'exemple le plus pur du gothique en Galice. Laissés à l'abandon abandon au XIXe siècle après le désamortissement espagnol, les vestiges ont été sauvés à la fin du XIXe siècle par la société archéologique de Pontevedra et ont été déclarés par la suite Monument National en 1895.
- Église baroque Saint-Barthélemy.

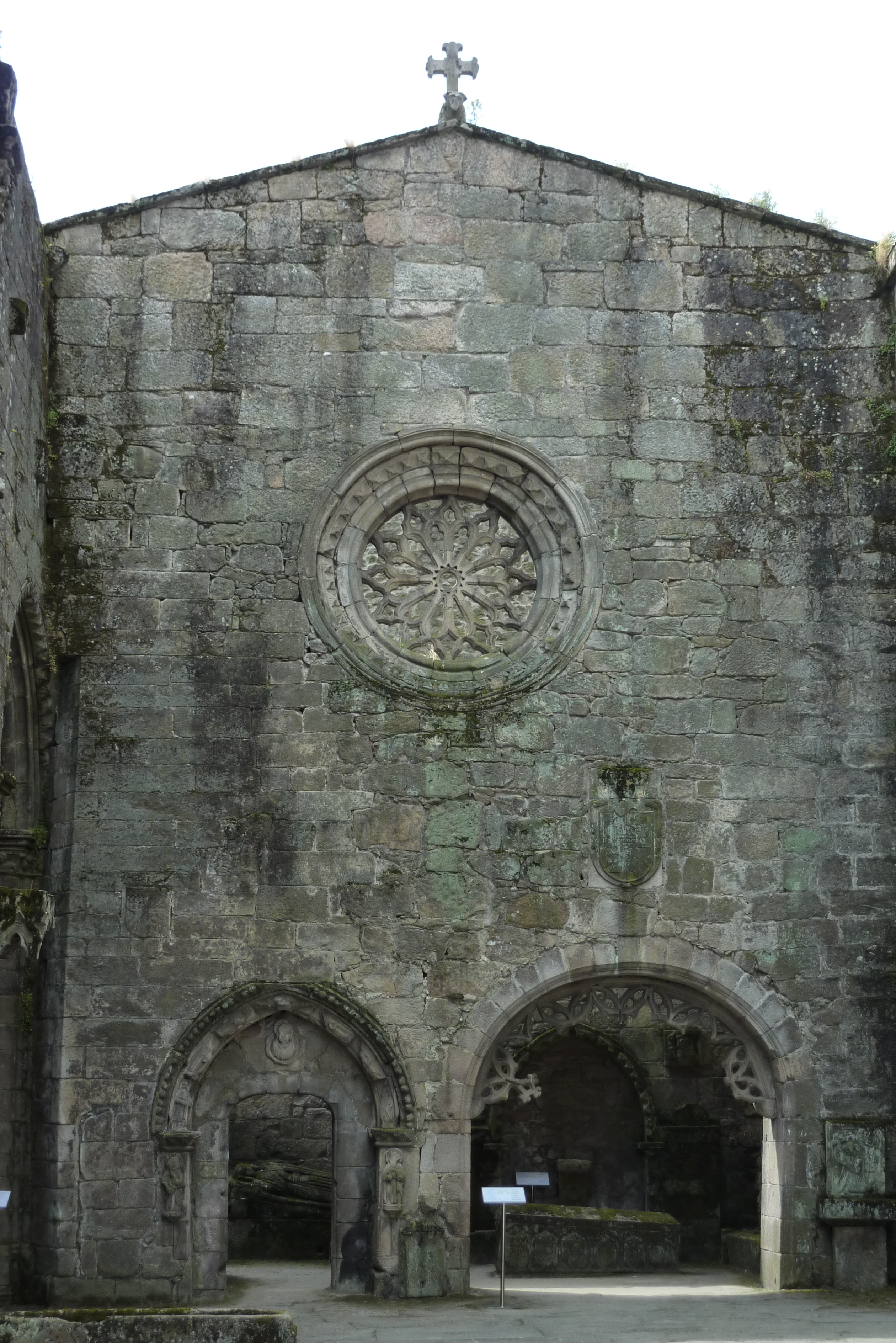
Ruines gothiques du couvent Saint-Dominique.

L'église Saint-Barthelemy a été bâtie dans le style baroque italien entre les XVIIe siècle et XVIIIe siècle par les Jésuites. Les retables sont baroques et mettent en valeur les images de saint Ignace de Loyola, saint François-Xavier et saint François de Borgia, ainsi que l'image de la Vierge de la O, patronne de la ville.
- Église gothique Sainte-Claire.

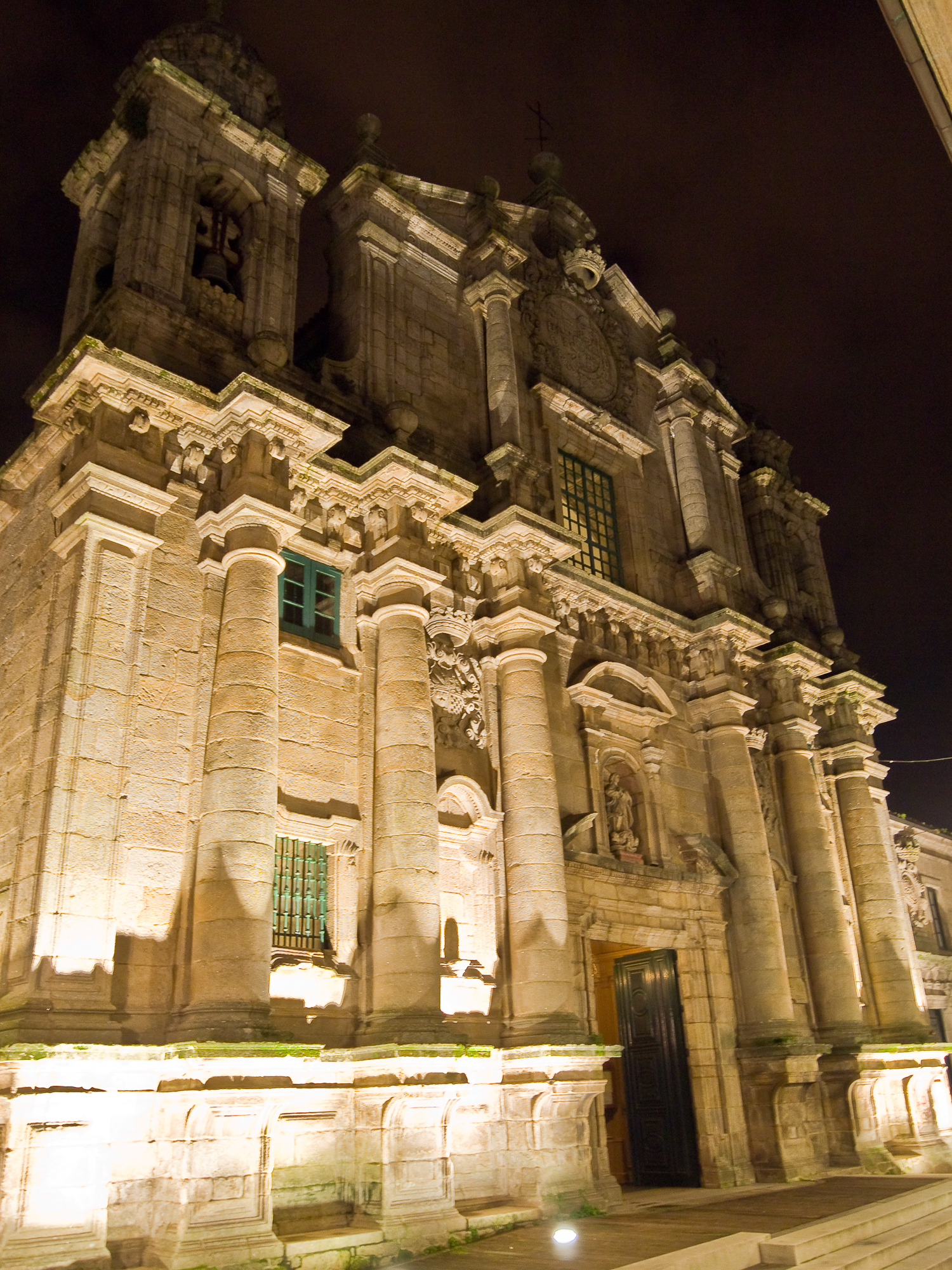
Église baroque Saint Barthélemy.

Appartient au style romano-gothique. La communauté des sœurs Clarisses s'est installée dans la ville au XIIIe siècle. L'église conventuelle date du XIVe siècle et le couvent était très populaire parmi la population de la ville car c'était le lieu choisi par d'illustres familles pour la retraite de leurs filles célibataires.
- Sanctuaire des Apparitions.

Situé à l'intérieur du couvent des Sœurs de Sainte-Dorothée, Filles des Sacrés-Cœurs, Sœur Marie Lucie de Jésus et du Cœur Immaculé, la principale voyante des apparitions de Notre-Dame de Fatima, qui affirma avoir reçu ici l'apparition du Cœur Immaculé de Marie en compagnie de l'Enfant Jésus, y a résidé pendant quelque temps.
- Chapelle des âmes du purgatoire

Chapelle néo-gothique du XIXe siècle. C'est un petit sanctuaire dédié aux âmes situé dans la rue du même nom, à l'arrière du Casino Commercial et Industriel de Pontevedra. C'était la chapelle de l'ancien hôpital Saint-Jean-de-Dieu qu'on a démoli en 1896.
- Monastère Saint-Sauveur de Lérez.

De style Renaissance-baroque, sur un site pittoresque cet ancien monastère bénédictin a une église (du XVIIIe siècle) dont la façade est flanquée de deux tours. Adossée à l'église se trouve l'une des galeries de l'ancien cloître Renaissance du XVIe siècle.

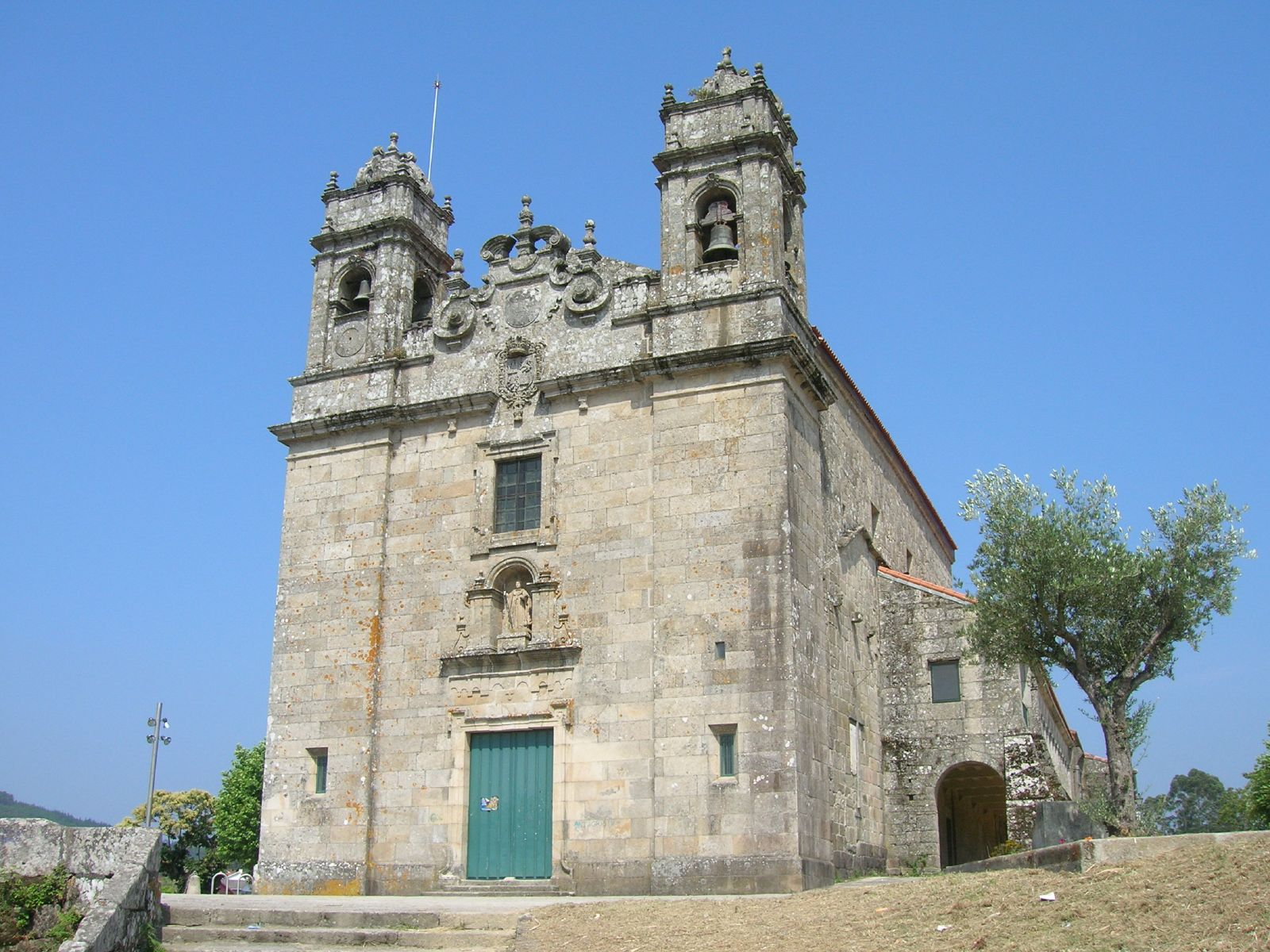
Église du monastère Saint-Sauveur de Lérez.

- Église Notre-Dame des Placeres, de style néogothique, conçue par Domingo et Alejandro Sesmero et inaugurée en 1888 à Os Praceres (paroisse civile de Lourizán).

Autres monuments religieux de la ville:
- Chapelle du Nazaréen du XIVe siècle.
- Couvent Saint-François (1800), style baroque.
- Collège de la Compagnie de Jésus de Pontevedra. Ancien Collège de la Compagnie de Jésus, style baroque italien.
- Chapelle Saint-Roch (1861), style néoclassique.
- Monastère Saint-Jean de Poio.
- Église de la Vierge du Chemin, conçue par Francisco Taracido Fraga (1974).
- Église Saint Joseph de Campolongo (1983), église Saint-Jacques Pèlerin du Bourg (1987), église du Bon Pasteur de Monte Porreiro (2010).

#### Patrimoine civil
Pontevedra fut un lieu de résidence privilégié de la noblesse et des puissantes familles galiciennes, coïncidant avec l'essor du trafic maritime et de la pêche aux XVe siècle et XVIe siècle. Peu de villes ont comme conséquence une telle richesse en armoiries en pierre sur les façades des palais urbains (pazos) et des maisons nobles et aucune ville galicienne n'a eu plus de placettes avec ces armoiries.
- Maison des Cloches

Rue Don Filiberto. Édifice civil du XVe siècle de style gothico-renaissance. Sur sa façade se détache le blason en pierre en forme de héron, qui symbolise la lignée des seigneurs García-Camba et la décoration de boules en pierre sur la partie supérieure. Les arcs brisés de style gothique tardif sur la façade sont particulièrement remarquables. Il est considéré comme le plus ancien bâtiment de la ville et est lié au commerce des vins de réserve du Ribeiro et de Lérez au XVe siècle et au pirate de Pontevedra Benito Soto Aboal.
- Maison Vaamonde

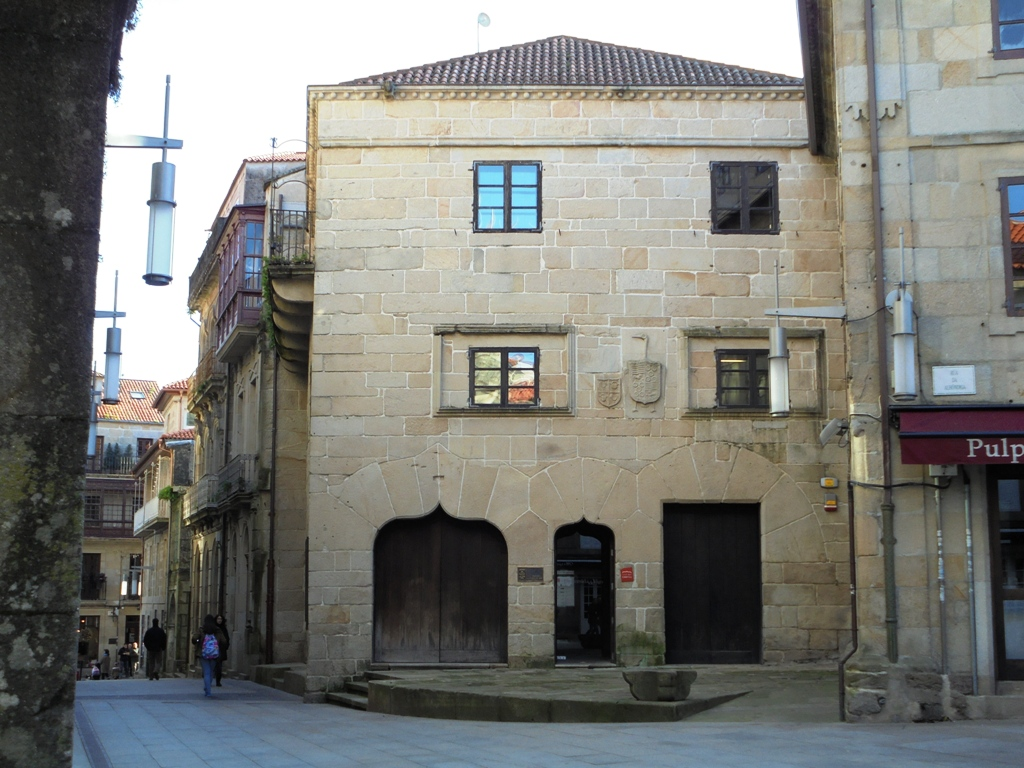
Maison gothique des Cloches.

Maison noble de la Renaissance du XVIe siècle, située dans la rue Armargura de la vieille ville, appartenant à la famille Cadavid-García Caamaño. Elle a une façade avec un arc en accolade et un blason en pierre de la lignée de la famille Vaamonde sur la partie supérieure. Elle possède également une fenêtre avec un arc en accolade sur la façade et une décoration de boules en pierre typique de la Renaissance.
- Maison du Vieux Courrier

Sur la Place Celso García de la Riega. C'est une maison de style gothique tardif, avec un arc en anse de panier, un alfiz et un blason en pierre. Elle est liée à la lignée des Murga et des Ibaizabal.
- Maison Rectorale

C'est un bâtiment de la Renaissance du XVIe siècle, situé sur la place Alonso de Fonseca en face de la Basilique et construit en même temps que celle-ci par un de ses architectes.
- Palais des Comtes de Maceda

C'est un palais d'origine Renaissance du XVIe siècle et des ajouts baroques, qui était la résidence des comtes de Maceda. On remarque sa large façade néoclassique et sa tour crénelée et à l'intérieur, le majestueux escalier en pierre. Il est situé dans la vieille ville près du pont du Bourg. C'est actuellement un hôtel 4 étoiles du Réseau Espagnol des Paradores de turismo. Il y a des jardins dans lesquels se trouve le restaurant.
- Palais Gago et Montenegro

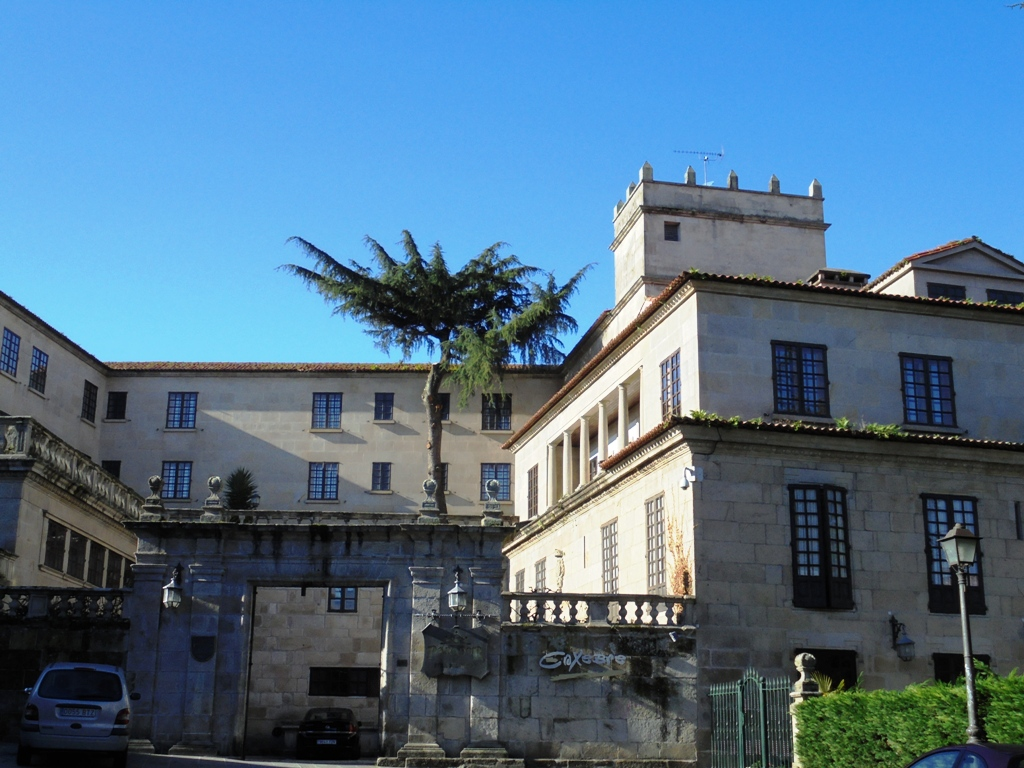
Palais des comtes de Maceda, Parador national de tourisme.

Sur la place de Teucros est situé ce palais urbain construit au XVIe siècle, avec des remaniements ultérieurs. Il possède un magnifique blason en granit sur sa façade, qui occupe une grande partie de la façade et qui est une œuvre d'art baroque de premier ordre en Galice.
- Palais de Mugartegui

C'est le pazo des comtes de Fefiñáns. Situé sur la Plaza de Mugartegui ou Place de la Pedreira, cet édifice civil du XVIIIe siècle est l'un des meilleurs exemples d'architecture baroque urbaine en Galice. Il est actuellement le siège du Conseil régulateur de l'Appellation d'origine contrôlée Rías Baixas.
- Pazo García Flórez

Il est situé rue Sarmiento. Avec le Pazo de Mugartegui, c'est l'un des meilleurs exemples de palais urbain du baroque galicien. Il a été construit à la fin du XVIIIe siècle. Il se distingue par son énorme blason en granit sur la façade nord du palais, qui était à l'origine polychrome. Les deux statues situées aux coins du toit représentent l'Espérance et la Force. Aujourd'hui, c'est l'un des sièges du musée de Pontevedra.
- Palais de Lourizán

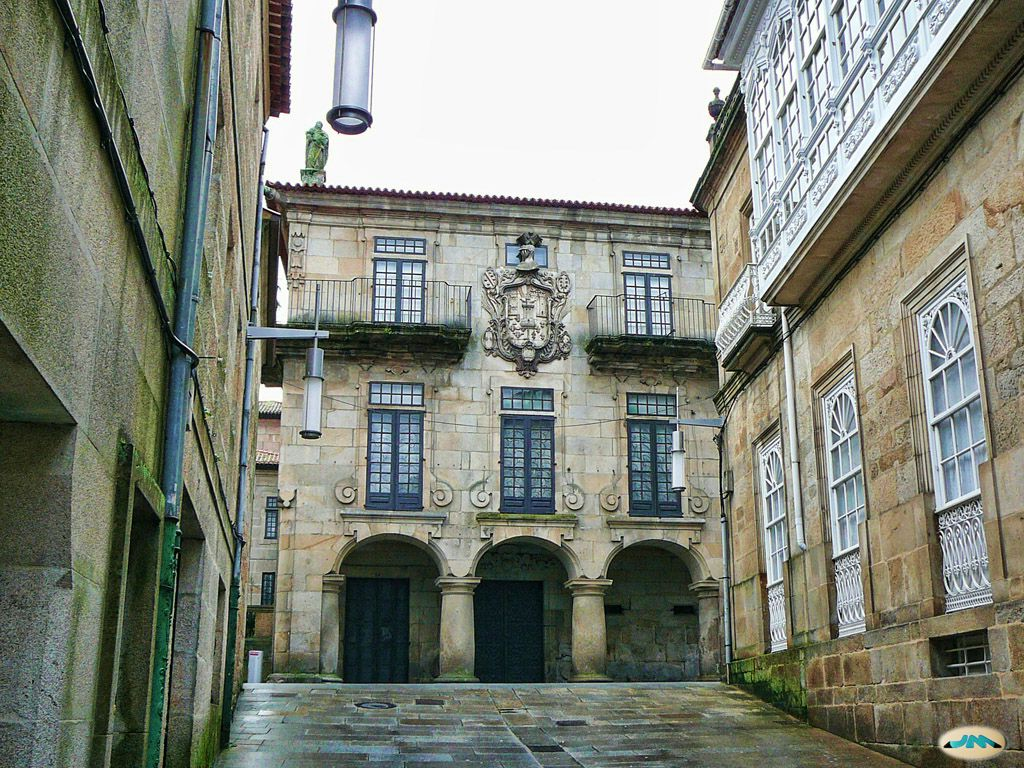
Palais García Flórez, musée de Pontevedra.

Grand palais de l'art nouveau conçu par l'architecte Jenaro de la Fuente en 1909. Le politicien et avocat Montero Ríos y a vécu. Il dispose d'un terrain de 54 hectares divisé en un jardin botanique et un bosquet avec près de 2 000 spécimens d'espèces différentes.
- Maison Fonseca

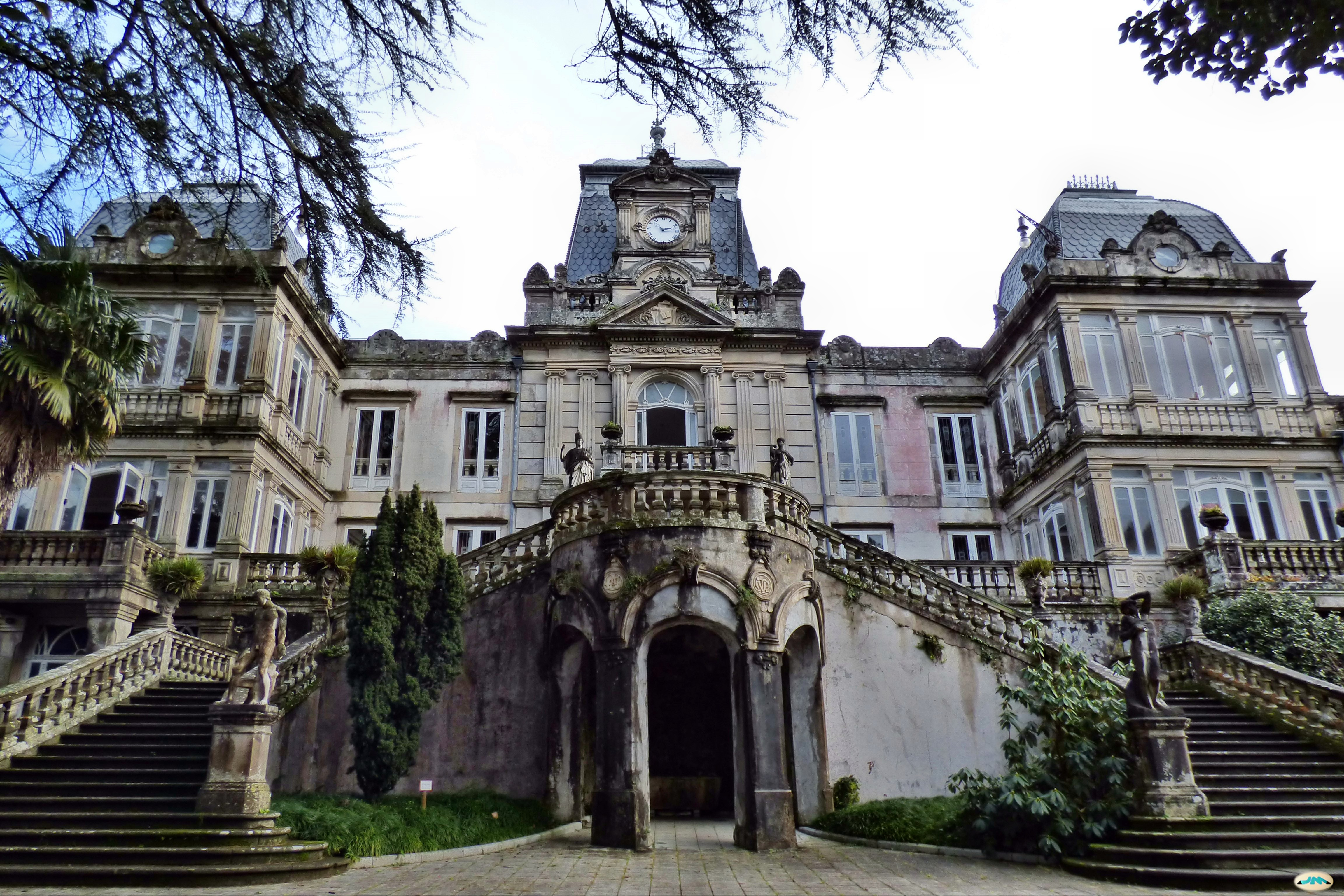
Façade du palais de Lourizán.

Sur le Cours Colón, il s'agit d'une maison de style néoclassique. Sa façade s'inspire de l'église de la Madeleine parisienne (1910).
Autres édifices remarquables :

##### XVIesiècle-XVIIIesiècle
- Palais de A Parda (1620), fondé par les frères Malvar, curés de la cathédrale de Saint-Jacques de Compostelle. Le palais a accueilli d'importantes réunions politiques au début du XXe siècle, lorsque son propriétaire, Gabino Bugallal Araújo, 2e comte de Bugallal et plusieurs fois ministre de la Couronne et président des Cortes espagnoles, en a fait sa résidence d'été[256].
- Maison des Têtes, baroque, aux bustes Renaissance sur la façade, sur la Place de l'Étoile.
- Pazo Castro Monteagudo, baroque du XVIIIe siècle, l'un des sièges aujourd'hui du Musée de Pontevedra.
- Palais du Marquis d'Aranda, baroque, du XVIIIe siècle à la tour crénélée à l'angle de la place de Teucros.
- Maison Barbeito et Padrón, baroque aux bustes Renaissance sur la façade, du XVIIIe siècle, Rue Real.

##### XIXesiècle
- Théâtre principal de Pontevedra, néoclassique. Conçu par l'architecte Faustino Flores.
- Liceo Casino, néoclassique. Conçu par l'architecte Domingo Lareu (1878).
- Hôtel de ville de Pontevedra, du XIXe siècle, éclectique, d'inspiration parisienne. Conçu par l'architecte Alejandro Sesmero.
- Palais de la Députation de Pontevedra du XIXe siècle, éclectique. Réalisation de l'architecte Alejandro Sesmero.

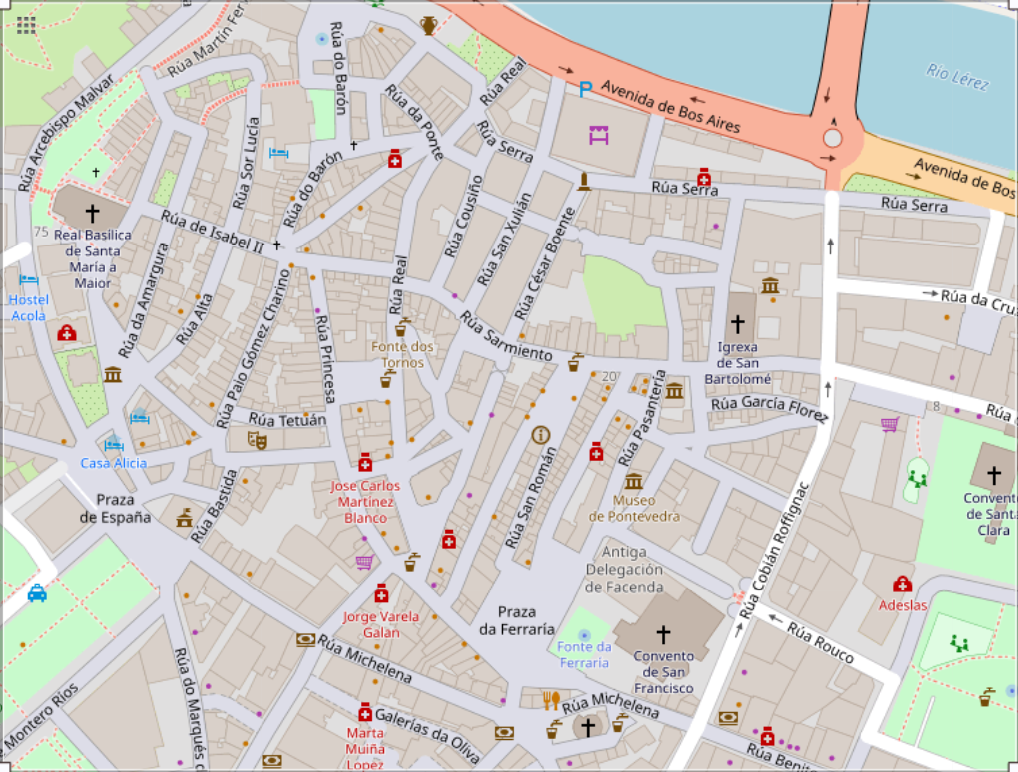
Carte du centre historique de Pontevedra.

- Hôtel Mendoza, hôtel particulier éclectique, sur l'avenue Sainte-Marie, (fin du XIXe siècle).Conçu par l'architecte Alejandro Sesmero.
- Bâtiment du ministère de la Défense, cours Cervantes (1892).
- Hôtel du Marquis de Riestra, rue Michelena (fin du XIXe siècle).
- Hôpital provincial de Pontevedra, rue Doctor Loureiro Crespo (1897).
- Bâtiment de l'École Normale de Pontevedra, du XIXe siècle, éclectique.

##### XXesiècle
- Arènes de Pontevedra, datant de 1900, rue Nostradamo Lourido.
- Bâtiment de la Banque d'Espagne, rue Michelena (1903).
- Café Moderno art nouveau (1902), sur la Place Saint-Joseph.
- Hôtel particulier Villa Pilar art nouveau (1905), rue du Marquis de Riestra.
- Ancienne Caserne Saint-Ferdinand, style néo-classique (1909)
- Lycée Valle-Inclán (art nouveau), début du XXe siècle sur la Gran Vía de Montero Ríos. Conçu par l'architecte Joaquín Rojí (1905-1927).
- Poste centrale de Pontevedra (art nouveau), début du XXe siècle, rue Oliva et rue García Camba (1915-1929).
- Bâtiment Gran Garaje (art nouveau), datant de 1915, rue Benito Corbal.
- Bâtiment de l'association officielle des métreurs et des architectes techniques de Pontevedra, XIXe siècle, 1931-1955.
- Caja de Ahorros Provincial de Pontevedra (1944), œuvre de l'architecte Emilio Quiroga Losada.
- Marché Central de Pontevedra (1948), œuvre de l'architecte Emilio Quiroga Losada.
- Palais de Justice de Pontevedra (1956), œuvre des architectes Robustiano Fernández Cochón et Germán Álvarez de Sotomayor y Castro.
- Gobierno Civil de Pontevedra (Hôtel de préfecture) (1958), œuvre de l'architecte Enrique López-Izquierdo Blanco.
- Grupo de Viviendas de San Antoniño (1962), œuvre de José Antonio Corrales Gutiérrez et Joaquín Basilio Bas.
- Palais municipal des sports de Pontevedra (1965), réalisation de l'architecte Alejandro de la Sota[257].
- Cinq immeubles du ministère de la défense à Campolongo (1965), réalisation de l'architecte Xosé Bar Boo.
- Bibliothèque publique de Pontevedra (1988), œuvre de l'architecte Julio Simonet Barrio.
- Palais des Congrès de Pontevedra (1997), architecture contemporaine de l'architecte Manuel de las Casas.
- Parc des expositions de Pontevedra (1998), architecture contemporaine de l'architecte Manuel de las Casas.
- Bâtiment des Tribunaux de A Parda (1998), œuvre de l'architecte Fernando Martínez Sarandeses[258].

##### XXIesiècle
- Faculté de communication (2000), œuvre de l'architecte José Carlos Arrojo Lois[259],[260].
- Rénovation du Centre Culturel Caisse d'épargne de Pontevedra (2004), de l'architecte César Portela.
- Faculté des Sciences de l'Éducation et du Sport (2006), exemple d'architecture dans une exposition au Museum of Modern Art of New York (MOMA) en 2006[261],[262]. La conception de la faculté, signée Jesús Irisarri Castro et Guadalupe Piñera, a remporté le prix SICE en 2008, décerné par le Conseil supérieur des architectes d'Espagne[263].
- Cité administrative de Pontevedra (2008) de l'architecte Manuel Gallego Jorreto.
- Bâtiment de l'Agencia Tributaria provincial de Pontevedra (Ministère de l'Économie et des Finances). Conçu par l'architecte Rafael Caballero Sánchez-Izquierdo, il a été inauguré en 2010.
- Bâtiment Castelao (2013), grand édifice de l'architecture contemporaine, œuvre des architectes Eduardo Pesquera et Jesús Ulargui.
- Nouveaux Tribunaux (2019). La façade du bâtiment est conçue avec des plans biseautés courbes et des ouvertures en série[264] œuvre des architectes Naiara Montero Viar et Gustavo Díaz García et Lucas Díaz Sierra.

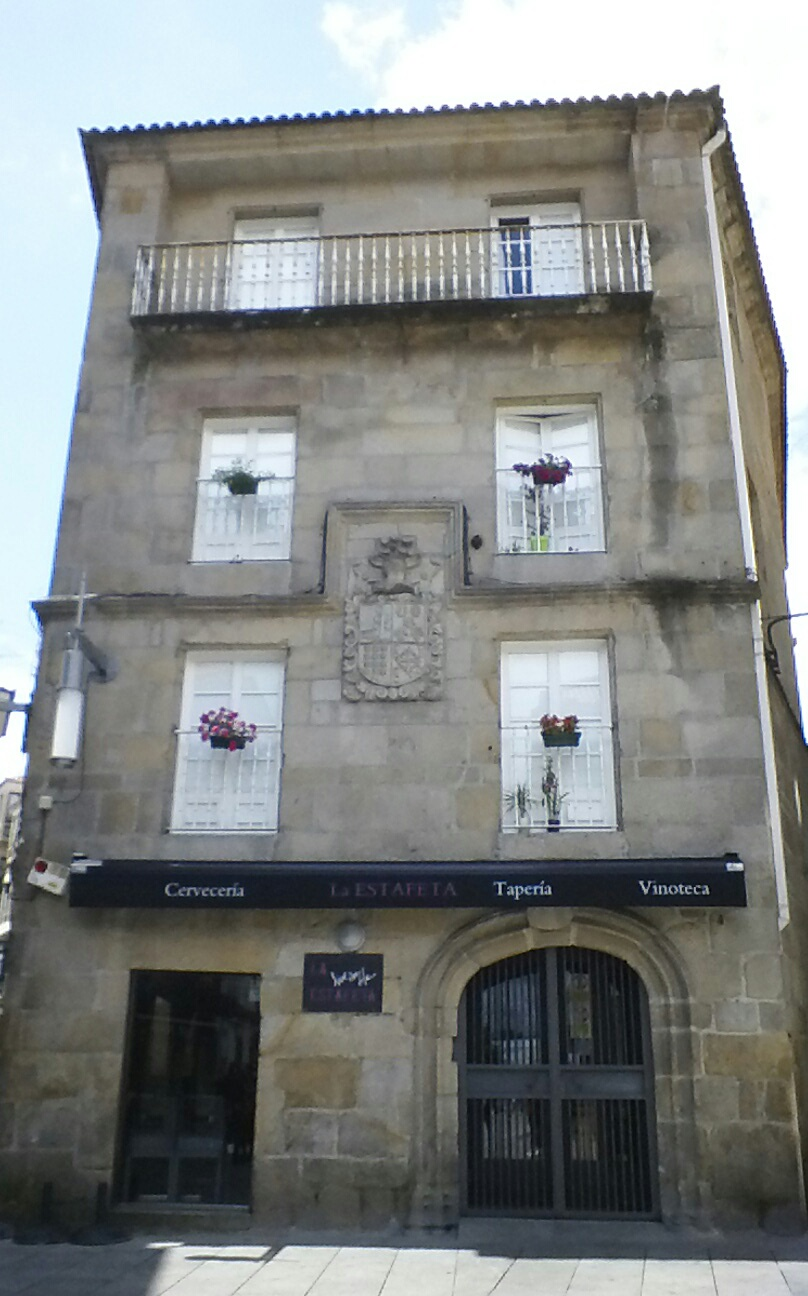
Maison gothique du Vieux Courrier.
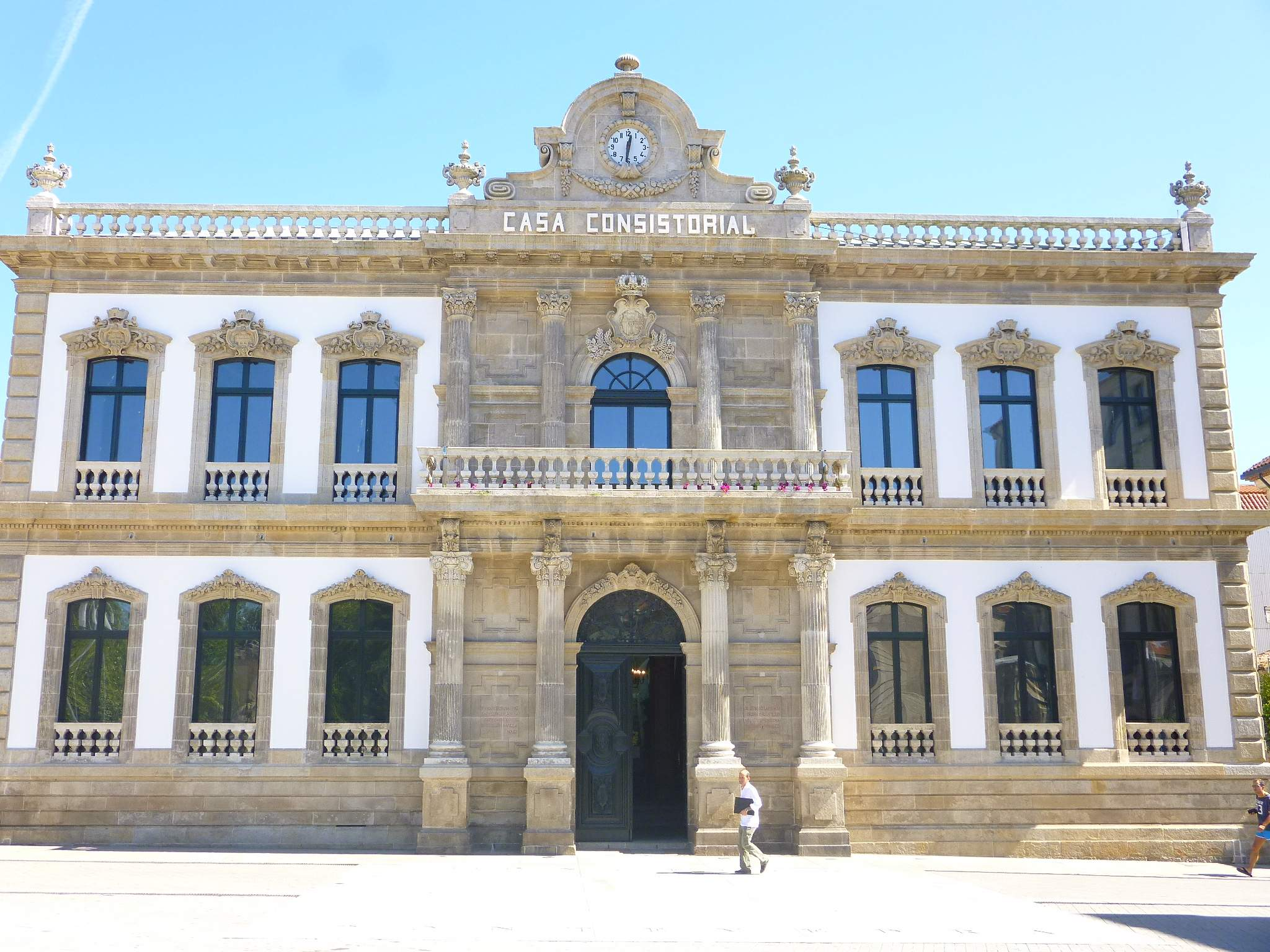
Hôtel de ville du XIXe siècle.
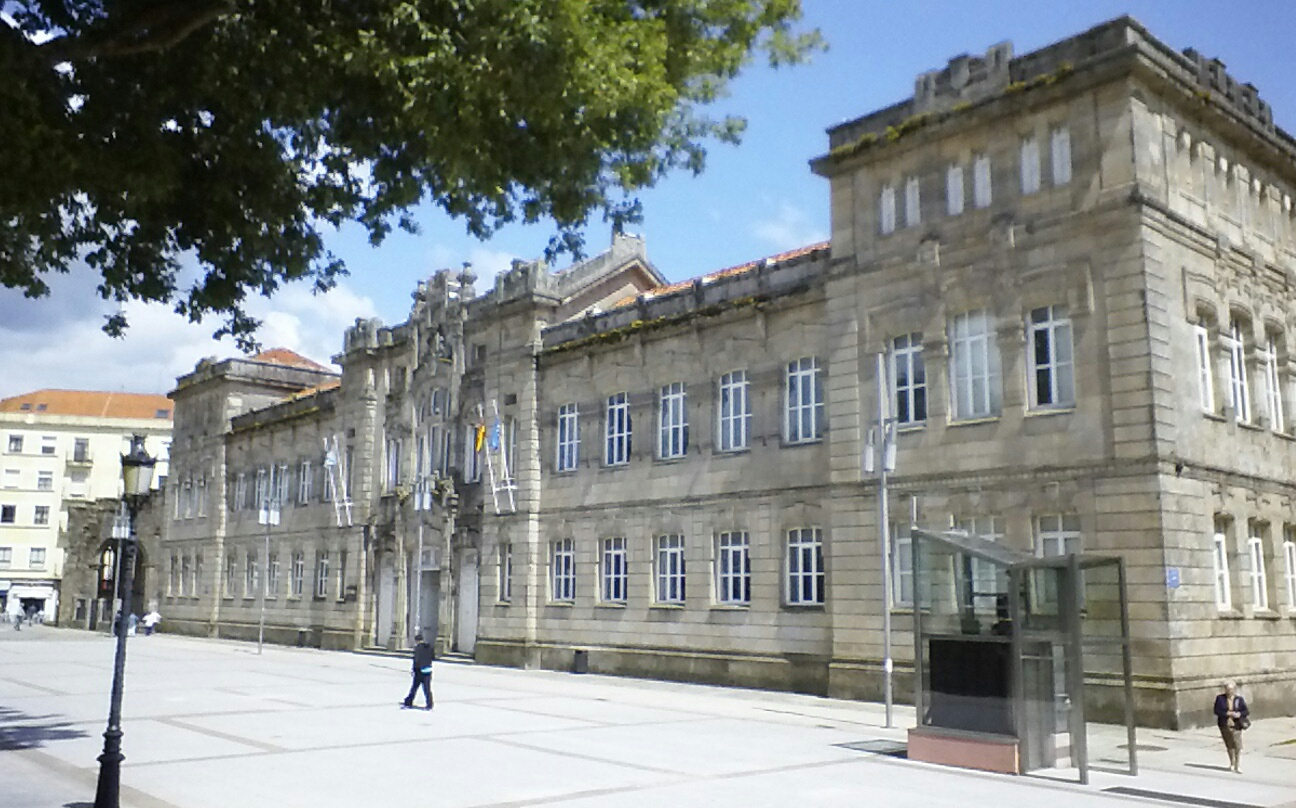
Lycée art nouveau Valle-Inclán.
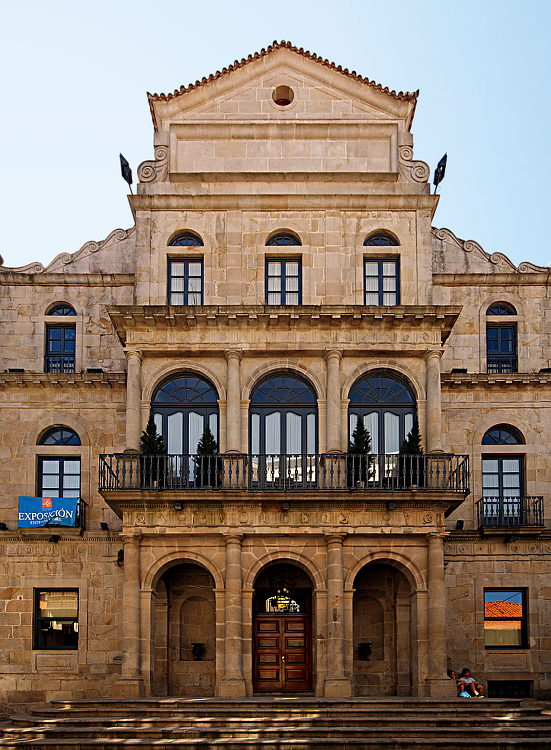
Liceo Casino.
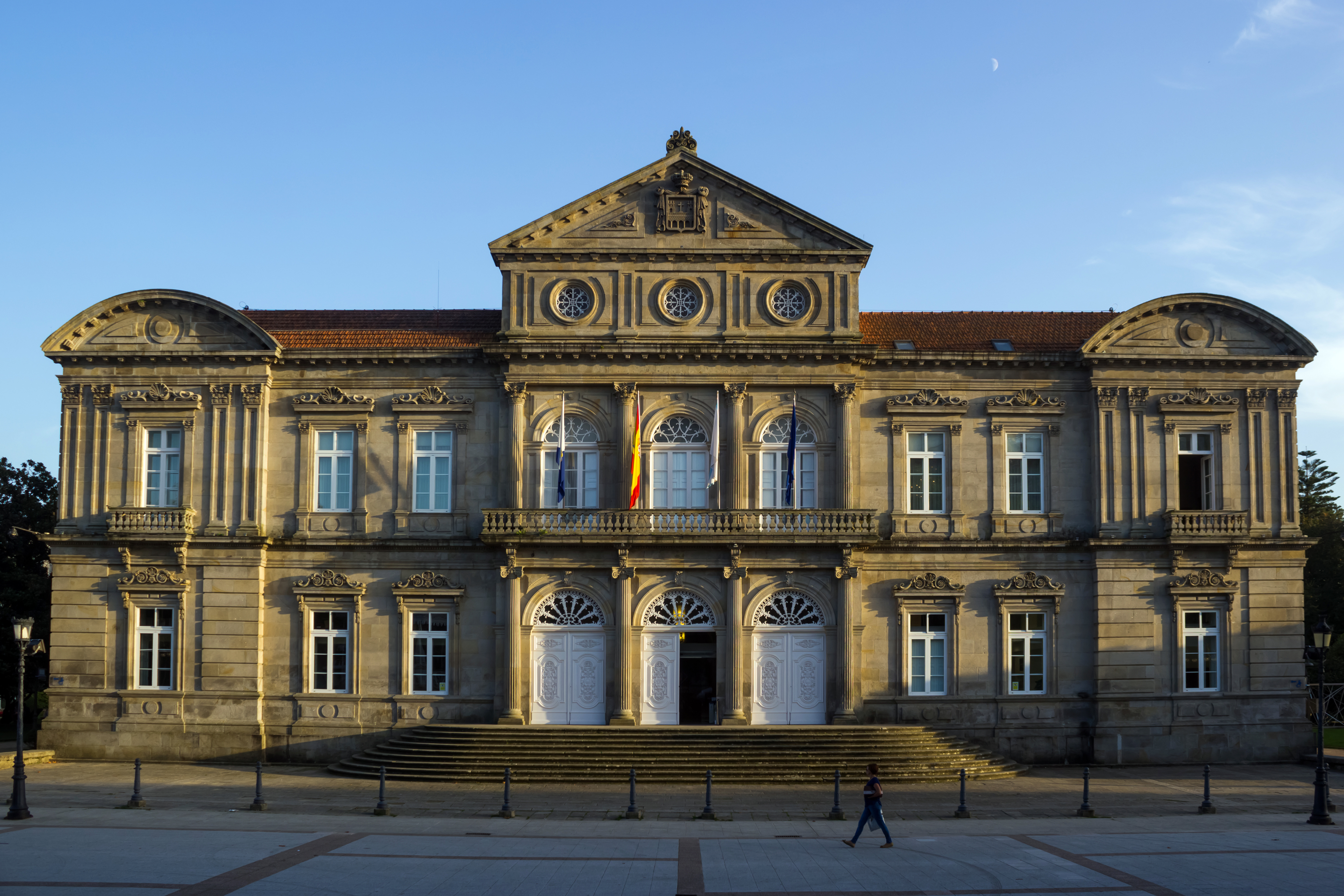
Palais de la Députation de Pontevedra.
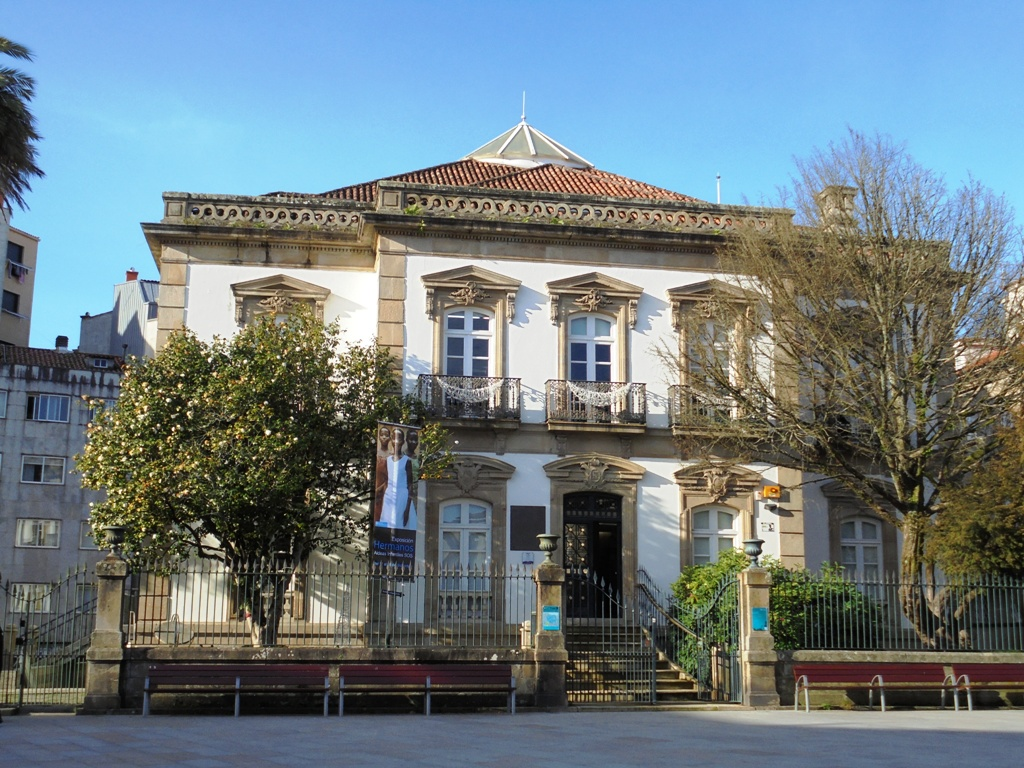
Hôtel Mendoza.
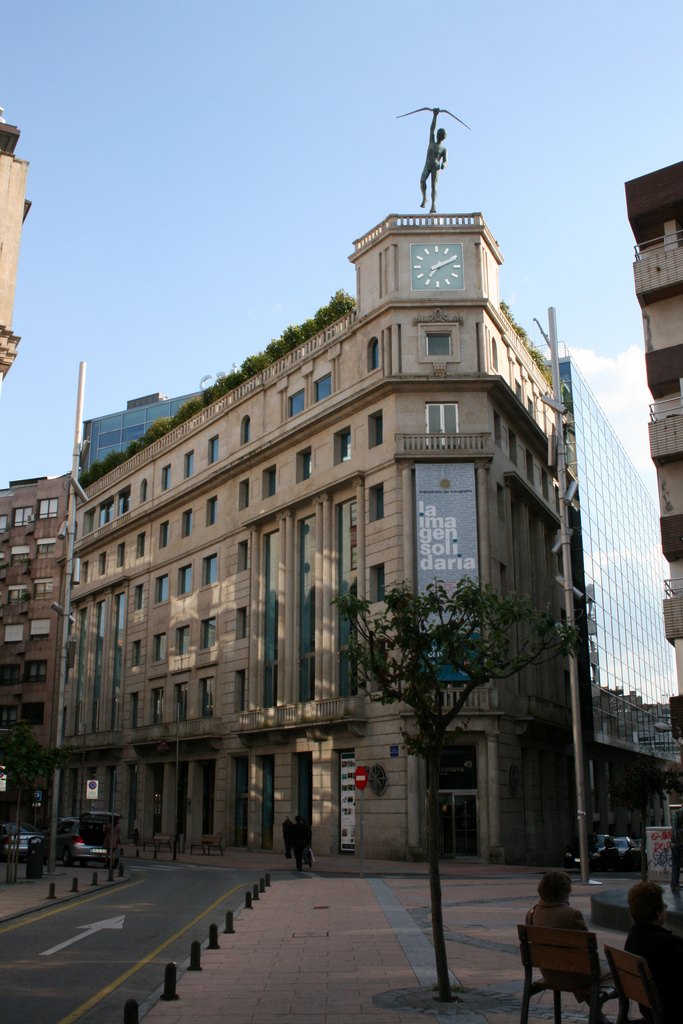
Centre Culturel et Auditorium à Pontevedra.
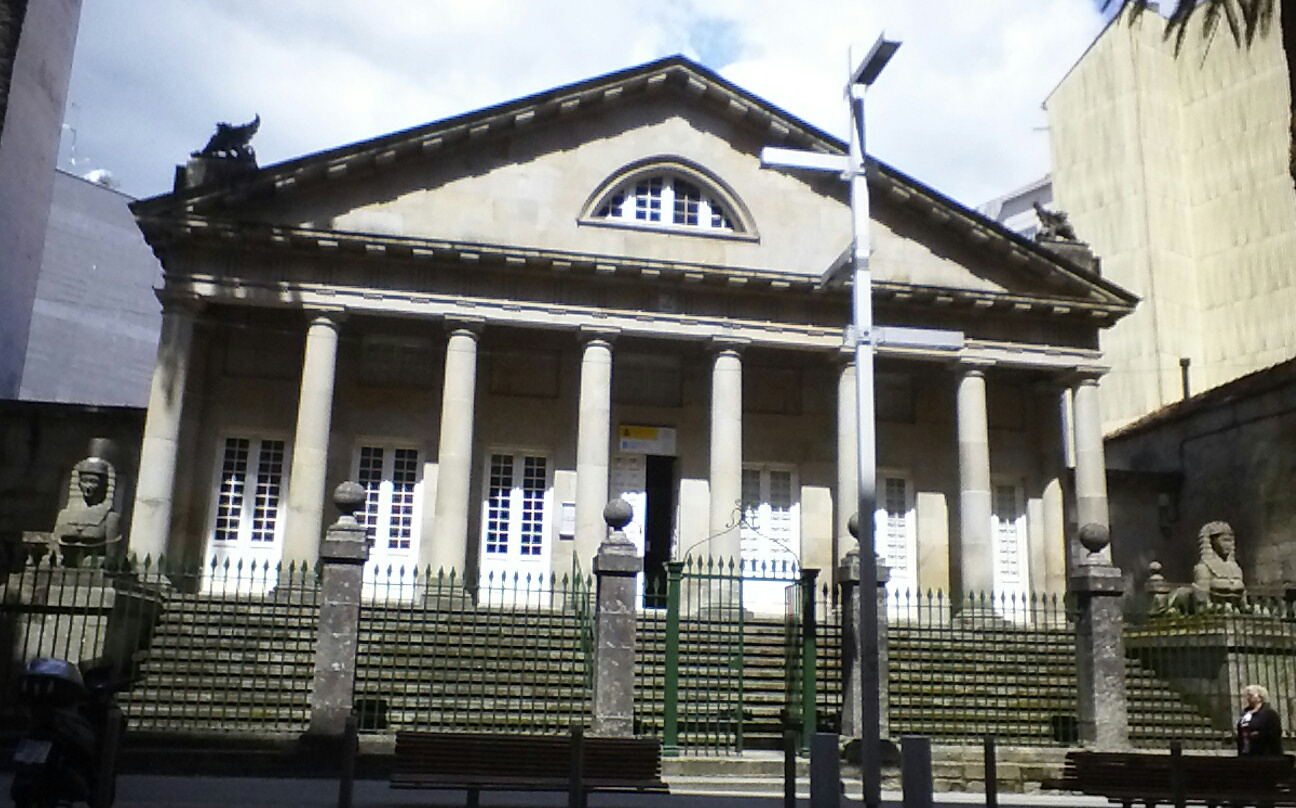
Maison Fonseca.
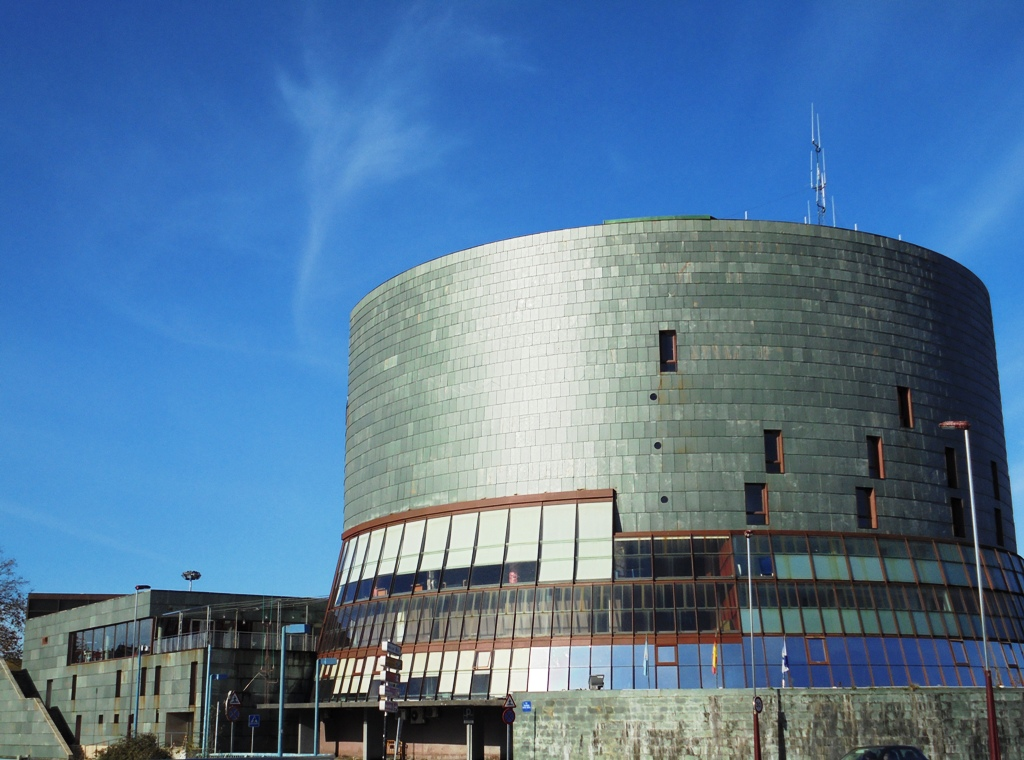
Palais des Congrès de Pontevedra.
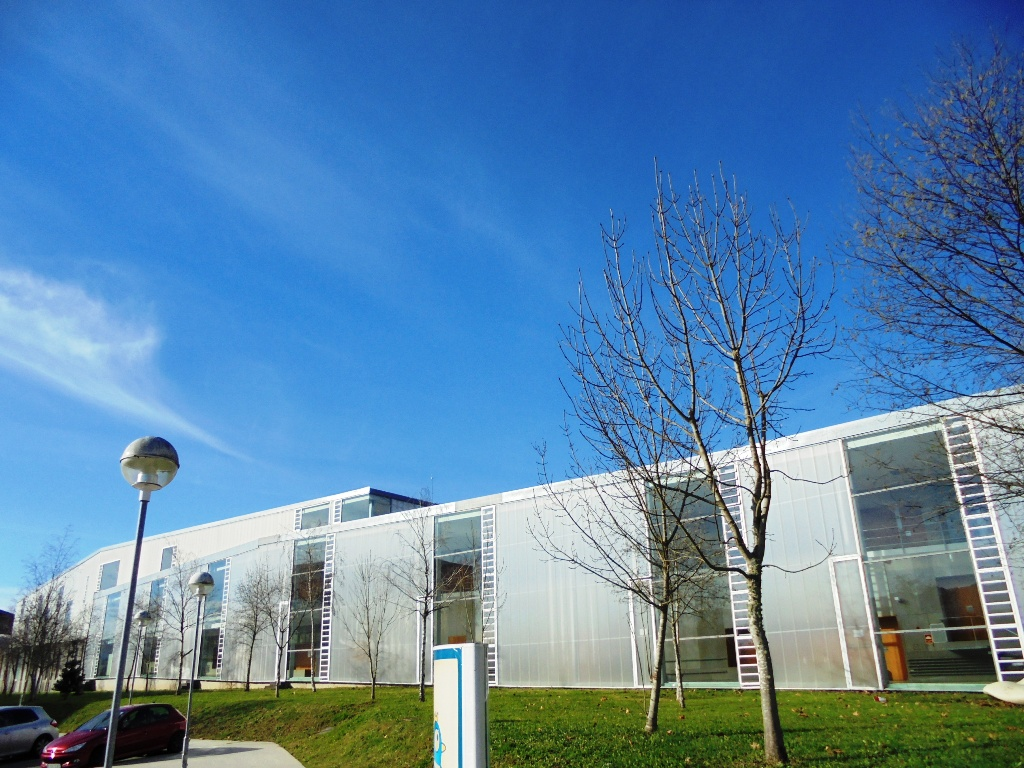
Faculté des sciences de l'éducation et du sport de Pontevedra.
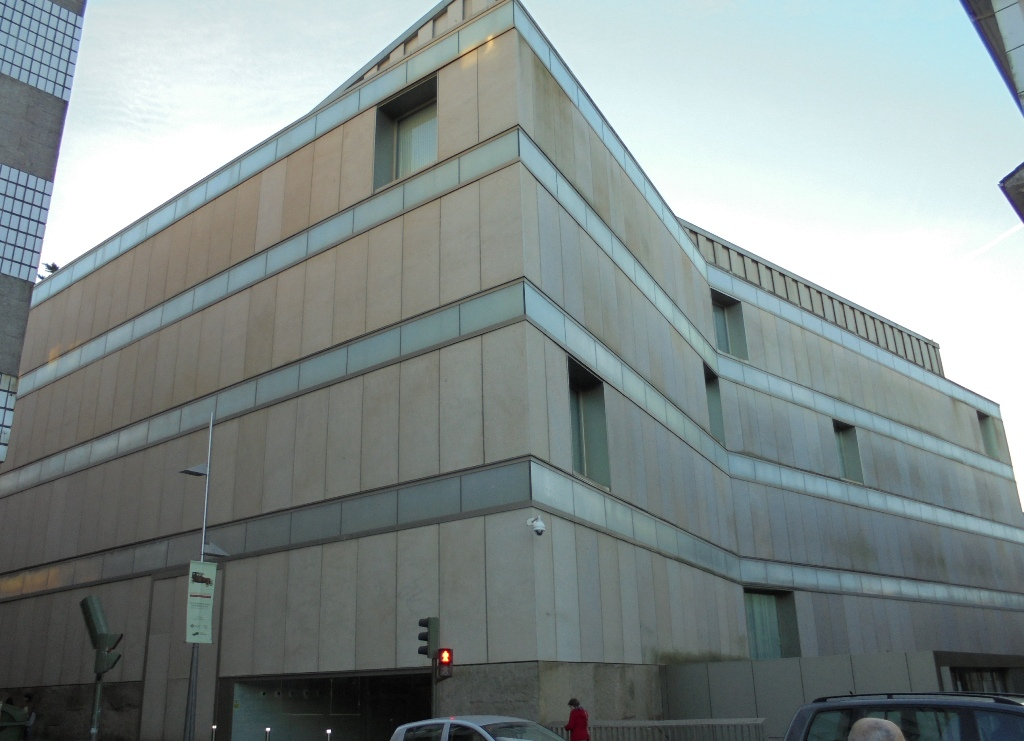
Bâtiment Castelao du musée de Pontevedra.
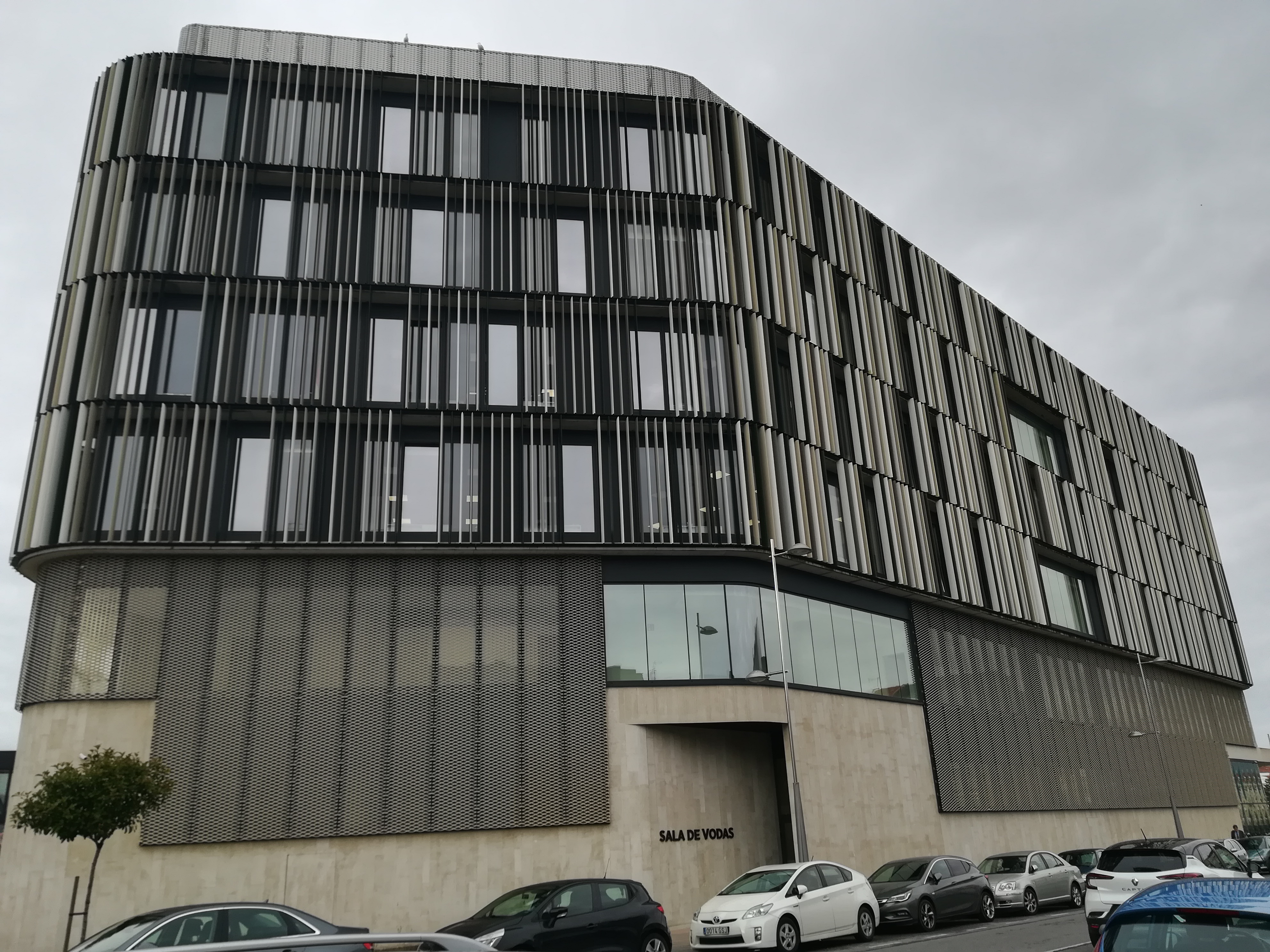
Deuxième bâtiment des Tribunaux (2019).

Autres monuments et lieux pittoresques
- Pont médiéval du Bourg. Le pont qui donna le nom à la ville.
- Ancien quartier des marins A Moureira. (architecture populaire), tout près de l'avenue Corbaceiras.
- Pont des Tirantes (Pont des Sangles), pont à haubans, fin du XXe siècle
- Pont des Courants, pont bowstring du XXIe siècle

#### Architecture militaire
- Vestiges des remparts médievaux (XIIIe siècle - XVe siècle) dans les rues Arzobispo Malvar (devant la Basilique Sainte-Marie Majeure), Sierra, Michelena et Cobian Roffignac.

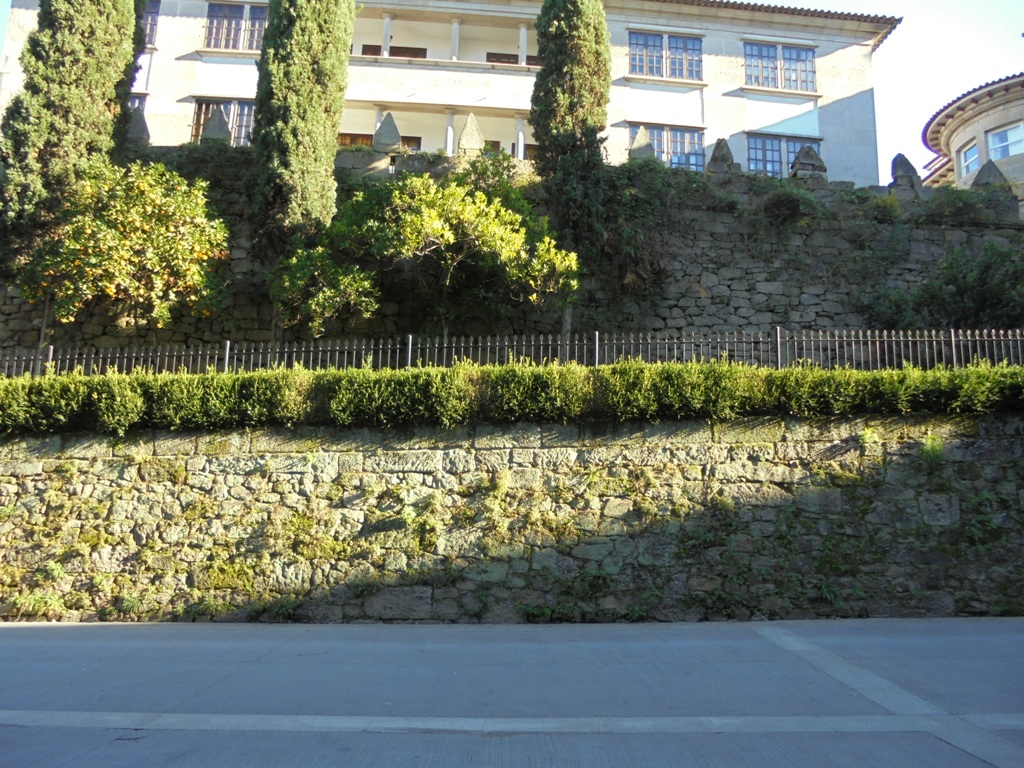
Vestiges des remparts médiévaux.

#### Monuments commémoratifs et statues
- Monument aux héros de Puente Sampayo, sur la Place d'Espagne, début du XXe siècle. Il commémore la victoire des citoyens de Pontevedra contre l'invasion française au début du XIXe siècle en 1809. Œuvre de Julio González Pola (1911)[265].
- Le Fiel Contraste, derrière l'hôtel de ville, rue Alhóndiga. Cette statue représente le fonctionnaire médiéval qui vérifiait le poids et les mesures des marchandises vendues dans la ville au Moyen Âge. Œuvre de Ramón Conde (2010).
- Le perroquet Ravachol. Il se trouve sur la place de la Vierge Pèlerine. Cette statue représente le célèbre perroquet Ravachol de Pontevedra, mort lors du Carnaval de 1913. Œuvre de José Luis Penado (2006).
- Le monument à la Tertulia dit Cercle Littéraire au Café Moderno. Ce groupe statuaire représente le groupe d'intellectuels galiciens qui se réunissaient à Pontevedra au début du XXe siècle, lorsque Pontevedra était le centre intellectuel de la Galice. Œuvre de César Lombera (2006).
- Statue de Valle-Inclán. Située sur la place Méndez Núñez. Écrivain qui vécut à Pontevedra. Œuvre de César Lombera (2003).
- Statue de Teucros. Place Saint-Joseph. L'archer grec, fondateur mythologique de la ville. Œuvre de Cándido Pazos (2006).
- Monument à l'arbre. Situé sur la place de Barcelos, c'est l'œuvre du sculpteur José Luis Penado et a été installé sur la place en 1998 pour rappeler les nombreux platanes qui peuplaient la place et qui ont été coupés lors de la construction d'un grand parking souterrain à cet endroit. Il représente un grand arbre schématique en fer haut de 6 mètres. Les branches sont surmontées de crêtes typiques des coqs de Barcelos.
- Fontaine des enfants. C'est le symbole de la ville des enfants de Francesco Tonucci sur laquelle est basé le modèle urbain de Pontevedra. Elle se trouve sur la place Glorieta de Compostela et a été inaugurée en 2002. Les sculptures sont l'œuvre de Sebastián Casalderrey et Manuel Collazo Torres[266]. Le groupe statuaire représente deux filles attendant de boire à la fontaine, l'une assise et l'autre debout, un anneau métallique sous le bras. Elles attendent qu'un garçon ait fini de boire de l'eau[267].
- Femme avec des poules. C'est un hommage aux femmes galiciennes et rappelle la vente des poules dans la vieille ville jadis. Rue Sierra, devant le Marché central de Pontevedra. Œuvre de Cuqui Piñeiro (2009).
- Dorna. Œuvre de Xaime Quesada (2001). Rue Gorgullón. Cette sculpture inaugurée le 20 août 2001 représente une dorna dont la proue est dirigée vers Saint-Jacques-de-Compostelle, la voile au vent. C'est un hommage au Chemin de Saint-Jacques en fonte conçu sous la forme des anciennes dornas, avec la voile actionnée par le vent pour créer du dynamisme[268].
- Monument à la Paix et à la Liberté (1999). Place de la Liberté. Œuvre de Marcos Juncal.
- Monument aux Navigateurs (1959), situé dans le Parc des Palmiers, ouvre de José Luis Penado, Amancio Landín Carrasco et Agustín Portela Paz.
- Femme de l'émigrant (1961), Monument aux soldats (1986) et Monument à Alexandre Bóveda (1986), œuvres d'Alfonso Vilar Lamelas.
- Monument à Colomb (1892) œuvre de Juan Sanmartín y Serna.
- Monument à Castelao (1983) œuvre de Buciños.
- Dando de comer al peregrino (1999). Sculpture dédiée au pèlerin, dans le jardin de l'Auberge du Pèlerin de la Junte de Galice à Pontevedra. Œuvre de José María Acuña.
- Duende (2019) œuvre de Santiago Castro Soage.
- 12 sculptures en granit d'artistes internationaux dans le parc de l'île des Sculptures.

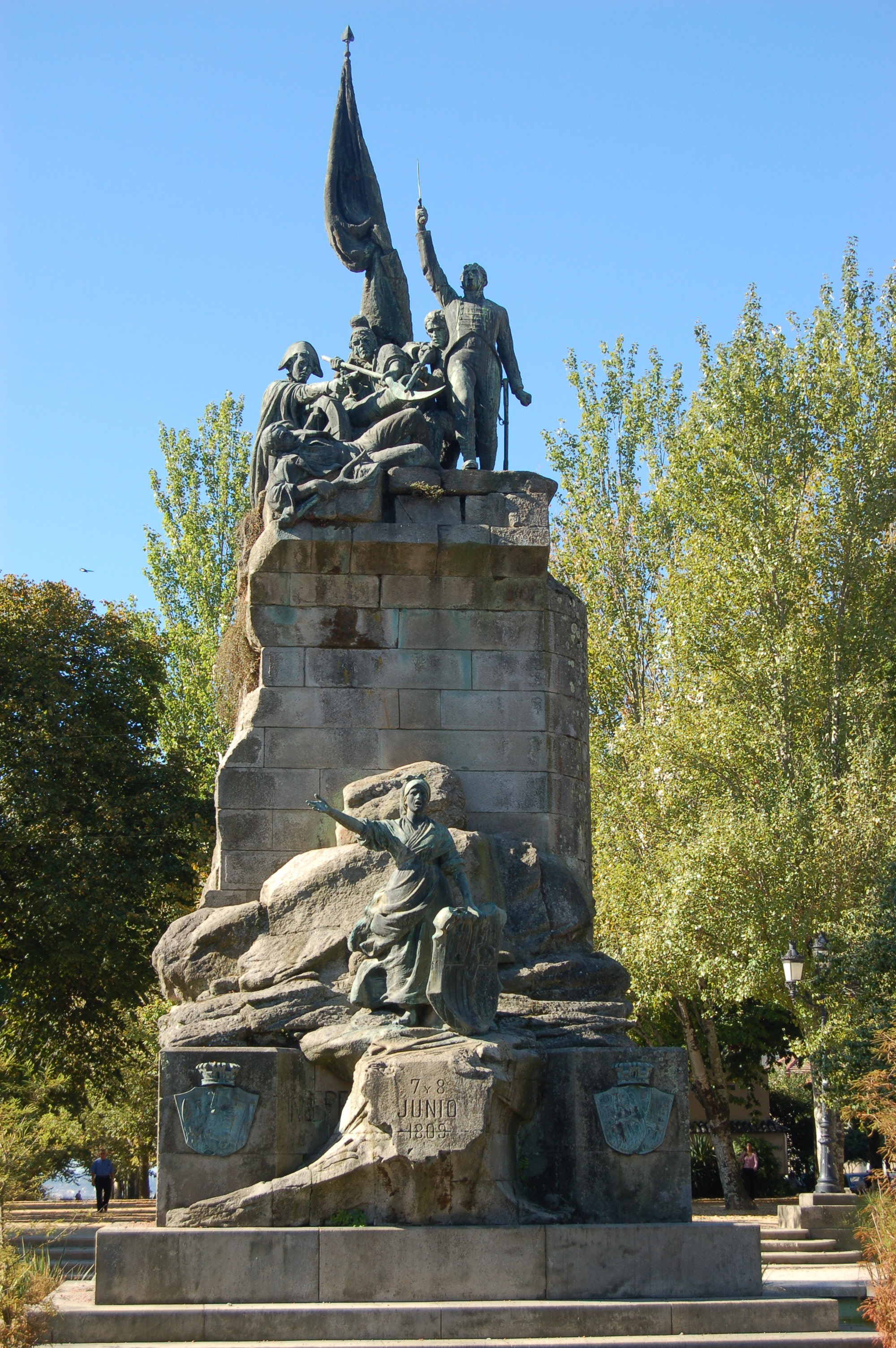
Monument aux héros de Puente Sampayo.
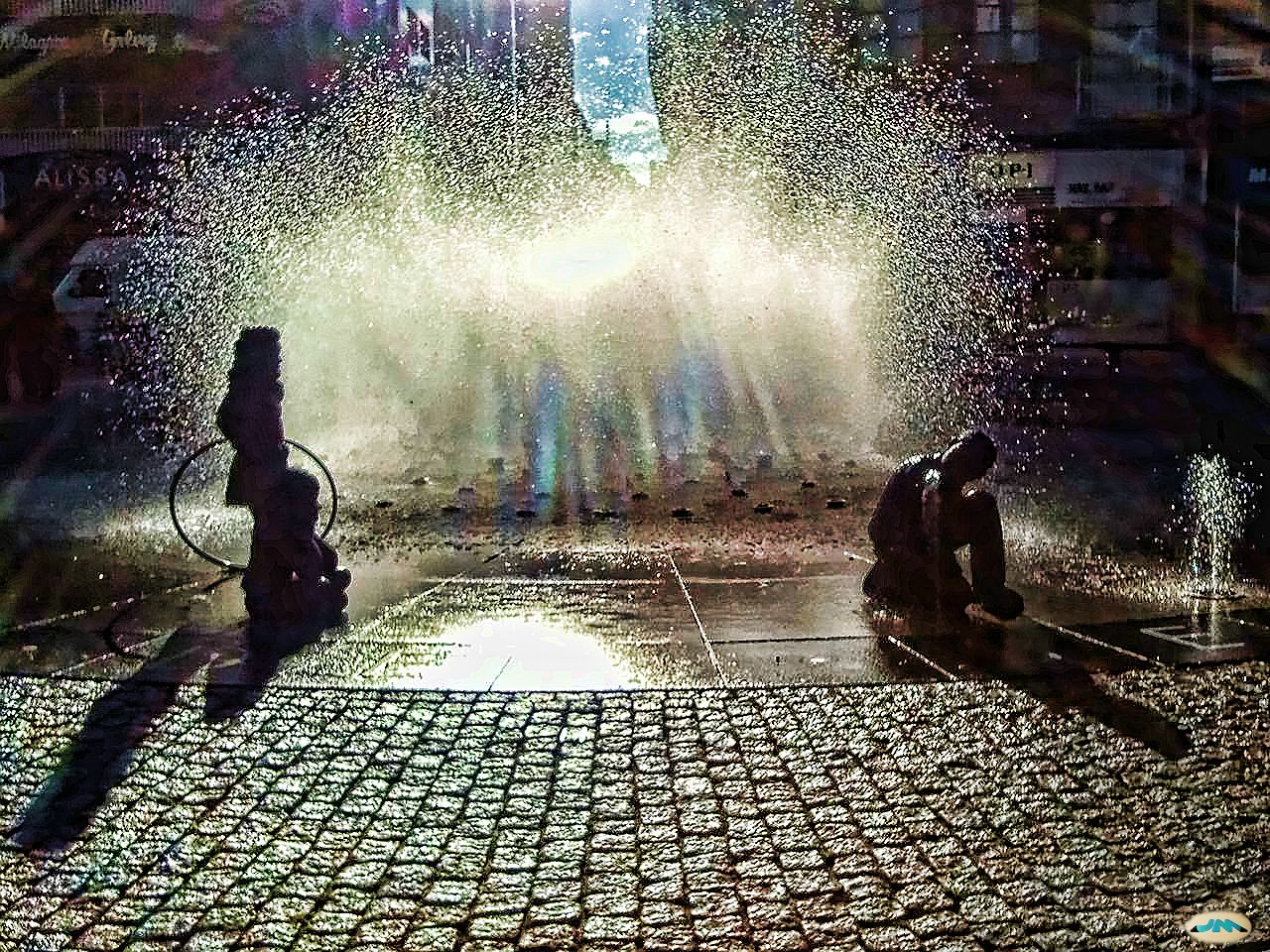
Fontaine des enfants.
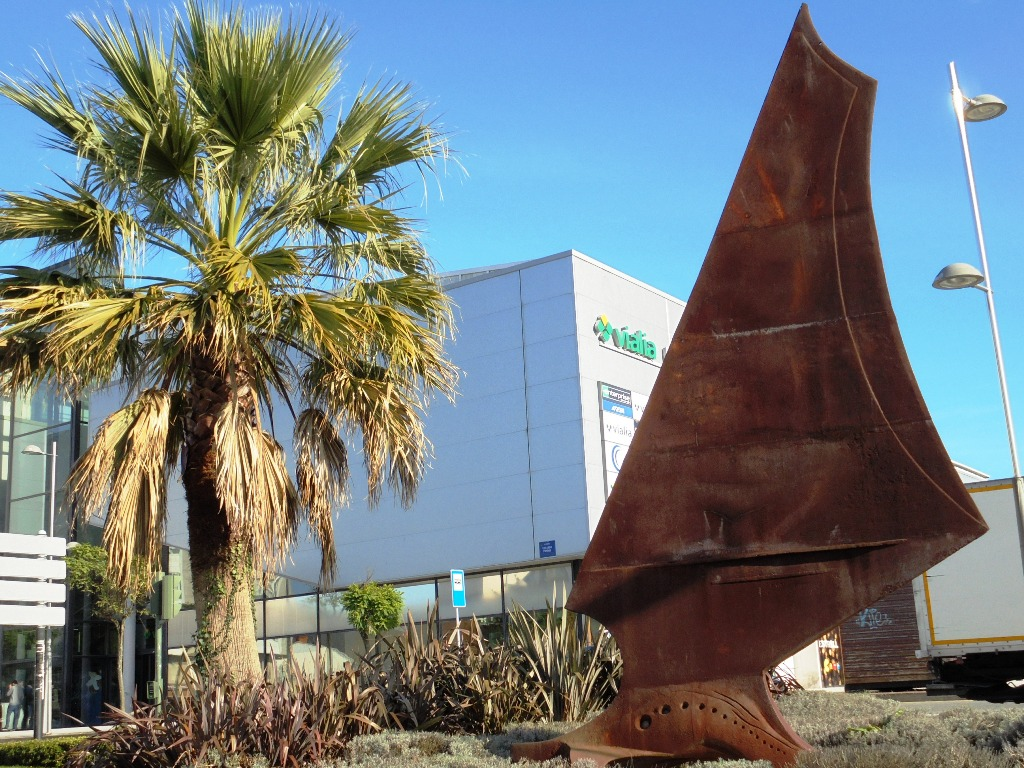
Dorna de Xaime Quesada.
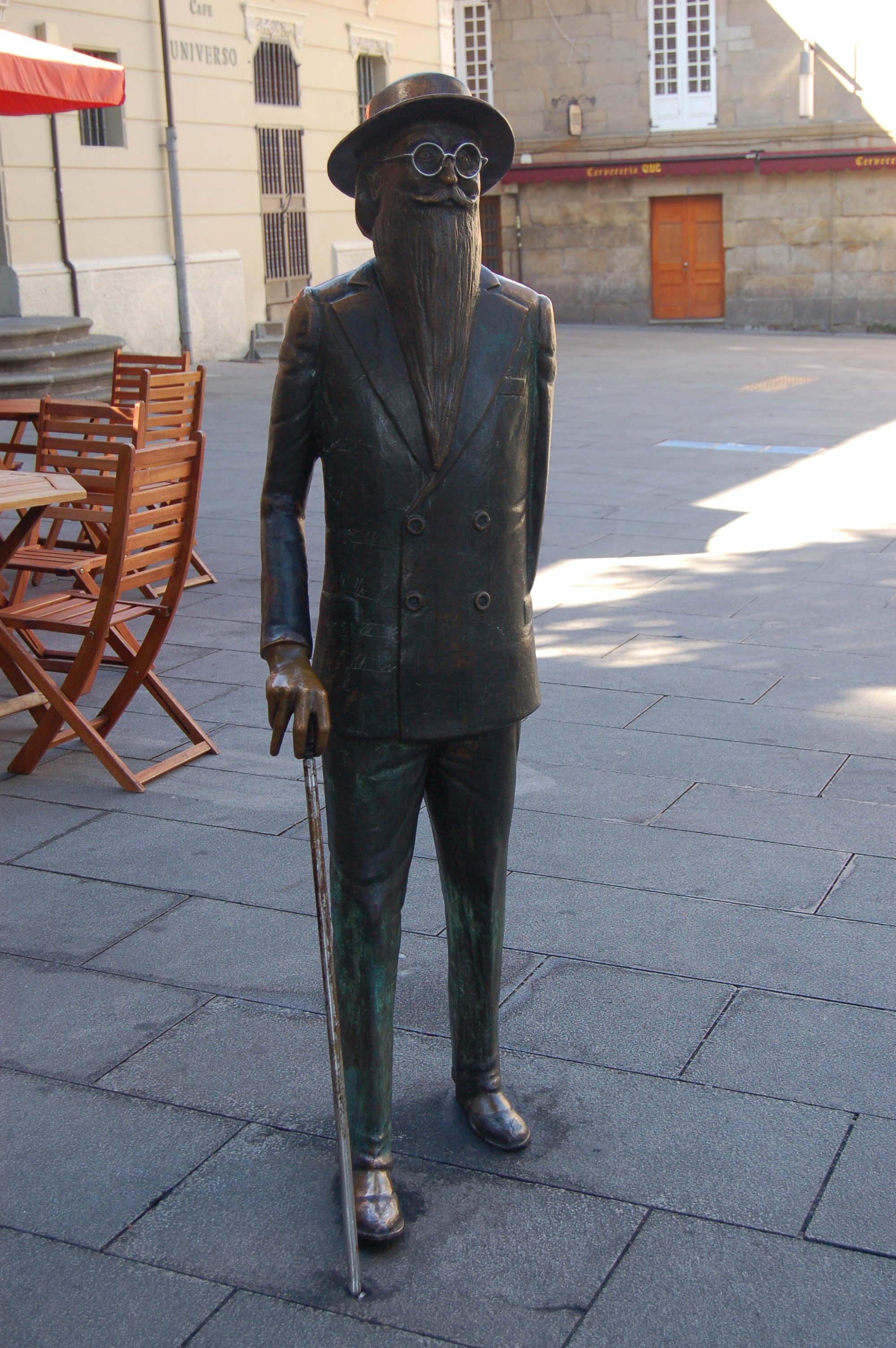
Statue de Valle-Inclán sur la place Méndez Núñez.
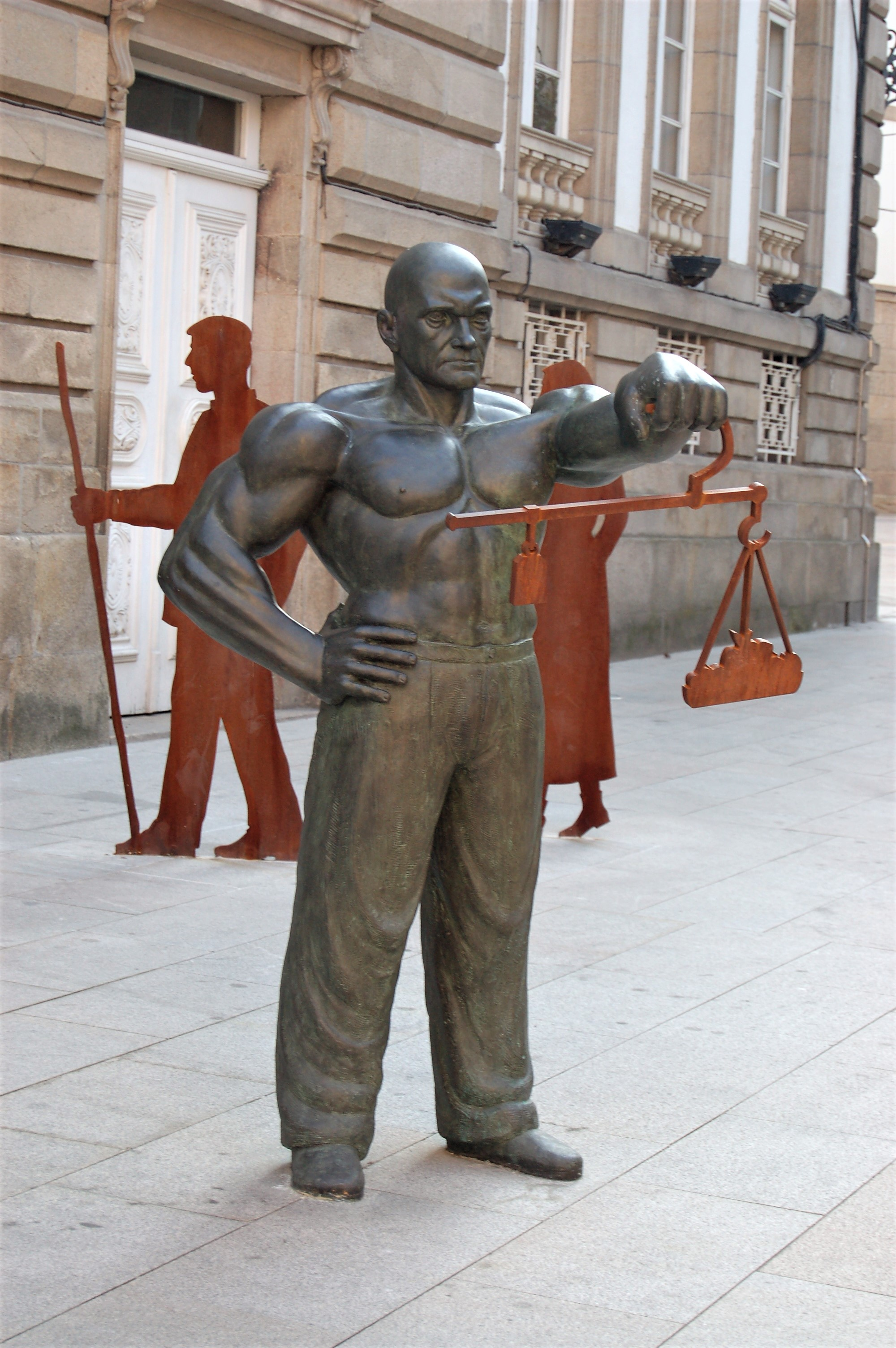
Le Fiel Contraste.
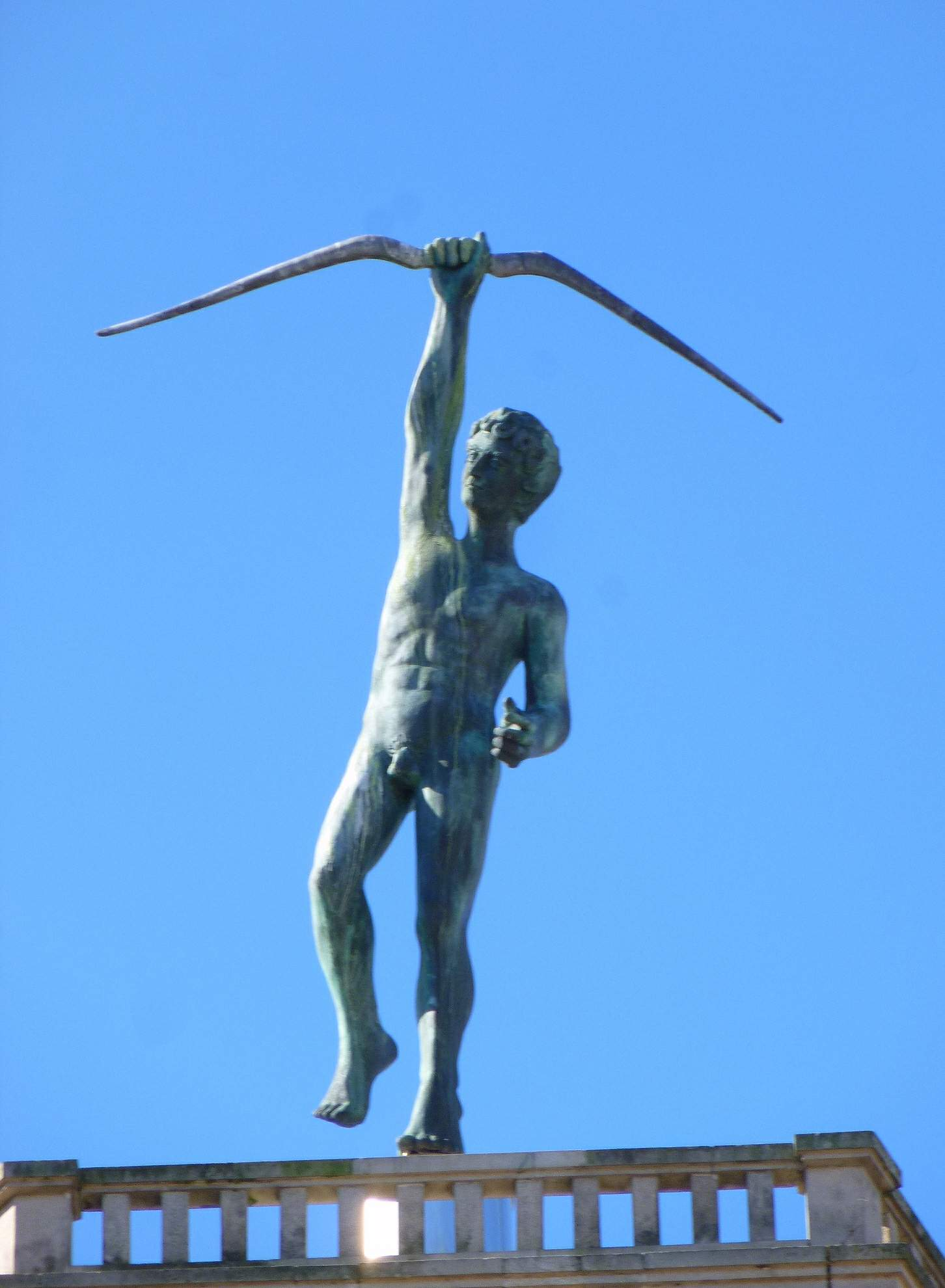
Teucros sur la place Saint-Joseph.
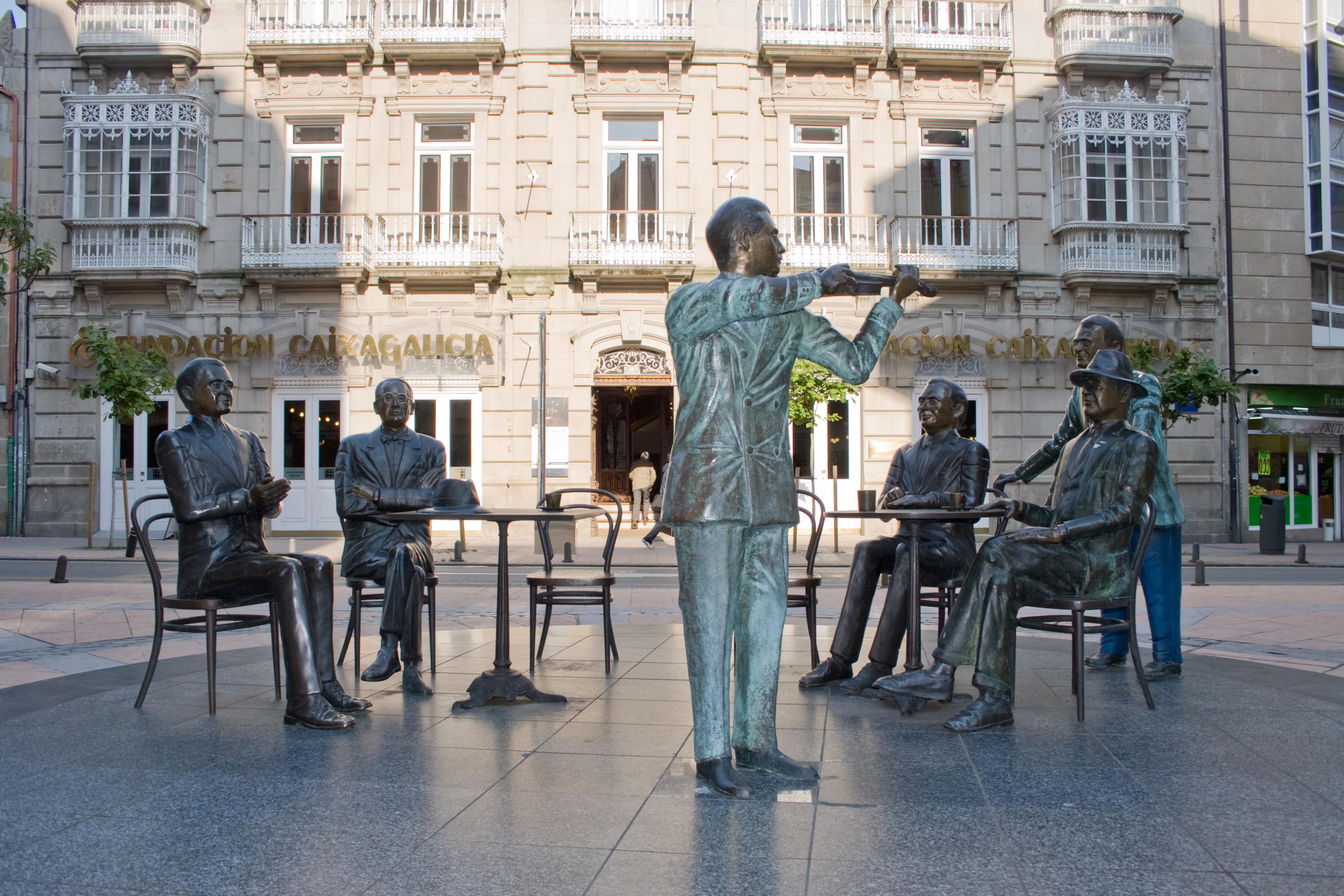
Monument à la Tertulia.
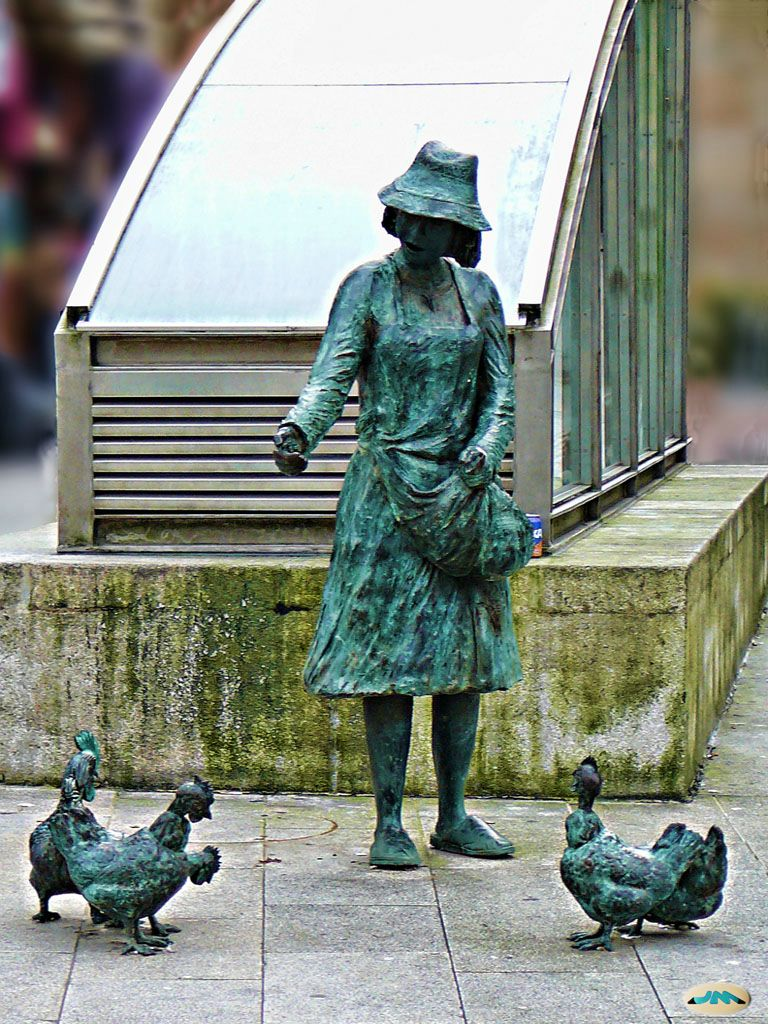
Femme avec des poules, en face du marché central.
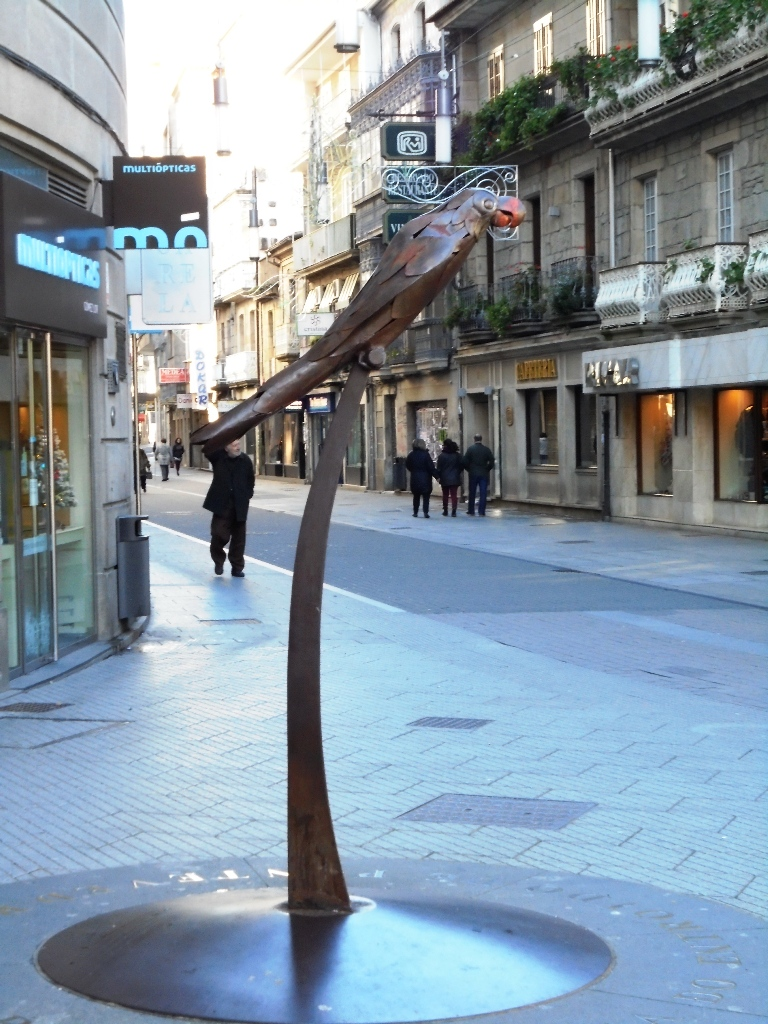
Perroquet Ravachol sur la place de la Peregrina.
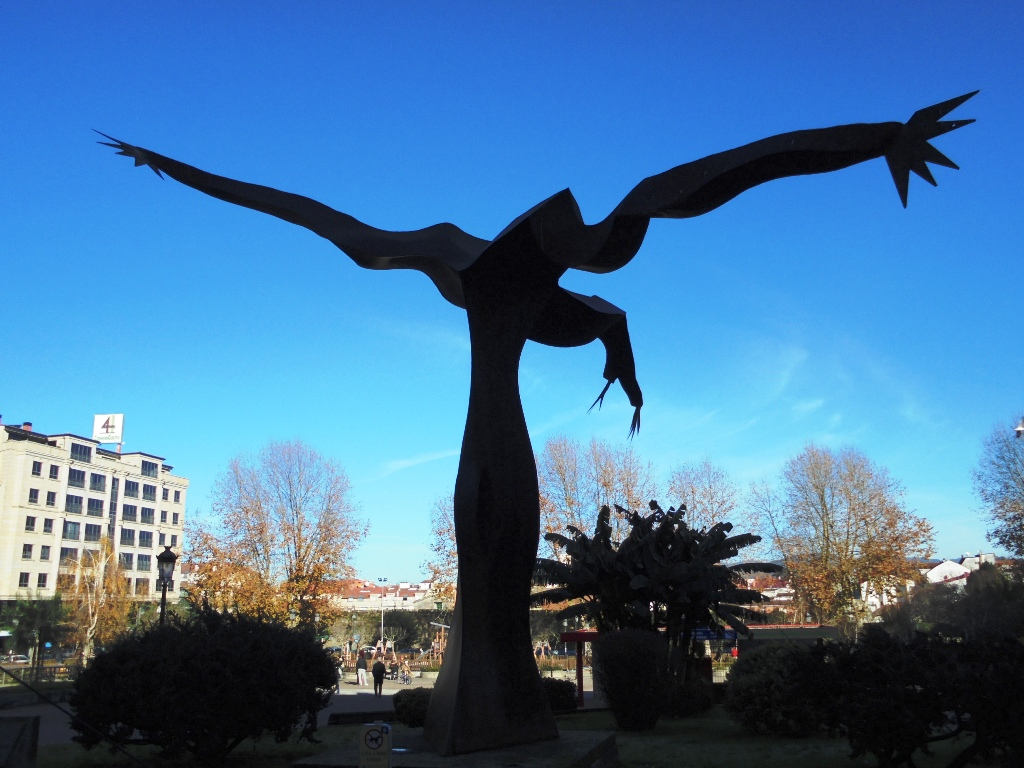
Monument à l'arbre sur la place de Barcelos.
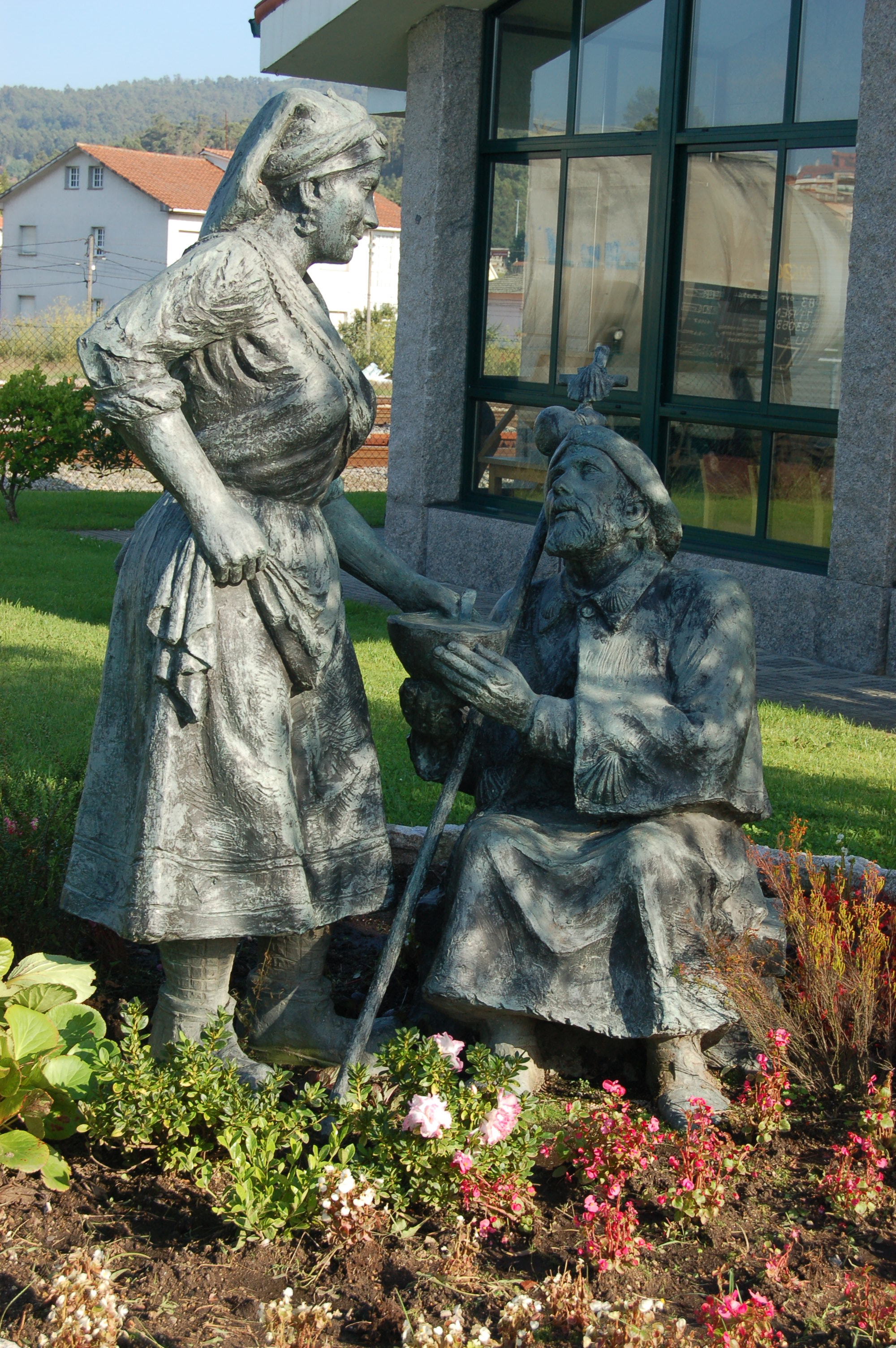
Dando de comer al peregrino.
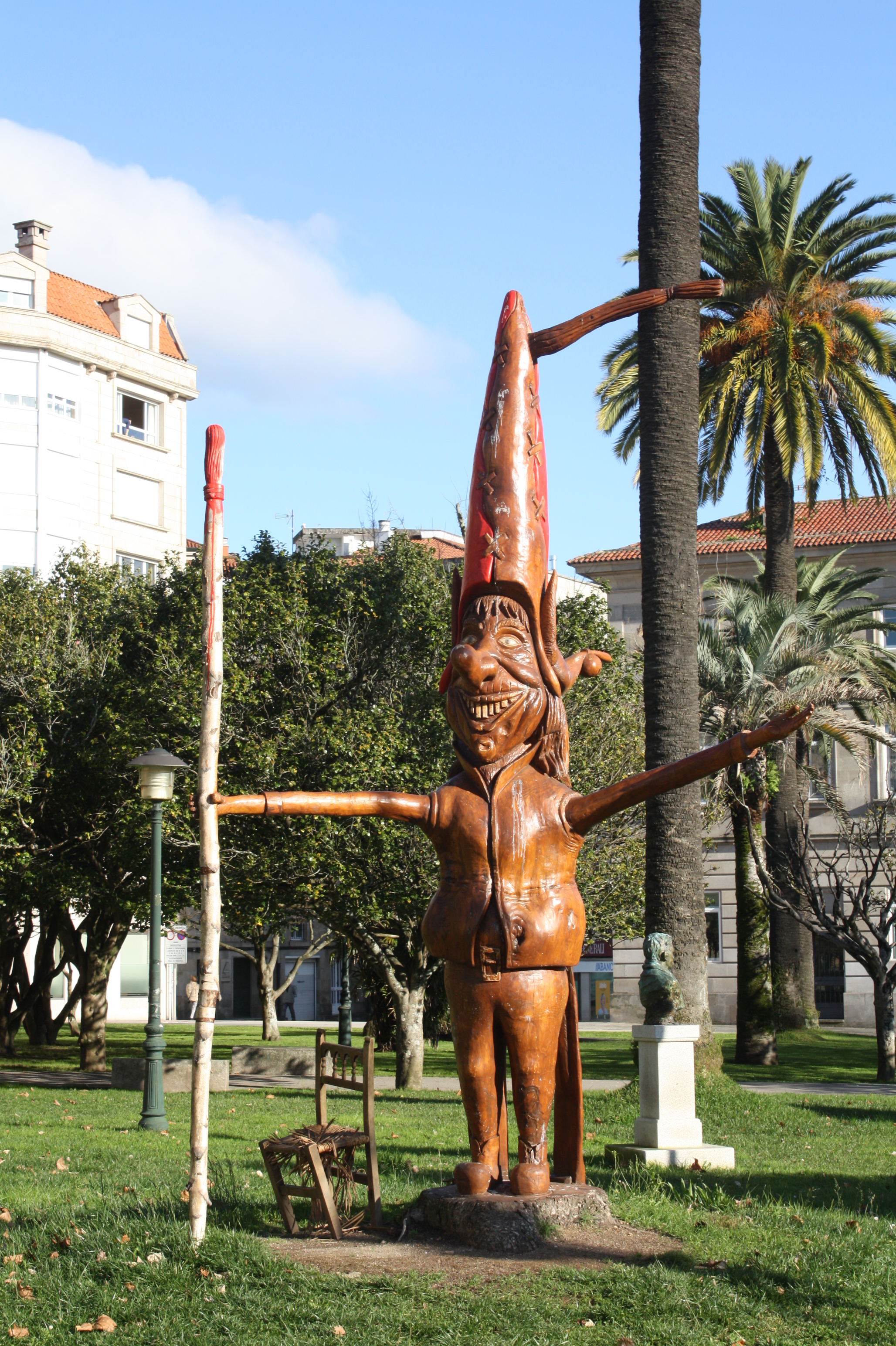
Lutin devant la faculté des Beaux-Arts.
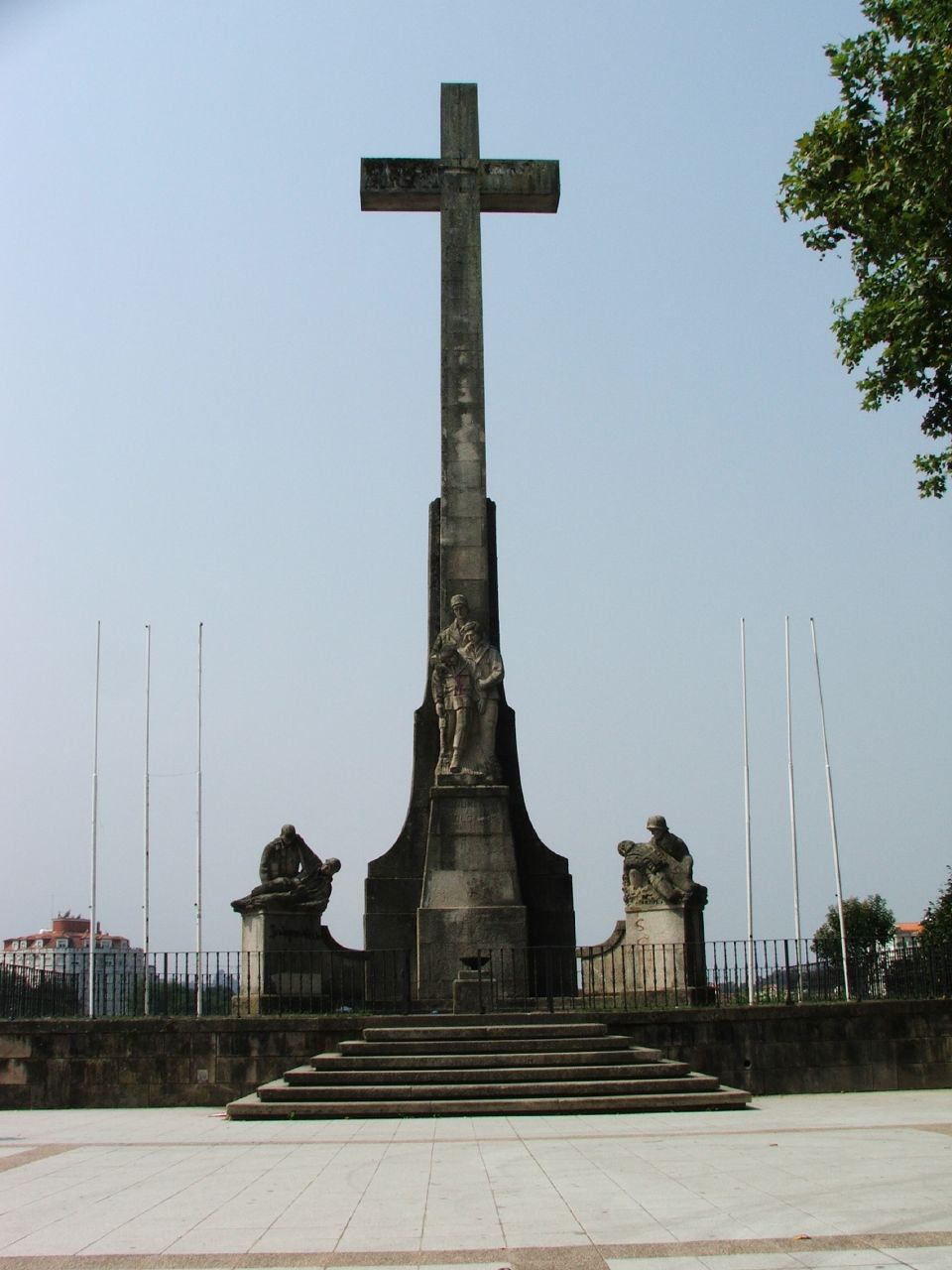
Monument au soldat inconnu.
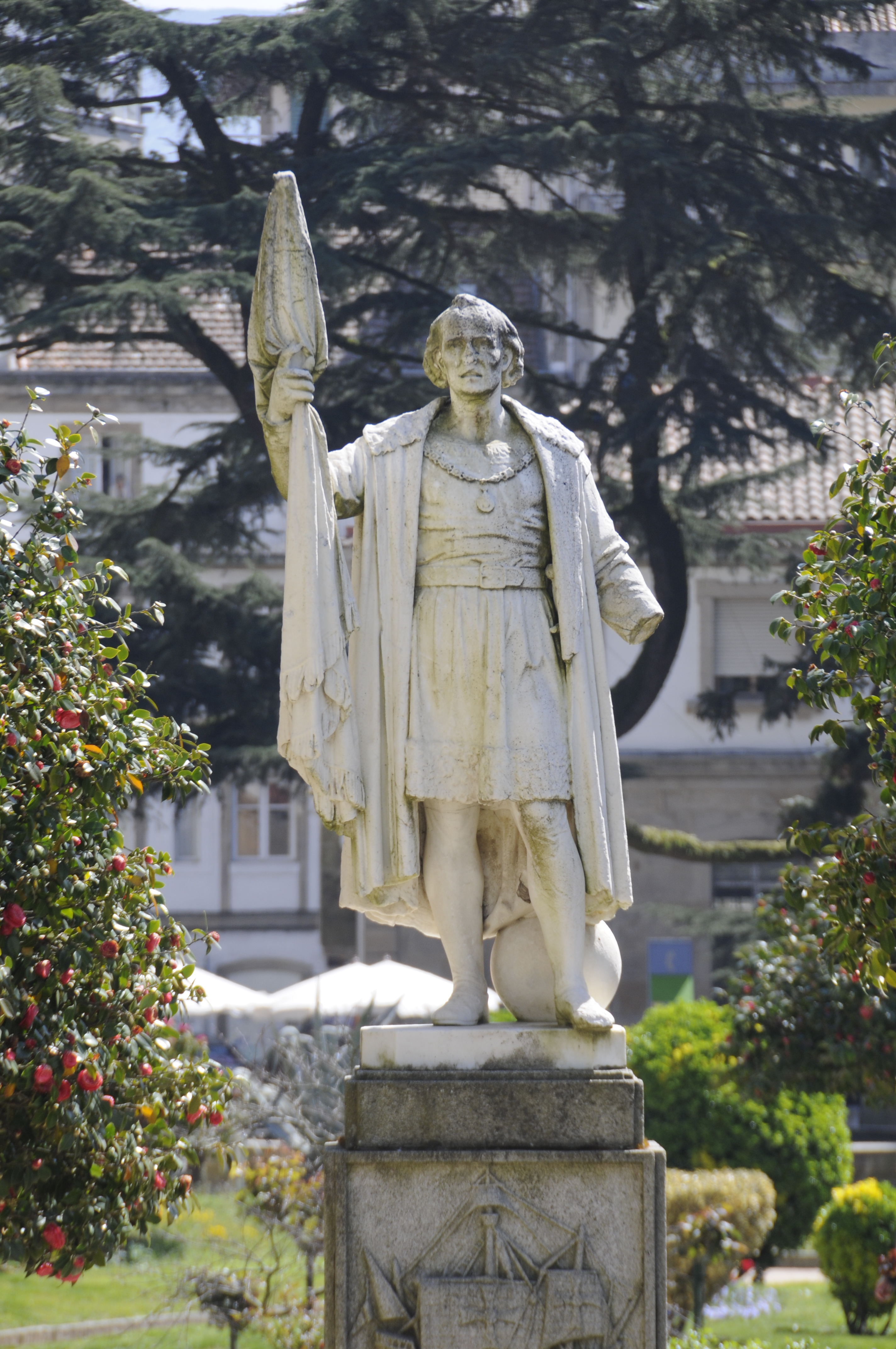
Christophe Colomb.
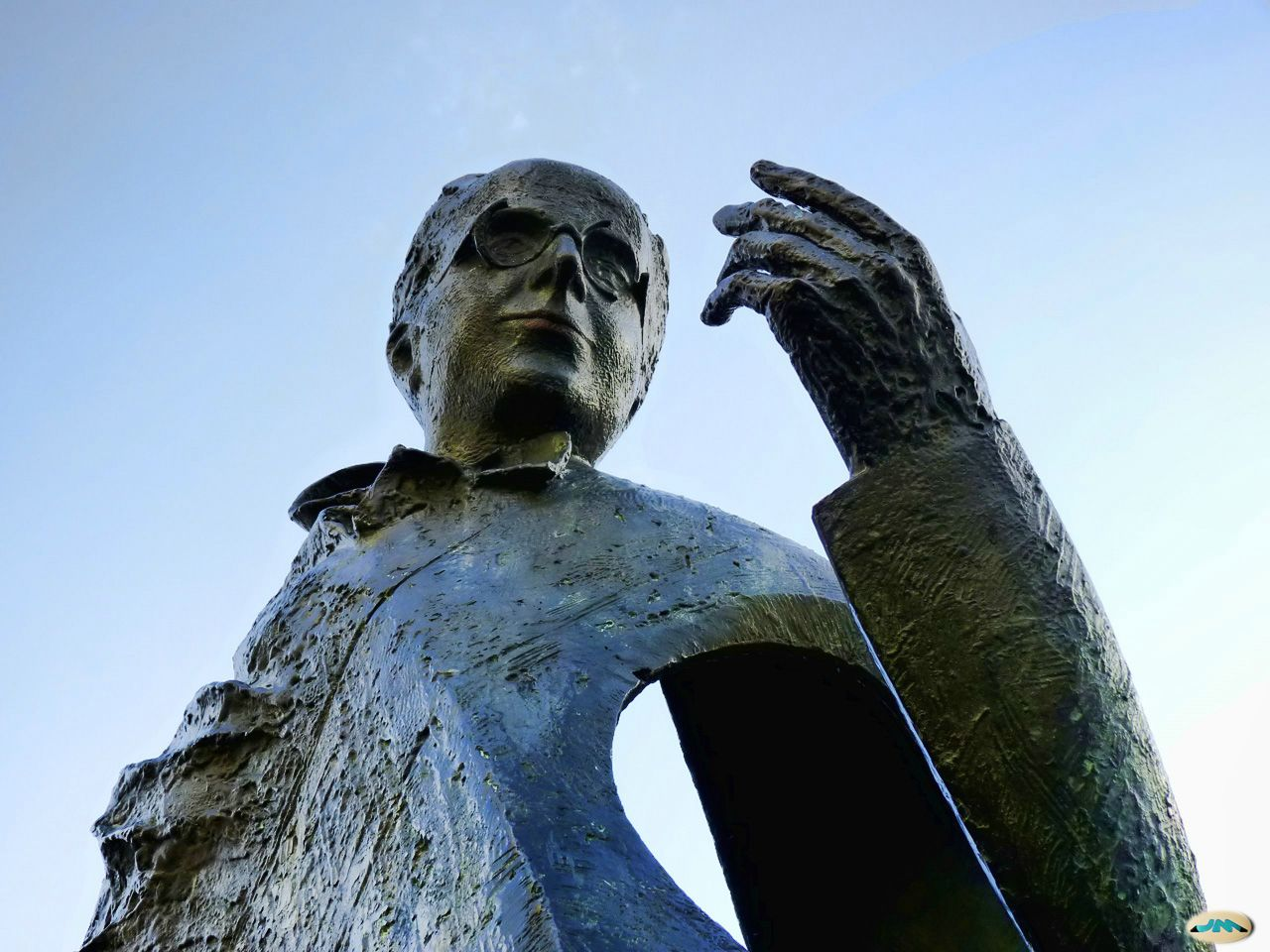
Castelao.

#### Places médiévales
Les places médiévales de la vieille ville de Pontevedra et celles de sa première expansion urbaine se distinguent comme de petites salles aux proportions régulières et géométriques. Beaucoup d'entre elles évoquent avec leurs noms commerciaux les activités qui y avaient lieu il y a des siècles : Plaza du bois de chauffage, des légumes, de la carrière à pierre, de la forge, du quai...
Place de la Herrería. 

La place de la Forge est la place principale de la ville ; c'est la plus populaire en raison de la foule quotidienne. Avec des arcades dans deux de ses extrémités, avec les jardins de la Place de Orense et la Fontaine de la Herrería au coin de l'église et du couvent Saint François. Elle est bordée de camélias typiques des Rias Bajas. Elle doit son nom aux forgerons qui, au XVe siècle, tempéraient dans les fours et les forges de ses arcades le fer pour les armes et les pavés que les Rois Catholiques avaient demandés de fabriquer et qu'on faisait en Espagne à Pontevedra et à Oviedo. C'était la place où se tenait la Feira Franca, accordée à la ville par le roi Henri IV. Deux des plus anciens cafés de la ville se trouvent sur la place : le café Savoy (aujourd'hui Restobar Savoy), un lieu de rencontres intellectuelles depuis 1936, et le Carabela, qui a ouvert dix ans plus tard, en 1946.
Place de la Peregrina. 

Au cœur du centre piétonnier de Pontevedra, la place de la Vierge Pèlerine est le point de rencontre par excellence de la ville. Elle est présidée par l'église de la Vierge Pèlerine et était situé à l'extérieur des remparts, tout près de la porte Trabancas de l'ancienne muraille de Pontevedra. C'est là que se trouvait le pilori où les prisonniers étaient exécutés.
Place de Teucros. 

Avec des dimensions géométriques parfaites et encadrée d'orangers, elle est entourée d'édifices nobles, le Palais Gago et Montenegro du XVIIIe siècle se détachant sur le côté nord, où il faut mettre en évidence le grand blason de 1716 sur la façade. Du côté est, surplombant la Rue Real, il y a une fontaine en pierre avec un bel éclairage nocturne.
Plaza de la Leña. 

La Place du Bois de chauffage est la place galicienne typique la plus représentative et la plus pittoresque de la Galice. Avec un calvaire en son centre et des maisons populaires à arcades d'un côté et les demeures baroques du Musée de Pontevedra comme le pazo García Flórez de l'autre. Elle doit son nom au bois de chauffage qui était vendu ici dans le passé pour chauffer les cuisines de Pontevedra.
Plaza de la Verdura. 

De proportions régulières, sur la place des Légumes il y a des maisons avec des armoiries et une fontaine de forge du XIXe siècle. C'est là que se trouve la Maison de la Lumière, qui commémore le fait que Pontevedra a été la première ville galicienne à avoir l'électricité au XIXe siècle. Aujourd'hui c'est le siège de l'office du Tourisme de Pontevedra. La place est très animée, animation à laquelle contribue l'atmosphère des nombreuses tavernes et bars à tapas galiciens.
Praza da Pedreira. 

La Plaza de la carrière à pierre est ainsi appelée en raison des activités de taille de pierre développées ici par les tailleurs de pierre pour les travaux et les constructions de la ville. Aussi appelée Plaza de Mugartegui, en raison du manoir baroque de Mugartegui en son centre.

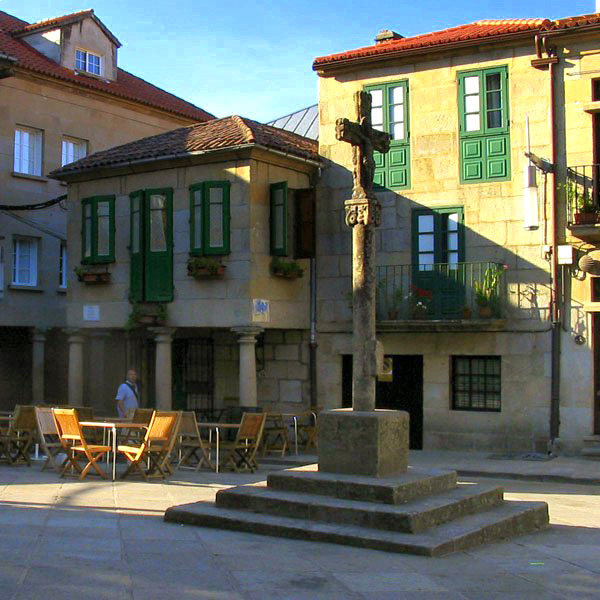
Place du Bois de chauffage.
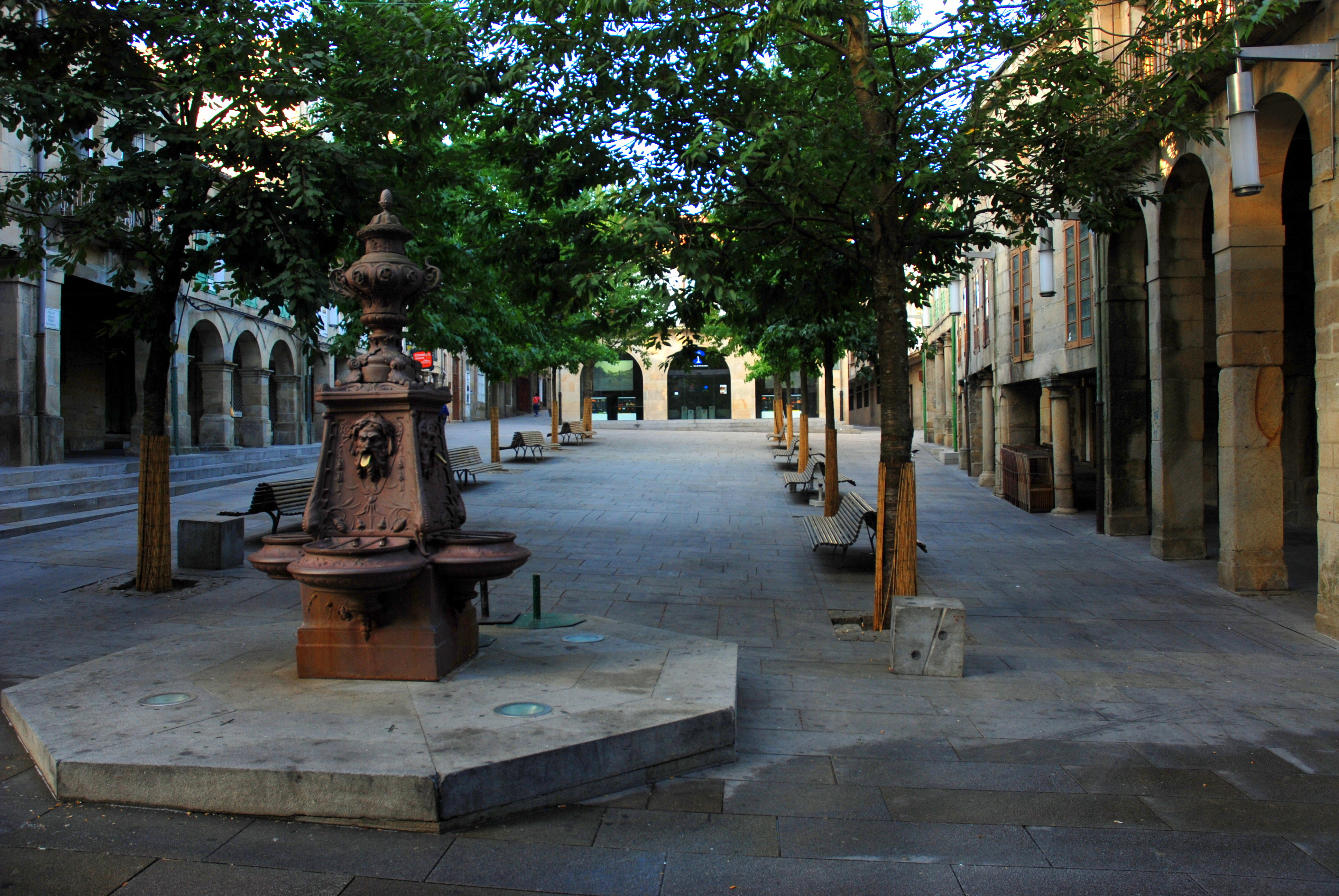
Place des Légumes, vieille ville.
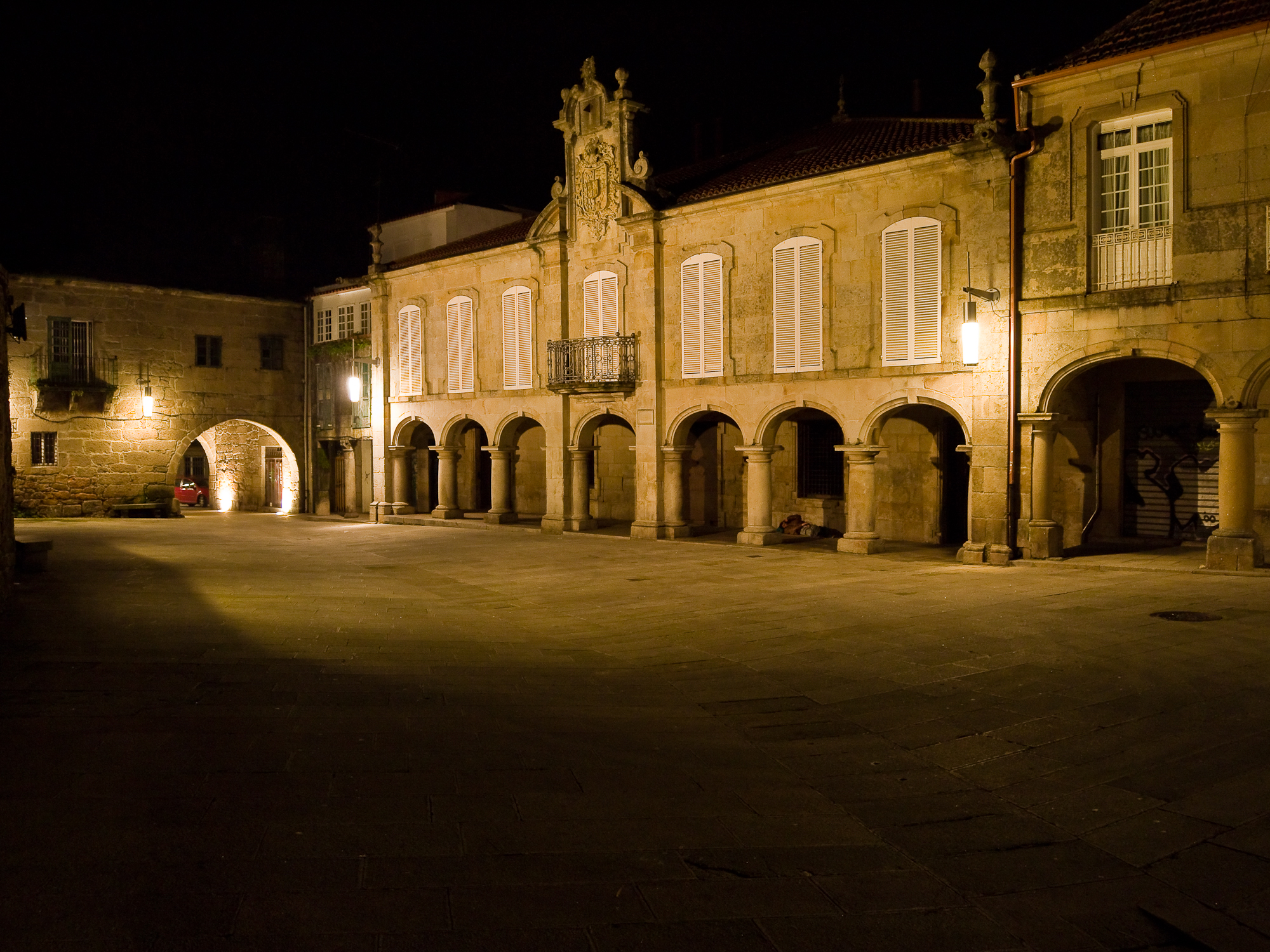
Palais baroque de Mugartegui sur la place de la Carrière à Pierre.
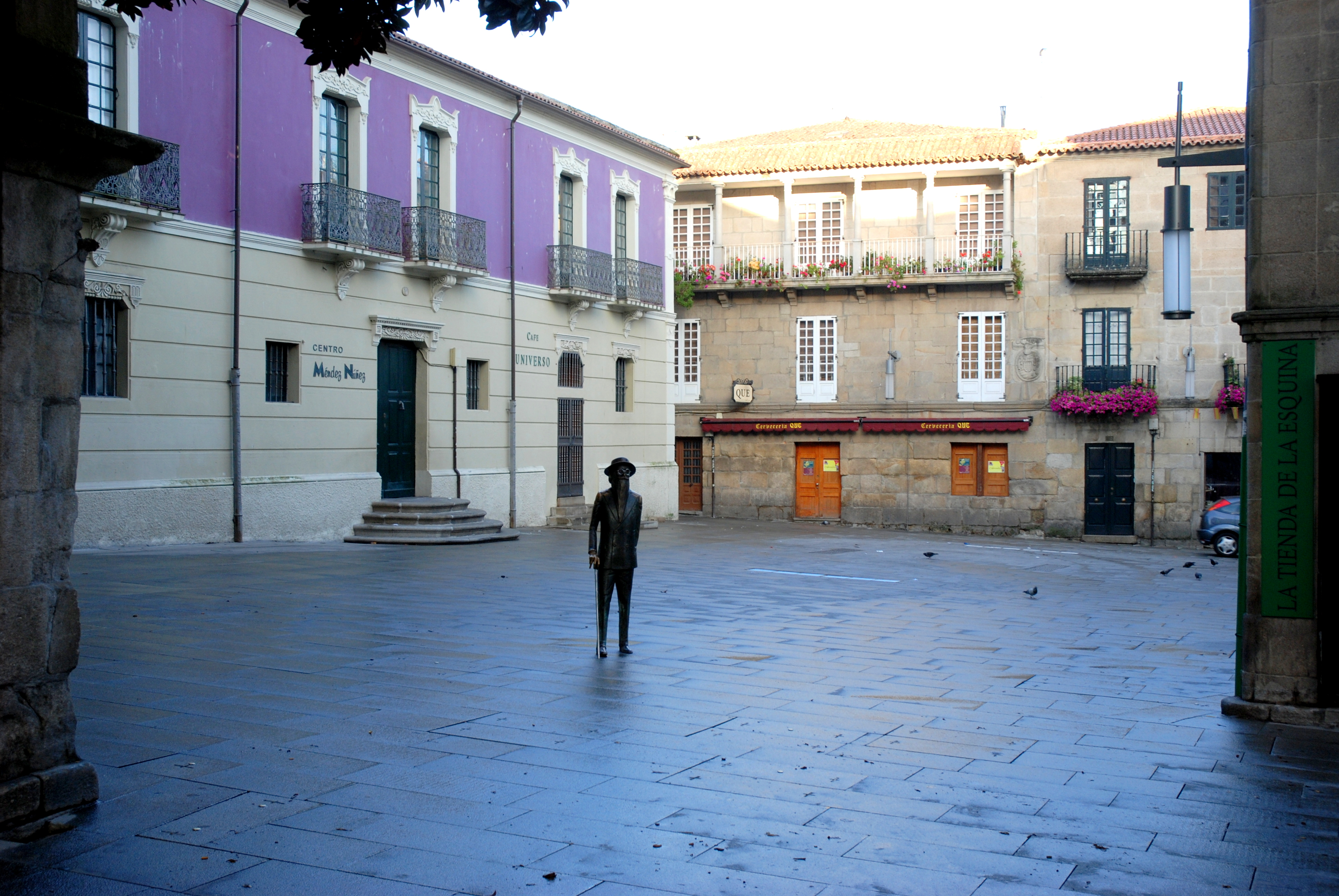
Place Méndez Núñez
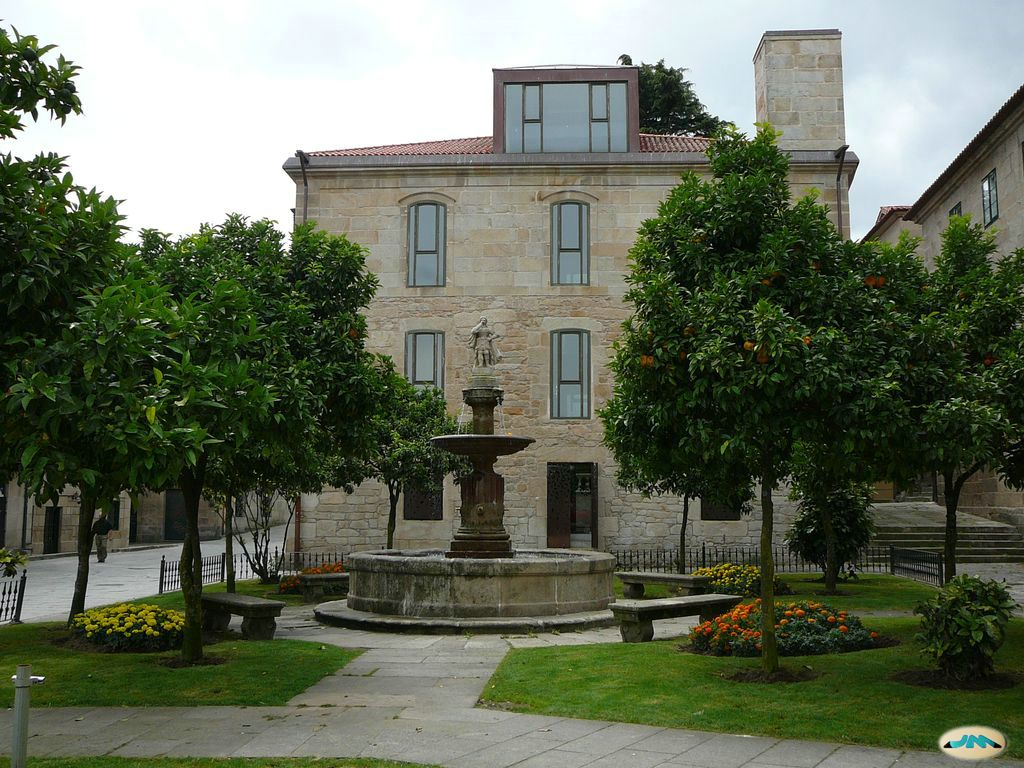
Place du Quai.
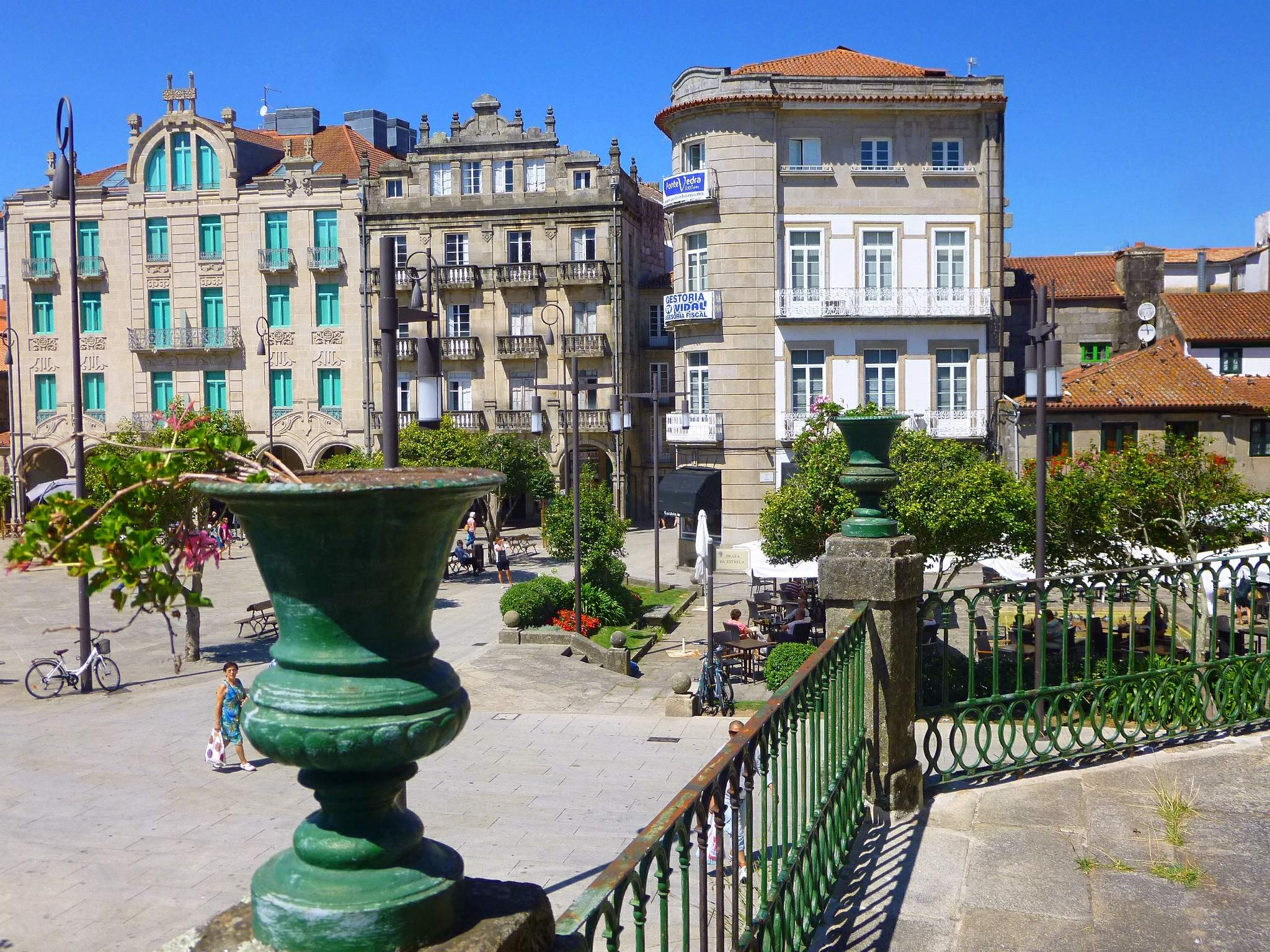
Place de la Forge.
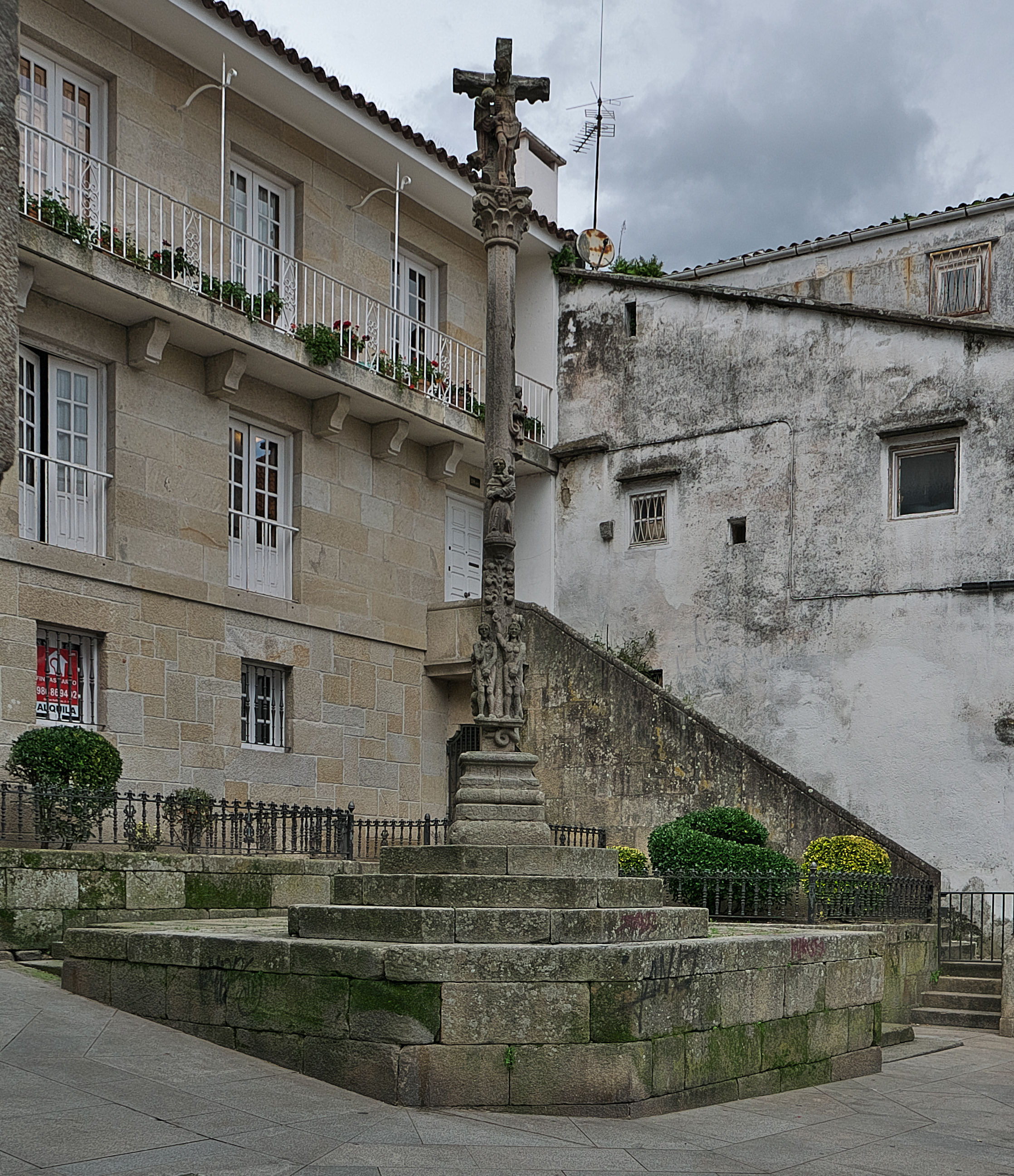
Place des Cinq rues.
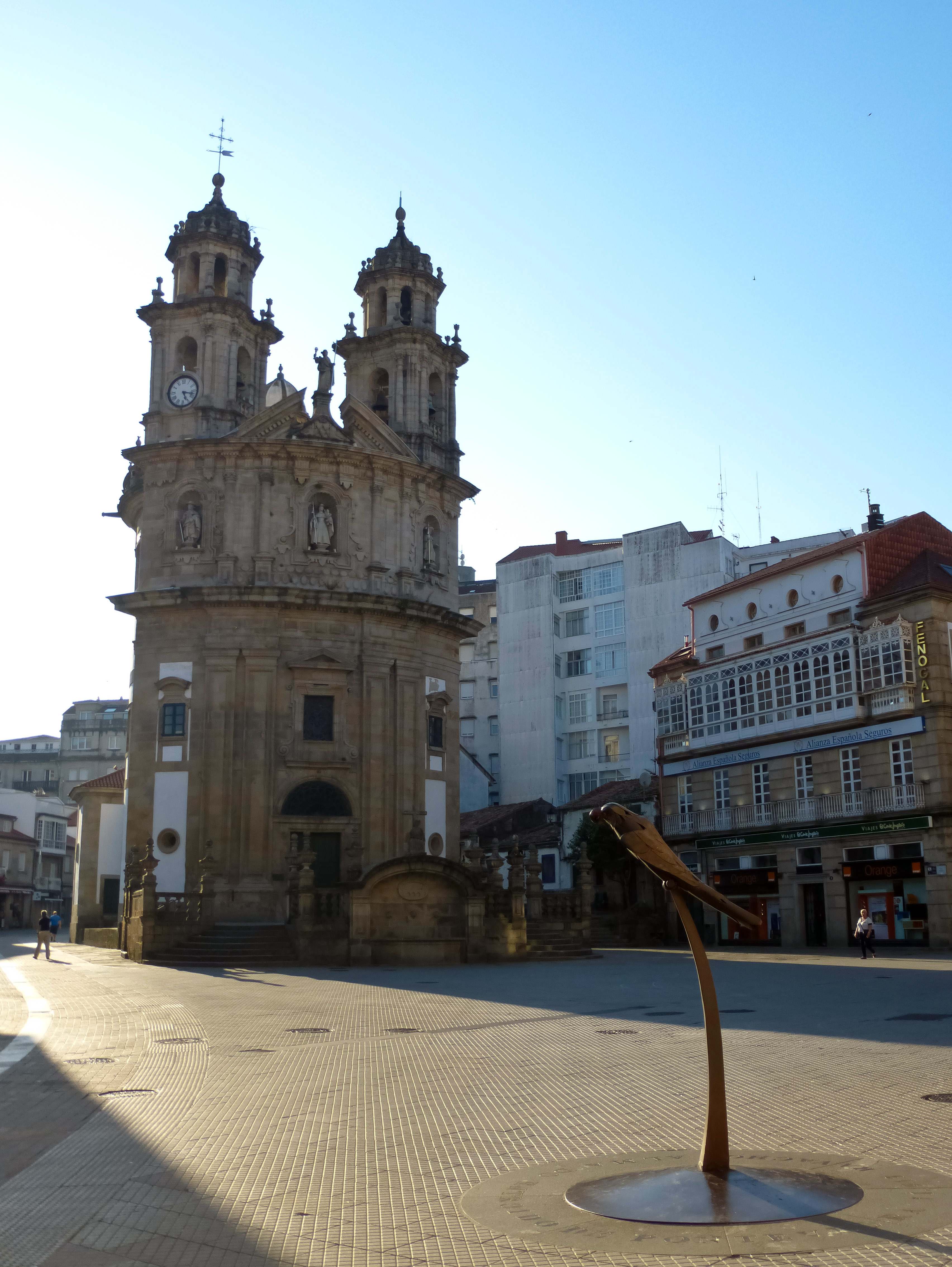
Place de la Peregrina.
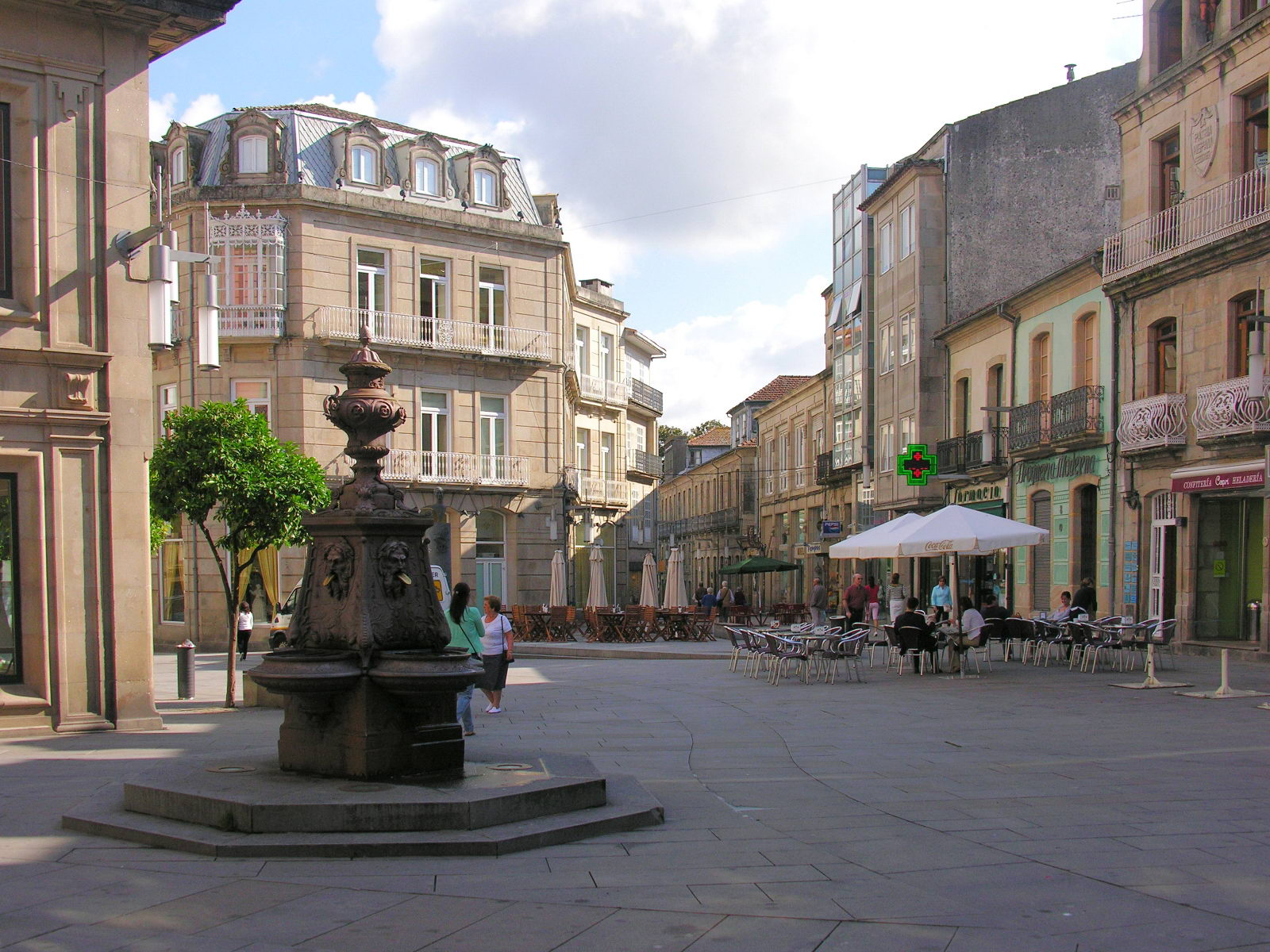
Place Curros Enríquez.
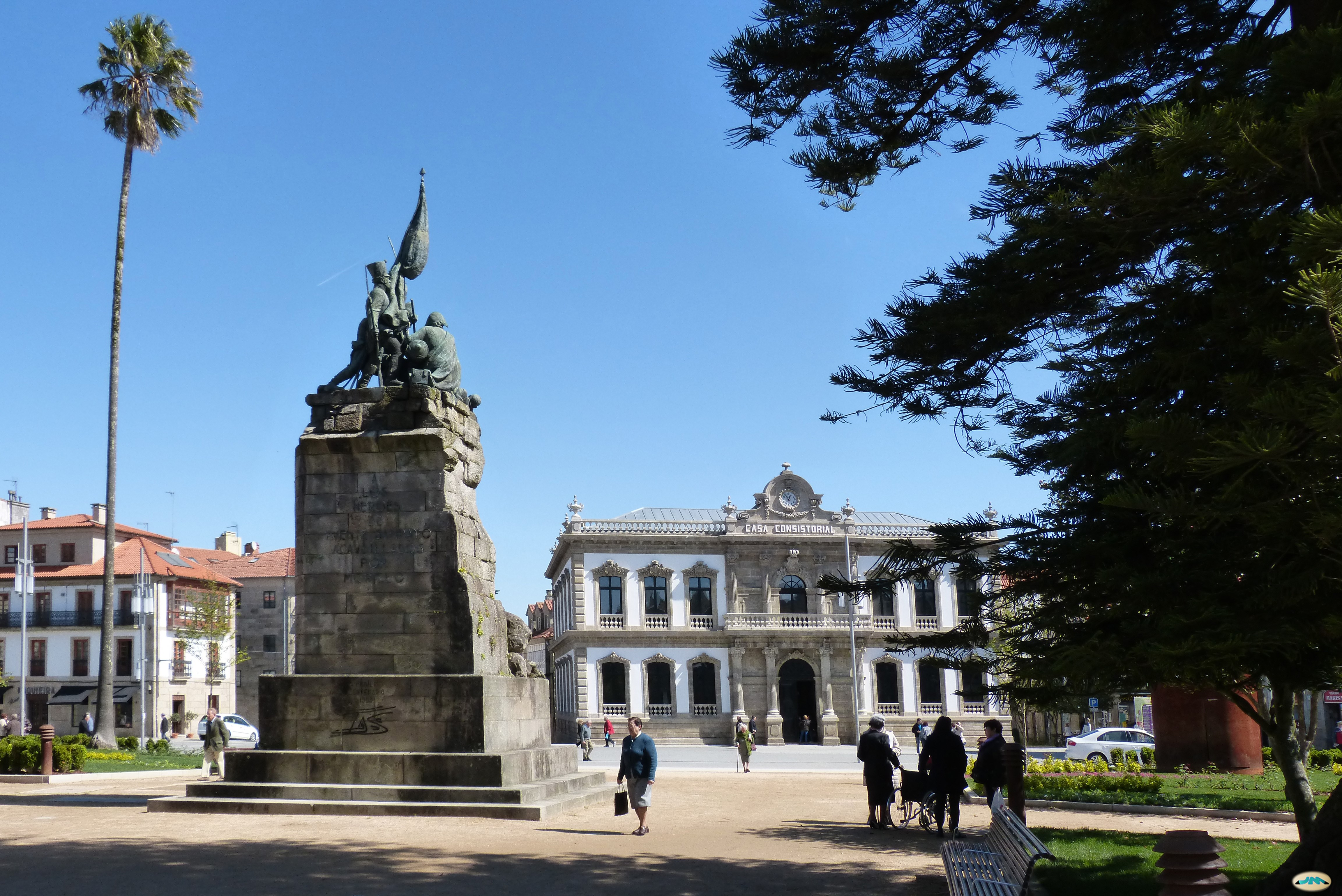
Place d'Espagne.
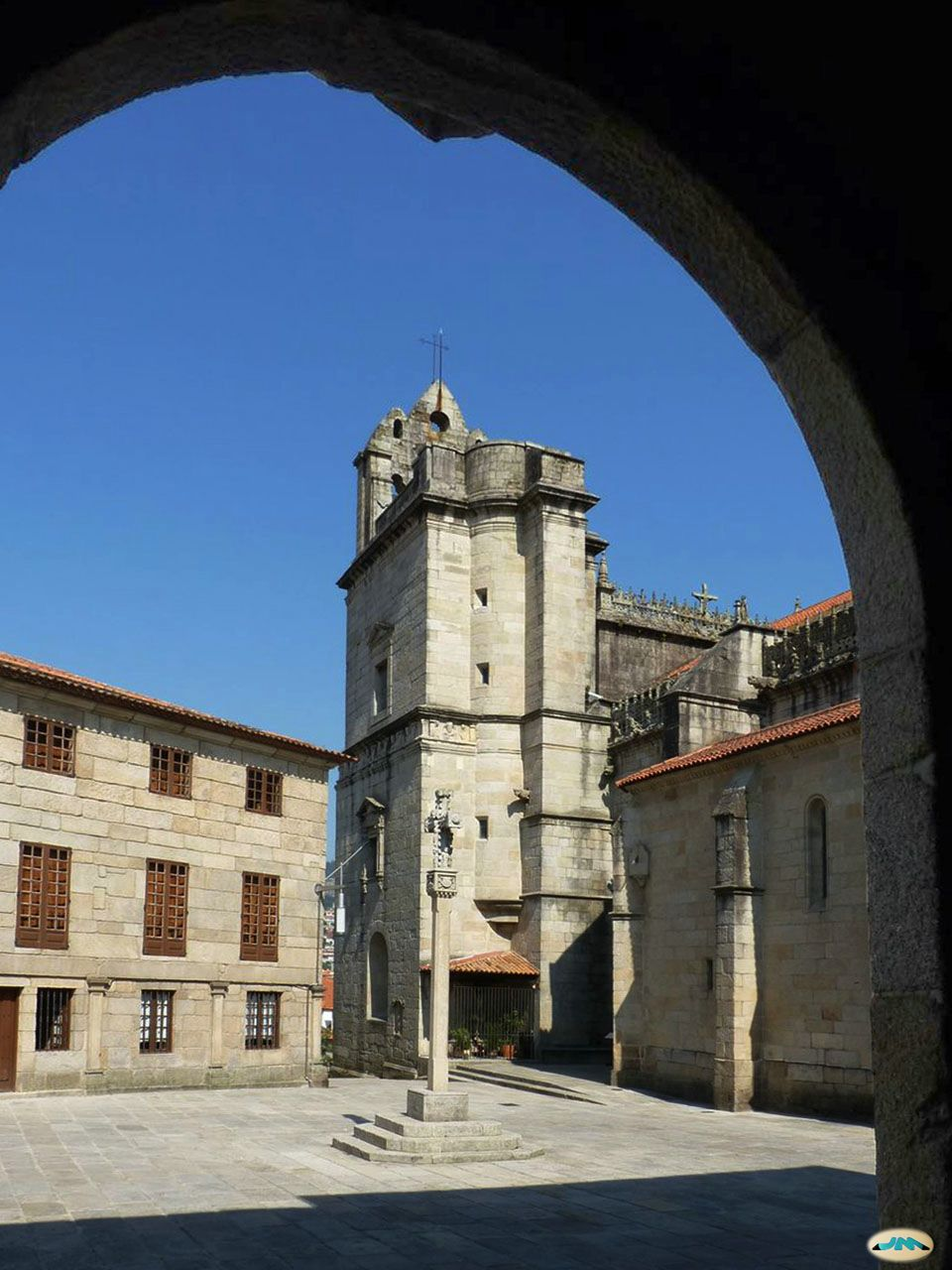
Place Alonso de Fonseca.
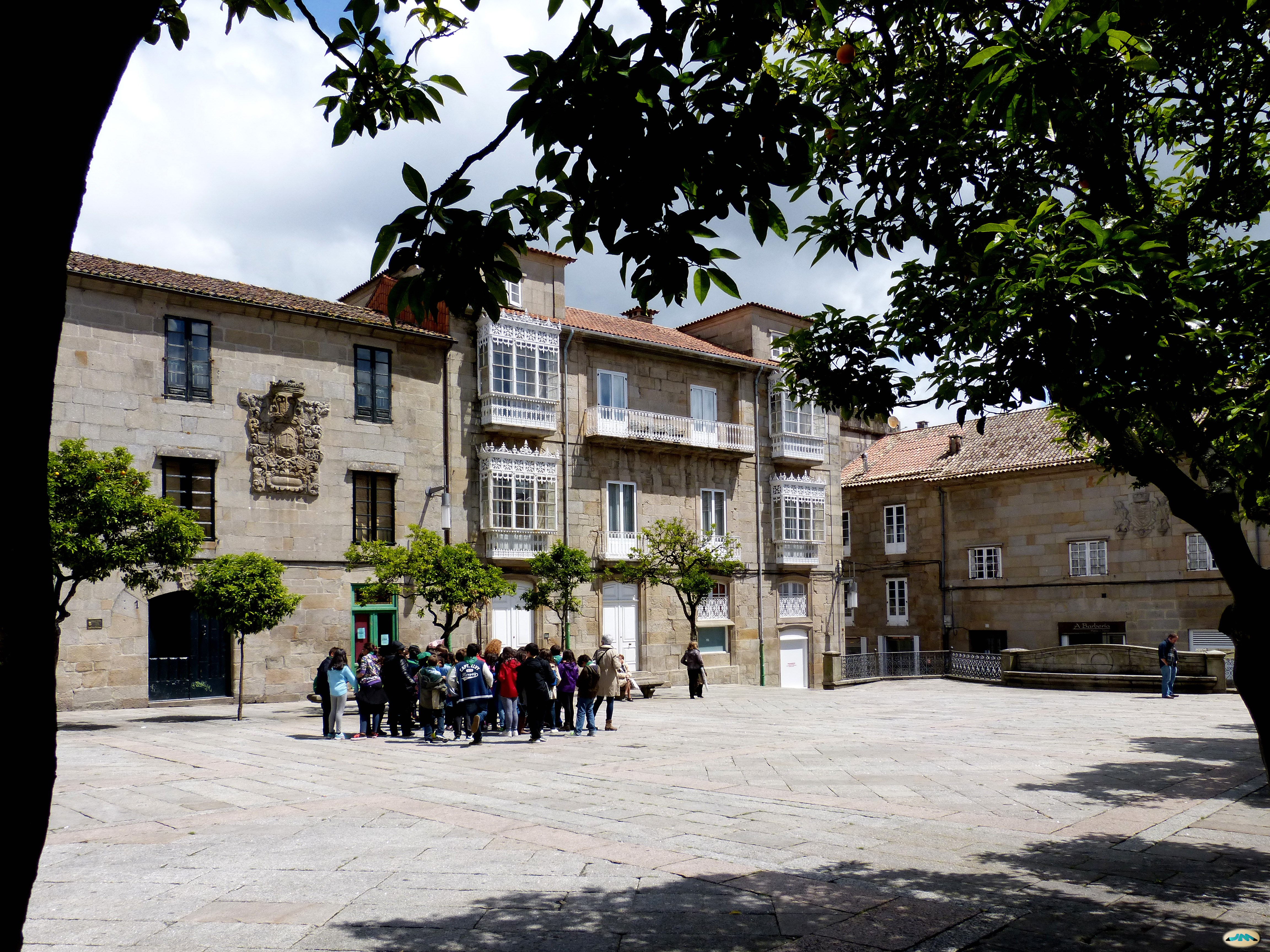
Place de Teucros.

Place Méndez Núñez. 

Au centre de la vieille ville, on remarque la maison du XVe siècle avec un blason en pierre (montrant les armoiries des Lemos, Taboada et Bugarín) de Cru et Monténégro, qui traverse la rue Don Gonzalo avec son arc brisé. En son centre se trouve une statue en bronze de Valle-Inclán, œuvre du sculpteur César Lombera. La sculpture se trouve sur cette place parce que c'était là que l'écrivain avait l'habitude de rencontrer d'autres intellectuels quand il vivait à Pontevedra.
Place Curros Enríquez. 

Place triangulaire où on peut contempler la mansarde à la française de la maison du côté nord (le bâtiment Varela) et l'une des fontaines de forge du XIXe siècle d'origine française.
Plaza del Muelle. 

La place du Quai, c'est le nom donné à l'espace de l'un des anciens quais du port médiéval de Pontevedra. De belles proportions, la fontaine en pierre en son centre réalisée par Alejandro Sesmero en 1876, couronnée par une statue de Fama est remarquable, ainsi que la maison des années 1930 du côté sud, appartenant aujourd'hui à l'école officielle des métreurs.
Plaza de las Cinco Calles. 

On l'appelle ainsi parce que c'est là que se rencontrent les deux parties de la rue Isabelle II et les rues Baron, Charino et San Nicolás. Bondée de bars à tapas. Il faut remarquer le calvaire en pierre de 1773, ornée à sa base d'une représentation très expressive de l'époque où Adam et Ève mangeaient le fruit défendu, et de la maison dans laquelle vivait l'écrivain Valle-Inclán.
Place Alonso de Fonseca. 

Sur l'ancienne Place Sainte-Marie on trouve la basilique Sainte Marie en arrière-plan et une croix de pierre qui se trouvait à l'origine sur le pont du Bourg, l'hôtel des Mendoza et une fontaine en forge du XIXe siècle typique de la ville. Sous la place se trouve le Centre d'interprétation des tours archiépiscopales qui, jusqu'au XIXe siècle, se trouvaient sur le terrain actuellement occupé par l'hôtel particulier des Mendoza.
Plaza de España. 

La grande place piétonne d'Espagne, est la zone de liaison entre la vieille ville et l'Alameda de Pontevedra et l'expansion de la ville officielle et administrative du XIXe siècle (Conseil provincial, préfécture, Lycée Valle-Inclán (art nouveau du début du XXe siècle) et l'hôtel de ville). En face de l'hôtel de ville, du côté du jardin, se trouve le monument aux héros de Puente Sampayo. La place dispose de deux parkings souterrains.
Place Saint-Joseph. 

C'est sur la place Saint-Joseph que se trouve le Café Moderno et le monument à la Tertulia, un monument en bronze, officiellement appelé Cercle Littéraire au Café Moderne, rappelant que Pontevedra a été le berceau des intellectuels galiciens au début du XXe siècle, il est formé par plusieurs intellectuels buvant du café. Au sommet de l'ancien édifice de la Caisse d'épargne provinciale de Pontevedra il y a une grande sculpture en bronze, haute de 6 mètres, du héros grec Teucros, fondateur mythique de la ville.
D'autres places emblématiques plus modernes de la ville sont la place de Barcelos et la place de Galice.

#### Ponts
Pontevedra, en plus de son nom dérivé du mot pont, est par le nombre de ponts qui traversent la Ria de Pontevedra et le fleuve Lérez la grande ville galicienne des ponts par excellence. Les ponts qui traversent la ville sont les suivants :

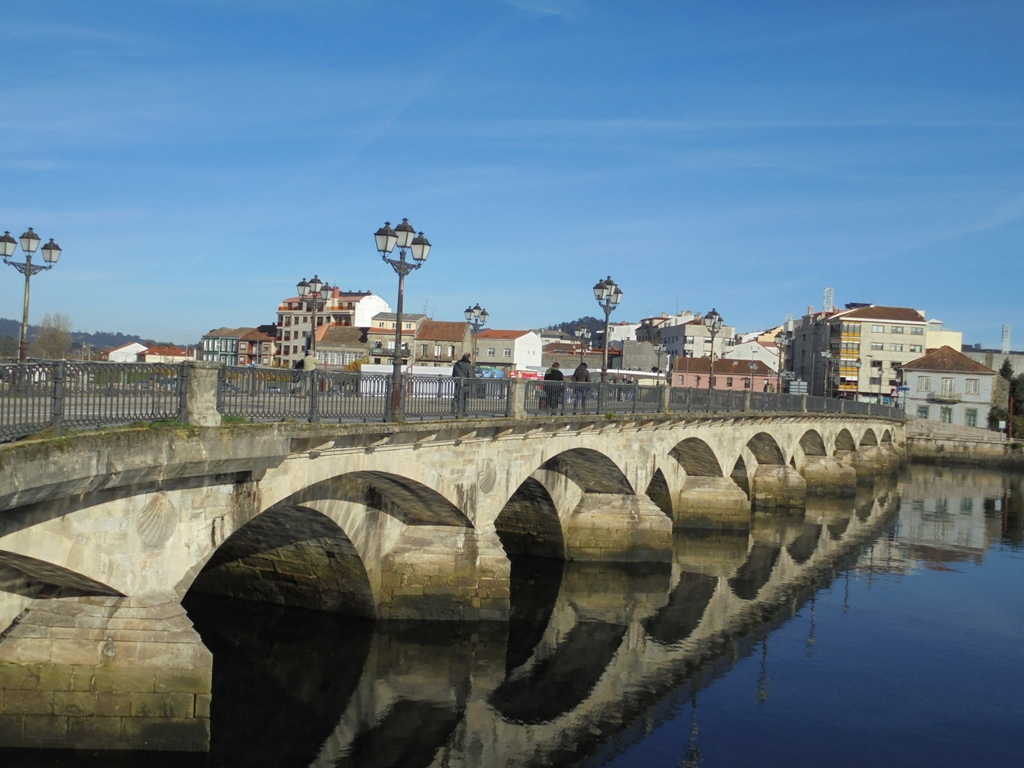
Pont médiéval du Bourg.

- Pont du Bourg (Puente del Burgo). C'est le pont voûté qui a donné son nom à la ville. Ce sont les Romains qui l'ont construit pour traverser le Lérez, après avoir construit à Pontevedra la mansio Turoqua sur la voie romaine Via XIX. Au XIIe siècle, il a été rénové et modifié par la suite. Il fait partie du Chemin de pèlerinage de Saint-Jacques de Compostelle et est composé de onze arches en plein cintre, où la coquille Saint-Jacques, symbole des pèlerins, est sculptée sur la pierre.
- Pont de la Barque (Puente de la Barca). Déjà en 1197, les moines bénédictins géraient un service de bateaux pour permettre le passage entre les deux rives de la Ria de Pontevedra entre Pontevedra et la commune voisine de Poio, avec laquelle Pontevedra forme désormais un continuum urbain. Le nom nous rappelle le service de bateau qu'il a remplacé. Il a d'abord été inauguré en bois en 1871. Pour permettre aux bateaux de passer en toute sécurité, il fallait un pont plus haut, inauguré en 1905 avec des structures métalliques (qui ont été remplacées par la suite par du béton armé en raison de la salinité de l'eau de mer) et des culées de maçonnerie. Les culées ont été modifiées pour permettre le passage de l'autoroute AP-9 et l'élargissement à quatre voies de l'avenue Corbaceiras. À la fin du XXe siècle, des auvents ont été ajoutés pour protéger les piétons de la pluie et du vent.

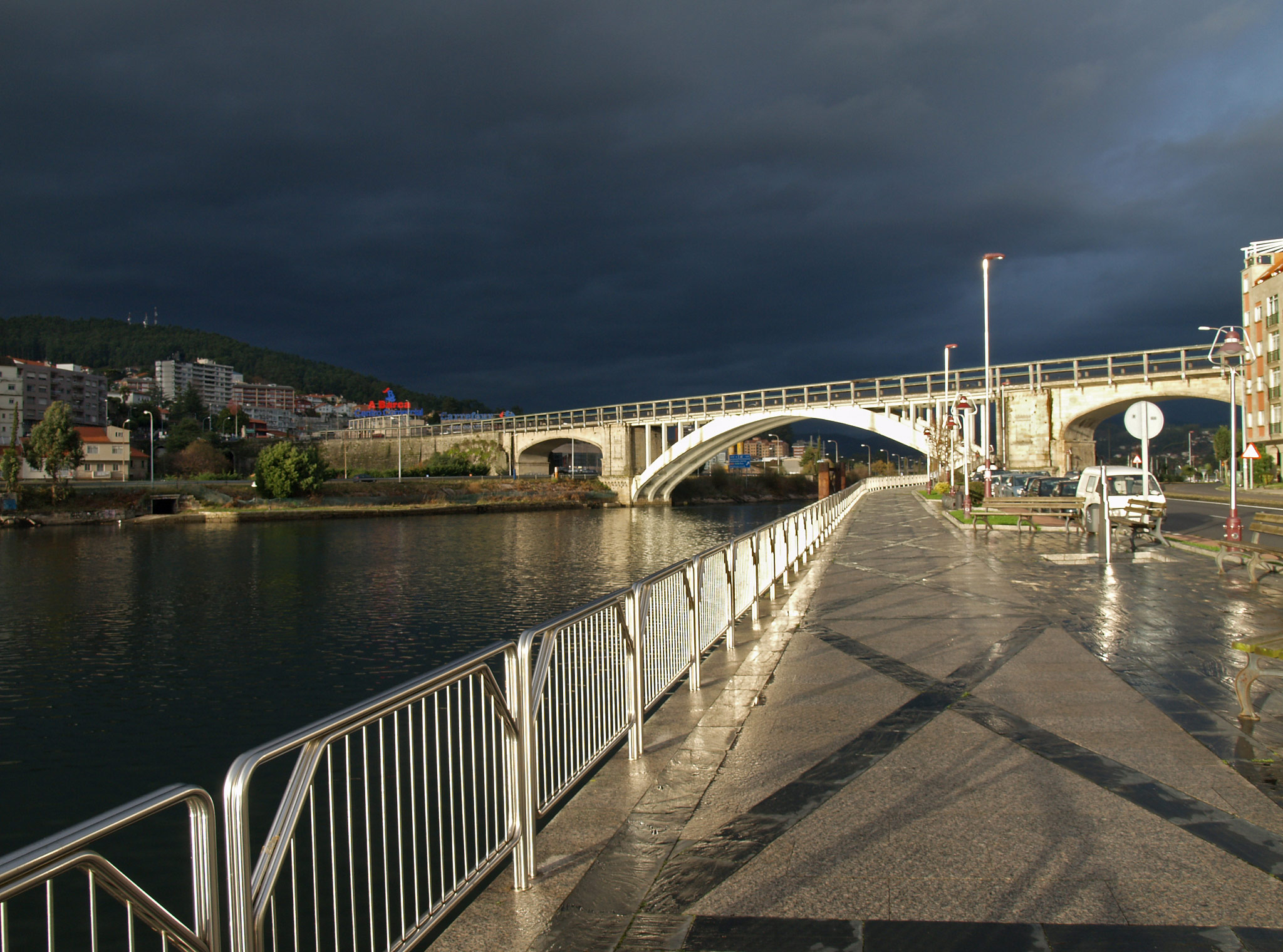
Pont de la Barque et Ria de Pontevedra.

- Pont de Santiago (Pont Saint-Jacques). C'est un pont à poutres conçu pour décongestionner le pont du Bourg du trafic routier sur la N-550. Il a tout de suite aidé à l'expansion de la ville sur l'autre rive du fleuve. Le pont est composé de deux tabliers en béton armé supportés par quatre piliers ou poutres dont les fondations sont au milieu du lit de la ria. Il dispose de quatre voies pour la circulation des véhicules et de deux trottoirs pour piétons. Il a été inauguré et mis en service le 10 septembre 1983[271].

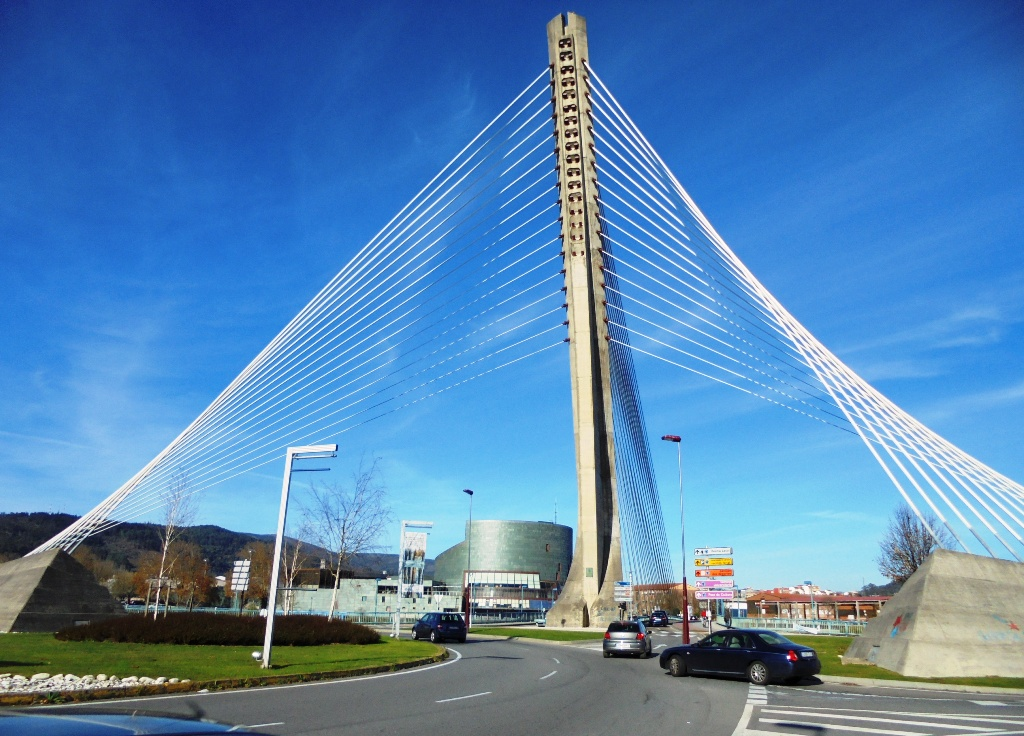
Pont des Tirantes, pont à haubans sur le fleuve Lérez.

- Pont des Tirantes (Pont des Sangles). Inauguré en 1995, ce pont haubané se compose d'une tour de 63 mètres de haut à partir de laquelle le pont est fixé au moyen de haubans, et de deux autres rangées de câbles de compensation qui se terminent par deux ronds-points. Par temps venteux, ses haubans font un bruit singulier sur le fleuve Lérez. C'est l'un des ponts les plus remarquables de Galice et d'Espagne.
- Pont des Courants (Puente de las Corrientes). Il s'agit d'un pont bow-string ou en arc à haubans qui traverse le fleuve Lérez - Ria de Pontevedra situé tout près du port de plaisance de Pontevedra. Il a été inauguré le 28 juin 2012. Il se compose de deux arcs métalliques, d'où sortent 17 câbles pour soutenir le tablier. Aux deux extrémités, il y a deux tubes en méthacrylate qui relient les deux rives, et à l'intérieur, il y a une zone piétonne et une piste cyclable.

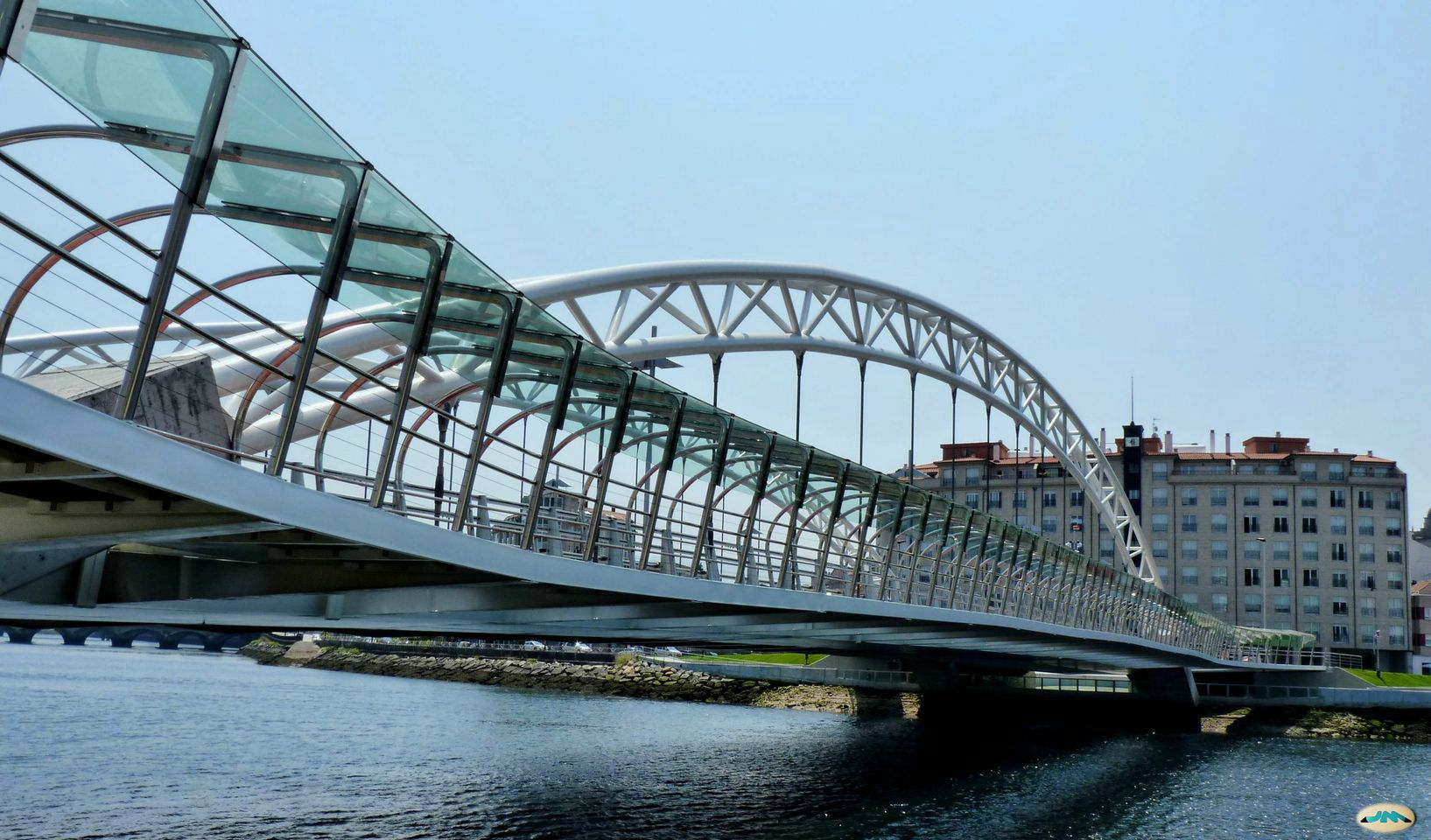
Pont des Courants.

- Pont de la Parole. Inauguré fin 2011, ce pont à béquilles dont le tablier est en béton précontraint et les culées et les béquilles sont en béton armée a permis de décongestionner la partie Est de la ville. Il relie le quartier Monte Porreiro, où se trouve l'UNED (Université nationale d'enseignement à distance) avec le monastère de Lérez et cette paroisse civile de Pontevedra et la partie nord de la ville. Il dispose d'une piste cyclable et repose sur deux ensembles de piliers en V, qui n'affectent pas le lit de la rivière Lérez, déclarée site d'importance communautaire (SIC).
- Passerelle haubanée de l'île des Sculptures. Cette passerelle piétonne à haubans conçue par l'ingénieur civil Hugo Corres Peiretti a été inaugurée en même temps que le réaménagement du parc de l'île des Sculptures en 1997. Elle relie les rives piétonnes du Lérez à l'île des Sculptures. Elle se distingue par son tablier antidérapant courbe de 82 mètres de long.
- Pont de la Ria. Le pont autoroutier de l'AP-9, qui relie gratuitement les sections de Pontevedra-Nord et Pontevedra-Sud, c'est un pont à béquilles en V construit en béton précontraint et en béton armé ayant une longueur de 700 mètres et servant de périphérique autour de la ville. La construction a commencé en décembre 1989 et a été inaugurée en mars 1992 avec le tronçon de l'autoroute de l'Atlantique Pontevedra-Nord-Pontevedra-Sud. Il a un support central ou béquille en forme de V au milieu de la ria de Pontevedra.
- Pont de Puente Sampayo. Pont médiéval dans la paroisse civile de Ponte Sampaio.

#### Art rupestre
L'aire urbaine de Pontevedra est l'endroit où l'on trouve la plus forte concentration des pétroglyphes, des empreintes préhistoriques uniques, un art rupestre que les spécialistes et les historiens décrivent comme la seule contribution exclusive des Galiciens à l'art universel. Les plus importants sont ceux du parc Archéologique de Campo Lameiro, les pétroglyphes de Mogor (Marín) et ceux du site archéologique de A Caeira ou du site archéologique de Tourón à Ponte Caldelas entre autres.

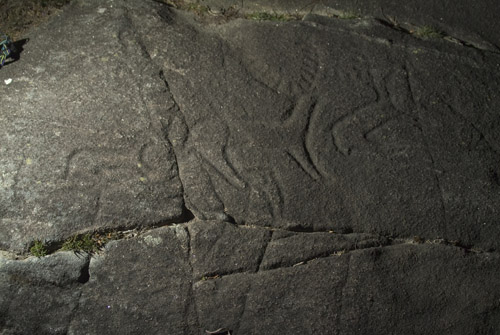
Pétroglyphe à Campo Lameiro.

### Patrimoine culturel

#### Musées et centres culturels
La ville est le siège du Musée de Pontevedra, l'un des 3 meilleurs musées provinciaux d'Espagne. Il est constitué de six bâtiments :
- Le Pazo Castro Monteagudo.
- Le Palais García Florez.
- La maison Fernández López.
- L'ancien collège baroque de la Compagnie, collège des Jésuites, (aujourd'hui appelé Sarmiento).
- Les ruines du couvent Saint-Dominique (musée d'archéologie).
- Le bâtiment Castelao, grand édifice d'architecture moderne de cinq étages inauguré en 2013.

En plus en 2010 les autorités ont inauguré le Centre d'Interprétation des Tours Archiépiscopales (CITA): musée souterrain, au-dessous de l'avenue Sainte-Marie; on y trouve les vestiges des anciennes Tours Archiépiscopales.
La ville compte aussi un moderne Palais des Congrès et Auditorium à côté du Pont à haubans.

#### Théâtres et salles de spectacle
La ville possède le Théâtre Principal de Pontevedra avec 434 places dans la vieille ville, le théâtre le plus ancien de la ville. Il y a aussi l'Auditorium du Palais des Congrès de Pontevedra avec 772 places, où sont jouées des pièces de théâtre et où il y a des concerts de musique. Elle dispose également de l'auditorium de Afundación près du quartier Campolongo avec plus de 800 places et de salles de concert comme la Salle Karma ou de salles de musique et culture alternative comme le Liceo Mutante.

#### Lieux d'expositions
La ville possède le Palais des Congrès de Pontevedra sur les rives du fleuve Lérez et le Parc des expositions de Pontevedra où de nombreuses foires et expositions comme Culturgal ou Pont Up Store ont lieu tout au long de l'année.

#### Bibliothèques et centres de recherche
La ville abrite la Bibliothèque publique de l'État et d'autres bibliothèques telles que celle du Musée de Pontevedra, qui est principalement destinée aux chercheurs, et des bibliothèques universitaires comme la Bibliothèque centrale du campus de Pontevedra et la Bibliothèque de l'UNED.

#### Associations culturelles
Il existe plusieurs associations culturelles importantes dans la ville, telles que l'Aula Castelao de Philosophie, l'Athénée de Pontevedra, le Ciné-club de Pontevedra ou le Liceo Mutante.

#### Cinémas
La ville dispose d'un cinéma multiplexe avec 8 salles de cinéma dans le centre commercial Vialia, à côté de la gare.

#### Casino
Le principal casino de la région est situé sur l'île de La Toja, à 30 kilomètres au nord de la ville, dans la commune de O Grove.

#### Films et séries
Plusieurs films ou séries ont été tournés à Pontevedra. Parmi eux, on peut noter :
- Botón de ancla de Ramón Torrado (1948).
- Esa mujer de Mario Camus (1969), film avec Sara Montiel dont plusieurs scènes ont été tournées dans le Café Carabela et sur la place de la Leña[278].
- Los gozos y las sombras (série de télévision) de Rafael Moreno (1982), la plupart des scènes tournées dans l'hôtel des Mendoza.
- La hora bruja de Jaime de Armiñán (1985).
- El juego de los mensajes invisibles de Juan Pinzás (1991).
- La Langue des papillons de José Luis Cuerda (1999), plusieurs scènes ont été tournées sur la place du Bois de chauffage (plaza de la Leña)[279].
- Dagon de Stuart Gordon (2001).
- Catalina de Mario Iglesias (2006).
- Flores para Amalia de Nani Matos (2012).
- L'hôtel de ville a été en 2010 l'un des lieux de tournage de la série Piratas et en 2019 de la série Fariña[280].
- La série d'Amazon Un asunto privado (2020) mettant en vedette Jean Reno et Aura Garrido[281],[282],[283],[284]
- Le moyen métrage Pontevedra hora cero (2022), réalisé par Alfonso Zarauza[285],[286].
- La deuxième saison de la série Los enviados mettant en vedette Miguel Ángel Silvestre[287],[288],[289].

### Patrimoine naturel

#### Parcs et espaces verts
Pontevedra est une ville durable ou verte. La ville est, avec Saint-Jacques-de-Compostelle, l'une des deux grandes villes galiciennes ayant le plus de parcs et d'espaces verts par habitant.
- Parc de l'Alameda de l'architecte Sesmero. Entouré de beaux édifices administratifs du XIXe siècle le parc a été conçu par l'architecte Alejandro Rodríguez Sesmero au XIXe siècle. De forme allongée, il y a un kiosque à musique et sur son mur inférieur ouest se trouvent des carreaux en faïence du peintre Carlos Sobrino. Son entrée ouest est flanquée de deux colonnes en pierre de 6 mètres de haut couronnées par l'effigie de deux lions en pierre avec les armoiries de la ville.

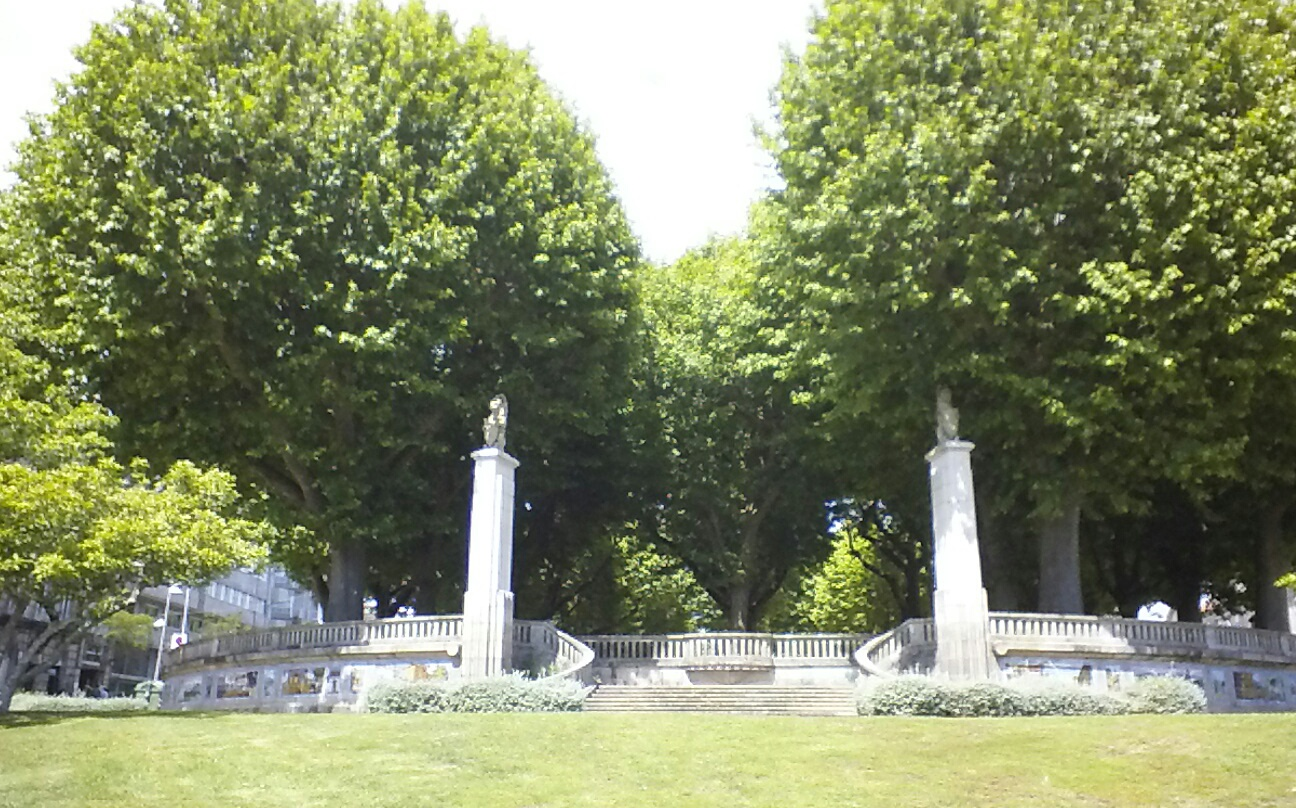
Alameda du XIXe siècle.

- Parc des Palmiers. Comprend les jardins de Vincenti. Au centre-ville, l'allée centrale est flanquée de grands palmiers des Canaries qui lui donnent son nom. Cette allée  se prolonge dans la rue piétonne Général Gutiérrez Mellado, également avec des palmiers du Mexique. Le parc des Palmiers possède un étang en pierre entre sa promenade centrale et ladite rue et de multiples jardins ornés de statues telles que celle de Christophe Colomb. C'est le parc le plus populaire du centre-ville.

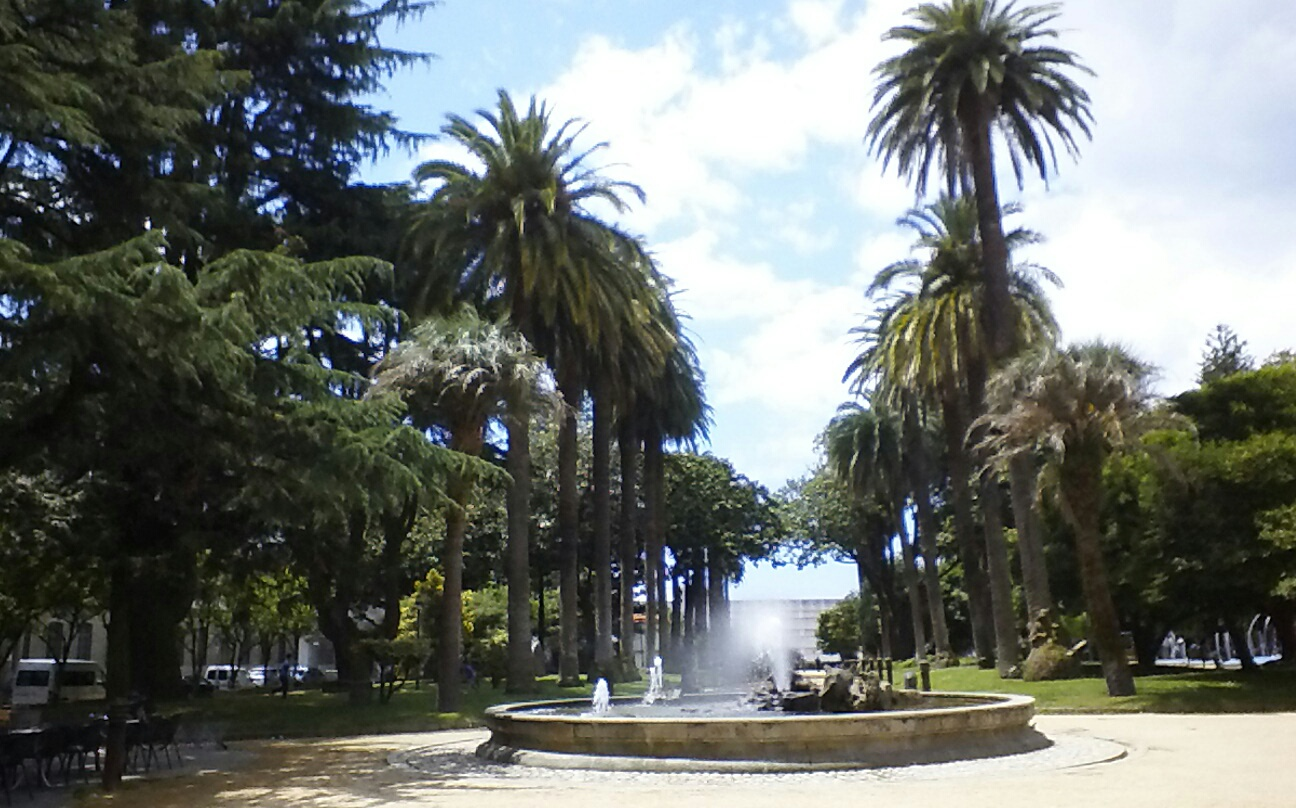
Parc des Palmiers.

- Parc de Barcelos. Au centre-ville, tout près des principales rues piétonnes et commerciales, il dispose d'une aire de jeux pour enfants. Une grande sculpture d'un arbre en fer, le Monument à l'arbre rappelle les nombreux platanes qui le peuplaient avant la construction du grand parking souterrain qui occupe presque toute sa longueur.
- Parc Rosalía de Castro. De l'autre côté du Pont de Santiago et du Pont des Tirantes se trouve le Parc Rosalía de Castro, situé devant le grand bâtiment du Parc des expositions de Pontevedra, conçu par l'architecte Manuel de las Casas.
- Parc de l'Île des Sculptures. C'est le plus important parc urbain de la ville, de 70 000 m2, situé sur une île du Lérez, à proximité du campus de Pontevedra, du Palais des Congrès de Pontevedra et du Pont des Tirantes. Ici se trouvent des sculptures en granit de célèbres artistes contemporains espagnols et internationaux. Il est relié au campus par trois passerelles intérieures en bois et à l'avenue Buenos Aires par une passerelle piétonne à haubans. Ce parc de 7 hectares est l'endroit préféré des habitants de Pontevedra pour faire du sport, se promener ou pique-niquer. Sur l'île, de nombreux chemins mènent aux sculptures du Parc. Le parc de l'île abrite douze sculptures en granit du Land Art international dans lesquelles l'art réfléchit sur la relation de l'homme avec son environnement. Les sculptures contemporaines en granit qu'on y trouve sont : Ciel raccourci de Giovanni Anselmo - Les 36 justes de Fernando Casás - S/T. Maison de José Pedro Croft - Pyramide de Dan Graham - Petrarque d'Ian Hamilton Finlay - S/T. Bancs en granit de Jenny Holzer - Saavedra de Francisco Leiro - Ligne de Pontevedra de Richard Long - Labyrinthe de Pontevedra de Robert Morris - Folie ou Petit paradis pour Pontevedra d'Anne et Patrick Poirier - S/T ou Stèle de Ulrich Rückriem - Xaminorio xunquemen abayes d'Enrique Velasco.

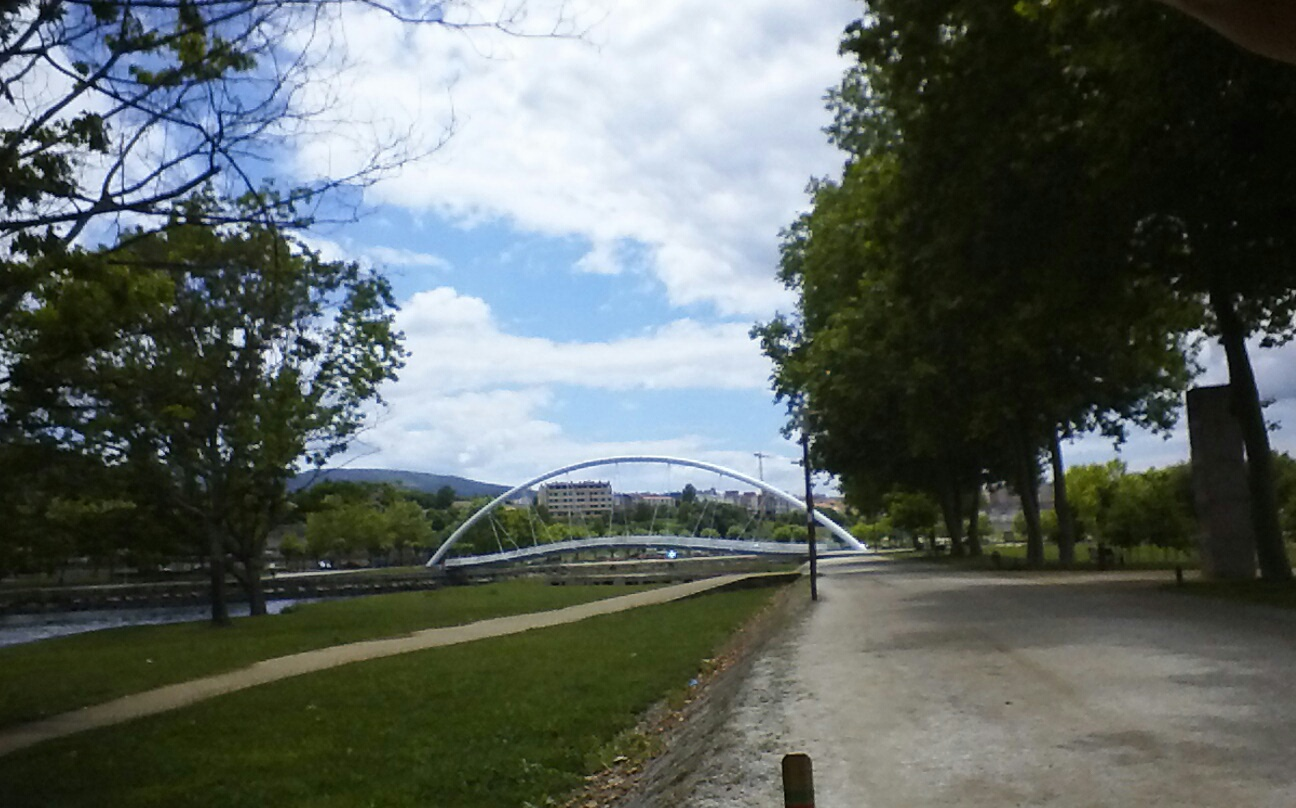
Parc de l'île des Sculptures.

- Parc des Marismas d'Alba. Grand parc naturel qui comprend des allées pour s'y promener ou faire du vélo. L'entrée se trouve à côté du Pont bow-string des Courants sur la rive droite ou nord. C'est un grand parc naturel d'environ 80 hectares dans sa totalité qui abrite dans sa zone humide plus de 120 espèces d'oiseaux et 160 espèces végétales différentes. Il y a plusieurs sentiers pour les randonneurs et les cyclistes et, à l'arrière-plan à gauche, un observatoire d'oiseaux. La Xunqueira de Alba est située dans le dernière partie de la rivière Rons, tout près de son embouchure dans le fleuve Lérez et la Ria; c'est un refuge pour de nombreuses espèces, y compris les oiseaux migrateurs. Il y a également un secteur destiné à l'utilisation publique, avec des sentiers et des points de vue. Le parc a été déclaré la première Zone Naturelle d'Intérêt Local (ENIL) de Galice pour protéger sa flore et sa faune.
- Parc de Campolongo. Au centre de la ville, dans le quartier Campolongo, se trouve ce grand parc, avec des promenades, des aires de jeux pour enfants et un étang. Ici se trouve un ancien grenier galicien sur des piliers typique de la Galice.
- Parc Gafos. Ce parc longe la petite rivière Gafos qui traverse une partie de la ville. C'est un parc linéaire à côté de la rivière dans sa partie urbaine jusqu'à son embouchure près du quai du port de Corbaceiras. Il y a des sentiers pour les randonneurs qui sont également adaptés aux promenades à bicyclette.
- Parc de Valdecorvos. Espace naturel de plus de 6 hectares dans le nouveau quartier Valdecorvos, autour du ruisseau Valdecorvos dans l'est de la ville. Il y a des sentiers et des passerelles en bois sur le lit du ruisseau.

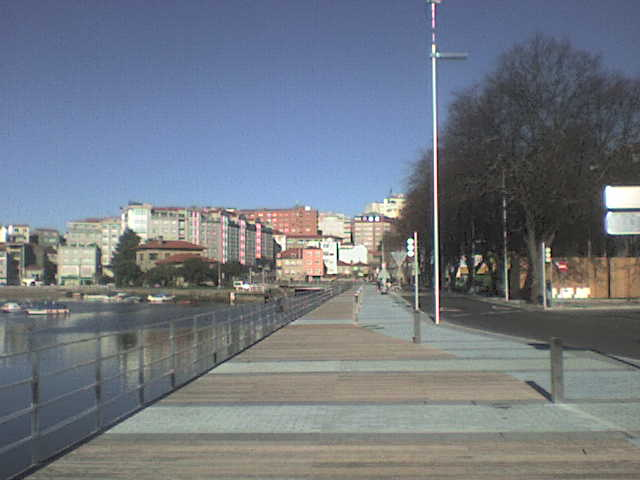
Bord de mer de la ville.

- Bord de mer-Rives du Lérez. C'est un lieu de promenade de plusieurs kilomètres autour du fleuve Lérez et de la Ria de Pontevedra. Il est divisé en plusieurs sections appelées Paseo Marítimo, d'où l'on peut voir s'ouvrir la Ria de Pontevedra et l'île de Tambo (surtout de son petit belvédère), Paseo d'Orillamar ou Corbaceiras et Paseo du Lérez. Le Paseo Marítimo, le Paseo du Lérez et l'autre côté de la Ria entre les ponts du Bourg et des Courants ont des pistes cyclables, tandis que dans les autres parties de la promenade les cyclistes coexistent avec les piétons.
- Parc du Belvédère. Ce parc est situé dans l'ouest du quartier Monte Porreiro. Il se compose de sentiers, d'un verger urbain et d'une allée centrale bordée d'arbres qui permet d'accéder au  belvédère de Monte Porreiro, situé dans l'un des plus hauts lieux de la ville, avec vue sur le fleuve Lérez, la ria de Pontevedra et une partie de la ville de Pontevedra. Il dispose également d'un terrain de jeux pour les enfants et d'un minigolf.
- Parc UNED. Dans le quartier Monte Porreiro, se trouvent ce parc de 1,8 hectare[291] et les jardins qui entourent le centre régional de l'UNED à Pontevedra. Il possède des sentiers, un étang et des arbres exotiques de grande valeur botanique comme un cyprès de Lambert, des séquoias, des acacias, des eugenias ou un hêtre pourpre[292]. Les jardins faisaient partie des jardins romantiques du Parc Buenos Aires du domaine de l'indiano pontevedrien Casimiro Gómez[293].
- Jardin botanique de Lourizán. Dans le quartier Lourizán se trouve l'un des plus importants arboretums et parcs botaniques de Galice. Il comprend plusieurs sentiers pédestres, des fontaines ornementales et une grande variété de plantes et d'arbres. Dans le parc se trouve le Pazo de Lourizán, un important palais du XIXe siècle de l'architecte Jenaro de La Fuente. Il est situé à trois kilomètres du centre-ville, sur la rive gauche de la Ria de Pontevedra, en direction de Marín.
- Parc forestier A Tomba. Il s'agit d'un parc forestier périurbain situé au nord de la villa à 4 kilomètres du centre-ville, dans la paroisse civile de Campañó. Il dispose de 82 hectares[294] et de 17 kilomètres de sentiers. Il compte 22 hectares de bois, 20 hectares d'arbres feuillus (châtaigniers et chênes), 3 hectares d'oliviers et 15 hectares de forêt mixte. Dans la partie supérieure, il a un point de vue panoramique sur Pontevedra[295].
- Parc forestier A Fracha. Parc forestier situé dans les paroisses civiles de Marcón, Tomeza et A Canicouva au sud de la ville. Il dispose de 406 hectares et de plus de 25 km de sentiers, dont un sentier circulaire de 11 km qui peut être parcouru à vélo. Le point appelé Outeiro do Navío, à 420 mètres d'altitude, marque l'entrée du parc, avec des vues sur la ville et la ria de Pontevedra. Parmi les espèces d'arbres, on trouve des chênes, des châtaigniers, des catalpas et des bouleaux[296],[297].
- Parc forestier Pontillón de Castro. Situé dans la paroisse civile de Verducido, autour du réservoir de Pontillón de Castro, au nord-est de la ville. Il offre 3,5 km de sentiers pour la marche, le vélo et l'accès aux fauteuils roulants autour du barrage par un chemin entouré d'arbres qui monte jusqu'à la montagne O Castro. Dans le coin, il y a un mur d'escalade et une importante piste de compétition de canoë-kayak.

Le lac Castiñeiras est situé à 9 kilomètres de la ville. Autour de ce lac se trouvent de grandes aires de loisirs avec des aires de pique-nique, des barbecues, des fontaines et des aires de jeux pour enfants.

#### Plages
La commune compte trois plages: La plage du Lérez, la plage de Placeres et la plage de Fontaíña. La plage du Lérez est en face du parc de l'île des Sculptures.

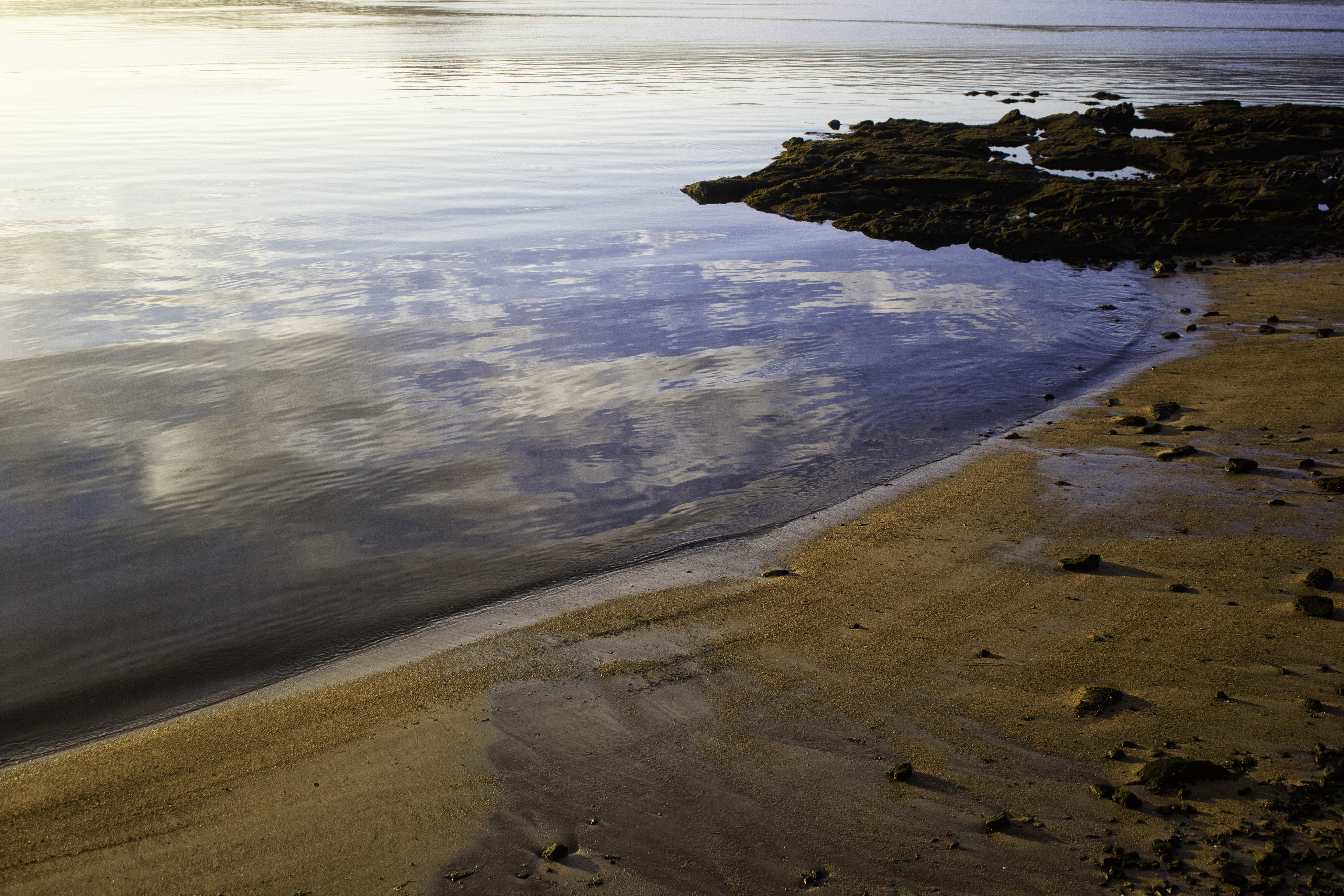
Plage de Placeres.

Dans les communes voisines à quelques kilomètres, il y a de nombreuses plages au pavillon bleu, sur les deux rives de la Ria de Pontevedra. Sur la rive sud on trouve les plages de Portocelo, Mogor ou Aguete, ainsi que Lapamán. Sur la rive nord, Cabeceira est la plus proche, à trois kilomètres du centre-ville, et un peu plus loin se trouvent les magnifiques plages de Raxó, Areas, Canelas, Montalvo, Pragueira et surtout la célèbre La Lanzada, pas loin de l'île de La Toja et de ses hôtels de luxe et son casino.

### Gastronomie et vins
La mer fournit d'excellents fruits de mer et des poissons qui sont rois à Pontevedra et qui font la réputation de sa région partout en Espagne. Le poulpe à la galicienne, bouilli et servi dans l'huile d'olive avec du paprika, est l'un des plats les plus célèbres, ainsi que les palourdes marinières. Les coquilles Saint-Jacques, les coques, les moules, les pouce-pieds, les huîtres et d'autres coquillages comme les palourdes, les pétoncles, les couteaux et les bigorneaux et des fruits de mer comme les homards, les araignées de mer, les tourteaux, les langoustes et les langoustines sont omniprésents dans la cuisine pontevedrienne. Quant aux poissons, le plat le plus typique est la caldeirada.

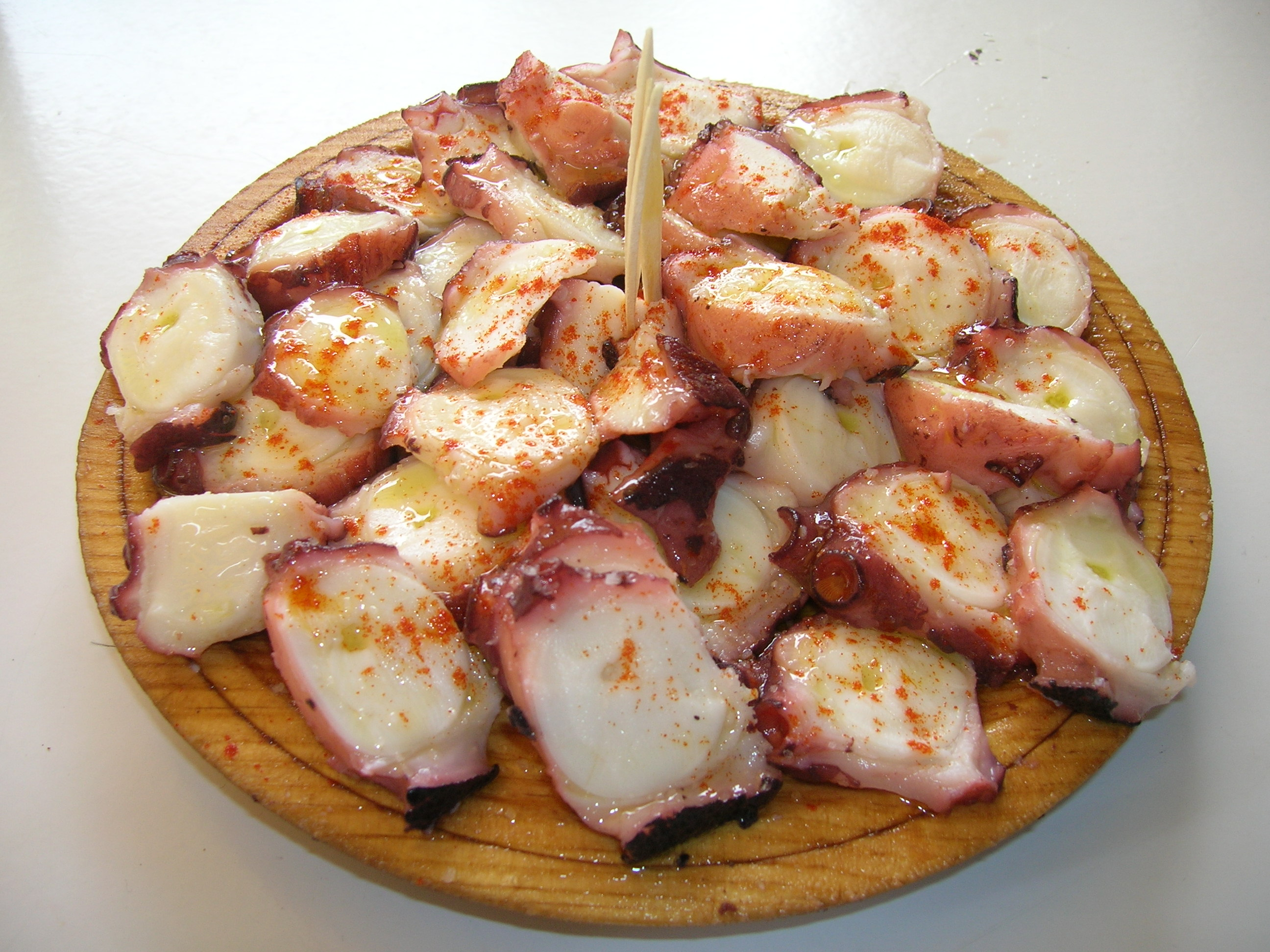
Le poulpe peut être dégusté dans les restaurants de la vieille ville.

La tourte galicienne appelée empanada (de grands chaussons fourrés au thon, à la morue...) est servie dans tous les restaurants de la ville, étant l'une des plus typiques l'empanada aux pétoncles, mais aussi celle ayant une farce à la morue et aux raisin secs (très souvent avec des fines tranches d'œuf dur), au thon, aux coques, aux sardines (xoubas) ou au porc. Les empanadillas aussi farcies, sont de petites empanadas. Le lacón con grelos à base de lard, de chorizo et de fanes de navets (grelos) et le caldo gallego sont les plats par excellence en hiver. Les petits poivrons de Padrón (selon le dicton, les uns piquent en bouche, les autres pas) sont servis avec un peu d’huile et du gros sel. Le raxo correspond à des morceaux de viande d'échine de porc cuits à l'étouffée avec des oignons ou du poivron rouge.

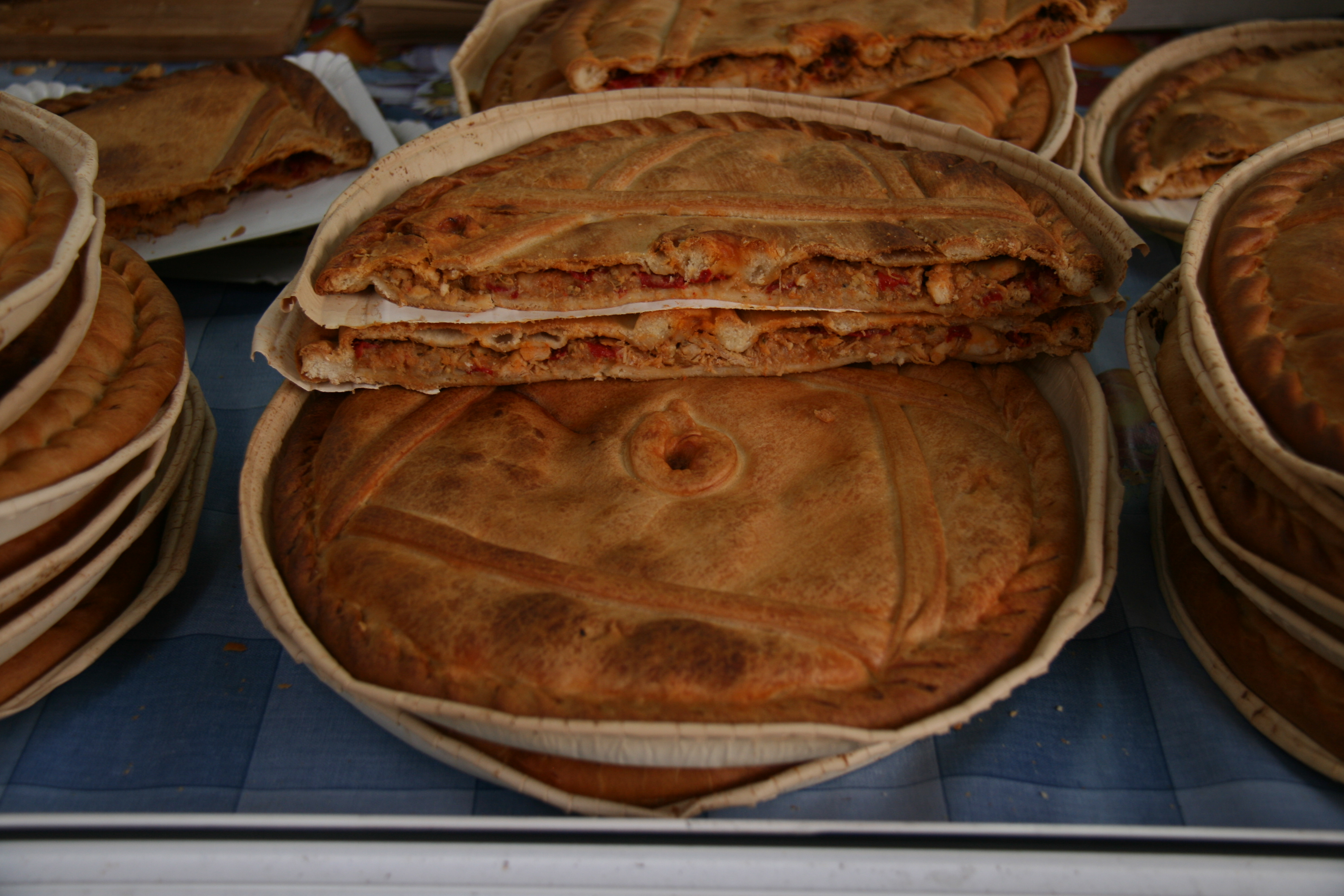
Empanadas.

En matière de pâtisserie, la ville est réputée pour son grand nombre de pâtisseries et de boulangeries. Les desserts les plus importantes sont les crêpes, appelés filloas et le lait frit. Dans la ville on peut trouver des pâtisseries typiques comme les choux à la crème, les choux à la crème Chantilly, les choux à la meringue, les mille-feuilles à la meringue, les churros, les gâteaux roulés, les éclairs, les palmiers, les melindres, les croissants, les profiteroles ou les cañas. À Noël la bûche de Noël et le gâteau des rois et pendant le carnaval les crêpes et les oreillettes ou bougnettes.
Le vin le plus important à Pontevedra est l'Albariño, cépage blanc des Rias Baixas, dont Pontevedra est le centre géographique. Le vin Albariño se distingue par sa personnalité: arômes à herbes et fleurs intenses. En bouche il est très fruité et acide. C'est un vin très apprécié hors de Pontevedra car il s'exporte à 85%. L'albariño est inscrit sous l'appellation d'origine contrôlée (AOC) Rias Baixas. La ville est le siège du Conseil Régulateur du vin Rias Baixas. Quant aux spiritueux, les plus célèbres sont la Queimada et la liqueur de café.

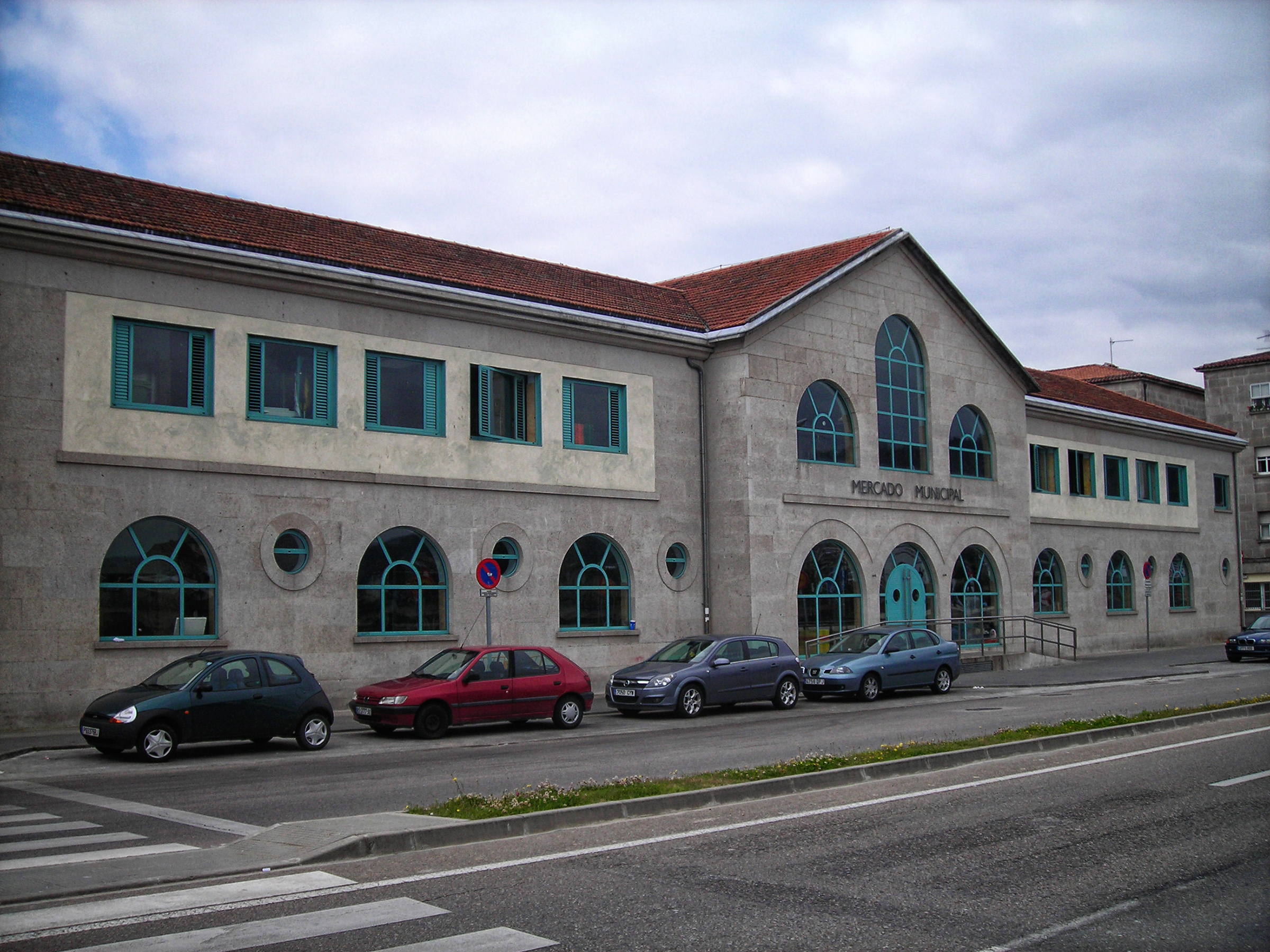
Marché central de Pontevedra.

La ville compte de nombreux et divers restaurants servant une cuisine traditionnelle espagnole, méditerranéenne et galicienne, ainsi que des restaurants italiens,,, français (crêperies), mexicains, péruviens, arabes et marocains, indiens, turcs, chinois, japonais, brésiliens, restaurants de fruits de mer, de poissons, de poulpe et de colin (merluzateca), bars à tapas et restaurants de grillades, végétariens et de restauration rapide (McDonald's, Burger King, KFC, Domino's Pizza). La ville dispose également d'un grand espace gastronomique avec une aire de restauration au dernier étage du marché central rue Sierra inauguré en août 2019.

## Armoiries

### Blason

Blason de Pontevedra

Le blason de la ville, qui est à la base des armoiries de la province de Pontevedra, représente le caractère maritime de la ville qui se reflète dans la conjonction des eaux de la ria de Pontevedra et du fleuve Lérez, ainsi que son caractère monumental, dans le pont qui lui a donné son nom, dans le calvaire en granit au centre du pont (aujourd'hui déplacée aux environs de la basilique Sainte-Marie Majeure) et dans la tour qui existait pour défendre l'entrée de la ville, qui a disparu lors de diverses invasions maritimes.

### Drapeau
Il est formé par un diabolo bleu, le reste du drapeau est blanc et au milieu il porte le blason de la ville. Le drapeau peut être vu sur tous les bâtiments appartenant à l'administration municipale de la ville.

## Personnalités liées à la commune

### D'hier
- Pedro Sarmiento de Gamboa (1532-1592), Explorateur, navigateur et chroniqueur. Membre de l'expédition qui décovrit les Îles Salomon y gouvernateur du Détroit de Magellan.
- Les Frères Nodal, navigateurs et explorateurs espagnols, ils vécurent aux XVIe et XVIIe siècles, appelés Gonzalo García de Nodal (1569-1622) et Bartolomé García de Nodal (1574-1622).

### Contemporains
- Benito Soto Aboal (1805-1830), le dernier des pirates espagnols.
- Manuel Portela Valladares (1867-1952), politicien.
- Caroline Otero, dite la Belle Otero (1868-1965), chanteuse et danseuse
- Carlos Sobrino Buhigas (1885-1978), peintre.
- Francisco Javier Sánchez Cantón (1891-1971), historien. L'un des lycées de Pontevedra porte son nom.
- Manuel Quiroga Losada (1892-1960), violoniste et compositeur
- Bibiano Fernández Osorio y Tafall (1902-1990), politicien.
- Xosé Filgueira Valverde (1906-1996), érudit, maire, directeur du musée et du premier lycée de la province de Pontevedra (lycée Valle-Inclán).
- Alejandro de la Sota Martínez, (1913-1996), architecte
- Pío Cabanillas Gallas (1923-1991), politicien.
- Manuel Cuña Novás (1924-1992), poète.
- Eduardo Fajardo (n.1924), acteur.
- César Portela (n.1937), architecte
- Luciano Varela (n.1948), magistrat espagnol.
- Fina Casalderrey (n.1951), écrivaine
- Mariano Rajoy,(1955), ex-président du gouvernement espagnol.
- Francis Lorenzo (1960), acteur.
- Xabier Fortes (1966), journaliste
- Manel Loureiro, (n.1975), écrivain
- Pedro Volta (1977), magicien.
- David Amor (1980), acteur, animateur et comique.
- Julia Varela (1981), journaliste
- Javier Gómez Noya (1983), sportif, triathlète. Il vit et s'entraîne à Pontevedra.
- Yoly Saa (1992), chanteuse
- Paula Cheshire (1993), illustratrice et autrice de bande dessinée
- Teresa Abelleira (2000), footballeuse